# Historia de El Salvador

Escudo de El Salvador a partir de 1912.

La historia de El Salvador es la narración y estudio cronológico de los acontecimientos demostrables, relacionados con los seres humanos, que han ocurrido en el actual territorio de El Salvador, país de América Central que ha pasado por diversas épocas y periodos, que han marcado su actual estado económico, político y social. 
Antes de la llegada de los conquistadores españoles a América, el territorio se encontraba habitado por diversos pueblos originarios que ya habían formado órdenes sociales sofisticadas. Con el sincretismo y la conquista se iría conformando la alcaldía mayor de San Salvador (que en 1786 pasaría a ser intendencia y en 1821 provincia) y la alcaldía mayor de Sonsonate; ambas eran parte de la capitanía general de Guatemala y del virreinato de Nueva España, y adquirirían su independencia del Imperio español el 15 de septiembre de 1821. Luego de lo cual, y después de la anexión y guerra contra el Primer Imperio mexicano y de la declaración de la independencia absoluta de Centroamérica el 1 de julio de 1823, ambas pasarían a formar parte de las Provincias Unidas de Centroamérica, donde la entonces provincia de San Salvador y la alcaldía mayor de Sonsonate se unirían y formarían el Estado del Salvador en 1824 para formar parte de la República Federal de Centroamérica, como una entidad federativa. El Salvador adquiriría su estatus de república libre e independiente el 25 de enero de 1859, luego de separarse de la Federación Centroamericana en 1841, unión que fue disuelta de facto 2 años antes, en 1839, al haberse separado de esta el resto de estados centroamericanos, quedando solo El Salvador como miembro oficial de ella. 
A partir de mediados del siglo XIX, El Salvador inicia un lento proceso de consolidación económica y social como nación independiente hasta comenzar la concreción de esta con las reformas liberales entre las décadas de 1870 y 1890. Esta coyuntura inauguraría el período denominado "La república cafetalera", que caracterizaría a la historia salvadoreña al menos hasta la década de 1920. En 1931 se iniciaría un periodo conocido como la "dictadura militar", donde la Fuerza Armada controlaría el gobierno hasta 1979. Durante los años ochenta acontecería la guerra civil, dejando un saldo de muertos y desaparecidos sin precedentes en su historia. 
En 1992 se firmarían los Acuerdos de Paz de Chapultepec, que terminarían el conflicto armado y darían inicio a la posguerra; donde la situación económica y social tendería a dificultar las posibilidades de superación de la población, debido al abandono social, delincuencia, corrupción política y la falta de apoyo, en el ámbito económico y social, por parte de los gobiernos en turno. 
En los 27 años, después de la firma de los Acuerdos de Paz, el gobierno estaría en manos de: Alianza Republicana Nacionalista de El Salvador (ARENA), que estuvo a cargo del estado durante 20 años; y El Frente Farabundo Marti Para la Liberación Nacional (FMLN), durante 10. En el 2019, llegaría a la presidencia Nayib Bukele, bajo la bandera del partido Gana e impulsando el partido de Nuevas Ideas, que se convertiría en la primera fuerza política en las elecciones legislativas y municipales de 2021.

## Época precolombina (entre el ~13000 a.C. y 1524 d.C.)

### Períodos paleoamericano y arcaico (~13000 a.C. - 1500 a.C.)

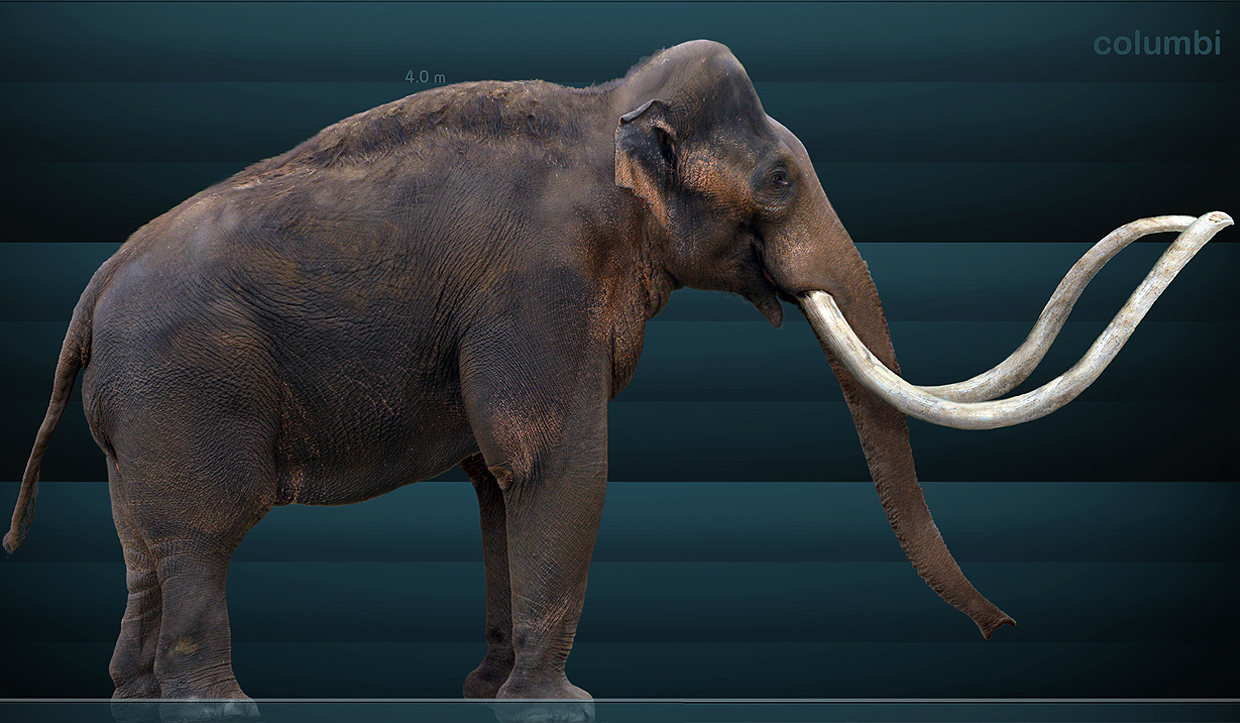
Reconstrucción de un mammut de Columbia, en El Salvador se han encontrado en sitios como Tomayate (Apopa), Cerro Pacho (Nueva Concepción, departamento de Chalatenango) y San Lorenzo (Nueva Granada, departamento de Usulután).

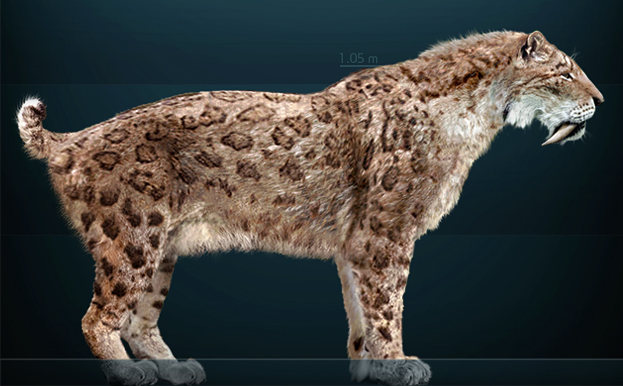
Reconstrucción de un felido dientes de sable del género Smilodon; en El Salvador se han encontrado en sitios como El Hormiguero (Comacarán, departamento de San Miguel).

El territorio actual de El Salvador, en lo referente a su historia geológica, es un país extremadamente joven; donde el 5% del territorio se encuentra conformado por rocas, principalmente sedimentarias, del período Cretácico (de la era Mesozoica); mientras que el resto del país está cubierto de rocas, en su mayoría volcánicas, de la era Cenozoica. Durante la época geológica del Pleistoceno (al final del cual llegarían los primeros humanos), debido a las distintas glaciaciones, el país era más árido, semejante a la sábana africana; y, junto con la fauna que aún sobrevive, se encontraban también grandes mamíferos (conocidos como la megafauna), cuyos restos se han encontrado en sitios como el Tomayate, la Barranca del Sisimico y El Hormiguero, tales como: mamuts (de la especie Mammuthus columbi), mastodontes del género Cuvieronius, felidos con dientes de sable (del género Smilodon), toxodontes, caballos americanos (género Equus), gliptodontinos (armadillos o cusucos gigantes), perezosos terrestres (de las familias Megalonychidae y Megatheriidae), camélidos, y bisontes (género Bison).
Según análisis genéticos de la población salvadoreña, en el adn mitocondrial (que se hereda por vía materna) de la mayoría de la población es más frecuente encontrar haplogrupos de origen indígena (a diferencia de los genes del cromosoma Y, que se heredan por vía paterna, y donde es más frecuente encontrar los haplogrupos de origen europeo, sobre todo en las áreas urbanas; quedando en ambos, en tercer lugar, los procedentes de africanos). Siendo el haplogrupo mitocondrial más predominante el A2 (en un aproximadamente 91% según Salas et al. 2009, o en un 72.7% según Aizpurua-Iraola et al. 2023), que procede de los primeros pobladores del continente y cuyas variantes más antiguas habrían llegado por primera vez al territorio salvadoreño hace unos 13 400 ± 5200 años antes del presente.
Estos primeros humanos emigrarían al final de la glaciación de Würm; y eran grupos nómadas de cazadores-recolectores, que reciben el nombre de paleoamericanos o paleoindios, y que se dedicaban principalmente a la caza de los animales pertenecientes a la megafauna utilizando puntas de lanza de la cultura clovis. Uno de los lugares donde se podría ver algún vestigio de ellos es en la Cueva del Espíritu Santo, más aún en su arte rupestre más antiguo.
Tras la extinción de los últimos animales de la megafauna (alrededor del 8000 a. C.) los grupos nómadas empiezan a dedicarse principalmente a la recolección y después a la agricultura con lo cual las poblaciones se hacen sedentarias.
En las islas del golfo de Fonseca se han encontrado evidencia de una continua ocupación humana; específicamente en la isla Periquito, se han descubierto concheros (acumulación intencionada de desechos de moluscos, crustáceos y otros animales acuáticos que formaban parte de la dieta de esos grupos humanos, y que a su vez podía tener un uso ritual) cuyo fechamiento más antiguo se sitúa alrededor de 1800 a. C..
Sedimentos provenientes de la Laguna Verde (Apaneca), laguna Llano del Espino (Ahuachapán) y Laguna Cuzcachapa (Chalchuapa), muestran que para alrededor del 2000 a. C. por primera vez ocurre una disminución de árboles y un aumento en la aparición de polen de maíz debido la agricultura. Posteriormente, alrededor del 1,500 a. C., se evidencia que además de la siembra de maíz, hay una tala de bosques, quema de material orgánico y una erosión incrementada, lo que evidencia el comienzo de la sedentarización de las poblaciones.

### Período preclásico (1500 a.C.-250 d.C.)
Con la sedentarización de las poblaciones y el comienzo de la fabricación de cerámica se inicia el período preclásico, durante el cual: llegaron los mayas y lencas; y las poblaciones fueron grandemente influenciadas por la cultura olmeca.

#### Preclásico temprano (1500 a.C.-900 a.C.)
Durante este período se formaron las primeras aldeas agrícolas, algunas de estas permanecieron como simples aldeas, mientras que otras desarrollaron rasgos más avanzados. A la vez, aparecen las primeras cerámicas y los sitios tenían nexos comerciales con sitios ubicados en el área del Soconusco en el estado mexicano de Chiapas.
El asentamiento más antiguo con evidencia de cerámica es El Carmen que data del 1590 a. C. (±150 años). La cerámica de este sitio es muy similar a la encontrada en Chiapas y la costa pacífica de Guatemala, y a su contexto cultural se le denomina fase Bostan.
Para alrededor del 1200 a. C. hay evidencia de cerámica en Chalchuapa y Finca Rosita (Santa Ana); en el caso de Chalchuapa esto se presenta en dos localidades: la orilla norte de la laguna Cuzcachapa y cerca del manantial El Trapiche. Al igual que en El Carmen la cerámica de estos sitios es muy parecida a la de Chiapas y Guatemala, lo que apoya la interpretación de que los primeros habitantes del occidente salvadoreño procedían de la región del litoral pacífico (entre Chiapas y Guatemala) y que probablemente eran hablantes de alguna lengua Zoque y practicantes de la cultura Mokaya. En el caso de Chalchuapa y Finca Rosita, su contexto cultural recibe el nombre de fase Tok.
En la zona oriental, la evidencia más antigua de este período proviene del sitio arqueológico La Rama, el cual está conformado por huellas tanto humanas como de animales, los cuales datan de alrededor del 1500 a. C. según estudios de estratigrafía comparativa.

#### Preclásico medio (900 a.C.-500 a.C.)
Al inicio de este período se empezó hacer notorio el crecimiento de la población de agricultores y una fuerte expansión demográfica en las zonas occidental y central del país, probablemente por la introducción de nuevas variedades de maíz más productivas. Asimismo, es en este momento en que comienza la construcción de pirámides escalonadas en los sitios, como es el caso de la estructura E3-1 de El Trapiche en Chalchuapa.
Los principales sitios de este período tenían nexos comerciales y se veían influenciados por el área olmeca y sitios ubicados en la costa pacífica de Guatemala. La influencia olmeca en territorio salvadoreño se observa a través de esculturas como la piedra de Las Victorias (que representa a 4 personajes con rasgos olmecas en lo que parece un ritual a la fertilidad y al maíz) y el monumento 7 (una escultura obesa conocida como barrigón o gordinflón, este tipo de esculturas es muy común en el sureste de Mesoamérica, este en particular cuenta con rasgos olmecas y es uno de los más antiguos de El Salvador) en Chalchuapa, y el llamado hombre de la banca (encontrado en la cima de la estructura 1 del sitio arqueológico Finca Rosita) en Santa Ana.
Los principales asentamientos fueron: Chalchuapa (con su centro ceremonial en El Trapiche), y San Nicolás, en la zona occidental; Barranco Tovar, Jayaque, El Perical y Antiguo Cuscatlán, en la zona central; y Gualacho, en la zona oriental. Los hallazgos en los sitios de este periodo principalmente de El Trapiche muestran que las poblaciones de esta época tenían una diversa complejidad social y diferenciación interna a comparación con las aldeas del preclásico temprano.

#### Preclásico tardío (500 a.C.-250 a.C.)

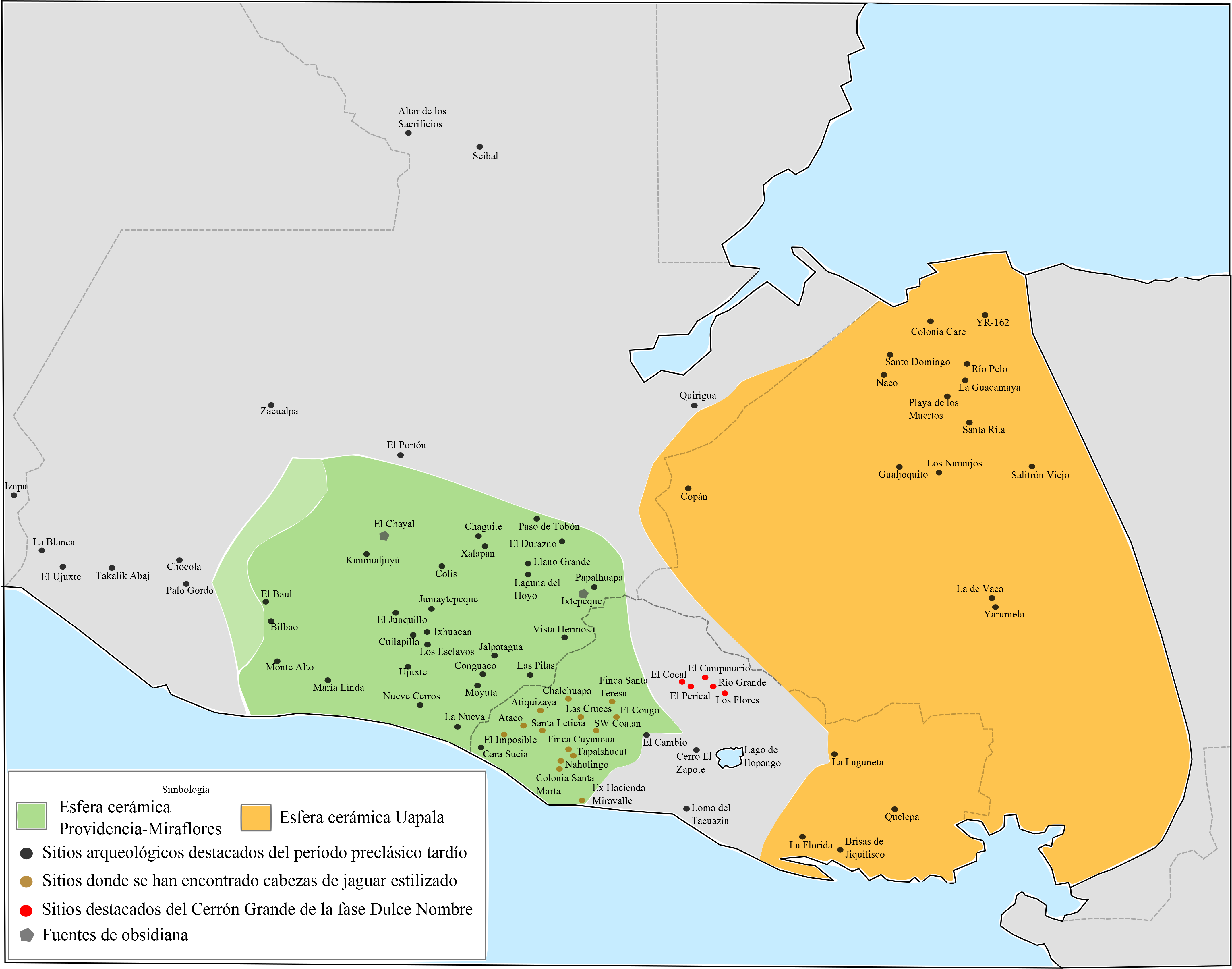
Esferas cerámicas del período preclásico tardío, en verde la esfera Providencia-Miraflores que está conectada con la cultura maya y tiene su centro en Kaminaljuyú, y en anaranjado la esfera Uapala que tiene su centro en Quelepa y La Laguneta. Los puntos negros muestran sitios arqueológicos destacados del período preclásico, los puntos café muestran sitios donde se han encontrado cabezas de jaguar estilizado, y los puntos rojos muestran sitios arqueológicos destacados de la fase Dulce Nombre (fase cronológica del área del Cerrón Grande) que estaban aislados de los nexos comerciales de las dos esferas.

Para el comienzo de este período se produjo una fuerte expansión demográfica, desarrollándose un considerable incremento en el número de poblaciones que se percibe principalmente en las tierras ubicadas a una altura por debajo de los 1000 metros y hasta los 1400 metros; con ello se amplió el contacto interregional y se desarrolló una serie de nexos culturales a través el sureste de Mesoamérica.
Las poblaciones de la zona occidental y parte de la zona central se veían fuertemente influenciadas por las poblaciones de las tierras altas mayas centrales de la actual Guatemala (principalmente Kaminaljuyú), por lo que dichas poblaciones se ven integradas dentro del área maya, y en específico de la esfera de cerámica Providencia-Miraflores,; y localmente conformaban las fases Chul (500 a. C. - 200 a. C.), Caynac temprano (200 a. C. - 100 d. C.) y Caynac tardío (100 d. C. - 200 d. C.); en cambio las poblaciones de la zona oriental conformaban, junto con las poblaciones del occidente de Honduras, la esfera cerámica Uapala; a su vez existían relaciones comerciales entre los sitios de ambas esferas cerámicas. Mientras que los sitios del área de la Central Hidroeléctrica Cerrón Grande, cuyo contexto cultural se conoce como fase Dulce Nombre, permanecieron aislados de ambas esferas de cerámica y mantuvieron varios rasgos del preclásico medio.
Las principales poblaciones durante este período fueron: en el occidente salvadoreño (además de Chalchuapa, cuyo centro ceremonial El Trapiche se amplió en esta época con la construcción de las estructuras del sitio arqueológico Casa Blanca) Santa Leticia, Finca Rosita, Cara Sucia, Ataco (específicamente el grupo arquitectónico Las Sepulturas), Tacuzcalco, San Isidro, Atiquizaya y Acajutla; en la zona central, Los Flores, Río Grande, El Campanario (estos tres ubicados en la zona de la Central Hidroeléctrica Cerrón Grande), El Cambio, Cerro del Zapote y Lomas del Tacuazín; en la región oriental se desarrolló Quelepa, La Laguneta y La Florida.
Entre las características destacables en el área maya durante este período están: la cerámica Usulután, que fue producida primeramente en Chalchuapa; las figurillas tipo Bolinas (llamadas así por el sitio arqueológico Bolinas, ubicada en la finca de igual nombre de Chalchuapa, donde se las descubrió por primera vez), que por lo general representan a mujeres de diversas edades, de pie o sentadas con las piernas separadas, de las que algunas tienen protuberancias y cavidades para posiblemente conectarse con cuerdas para la articulación de la cabeza o las extremidades; y las estelas talladas que demostraban el poder que tenían los gobernantes de una determinada población, ejemplos de estas estelas de este período en el país se han encontrado en El Trapiche en Chalchuapa (en donde se han encontrado dos fragmentos de estelas, en uno se aprecia la imagen de un gobernante sentado y con el brazo extendido, que recuerda a los kuhul ajaw o reyes sagrados de las grandes ciudades mayas del período Clásico, y que contiene 8 columnas de escritura en las que se ha logrado identificar el signo de uinal o mes en el calendario maya; el otro fragmento de estela muestra la fecha 7 baktún, que corresponde a los años que transcurren del 354 a. C. al 41 d. C.) y en el grupo Las Sepulturas de Ataco (que es considerada de estilo Izapa pero cuenta con características propias; es un fragmento que muestra a un gobernante de pie, cuyas piernas están encima de un glifo que representaría el nombre de su territorio).
Una característica propia y única de los sitios de este período en el occidente del país son las llamadas Cabezas de Jaguar, las cuales son esculturas zoomorfas y antropomorfas (es de mencionar que el nombre de estas esculturas en piedra se debe a que investigadores de principios del siglo XX creyeron que eran representaciones de jaguares) que eran dispuestas en grupos de tres y estaban asociadas a otras esculturas en piedras que podían ser: estelas talladas, estelas lisas, altares (que eran utilizados como tronos), o barrigones (en este último caso es de mencionar a Santa Leticia, donde encima de una gran plataforma se construyeron tres montículos y tres barrigones en la fase Caynac temprano (entre 200 a. C. y 100 a. C.), posteriormente los barrigones serían enterrados y en su lugar se colocarían dos monumentos de cabezas de jaguar). Los monumentos de cabeza de jaguar, son considerados un emblema político de las poblaciones del occidente del país.
Al final de este período Kaminaljuyú entra en decadencia (por causas ecológicas e invasiones de poblaciones del noroeste), lo que causa el fin de la esfera cerámica Miraflores; a su vez, en el territorio salvadoreño, varios sitios (como Santa Leticia, el grupo Las Sepulturas de Ataco, Finca Rosita, El Trapiche y Casa Blanca) son completamente abandonados, y las tradiciones asociadas a este período son completamente olvidadas.

### Período clásico (250 d.C.-900 d.C.)

Fases culturales del período Clásico Tardío, en verde la fase Payu que está conectada con la cultura maya, en café la fase Tamasha que forma parte de la cultura Cotzumalhuapa, y en anaranjado la fase Lepa que tiene su centro en Quelepa. Los puntos negros muestran sitios arqueológicos destacados del período clásico, y los puntos rojos muestran sitios arqueológicos destacados de la fase fogón (fase cronológica del área del Cerrón Grande).

Durante el periodo clásico las ciudades dominantes del área occidental y central comerciaban y se veían influenciados grandemente por Copán y Teotihuacán, en cambio la zona oriental incluyendo Quelepa comerciaban y se veían influenciadas por poblaciones en el valle de Ulúa en Honduras y de Veracruz.

#### Clásico temprano (250-600)
En este período poblaciones como Chalchuapa, Cara Sucia (en el occidente salvadoreño), y El Cambio (en la zona central) se mantuvieron habitadas; al igual que todos los sitios del área del Cerrón Grande y la zona oriental.
En Chalchuapa la construcción monumental en El Trapiche y Casa Blanca se paró, y se redujeron los grupos de cerámica; a su vez se inició la construcción de Tazumal (que se convertiría en el centro ceremonial de la ciudad), y se comenzó a tener vínculos políticos y económicos con Copán.
En la zona oriental se disminuyó el intercambio comercial con el occidente salvadoreño y se incrementó con las poblaciones en el centro de Honduras; a su vez, tanto Quelepa, La Laguneta y La Florida siguieron su desarrollo sin interrupción en todo el período clásico, a estos se agregaron nuevos sitios principales, los cuales son: Brisas de Jiquilisco y San José Jucuarán.
En algún punto entre los siglos V y VI d. C. sucedió la erupción del Lago Ilopango lo cual causó el abandono de la mayor parte de la zona central, trasladándose los habitantes de las poblaciones deshabitadas a lugares cercanos y altos.
En la zona occidental la recuperación fue inmediata, como se observa en Chalchuapa donde se removió parte de la ceniza depositada y se amplió la estructura principal de Tazumal poco tiempo después de terminada la erupción. Por otro lado, en una tumba encontrada en Tazumal, se descubrieron objetos relacionados con Teotihuacán, lo que muestra que había nexos comerciales con esa gran ciudad del centro de México.
En el área del cerrón Grande, en La Boquita se da una continuación en la cerámica del preclásico y a la vez está cerámica muestra conexión con Quelepa (la cual no había sido afectada por la erupción).
La zona central específicamente el valle de Zapotitan se mantuvo despoblada por varias décadas después de la erupción, al poblarse nuevamente el valle se levantaron nuevas poblaciones de los cuales se alzó San Andrés como ciudad dominante.

#### Clásico tardío (600-900)

En verde se muestra el área donde se ha descubierto la cerámica Copador, lo cual a su vez muestra la extensión de la influencia de la ciudad maya de Copán en el período Clásico Tardío, mientras que los puntos negros muestran algunas poblaciones actuales y sitios arqueológicos en que se ha encontrado dicha cerámica.

Durante el período clásico tardío, San Andrés y Chalchuapa (con su centro ceremonial en Tazumal) al occidente del río Lempa y Quelepa al oriente alcanzan su mayor auge; en el área del Cerrón Grande existieron varios sitios, tales como: El Remolino, El Tanque y La Ciénaga (los cuales cuentan con varios montículos ceremoniales incluyendo juegos de pelotas y plataformas para las residencias).
La cerámica encontradas en los sitios de las zonas occidental y central (en Chalchuapa, San Andrés y el área Cerrón Grande) son similares y forman parte de una misma área cultural conocida como fase payu, lo que probablemente indica una unidad étnica entre las poblaciones de la zona occidental y central durante este período. Estos sitios se veían fuertemente influenciados por Copán, lo cual se percibe a través de la cerámica (específicamente la cerámica Copador, que era producida en dicha ciudad, y que era la principal cerámica de estos sitios).
En una de las tumbas de Tazumal se encontró un frasco, que en uno de sus lados tiene una inscripción maya que dice: «Esta vasija fue dedicada y es propiedad de K'ahk' Uti' Witz' K'awiil, rey divino de Copán y Señor del Sur»; por lo que dicho frasco era propiedad del XII rey de Copán K'ahk' Uti' Witz' K'awiil (también conocido como Humo Imix o Humo Jaguar, que gobernó del 628 al 695) y muy probablemente fue regalada por dicho rey copaneco al gobernante de Chalchuapa como parte de una estrategia política expansionista.
En la estructura 7 de San Andrés se descubrió una ofrenda exótica que contenía huesos de animales, conchas, una espina de mantarraya, una pieza de cerámica del Petén guatemalteco o de Belice, y un pedernal excéntrico muy probablemente importado del Petén o de Belice; esto muestra que este sitio tenía vínculos comerciales con poblaciones ubicadas en el Petén o en Belice. Por otro lado, durante este período se construyó una acrópolis en el centro ceremonial San Andrés, con lo cual los gobernantes de este lugar se dotaron de un área privada desde el cual regir la ciudad; San Andrés era el centro de un estado regional poderoso que regía el valle de Zapotitán, que para entonces se calcula que contaba con alrededor de 350 sitios.
Una de las poblaciones bajo el dominio de San Andrés fue Joya de Cerén, una aldea que fue excelentemente conservada por la ceniza del volcán Laguna Caldera alrededor del 660, lo que ha permitido conocer el modo en que vivían los habitantes de este período.
En la zona oriental a la par de los sitios dominantes ya existentes surgen Los Llanitos, Asanyamba y El Chiquirín; todos estos sitios compartían vínculos comerciales y culturales con el centro y sureste de Honduras, la costa pacífica de Nicaragua y el golfo de Nicoya en Costa Rica. Específicamente las poblaciones de la zona oriental conformaban el área cultural conocida como fase Lepa, que se extiende hasta Tehuacán (en el departamento de San Vicente).
Los sitios de la zona oriental, y más aún Quelepa, se vieron durante este período influenciados y probablemente ocupados por poblaciones de lo que hoy es Veracruz, en Quelepa inclusive se abandonaron las estructuras que había para entonces y se edificaron nuevas estructuras al otro lado del río con características muy diferentes a las que había anteriormente. En la cerámica aparecen rasgos exóticos como figurillas con ruedas, flautas de cerámica, yugos, palmas y hachas (incluso en Quelepa se encontró un hacha que tiene representado a Quetzalcoatl en su forma de Ehecatl);
En la región costera del actual departamento de Ahuachapán y parte del de Sonsonate se estableció la cultura  Cotzumalhuapa; el contexto de está cultura en el territorio salvadoreño se denomina como fase Tamasha, y como principales asentamientos se encontraban Cara Sucia, La Danta y Huiscoyalate (este último ubicado cerca de Izalco). De estos sitios, el que más destaca es Cara Sucia, que en este momento alcanza su apogeo y en el que se construye en su centro ceremonial una acrópolis, juego de pelota y terrazas para crear terraplenes y evitar inundaciones; una escultura icónica es el llamado disco de jaguar, cuyo simbolismo estaba asociado a la guerra y el poder.
Los grupos étnicos y etnias que poblaban el territorio eran: lencas (potones), uluas (cacaoperas), mayas (chortíes), xincas y chorotegas.
A partir de principios del siglo IX, empieza el colapso de las principales poblaciones del período clásico (incluyendo las grandes ciudades mayas como Copán), a raíz de esto se desintegran las distintas rutas comerciales que se habían forjado, lo que a su vez provoca que muchos sitios fueran completamente abandonados al finalizar este período, incluyendo San Andrés, Cara Sucia y Quelepa.

### Período posclásico (900 d.C.-1524 d.C.)
Este período se inicia con el abandono de la mayoría de las ciudades del período clásico y la emigración de diferentes grupos nahuas (alrededor del 900 a 1200), siendo la última de dichas migraciones a las que se les conocería como pipiles; y termina dicho período con el descubrimiento y conquista del territorio salvadoreño por los españoles.

#### Posclásico temprano (900 d.C.-1200 d.C.)
En este período se dieron las migraciones nahuas, y las áreas que presentan una fuerte evidencia de ocupación nahua son: el valle de Chalchuapa, la parte superior de la cuenca del río Acelhuate, el valle de Sonsonate, la porción central del país, la región Metapán del Lago de Guija, la planicie costera alrededor de Acajutla y la Costa del Bálsamo.
Las sitios principales durante este período fueron: Tazumal en Chalchuapa, Igualtepeque (en la zona occidental), Cihuatán, Las Marías (en la zona central) y Loma China (en la zona oriental); Cerámicas representativas de todos los sitios de esta época son: cerámica  Tohil plomiza (producida en el sur de Chiapas y occidente de Guatemala) y cerámica polícromo Nicoya o Papagayo (fabricada en la costa pacífica de Nicaragua y la península de Nicoya en Costa Rica).
La mayoría de sitios del occidente y centro del territorio estaban fortificados y situados en lugares altos, lo que evidencia una fuerte necesidad de defenderse ante cualquier ataque; y se veían grandemente influenciados por la cultura tolteca (principalmente Chalchuapa) o Cholula (como en el caso de Cihuatán y demás sitios relacionados con este).
En todos los sitios de las zonas occidental y central se han encontrado representaciones de deidades nahuas (como Tlaloc, Quetzalcoatl, Xipe Totec, Huehueteotl); siendo Xipe Totec quien más destaca en este período, representaciones de está deidad se han hallado en Cihuatán, Las Marías, Tazumal, Carranza, Igualtepeque y Azacualpa en el lago de Güija e isla El Cajete en la Barra de Santiago en Ahuachapán. Por otro lado, aunque la élite (nobles y sacerdotes) de este período es claramente nahua y proveniente de México, la cerámica y los utensilios de la gente común son una evolución y adaptación de los que había en el período anterior, lo que muestra que la gente común seguía manteniendo sus tradiciones y modos de vida.
En Chalchuapa, el centro ceremonial de Tazumal se ve ampliado con la construcción de una pirámide similar a las de Tula (capital de los toltecas), una pirámide circular (probablemente dedicada a Quetzalcoatl en su forma de Ehecatl), y un juego de pelota; además de que se amplió el área ceremonial con la construcción de las estructuras de los sitios Nuevo Tazumal, Los Gavilanes, y de una estructura residencial multiespacial (es decir con varias habitaciones, como las de Tula) asociado a un taller de obsidiana en la zona del los cementerio Jardín y Vergeles del Edén; también se levantaron dos esculturas de Chacmool, una estatua de Xipe Totec y una estela (que es conocida como virgen de Tazumal, y que representa a un gobernante de está población). Lo que muestra la identidad nahua de dicha población y su vínculo con el estado tolteca. A este contexto cultural de Chalchuapa se le denomina como fase Matzin.
Cihuatán fue una poderosa ciudad, cuya influencia o dominio abarcó gran parte de la zona central y occidental; dicha ciudad contaba con un centro monumental compuesto por una acrópolis (con un palacio similar a los palacios o tecpán del centro de México) y un centro ceremonial (conformado por la pirámide principal, un palacio, dos juegos de pelota, varias estructuras ceremoniales y murallas que protegían el recinto). Por otro lado se encontraba el sitio de Las Marías, que por su tamaño (y al igual que Cihuatán) también puede considerarse una ciudad, que cuenta con un centro ceremonial compuesto por decenas de estructuras y una calzada, y en donde se han encontrado numerosas representaciones de Tlaloc y Quetzalcoatl; a su vez tanto Cihuatan y Las Marías cuentan cada uno con una amplia área domiciliar. Cihuatán, Las Marías y todos sus sitios relacionados conformaban el área cultural conocida como fase Guazapa (también denominada como fase Cihuatán).
En la zona oriental, la cerámica muestra (que luego del abandono de Quelepa, La Laguneta y demás sitios del período anterior) que dicha región se vio fragmentada políticamente y (al igual que ocurría en los sitios de las zonas occidental y central) los sitios tendían a ubicarse en lugar altos y a estar fuertemente fortificados.
En el sitio de Loma China (Usulután), se descubrieron montículos asociados a una estructura multiespacial (similar a la de Chalchuapa) y un entierro que contenía tres discos (adornos con jade, turquesa, concha y pirita; y que muestran a un guerrero con casco, chaleco y pectoral portando escudo y una lanza en forma de serpiente) y varias navajas de obsidiana verde (lo cual también ha sido documentado en Chalchuapa, y que procede de Pachuca, México, un sitio controlado por Tula). Lo cual muestra que los habitantes o por lo menos la nobleza de dicho sitio tenía vínculos con Chalchuapa y el estado Tolteca; el contexto cultural de este sitio se conoce como fase Loma China.
Al final de este período (alrededor del 1200), las ciudades de Cihuatán, Las Marías y las poblaciones tributarias de estos fueron destruidas, quemadas y abandonadas probablemente por un conflicto con otro grupo nahua; mientras que en Chalchuapa, Tazumal y todos los demás sitios ceremoniales fueron abandonados.  En el mismo tiempo se calcula la última migración nahua, que serían conocidos como pipiles, y se encuentran asentamientos en la zona de Antiguo Cuscatlán (donde estuvo la que se convertiría para el posclásico tardío en la capital de los nahuas pipiles).

#### Posclásico tardío o protohistórico (1200-1524)

Pueblos indígenas que habitaban el territorio salvadoreño durante el protohistórico: 1. Nahuas pipiles, 2. Potones o Lencas salvadoreñas, 3. Kakawiras o Cacaoperas, 4. Xincas, 5. Mayas Chortis, 6. Mayas Pokomames, 7. Chorotegas.

Durante este período, exactamente antes de la conquista española, el territorio estaba ocupado por tres grandes entidades territoriales; siendo el más unificado el Señorío de Cuzcatlán.
Los pueblos indígenas que habitaron este territorio fueron: los potones, chortis, xincas, kakawiras, chorotegas, pocomames, y nahuas pipiles, todos ellos pertenecientes al área cultural mesoamericana. De estas etnias o pueblos los más extensivos eran los pipiles y los lencas salvadoreños, los primeros habitaban desde el río Paz hasta el río Lempa (con excepción de algunas áreas del recorrido de este último) cubriendo gran parte del occidente y centro de El Salvador; mientras que los lencas se encontraban distribuidos en la mayor parte de la zona oriental, el departamento de Cabañas y en parte de los departamentos de Chalatenango y San Vicente. Los demás pueblos se distribuían de la siguiente forma: los mayas chortis habitan en la mayor parte del departamento de Chalatenango y en partes del distrito de Metapán en el departamento de Santa Ana; los mayas pocomames vivían al lado de los pipiles en las poblaciones de Chalchuapa, Atiquizaya y Ahuachapán; los xincas habitaban en el pueblo de Mopicalco (pueblo extinto ubicado cerca de la frontera con Guatemala); los kakawiras o cacaoperas vivían en dos enclaves dentro del territorio de los potones, específicamente en los departamentos de San Miguel, Morazán, Usulután y La Unión; por último los chorotegas vivían en el pueblo de Nicomongoya (pueblo extinto ubicado cerca de la frontera con Honduras).
Los pipiles y el señorío de Cuzcatlán
Los pipiles son un grupo de pueblos nahuas que como se dijo anteriormente fueron los últimos pueblos nahuas en emigrar (alrededor del 1200), asentándose principalmente en el occidente y centro del territorio. Su cultura era similar a la de otros pueblos del Centro de Mesoamérica.

Territorio del Señorío de Cuzcatlán para el momento de la conquista

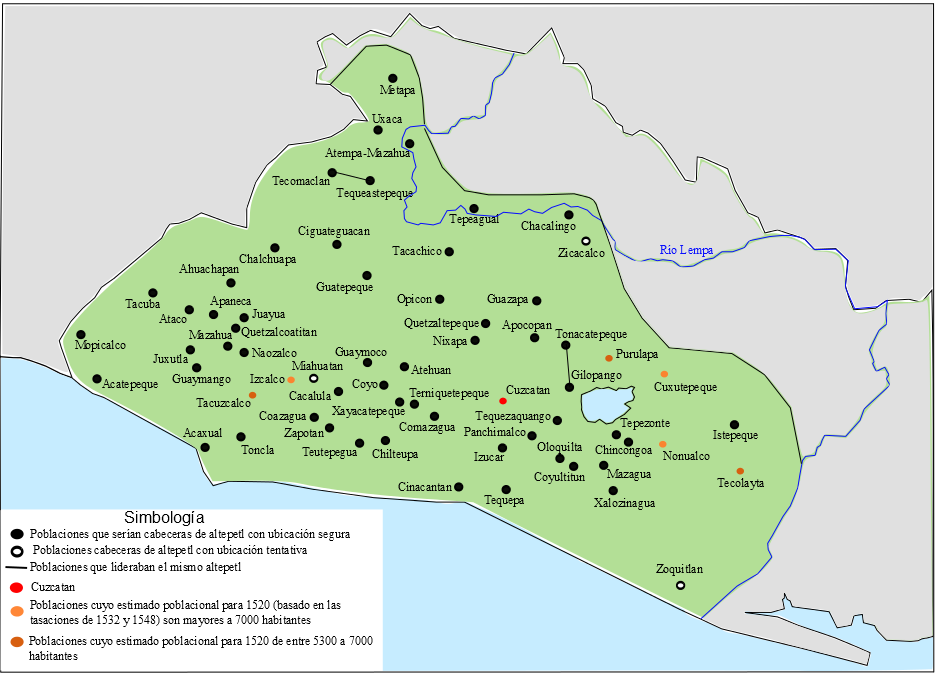
Poblaciones que serían cabeceras de altépetl o provincias en el Señorío de Cuzcatlán para el momento de la conquista. Con un punto rojo está señalado la ubicación de la capital Cuzcatán; con un punto naranja las poblaciones con un estimado poblacional para 1520 (basado en la Relación de Marroquin de 1532 y la Tasación de tributos de 1548) de más de 7000 habitantes, qué podrían haber sido sede de su propio tlatohcayotl (agrupaciones de altépetl, qué estarían en principio aliados al de Cuzcatán y tendrían una mayor o menor autonomía con respecto a este para el tiempo de la conquista); con punto café las poblaciones con estimados poblacionales de entre 7000 y 5300 habitantes, que sobresalían de las demás poblaciones sede de altépetl o provincias tributarias; y con una línea aparecen unidas aquellas poblaciones que son mencionadas juntas en 1532 o 1548, y que podrían ser cabeceras de un mismo altépetl. En el mapa no aparecen las poblaciones, al no saber donde precisamente se ubicaban, de: Alzuneque, Ayvovasco, Coatamagaz y Coazalata (estas dos formarían un solo altépetl), Chichigualtepegua y Paluca (ambas formarían un solo altépetl con Opicon), Cozalchiname (que formaría un solo altépetl con Acatepeque) y Mascote.

Los pipiles encabezaron varios altépetl (ciudades-estados en idioma nahuatl) en el territorio, que en total serían 72 para el momento de la conquista; siendo el de Cuzcatlán el que logró imponer su hegemonía, al unificar el territorio nahua para crear el Señorío de Cuzcatlán, sobreviviendo los altépetl sometidos, como provincias dependientes del gobernante de Cuzcatlán. Este señorío estaba organizado como una federación en donde cada una de las provincias tenían su propio gobierno y podían tener un nivel menor o mayor de autonomía. Entre los altépetl se destacaban los de Izalco (hoy Izalco y Caluco), Nonualco (hoy San Juan, Santiago y San Pedro Nonualco) y Coxutepeque; cuya población superaba los 10 000 habitantes para el momento del contacto, con base en la Relación de Marroquin de 1532 y la Tasación de tributos de 1548, y que podrían ser cabeceras de su propio tlatohcayotl (agrupaciones de altépetl) que en un principio estarían aliados al de Cuzcatlán y que tendrían una mayor o menor autonomía con respecto a este.
Se considera al Señorío de Cuzcatlán como un Estado-nación debido a que con los datos aportados por fuentes históricas del siglo XVI (tales como: el conquistador Pedro de Alvarado, el oidor Diego García de Palacio y el obispo Francisco Marroquin) puede concluirse que el gobierno de Cuzcatlán tenía el suficiente poder sobre su nación para: reclutar individuos para la guerra o las obras públicas; imponer y cobrar impuestos; y decretar y hacer cumplir las leyes. Estos son tres criterios generalmente aceptados y usados para poder distinguir y definir a un estado-nación.
Grupos mayenses
Durante el posclásico tardío, los mayas chortí —que habían ocupado desde mucho tiempo atrás la región al norte del río Lempa en partes de Metapán (Santa Ana) y el occidente y centro del departamento de Chalatenango— crearon el su propio señorío (al cual varios historiadores llamaron como Payaquí), que ocupaba también el departamento guatemalteco de Chiquimula y parte del suroccidente de Honduras; era como una confederación, es decir una entidad territorial donde el poder central tenía poco dominio sobre su territorio y las provincias que lo conformaban tenían un alto nivel de autonomía siendo prácticamente independientes y se unían principalmente en tiempos de crisis. Su capital probablemente era Copán (población que, a principios de la época colonial, fue dividida en las actuales Copán Ruinas y Santa Rosa de Copán; y que no debe confundirse con el sitio arqueológico del período clásico al que los mayas denominaban como Oxwitik).
En el siglo XIII ocurrió la expansión de poblaciones mayas hablante de pocomam (cuyo idioma está emparentado con el poqomchí; siendo su lugar de origen el departamento guatemalteco de Verapaz), a los cuales los náhuas les permitieron asentarse en Atiquizaya, Chalchuapa y Ahuachapán (sobre está última el cronista Diego García de Palacio menciona que las mujeres hablaban Pocomam y los hombres el náhuat) para servir de amortiguador fronterizo.

Xincas y Lencas

Mapa de las entidades políticas que existían en El Salvador y el resto de Centroamérica en el antes de la llegada de los españoles

Los Xincas son una población de origen misterioso cuyo origen y parentesco con otras lenguas es un enigma, incluso algunos como Costenla Umaña o Luciano Castro consideran qué dicho grupo es parecido más al quechua que a otros idiomas mesoamericanos. Estudiosos como Eric S. Thompson basándose en la toponimia de las poblaciones salvadoreñas ubicadas en la costa propusieron que un principio los xincas se extendieron por la costa salvadoreña siendo posteriormente desplazados o asimilados a la población maya local (antes de la emigración de los nahuas), para el siglo XIII los nahuas les permitieron asentarse en la población actualmente extinta de Mopicalco (en base principalmente a la forma en que están distribuidas sus estructuras en las plazas del sitio, y a la cerámica recuperada en esa zona de San Francisco Menéndez). Entre los siglos XIV y XV el señorío de Cuzcatlán empezaría a extender su área de influencia a través de establecer relaciones comerciales con sus vecinos o permitiendo a grupos poblaciones emigrar a los territorios vecinos bajo el auspicio del señorío, tras esto las poblaciones xincas de Guatemala principalmente las ubicadas en la costa pacífica se encontraron bajo la esfera de la influencia de los nahuas.
Tras el colapso de Quelepa y otras poblaciones del período clásico, la zona oriental (habitadas por potones, cacaoperas y chorotegas) experimento una fragmentación política; tras lo cual entre los siglos XIII y XV los potones o lencas salvadoreños se unificaron formando su propio señorío (al que los pipiles llamaron Popocatepet; probablemente también formaban parte de tal los cacaoperas y chorotegas, se desconoce la situación política de estas dos poblaciones a la llegada de los españoles debido a la falta de documentación durante la conquista sobre el tema) que al igual que el señorío Chortí era como una confederación con un poder central limitado y provincias que tenían un alto nivel de autonomía prácticamente independientes que solo se unían en tiempos de crisis o de treguas que los lenca denominaban como Guancasco; su capital probablemente era Mercotiquen (población extinta ubicada al sur del departamento de La Unión cercano al golfo de Fonseca y que para 1548 tenía una población de 2000 habitantes lo que significa que para 1520 tenía una población de alrededor de 8000 habitantes, siendo una de las dos poblaciones en tener esa cantidad de habitantes mientras que el resto tenían menos de 1000 habitantes en 1548 lo que es igual a 4000 mil habitantes para 1520; la otra población con igual cantidad de habitantes era Usulután pero está probablemente era una colonia pipil o una población con gran influencia pipil tal y como su nombre indica ya que procede del náhuat o incluso su población pudo haberse incrementado debido a la traslación de indígenas de otras poblaciones hacia esa localidad debido a que era la población más cercana de la villa de San Miguel, cuando está se encontraba en su sitio original en el actual distrito de Santa Elena).
Organización política antes de la conquista
Antes y durante la conquista, el territorio que en el futuro sería El Salvador se encontraba dividido en 3 partes:
- Señorío Chortí (llamado por varios historiadores como payaqui; se extendió en partes de Metapán, gran parte del occidente y centro del departamento de Chalatenango, y formado también con el departamento guatemalteco de Chiquimula y parte del suroccidente de Honduras)
- Señorío de Cuzcatlán (Señorío nahua pipil; se extendió desde el río Paz hasta el Río Lempa con algunas excepciones en el recorrido de este último)
- Señorío Potón (denominado por los nahuas como Popocatepet; se extendió en toda la zona oriental, el departamento de Cabañas, y partes de los departamentos de Chalatenango y San Vicente)[36][37]

## Conquista de El Salvador (1524-1540)

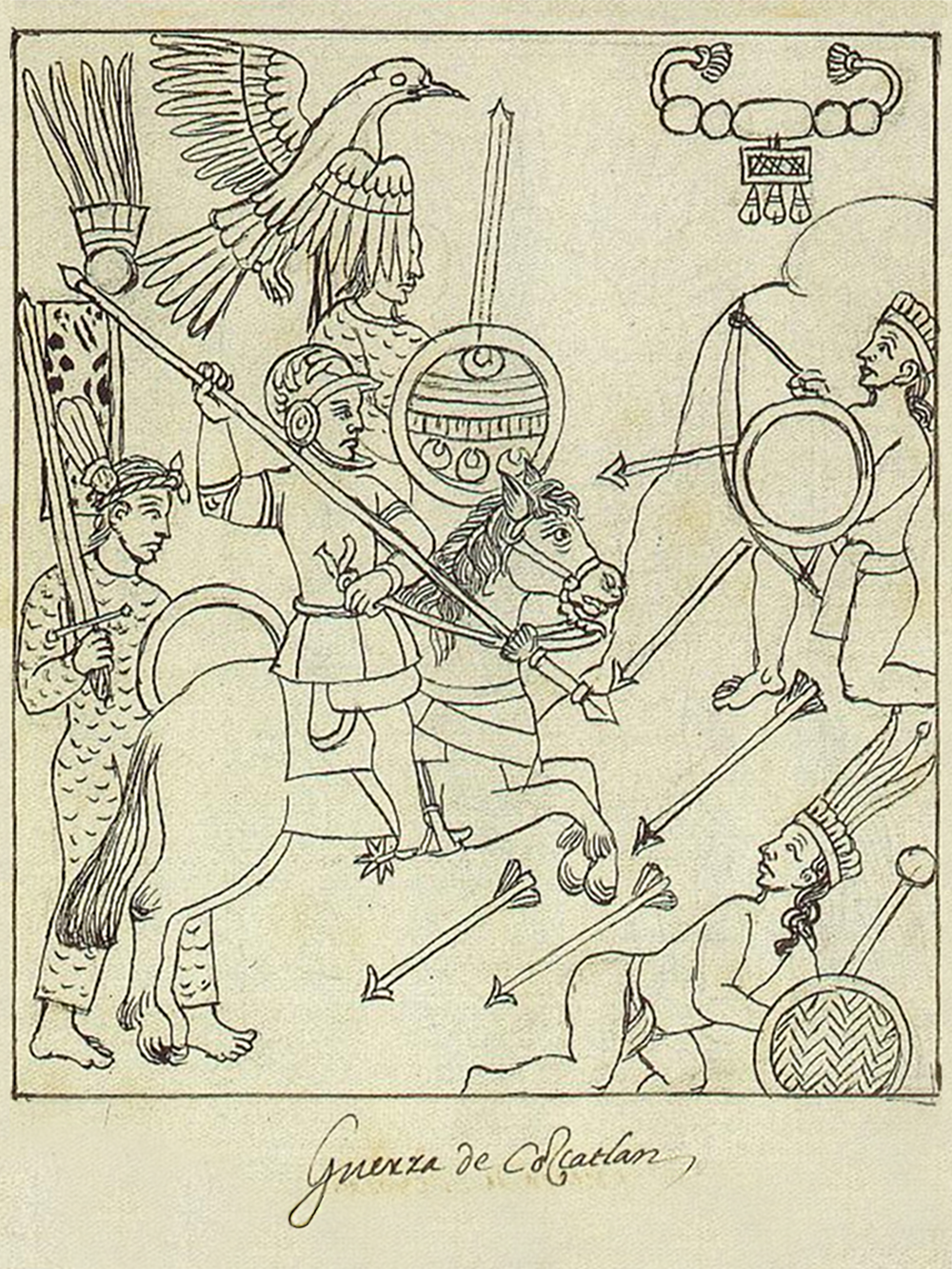
Escena del manuscrito de Glasgow que muestra la entrada a Cuzcatlán por el ejército de Pedro de Alvarado acompañado de un ejército de indígenas tlaxcaltecas, nótese que los pipiles son representados de un modo más tosco (a comparación de los tlaxcaltecas) como bárbaros o chichimecas

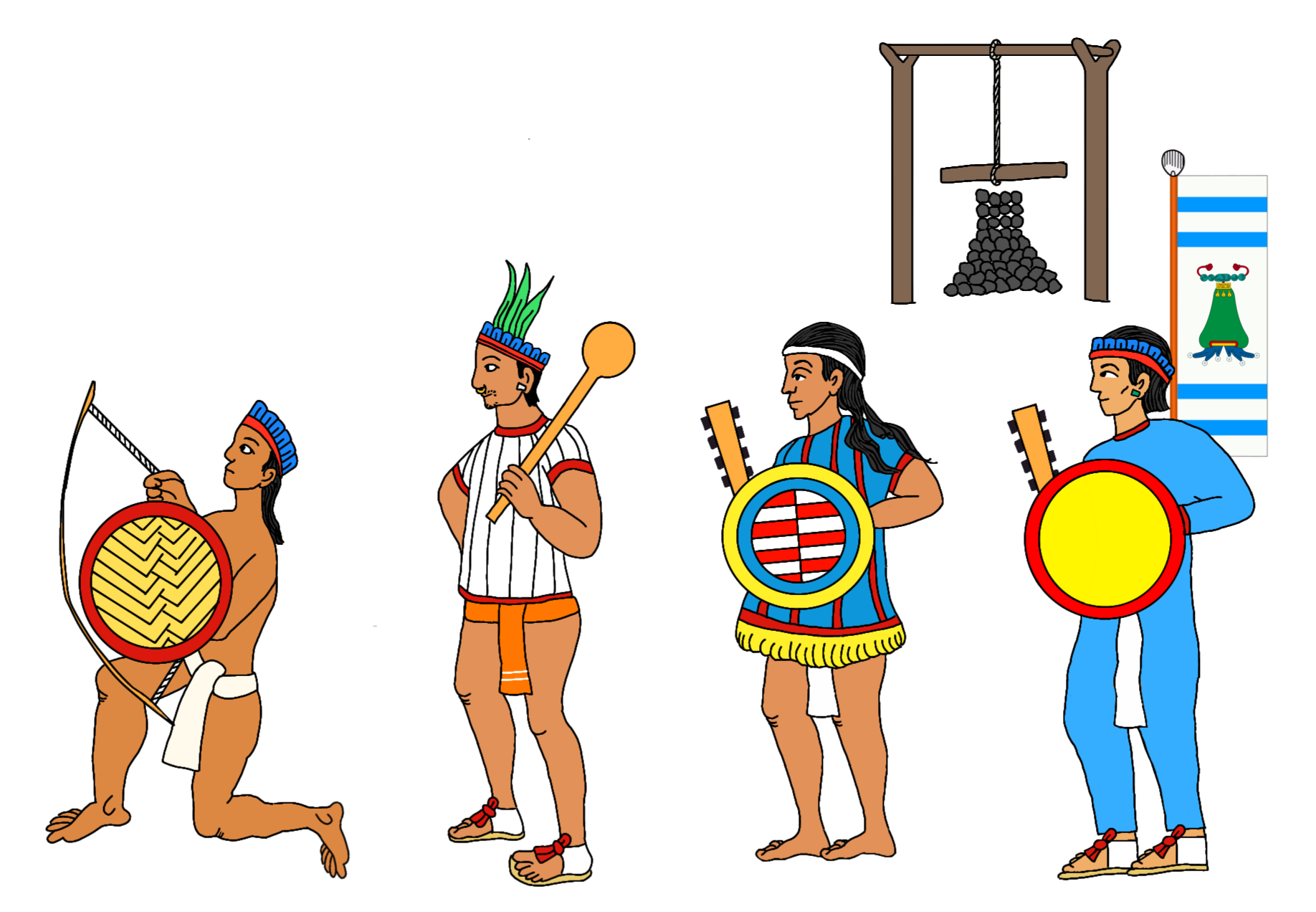
Guerreros nahuas y arriba a la derecha un tirador de piedras, imágenes basadas en el manuscrito de Glasgow y la Recordación Florida.

En 1520 la población indígena del territorio se redujo en un 50% debido a una epidemia de viruela que afectó a toda el área mesoamericana. El 31 de mayo de 1522 el español Andrés Niño, a la cabeza de una expedición, desembarcó en la isla de Meanguera en el golfo de Fonseca; y posteriormente descubrió la bahía de Jiquilisco y la desembocadura del río Lempa. Descubriendo de esta manera el territorio salvadoreño.

### Expedición de Pedro de Alvarado (junio-julio de 1524)

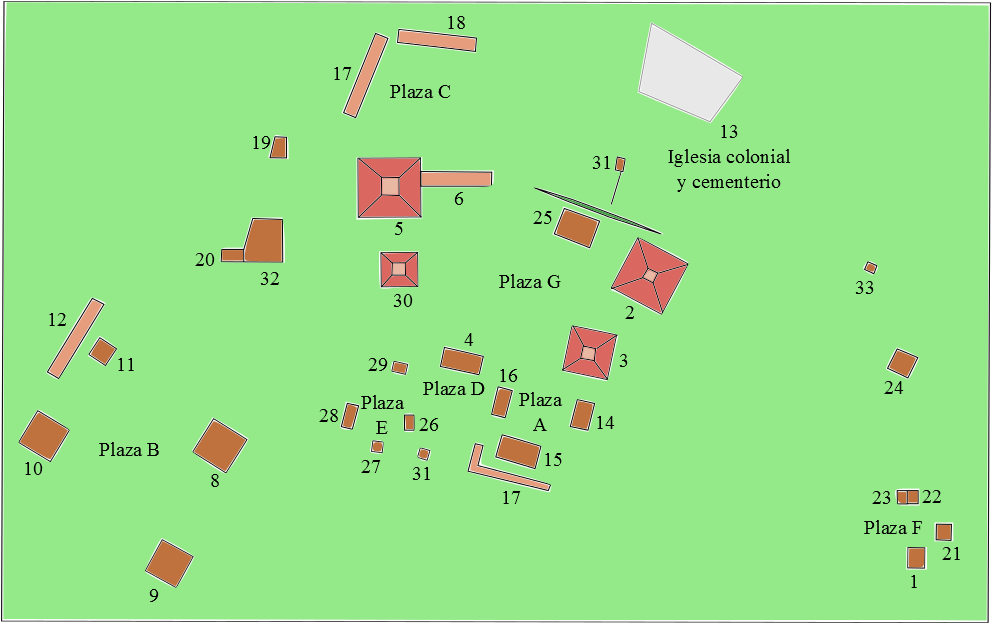
Estructuras de Tacuzcalco, donde se libró la segunda batalla en la expedición de Pedro de Alvarado de 1524

En junio de 1524, Pedro de Alvarado salió de la población de Iximché en el actual territorio de Guatemala para iniciar el proceso de conquista de Cuscatlán. Bajo su mando estaban unos 250 soldados españoles y unos 6000 indígenas aliados, principalmente tlaxcaltecas. Luego de pasar por los poblados de Itzcuintepec, Atiepac, Tacuilula, Taxisco, Guazacapán, Chiquimulilla, Tzinacaután, Naucintlán y Paxco, llegó a las riberas occidentales del río Paz, y lo cruzó para internarse en los territorios nahuas.
Luego de cruzar el río Paz e internarse en el actual territorio salvadoreño llegó a la población de Mopicalco (hoy extinta), que Alvarado encontró desierta, debido a que sus habitantes la habían abandonado luego de enterarse de los atropellos que había realizado al otro lado del río Paz. Luego continuó hasta la población de Acatepec que también había sido abandonada por sus habitantes.
Alvarado continuó hacia el sur y llegó a la población de Acaxual (Acajutla); al continuar, se encontró a media legua del pueblo con el ejército nahua, entablándose una cruenta batalla. El mismo Alvarado fue alcanzado con una flecha en el fémur, quedando herido de gravedad.
Luego de la batalla, Alvarado realizó un repliegue para curar a los heridos, permaneciendo unos cinco días en Acaxual. A pesar de la gravedad de su herida, que le obligaba a permanecer en la retaguardia, marchó contra el poblado de Tacuzcalco (cerca deNahulingo), que se encontraba situado al sur de la actual ciudad de Sonsonate; allí se entabló una desigual batalla con enormes pérdidas para el ejército nahua. Los españoles descansaron un par de días y continuaron hacia Miahuatán, que encontraron desierta.
Al llegar a la población de Atehuan (actualmente Ateos, La Libertad) recibió mensajeros que traían una declaración de paz de los Señores de Cuscatlán; sin embargo Alvarado avanzó hacia la ciudad de Cuscatlán y encontrándola desierta. Parece ser que en julio de 1524, Alvarado regresó a Guatemala debido a las condiciones climatológicas.
La historia de la expedición liderada por Pedro de Alvarado al territorio del Señorío de Cuzcatlán (descrita anteriormente) fue narrada por el mismo Pedro de Alvarado en su Segunda Carta de Relación enviada a Hernán Cortés. Además de este documento existen otros como: el Lienzo de Tlaxcala y la Brevísima relación de la destrucción de las Indias. En el Lienzo de Tlaxcala, los indígenas tlaxcaltecas que acompañaron al ejército de Pedro de Alvarado narran además dentro de la campaña conquistadora del conquistador otras batallas ocurridas dentro del territorio actual de El Salvador las cuales son: las batallas de Cenzonapan (el mismo lugar donde posteriormente se fundaría Sonsonate), Tecpan Izalco, Yopicalco (Opico) y Xilopango (Ilopango). En cambio la Brevísima relación de la destrucción de las Indias (escrita por Fray Bartolomé de las Casas) narra una versión más conquistadora por parte de los españoles que pacífica.

### Fundación de San Salvador y la finalización de la conquista (1525-1540)

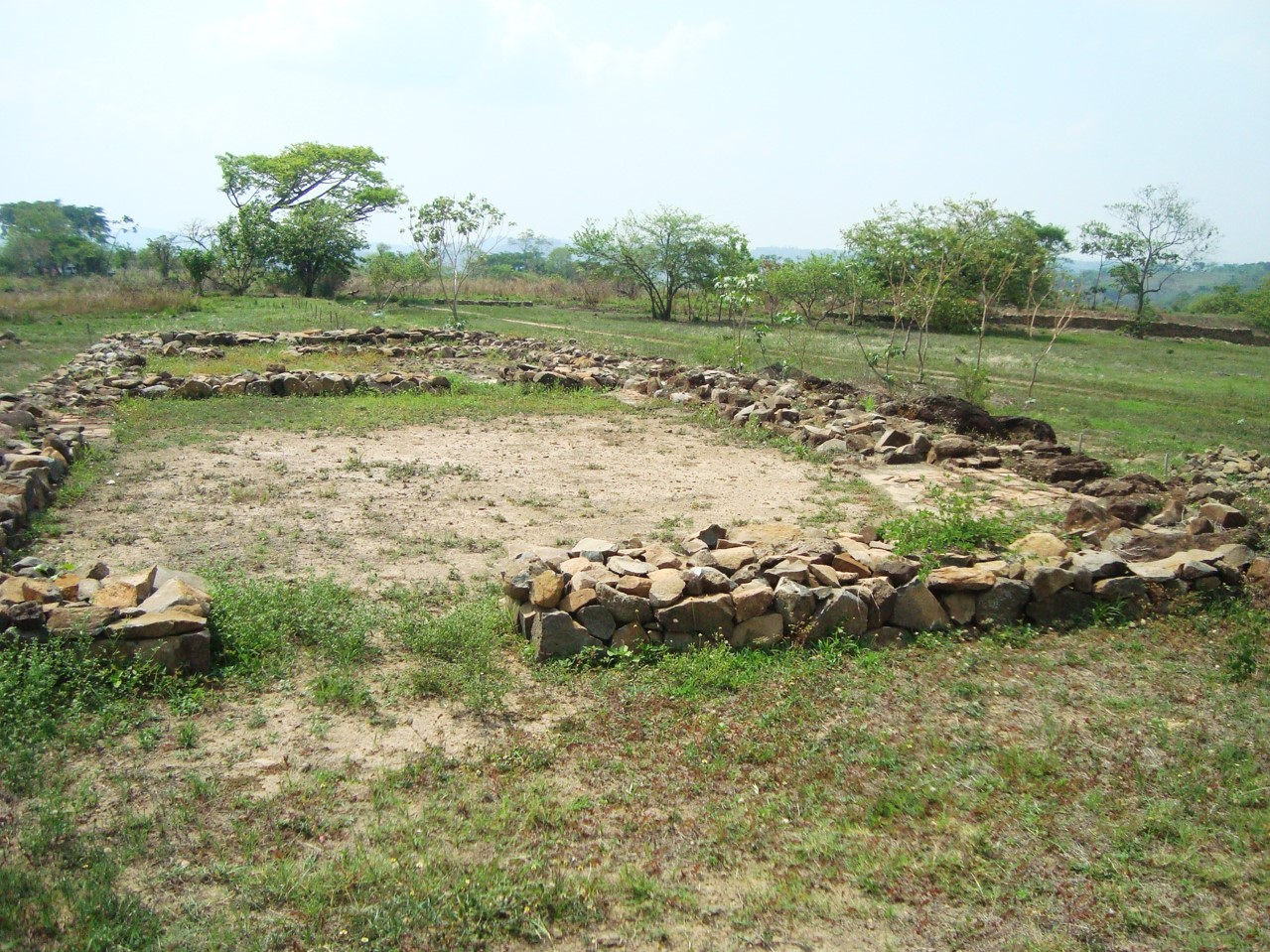
Parte de las ruinas de la villa de San Salvador en el valle de La Bermuda (que estuvo poblada desde su fundación en 1528 hasta 1545, cuando San Salvador se trasladó al valle de las Hamacas), hoy conocida como el sitio arqueológico Ciudad Vieja

A finales de 1524 o principios de 1525 Pedrarias Dávila (conquistador de Panamá y Nicaragua) envió a Francisco Hernández de Córdoba a Honduras y este a su vez envió a Hernando de Soto hacia Olancho pasando por Nequepio (nombre con el que los indígenas Chorotegas conocían al Señorío de Cuzcatlán), ante esto Pedro de Alvarado envió a un grupo de hombres liderados por Gonzalo de Alvarado para fundar la villa de San Salvador; la villa de San Salvador fue fundada por Diego de Holguin y Gonzalo de Alvarado el 1 de abril de 1525 en un lugar desconocido. En 1526 estalló una sublevación indígena que obligó a abandonar la villa.
Entre diciembre de 1527 a febrero de 1528 Diego de Alvarado fue enviado a conquistar el Señorío de Cuzcatlán, lo cual logró, posteriormente la villa de San Salvador fue refundada por Diego de Alvarado en el sitio conocido como Ciudad Vieja, en el valle de la Bermuda, a 8 kilómetros al sur de la actual Suchitoto. Para 1528 se estima un aproximado de 90 pueblos conquistados y repartidos entre los españoles. Desde 1529 a 1540 Luis de Moscoso, Diego de Rojas, Pedro de Portocarrero, entre otros capitanes del ejército de Pedro de Alvarado, prosiguen y ponen fin a la conquista y pacificación de El Salvador.
En 1530, una expedición al mando del capitán Luis de Moscoso termina la conquista de la zona oriental y fundó la villa de San Miguel de la Frontera. En 1530 Hernando de Chávez y Pedro Amalín (enviados por Pedro de Alvarado) conquistan el Reino Payaquí y derrotan a Copán Galel en Cítala. En 1537 es vencido Lempira (líder de una resistencia lenca) en Honduras. Para 1540 el área del actual El Salvador estaba prácticamente pacificada, quedando el actual territorio salvadoreño plenamente controlado por los españoles.

### Españoles que conquistaron El Salvador
- Pedro de Alvarado (realizó infructuosamente el primer intento de conquista en 1524.)
- Gonzalo de Alvarado (Fundador de la Villa de San Salvador en 1525.)
- Diego de Alvarado (Fundó por segunda vez la villa de San Salvador y a su vez empezó la conquista definitiva en 1528.)[53]
- Diego de Rojas (Inició la conquista del señorío lenca en 1529 siendo luego capturado por Martín Estete para luego ser liberado. En 1532, junto con Pedro Portocarrero, pacificó la Costa del Bálsamo.)
- Luis de Moscoso (derrotó a Martín Estete y fundó la villa de San Miguel de la frontera a principios de 1530)
- Hernando de Chávez y Pedro Amalín (Vencieron a Copán Galel y conquistaron el Reino Payaquí en 1530.)[37]
- Cristóbal de la Cueva (Fundó por segunda vez la villa de San Miguel en 1535 tras haber sido abandonada en 1534; terminó la conquista del señorío lenca.)[54]

## Época colonial (1540-1821)[55]
La conquista del territorio significó el fin de una época de poblamiento indígena que había durado varios milenios. Con ello el territorio, actualmente salvadoreño, fue incorporado al Imperio español; pasando a formar parte del Reino de Guatemala (conocido comúnmente como la Capitanía General de Guatemala), que para su administración el monarca nombraba a los magistrados de la Real Audiencia de Guatemala (cuyo presidente, con el pasar del tiempo obtendría los títulos de gobernador y capitán general) y que dependía administrativamente del virrey de la Nueva España.

### Consolidación del dominio español (1540-1760)

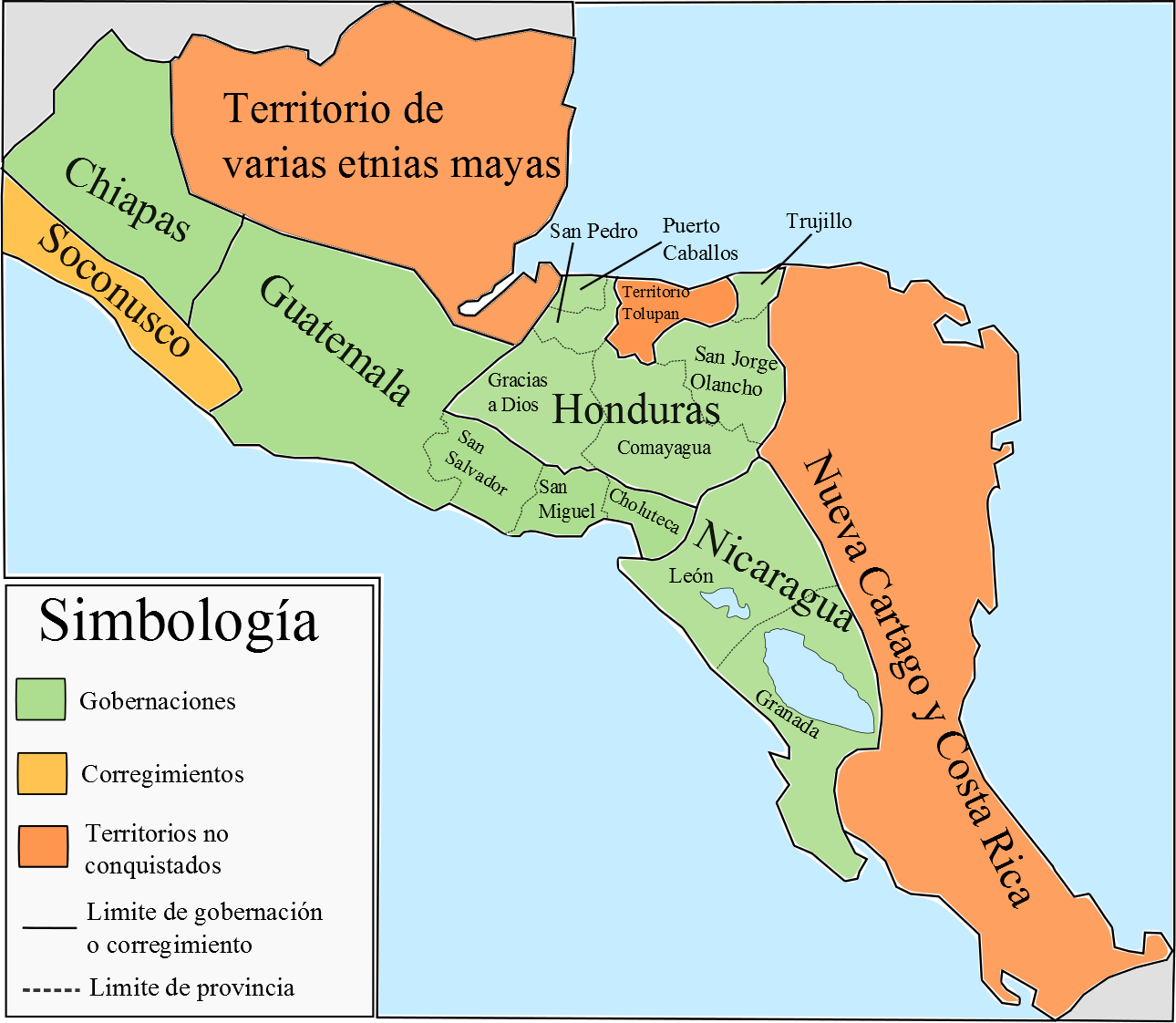
Las provincias de San Salvador y San Miguel dentro de la gobernación de Guatemala, antes de la creación de la Real Audiencia de los Confines en 1542

En los años que siguieron a la conquista, se hizo un gran esfuerzo para inculcar la cultura y la religión de los conquistadores a las poblaciones indígenas; destacandose en ello las órdenes religiosas, en especial los franciscanos y dominicos, que además de destacarse en la evangelización, entre ellos hubieron quienes fueron defensores de los indígenas ante los abusos de las autoridades.

#### Economía del territorio
Como el territorio salvadoreño carecía de riquezas minerales importantes, la agricultura se transformó en la base de las actividades económicas; asimismo, desde los años de la conquista, los españoles buscarían introducir animales y cultivos europeos. Entre 1550 y 1600, las dos actividades principales fueron el cultivo del cacao, realizado principalmente en la región de Izalco en el actual departamento de Sonsonate; y la extracción de la resina del árbol de bálsamo en la región costera. En el siglo XVII, la siembra del cacao decayó, y fue sustituido por el cultivo del jiquilite, la planta que sirve de base para la elaboración del colorante del añil.
Debido a una Real orden de 1563 se prohibiría a los hacendados añileros que utilizaran a los indígenas en los obrajes donde se producía la tinta, debido a lo cual se multaría a toda aquel que se descubriese realizando dicha acción; dicha prohibición se mantendría hasta que fue revocado por la Corona en la Real Cédula del 22 de abril de 1738.

#### Pueblos indígenas, encomienda y repartimiento
Luego de la conquista, se estableció el sistema de la encomienda, que sería la recompensa que recibiría cada conquistador por su servicio a la Corona; y que consistía en la asignación de uno o varios pueblos, que debían pagarle al encomendero un tributo en productos o trabajo. Este sistema se prestó para muchos abusos en contra de los aborígenes, incluyendo la esclavitud de los nativos. Para el año de 1550, según la tasación de tributos del presidente de la Real Audiencia de Guatemala Alonso López de Cerrato, había un total de 168 pueblos (los cuales tenían una población total de 17,500 personas) repartidas entre los españoles con este sistema.
En 1542, con las llamadas Leyes Nuevas, la Corona española prohibiría la esclavitud de los indígenas; reconocería a los líderes indígenas (que los españoles llamarían caciques) y a los principales de los nativos, permitiéndoles constituir sus propios cabildos (con dos alcaldes y varios regidores) en su respectivo pueblo y tener sus propias tierras (las tierras comunales, con porciones que los principales repartirían al resto de la población nativa), con lo que se establecerían los llamados pueblos de indios; además, se establecería la caducidad de las encomiendas, generalmente después de un período de dos vidas (es decir, después de la muerte de la primera generación de descendientes del encomendero), que los indígenas pagasen un tributo directo al Rey (únicamente los principales estarían exentos de tributos; por lo que a los demás, los indígenas del común, se les conocería como tributarios), y que los encomenderos recibiesen lo equivalente en moneda a la cantidad cosechada por los indígenas que se había acordado en su nombramiento como encomendero.
A partir de mediados del siglo XVI, se estableció la figura del repartimiento, con el que se obligó a los indígenas tributarios a laborar en las haciendas, minas, talleres o en obras públicas; este sistema sería legalizado por la Real Cédula del 21 de abril de 1574, y en 1628 el presidente-gobernador y Capitán general de Guatemala Diego de Acuña buscaría normarlo con sus Ordenanzas. Con ello, los principales tenían que asegurarse que los tributarios asistiesen, en tandas semanales por cuatro partes, cada domingo a la plaza de la ciudad (siendo castigados si se descubría que no los hacían), desde donde serían llevados a los sitios que serían destinados durante una semana, por lo cual se le pagaría uno o dos reales por esa tiempo. En 1661, un memorial de los indígenas de Ahuachapán denunciando que se les pagaba con moneda desgastada (en ese entonces todavía no había casa de la moneda en Guatemala) causaría una crisis que casi acaba con este sistema; sin embargo, se mantendría. Para el siglo XVIII, según el obispo Pedro Cortés y Larraz, el sistema de repartición se había modificado, siendo los indígenas enviados en las temporadas que necesitaba el hacendado (es decir en aquellas de siembra y cosecha, lo que perjudicaba a los indígenas a la hora de cultivar sus tierras comunales); y para evitar ser repartidos, los tributarios se fugaban del pueblo y hacían sus casas en zonas aisladas (lo que era ilegal, ya que les era prohibido a los indígenas vivir fuera o mudarse de su pueblo natal), formando rancherías que eran llamadas pajuides. Esta modalidad de reparto por temporadas persistiría incluso después de la independencia, con la diferencia de que se impulsaría a los indígenas a residir en las ranchería de las haciendas y los principales ya no se verían exentos.

#### Idiomas
El idioma legal y religioso del Reino de Guatemala era el español; pese a ello, tanto en las provincias de San Salvador como de Sonsonate, aún en 1772 se catalogaban 64 pueblos de indios en los que se hablaba el náhuat; 10 de lenca salvadoreño; 5 de habla náhuatl; uno de chilanga; 2 de cacaopera; 6 de chortí, y 1 de pocomán.  Ya para entonces, además, se contaban 23 pueblos de indios castellanizados, esto es, en los cuales se hablaba el español.

#### Afrodescendientes y esclavitud
Con los conquistadores llegaron los primeros esclavos africanos, pero sería con las leyes nuevas, al prohibir la esclavitud de los nativos, que se intensificaría la traída de africanos para ser esclavizados. Estos esclavos provenían de la costa occidental del centro de África, lo que ahora son los países de: Senegal, Gambia, Guinea-Bisáu (estos tres países corresponden a la zona conocida como Senegambia), Guinea, Sierra Leona, Liberia, Ghana, Togo, Costa de Marfil, Benín (al territorio de estos países se les conocía en conjunto en el siglo XVIII como Alto Guinea o Barlovento), Nigeria, Camerún, Guinea Ecuatorial, Congo (en estos 5 países se encontraban las culturas bantú y dahomeyana, y donde también llegaban esclavos de Mozambique) y Angola.
A los esclavos recién llegados se les llamaría bozales; a los que ya estaban aculturizados se les llamaría ladinos; a los rebeldes que huían de sus amos, cimarrones; y a los que lograban comprar su libertad, libres (quienes para la segunda mitad del siglo XVII laboraban como empleados, oficiales de artesanía o eran pequeños agricultores, arrendatarios e incluso propietarios de modestas parcelas).
La rebelión de esclavos africanos más destacada en el territorio ocurriría en la Alcaldía mayor de San Salvador entre noviembre y diciembre de 1624, cuando ejercía como alcalde mayor Pedro de Aguilar Lazo de la Vega; la sofocación de la rebelión estuvo a cargo del capitán Juan Ruiz de Villela, el cual logró con éxito su cometido con un ejército conformado por contingentes de indígenas y soldados ladinos; los rebeldes capturados serían ejecutados en San Salvador en 1625.
En el siglo XVII, debido a las rebeliones y al repartimiento de los indígenas, la real audiencia guatemalteca pediría que no se enviasen más bozales. Con ello, a partir de mediados de ese siglo, la esclavitud tendería a volverse más atenuada, los esclavos (que vendrían a ser mayoritariamente mulatos, algunos incluso con piel blanca que también eran conocidos como mulatos de piel loro) serían vistos como posesiones valiosas y como gente de confianza, llegando incluso a ser capataces de los indígenas y en algunos casos se adueñarían de tierras realengas y exigirían servicio de repartimiento de los indígenas (tal y como se observa en uno de los denunciados por los indígenas de Ahuachapán en 1661).

#### Mestizaje y estratificación social
Durante el período colonial, se produjo un proceso de mestizaje entre indígenas, afrodescendientes y españoles. Si bien se buscaría en principio clasificar a todas las mezclas que se estaban dando a través del sistema de castas (estando en la base de ese sistema las siguientes: mestizo, hijo de español e indígena; mulato, hijo de español y africano; y zambo, hijo de indígena y africano); al final resultaría imposible clasificarlas a todas, por lo que para agruparlos se ocuparía la palabra ladino (que incluiría también a los españoles pobres, esclavos libres, e indígenas huidos de sus pueblos).
Al principio, los ladinos residían principalmente en rancherías (al margen de la ley) en las haciendas donde laboraban o en las villas o ciudades (donde ejercían distintos oficios); pero paulatinamente su presencia iría incrementandose en los pueblos donde tendrían sus propias terrenos (que obtenían al comprar o alquilar tierras a los indígenas, o en ocasiones al usurpar aquellas tierras realengas o de los nativos que no estaban en uso) para cultivo o crianza de ganado, y para el momento de la independencia constituían la mayor parte de la población del territorio.
La sociedad colonial salvadoreña estaba fuertemente segmentada. Si bien existía el concepto de que la posición que una persona ocupaba en la escala social estaba basada en la pertenencia a un grupo étnico determinado (español, indígena, africano, o ladino), como es el caso que entre más sangre española se tenía se contaba con una mejor posición social (por lo cual, los españoles peninsulares, nacidos en la península ibérica, ocupaban las posiciones con más privilegio, siendo los que generalmente ocupaban los puestos más altos del gobierno colonial); también había una fuerte diferenciación de clases por su nivel económico: habiendo también españoles (precisamente criollos, nacidos en América) pobres en los pueblos; indígenas (específicamente los principales, quienes generalmente eran los que se repartían los puestos en el cabildo de su pueblo) que eran ricos y podían tener una educación formal en las universidades; afrodescendientes libres que sobresalían en la milicia; así como ladinos que se destacaban en el gremio de artesanos o en otros oficios (en las villas o ciudades) o en la producción de sus propios terrenos (en el área rural), por lo que tenían una buena posición social.

#### Incursiones corsarios y piratas
En el siglo XVI, el corsario inglés Sir Francis Drake provocó dos veces alarma en las autoridades ante el temor de una incursión el Puerto de Acajutla (en ambos casos se buscó conformar una fuerza militar considerable en ese puerto, de hombres armados y enviados por los encomenderos, ya que no había un ejército permanente); la primera a inicios de abril de 1579 (cuando se diviso sus embarcaciones en el Golfo de Fonseca) y la otra en 1586 en el puerto de Acajutla), en esta última en realidad se trataba del también corsario inglés Thomas Cavendish; en ambos casos no hubo ningún desembarco en el puerto.
Sería en el siglo XVII cuando se dieron incursiones de corsarios y piratas en la costa salvadoreña, que en algunos casos asolaron algunos pueblos provocando su abandono. Una de ellas, fue la incursión de un grupo de bucaneros (piratas franceses) liderado por Edward Davis y Thomas Eaton, en la que se encontraba como marinero el escritor e investigador William Dampier, que anclaron en el Golfo de Fonseca en julio de 1684 y que atacaría las islas de Petronila (actual Meanguera) y Conchagua (actual Conchagüita), causando que los pueblos de Santa María Magdalena (en Meanguera), Santiago de Conchagua y Santa Ana de la Teca (estas dos ubicadas en la isla de Conchagua) fuesen abandonadas y que todos su habitantes huyeran al tener aviso del ataque inminente; a raíz de esa incursión, el golfo se convertiría en una zona de piratas hasta que a mediados de 1688 los galeones artillados San José y San Francisco de Paula (dirigidos por el capitán Dionisio López de Artunduaga, y que formaban parte de la compañía de Nuestra Señora de Guía de la armada del Mar del Sur) lograron desalojar a los piratas, quienes partirían a pie hacia el mar Caribe.

#### Organización territorial en los primeros dos siglos de la colonia

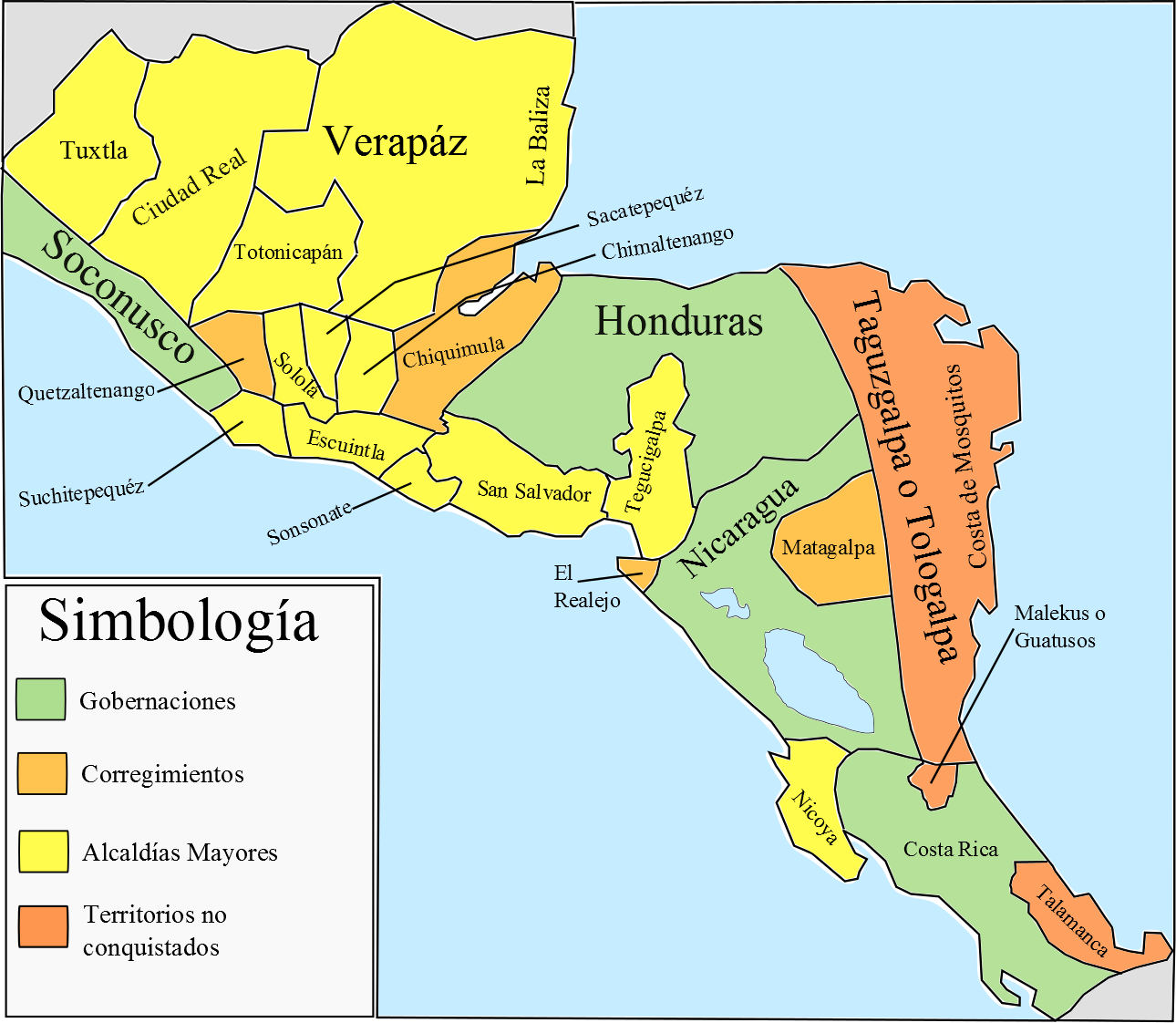
Las alcaldía mayor de San Salvador y la alcaldía mayor de Sonsonate, junto con el resto de la Capitanía General de Guatemala para el año de 1780, antes de la implementación del sistema de intendencias

La Nueva España (1535-1821) era el virreinato español que se extendía desde el Oeste de los Estados Unidos hasta Costa Rica en Centroamérica, teniendo su capital en la Ciudad de México. De este virreinato dependía la Capitanía General de Guatemala (comprendida por los actuales territorios de Guatemala, Costa Rica, El Salvador, Honduras y Nicaragua).
Desde 1540 hasta 1580 el territorio que en el futuro sería El Salvador, estaba dividido de esta forma:
- Provincia de los Izalcos; cubría los actuales departamentos de Sonsonate y Ahuachapán; dicha región le fue quitada a los conquistadores de San Salvador en 1529 y sus poblaciones dadas en encomienda a vecinos de Santiago de Guatemala; a principios de la década de 1540, se crearía el puesto de alcalde mayor del puerto de Acajutla, siendo el primero Francisco de La Cueva; posteriormente su jurisdicción se ampliaría a toda la provincia; a partir de 1556, Sonsonate se convertiría en su nueva capital, por lo que a partir de entonces sería conocida como Alcaldía mayor de Sonsonate, estando como alcalde mayor en ese momento Alonso de Paz.[67]
- Provincia de San Salvador; abarcaba toda la zona central y el Departamento de Santa Ana, su origen se remonta a la fundación de la villa de San Salvador en 1528, sus gobernantes llevaban el título de Justicia Mayor o Teniente de Gobernador, siendo el primero Diego de Alvarado.
- Provincia de San Miguel; se extendía en toda la zona oriental; su origen se remontan a la fundación de la villa de San Miguel en 1530 siendo Luis de Moscoso su primer Justicia Mayor o Teniente de Gobernador.[66][68]

Desde 1534 cuando Pedro de Alvarado partió hacia Perú, las provincias de San Salvador y San Miguel (esta última sería deshabitada en 1534 debido a que muchos de sus pobladores partieron en el viaje de Pedro de Alvarado hacia la actual Perú, siendo posteriormente refundada por el capitán Cristóbal de la Cueva en 1535) serían gobernadas por sus alcaldes ordinarios.
En 1560 el rey de España Felipe II se dio por enterado de que había un corregidor en Usulután el cual había extendido su jurisdicción a la provincia de San Miguel y que los alcaldes mayores de Sonsonate se habían añadido la provincia de San Salvador debido a la falta en ambas de justicia mayor y teniente de gobernador; por tal motivo Felipe II ordenó que tanto San Salvador y San Miguel se siguiesen gobernando por medio de sus alcaldes ordinarios. Posteriormente, en 1575 aparece un corregidor en Tecoluca, este cargo y el de corregidor de Usulután no tuvieron continuidad.
En 1578 se le dio el rango de Alcaldía Mayor a la provincia de San Salvador y se nombró como alcalde Mayor interino a Diego Galán, el cual desempeñó ese cargo hasta 1580 cuando se lo entregó a Juan Cisneros de Reynosa, este a su vez entregó el mando en 1581 a Alonso de Nava (que había sido nombrado alcalde mayor por el rey Felipe II). En el mismo año de 1580 se incorporó la provincia de San Miguel a la de San Salvador, quedando el territorio que conformaría a El Salvador dividido únicamente en la Alcaldía Mayor de Sonsonate (conformado por el territorio antedicho) y la Alcaldía Mayor de San Salvador.

#### Sucesos en las alcaldías mayores de Sonsonate y San Salvador
Entre 1556 y 1785, un total de 82 personas ocuparon el cargo de alcalde mayor de Sonsonate; y de 1578 a 1786, 56 personas ejercieron como alcaldes mayores de San Salvador. Muchos de ellos, a lo largo de la época colonial, buscarían durante su mandato aumentar sus ganancias, ya sea prestándole dinero (como anticipo) a los indígenas para que les pagasen en especies que ellos cultivarían (lo que era conocido como frutos de arras, entre los cuales estaba el cacao y el algodón; incluyendose en este último también la elaboración del hilo por las mujeres nativas) para que después el funcionario obtuviese beneficios al venderlos en la cabecera de la jurisdicción o recibiendo sobornos por la administración de justicia, dadivas, obsequios o realizando otros negocios (venta de ganado, brea, etc); la excepción de ello, serían aquellos pocos que buscarían realizar honestamente su labor.
Los primeros alcaldes mayores de Sonsonate, así como sus predecesores que tenían su sede en Acajutla, fueron designados por la Real Audiencia de Guatemala, y ejercían el cargo de 1 a 2 años. En el año de 1562 sería designado Francisco de Ovalle, quien sería el único que sería nombrado con título de corregidor.
Desde 1563 el rey se haría cargo de nombrar los alcaldes mayores de Sonsonate, y en caso de ausencia del designado por el monarca sería la real audiencia la encargada de nombrar un interino para el cargo. El primer alcalde mayor de Sonsonate nombrado por el rey fue Francisco de Magaña, quien ejerció de 1564 a 1568.
Magaña sería sustituido por Pedro Xuárez de Toledo, también de designación real, que sería destituido por el Santo oficio de la inquisición, apresado y conducido a México, pero lograría escaparse y refugiarse en un convento donde fallecería. Su caso sería llevado al auto de fe de febrero de 1574, donde se declararía que eran injustos los cargos por los que se le había condenado. Este fue uno de los tres casos ventilados por el Santo Oficio que terminaron en un auto de fe, siendo los otros casos el del marinero protestante irlandés William Corniels (que vivía como el barbero cirujano Juan Martínez) y el del comerciante judío-portugués Marcos Antonio Rodríguez; el primero sería juzgado y condenado a muerte en 1575, y el segundo sería condenado a cárcel perpetua pero sería liberado por un edicto del rey Felipe III en 1605.
En 1581, Alonso de Nava sería el primer alcalde mayor de San Salvador nombrado por el rey español; en 1585 sería sustituido por el capitán Lucas Pinto, quien sería el primero cuya jurisdicción abarcaría también la provincia de Choluteca (actuales departamentos hondureños del Valle y Choluteca), dicha provincia permanecería en territorio de esa alcaldía mayor hasta principios del siglo XVII. Asimismo, en esa década ocuparía el cargo de alcalde mayor de Sonsonate Juan de Mestanza y Ribera, quien era amigo del escritor Miguel de Cervantes Saavedra, quien lo menciona en algunos de sus escritos.
Durante el siglo XVI la alcaldía mayor sonsonateca vivió una bonanza económica debido al cultivo y comercio del cacao; pero en el siglo XVII, debido a la decadencia de los cacaotales, la reducción de la mano de obra indígena (debido a las enfermedades), y a las restricciones de comerciar ciertos productos provenientes de otros territorios españoles (como el vino del Perú), se disminuiría la cantidad de barcos que llegaban al puerto de Acajutla, lo que ocasionaría una fuerte reducción económica que provocaría la emigración de varios habitantes a otras territorios y que aumentase el contrabando de esos productos prohibidos. Mientras que la alcaldía mayor de San Salvador se convertiría en uno de los principales motores económicos de la Capitanía General de Guatemala, gracias al cultivo y comercio de añil, y en menor medida por el bálsamo.
En el año 1611 empieza a gobernar el presidente, gobernador y capitán general de Guatemala Antonio Peraza Ayala de Castilla y Rojas, conde de La Gomera; quien sería el primer gobernante del reino guatemalteco de origen noble y a quien se le confirió la potestad de conferir títulos militares a los gobernantes de las provincias. Por lo que a partir de entonces los alcaldes mayores recibirían también el título de teniente de capitán general, siendo el primero en Sonsonate Pedro de Paz y Quiñones (1613-1614), y en San Salvador el capitán y caballero de la orden de Calatrava Pedro de Aguilar Lazo de la Vega (1620-1626).
En 1636, durante el mandato en San Salvador del cabo Juan Sarmiento de Valderrama, se fundaría la villa de San Vicente; que más tarde en 1658, durante el gobierno del maestre de campo y caballero de la orden de Cristo Francisco de Andrade y Véjar, también sería sede de su propia provincia (siempre dentro de la alcaldía mayor) que abarcaría la actual zona paracentral.
Entre los siglos XVI y XVII, varios alcaldes mayores se destacarían principalmente por la lucha contra la piratería, ya sea en su territorio o en brindar ayuda a otras provincias que tuvieran ese problema; debido a esa problemática, los alcaldes mayores de esos siglos provendrían del ejército o marina española. Ejemplo de ello, y que no han sido mencionados anteriormente, son: el caballero de la orden de Santiago y capitán Pedro de Sada Valles (1663-1668, a quien el fraile residente en Guatemala fray Diego Sáenz Ovecuri le dedicó, en 1667, su obra "La Thomasiada", que fue impresa por José de Pineda Ibarra) y el sargento mayor Pedro Calvo del Risco (1684-1689, quien era quien gobernaba durante el ataque pirata liderado por Edward Davis y Thomas Eaton a las islas del golfo de Fonseca) en San Salvador; y el capitán Juan Bautista de Urtarte (1674-1679) y el capitán Francisco Vásquez de Campos (1680-1688) en Sonsonate.
En el año de 1673, cuando ejercía en San Salvador el capitán Juan de Miranda y en Sonsonate Francisco de Ibáñez, el presidente-gobernador y capitán general de Guatemala Fernando Francisco de Escobedo llevó a cabo el alistamiento de la tropa del reino de Guatemala, con lo que a partir de entonces tanto la alcaldía mayor de San Salvador como la de Sonsonate contarían con su propio ejército entrenado y capacitado para entrar en combate. En total, Sonsonate contaría con 1 compañía de caballería y 2 de infantería; mientras que San Salvador contaría con 2 compañía de caballería (de San Vicente y de San Miguel respectivamente) y alrededor de 283 armas, y 9 compañías de infantería (procedentes de San Salvador, San Miguel, San Vicente, Zacatecoluca y Santa Ana).
Algunos alcaldes mayores serían destituidos por acusaciones de malos manejos de la administración o por problemas con la real hacienda. Ese sería el caso en San Salvador de: Pedro Farfán de los Godos, en 1619; el capitán Juan de Miranda, en 1680; el capitán de mar y tierra y caballero de la orden de Calatrava Francisco Chacón Medina y Salazar, en 1708; y Bernabé de la Torre Trasierra, en 1759.
En el año de 1698 (y hasta su fallecimiento al siguiente año), ocuparía el cargo de alcalde mayor de Sonsonate el capitán Francisco Antonio de Fuentes y Guzmán; quien escribiría una obra sobre la historia y situación de la Guatemala de ese entonces, que es llamada comúnmente como Recordación Florida. Asimismo, en 1699 llegaría al poder en San Salvador el comisario general de caballería y caballero de la orden de Santiago Bartolomé Gálvez Corral, quien se retiraría del cargo por motivos de salud en 1703, y que sería el padre de los también alcaldes mayores de esa jurisdicción: el sargento mayor Cristóbal de Gálvez Corral (de 1734 a 1737, y de 1765 a 1766) y el general Manuel de Gálvez Corral (de 1737 a 1740; y quien sería el autor de una obra sobre la situación en que se encontraba ese territorio en ese momento).
En 1722 comenzaría a gobernar en Sonsonate, Francisco Antonio Carrandi y Menán, quien se encargaría de atender a las poblaciones afectadas por la erupción del volcán de Santa Ana de ese año, de reparar el puente sobre el río Grande, de arreglar varias parroquias, construir el primer acueducto y pilas públicas en Ahuachapán, reparar el hospital de la orden de San Juan de Dios, mejorar la agricultura en ese territorio, entre otras cosas. Permanecería en ese cargo hasta 1733, cuando fue removido por una real cédula.
Entre 1757 y 1764 gobernó en Sonsonate Bernardo de Veirá, quien se destacó entre otras cosas por la opulenta celebración que realizó debido al ascenso del rey Carlos III; dicha celebración iniciaría el 26 de enero de 1761 y se prolongaría por 16 días, siendo la primera ocasión que se menciona el consumo de café, bebida y cultivo que será muy importante en el futuro de la historia de El Salvador.
Luego de la destitución en San Salvador de Bernabé de la Torre Trasierra, y mientras continuaba su juicio se sucedieron varios alcaldes mayores interinos, siendo el último de ellos Manuel Fradique y Goyena, quien fue nombrado en 1766 para suceder y completar el período para el que había sido designado su suegro Cristóbal de Gálvez Corral. En 1771 sería restituido Bernabé de la Torre, pero fallecería 2 años más tarde; siendo sustituido interinamente, y después de no aceptar el puesto el teniente de infantería Rafael de Benavides, primeramente por el capitán Francisco Antonio de Aldana y Guevara (quien envió una carta al rey donde presentaba la idea de dividir la alcaldía mayor de San Salvador en 5 o por lo menos 2 circunscripciones para mejorar su administración) y luego por el coronel Melchor de Mencos y Barón de Berrieza.
En 1777 sería nuevamente nombrado, en San Salvador, Manuel Fadrique, durante este nuevo período se encargaría de promover el cultivo de maíz, limpiar la ciudad de ladrones, empedrar las calles y arreglar las calles de la capital, Santa Ana, Zacatecoluca, San Miguel y San Vicente, entre otras cosas. Debido a que en 1779 España le declaró la guerra a Inglaterra y se unió a la guerra de independencia de Estados Unidos, los batallones de San Salvador y de Santa Ana, como parte de las fuerzas comandadas por el presidente-gobernador y capitán general de Guatemala Matías de Gálvez, participaron en algunos de los enfrentamientos de ese conflicto, tales como la batalla de San Fernando de Omoa en 1779 y la batalla de Roatán en 1782. Goyena se mantendría en el cargo hasta 1786, siendo el último alcalde mayor de San Salvador. Durante ese tiempo ejercieron en Sonsonate, Manuel García de Villalpando (de 1777 a 1785) y Antonio López Peñalver y Acalá (de 1785 a 1794).

### Reformas borbónicas (1760-1808)
En el año de 1700 con la llegada al trono español de Felipe V se inauguró la dinastía de los Borbones. Los reyes pertenecientes a esta nueva familia real, incluyendo Felipe V, implementaron durante el siglo XVIII una serie de reformas económicas y administrativas en las colonias. Estas reformas cobraron mayor vigor a partir de 1759 con la coronación de Carlos III y comenzaron a implementarse en toda la Capitanía General de Guatemala desde 1765 con la llegada a Guatemala del capitán general Pedro de Salazar Herrera.

#### Reformas económicas
Con la implementación de las reformas Borbónicas en el territorio salvadoreño se redujeron los impuestos de alcabala, se mejoró el sistema de cobrar impuestos y se establecieron monopolios o estancos; con esto último se pretendía que los comerciantes no evadieran los impuestos, lo cual en principio tuvo cierto éxito, pero más adelante se idearon nuevas maneras de evadirlos, por lo que las autoridades coloniales debían estar siempre atentas.
El gobierno español, con las nuevas reformas, buscó en principios debilitar a la tradicional élite criolla a favor de los comerciantes guatemaltecos (usualmente inmigrantes recién llegados, como la familia Aycinena), para más adelante apoyar parcialmente a los productores de las provincias, incluyendo a los del territorio salvadoreño. Sin embargo, esto último no traería el éxito esperado, ya que la corona no pudo romper el dominio de los comerciantes guatemaltecos, quienes tendían a explotar a los añileros salvadoreños mediante el control del crédito y al acceso al mercado europeo; la resistencia de los añileros y la intervención de las autoridades reales a su favor no redujeron el conflicto, sino que lo exacerbaron, lo que traería consecuencias políticas a futuro, tanto antes como después de la independencia. Asimismo, las reformas borbónicas también buscaron reducir el poder eclesiástico a través de ataques a la propiedad y a los privilegios de la iglesia.

#### Reformas administrativas y reorganización del territorio

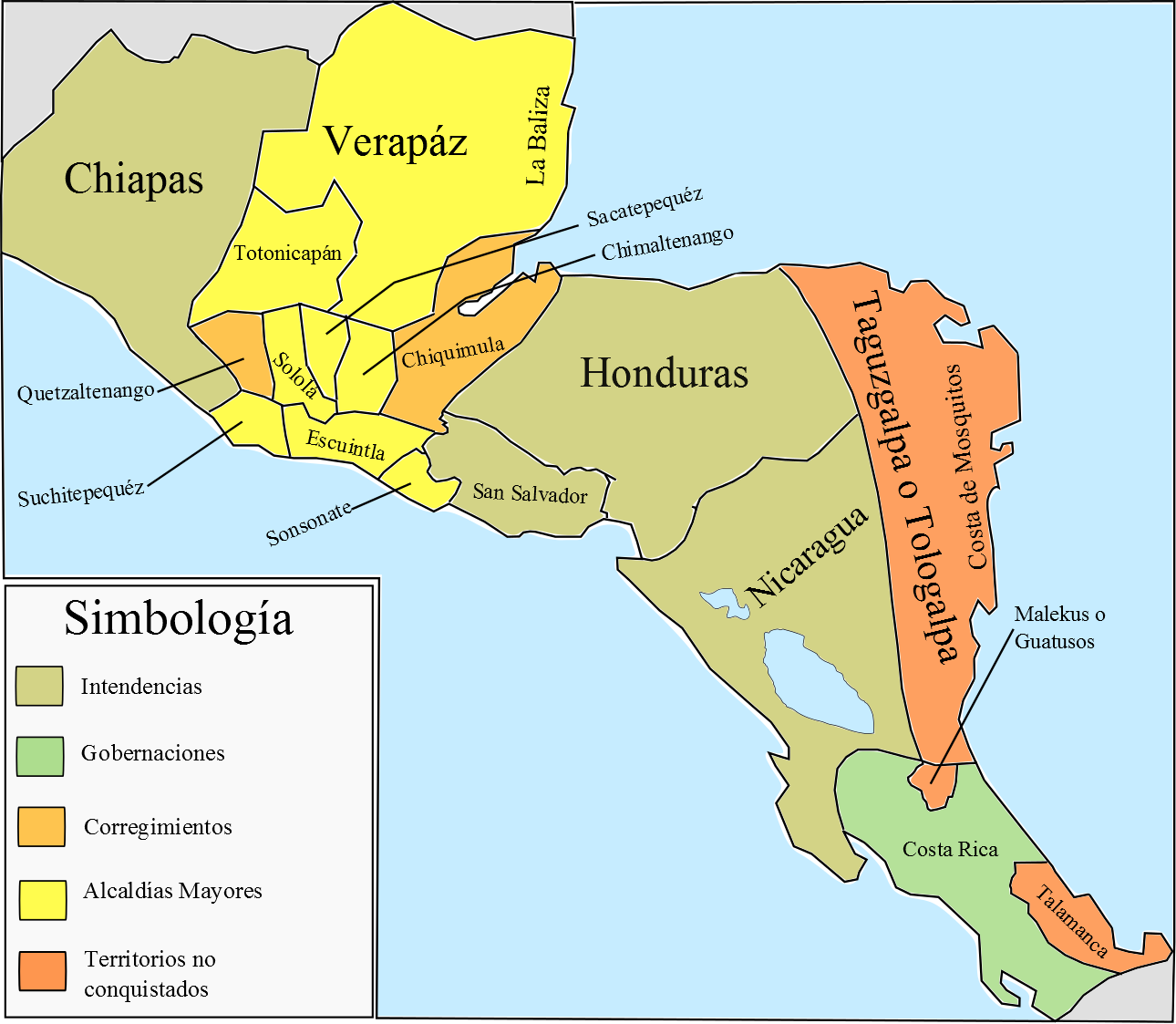
La intendencia de San Salvador y la alcaldía mayor de Sonsonate con el resto de la Capitanía General de Guatemala a principios del siglo XIX

En 1785 como parte de las reformas administrativas llevadas a cabo por la dinastía de los Borbones, que buscaban fortalecer el control fiscal y territorial, se creó la Intendencia de San Salvador (la cual abarcaba el territorio de la Alcaldía Mayor de San Salvador); cuyos gobernantes, los intendentes, fueron seleccionados por sus méritos y su fidelidad al rey, debiendo ejercer un control más directo y efectivo que los alcaldes mayores. Siendo seleccionado como primer intendente de San Salvador José Ortiz de la Peña, el cual ejerció ese cargo hasta 1789 cuando fue sustituido por Francisco Luis Héctor de Carondelet.
La Intendencia de San Salvador junto con la Alcaldía Mayor de Sonsonate (cuyos gobernantes, a partir de las reformas borbónicas recibirían además el título de subdelegado de la Real Hacienda) comprendían el actual territorio de El Salvador. Está Alcaldía Mayor continuaría su existencia hasta poco después de la independencia cuando se uniría a San Salvador. Ambas divisiones administrativas del Imperio español dependían de la Capitanía General de Guatemala y ésta a su vez del Virreinato de Nueva España

#### Intendentes de San Salvador y alcaldes mayores de Sonsonate

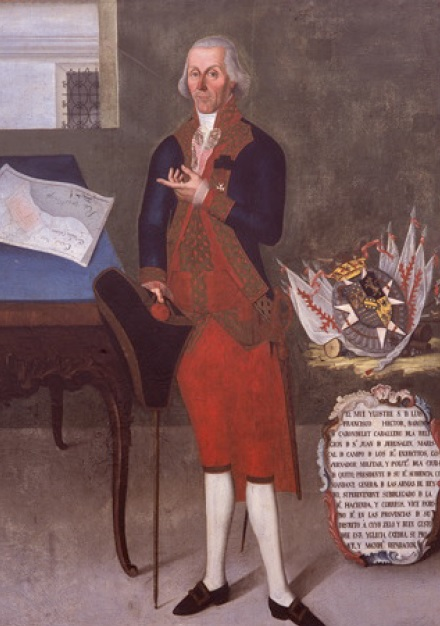
Francisco Luis Héctor de Carondelet, intendente de San Salvador de 1789 a 1791

Como se mencionó, el primer intendente de San Salvador fue José Ortiz de la Peña quién se encargó de organizar el territorio y que en 1786 designó al agrimensor real Francisco José Vallejo para fundar una nueva población que sería San José Guayabal. En 1789 llegaría como intendente Francisco Luis Héctor de Carondelet, quien se encargaría de darle estabilidad al territorio, perseguir el contrabando en las costas, combatir la piratería (armando los puertos y lugares estratégicos), tratar de reorganizar las milicias, liberar a la agricultura de trabas judiciales, introducir al gusano de seda, solicitar que se levantará el estanco de tabacos, y reorganizar la junta de cosecheros de añil en forma de banco hipotecario, establecer la junta de vacuna, disponer principios de población, proteger a los consumidores, regular los pesos y medidas usados por los vendedores, tratar de regular las venta de tierras de realengas,  establecer escuelas primarias y de artesanías, y además que fundaría la población de Dulce Nombre de María.
Tanto de la Peña como Carondelet fueron intendentes gobernadores, pero a partir de José Antonio María de Aguilar (quien gobernaría de manera interina, al ser el asesor letrado, luego que Carondelet fuese nombrado gobernador de Luisiana en 1791) el título sería el de intendente corregidor. En 1793 tomaría el cargo Ignacio Santiago Ulloa, quien gobernaría hasta su fallecimiento el 1 de enero de 1798; luego de lo que, y hasta 1804, se sucedieron varios gobiernos interinos (entre ellos algunos alcaldes de San Salvador), entre los cuales estaban: Bernardo José de Arce (padre del independentista Manuel José Arce, y uno de los participantes del movimiento independentista de 1811), José Rosi (quien sería comandante de las milicias de San Salvador desde 1806 a 1821) y Buenaventura de Viteri (padre del primer obispo de San Salvador Jorge Viteri y Ungo).
En la alcaldía mayor de Sonsonate, fungiría como alcalde mayor, desde 1784 a 1794, Antonio López Peñalver y Alcalá; quien intentaría impulsar la minería, renovaría todos los jueces locales, haría nuevas medidas estrictas para de esa forma cultivar nuevas tierras y reducir el desempleo, fundaría nuevas escuelas indígenas, mandaría a reparar los caminos, iniciaría obras de distribución de aguas en Ahuachapán, haría limpiar y desarrollar los cultivos de cacao abandonados asegurándose de que los indígenas pudieran también encargarse de sus propios cultivos, introduciría el añil y el algodón sin desatender al trigo, construiría nuevas bodegas en el puerto de Acajutla y un sistema de abastecimiento de agua dulce.
Luego de Peñalver, y después de estar de interino Agustín Gutiérrez y Lizaurzábal, llegaría como alcalde mayor de Sonsonate Manuel Cotón en 1795; quien el 30 de julio de ese año emitiría un bando en el que prohibiría que los mulatos, afrodescendientes o mestizos comprasen y revendiesen maíz, gallinas, pescado fresco, conejo, frutas, legumbres, etc dentro de la villa sonsonateca y cinco leguas a la redonda. En 1802, Cotón sería destituido por el presidente-gobernador y capitán general de Guatemala Antonio González Saravia por haber decomisado los 10 000 pesos de harina que el comerciante José de Irisarri iba a embarcar en la fragata norteamericana "Diana"; entre ese año y 1810 se sucederían varios alcaldes mayores interinos.
En 1804 llegaría como intendente de San Salvador Antonio Gutiérrez y Ulloa, quien escribiría el libro Estado general de la provincia de San Salvador, donde narra la situación en que se encontraban las poblaciones que formaban parte de la intendencia; y que sería destituido por el primer movimiento independentista de 1811, siendo reemplazado por José Mariano Batres y Asturias, quien fungiría hasta el 3 de diciembre de ese año, siendo sustituido por José Alejandro de Aycinena (enviado desde el ayuntamiento de Guatemala). Aycinena sería electo consejero de Estado y partiría a España en 1812; dejando en su lugar a José María Peinado, que haría frente al segundo movimiento independentista de 1814, poco después sería destituido, sería restituido en 1818, y fallecería en el cargo en 1819 siendo sustituido por Pedro Barriere.
En 1810 llegó como alcalde mayor de Sonsonate Mariano Bujons, que se puso del lado del gobierno guatemalteco durante el primer movimiento independentista de 1811, estando dispuesto a enviar tropas a esa zona, pero esto al final no fue necesario. Bujons ocuparía ese cargo hasta 1818, siendo sustituido por José Manuel Nájera y Batres.

## Proceso de Independencia (1808-1821)

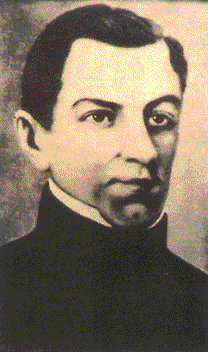
El general Manuel José de Arce y Fagoaga, uno de los próceres de la Independencia, fue presidente de la República Federal de Centroamérica de 1825 a 1829

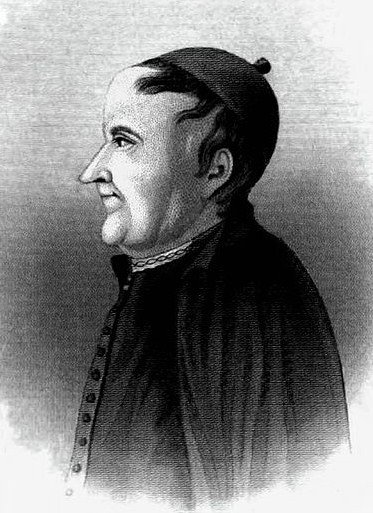
José Matías Delgado y León era un sacerdote y abogado conocido como el padre de la patria salvadoreña. Fue miembro de la diputación provincial de Guatemala y firmante del acta de independencia; luego fue jefe político de la provincia de San Salvador del 28 de noviembre de 1821 al 9 de febrero de 1823; y más adelante fue presidente del Congreso Constituyente centroamericano que se reunió en la ciudad de Guatemala.

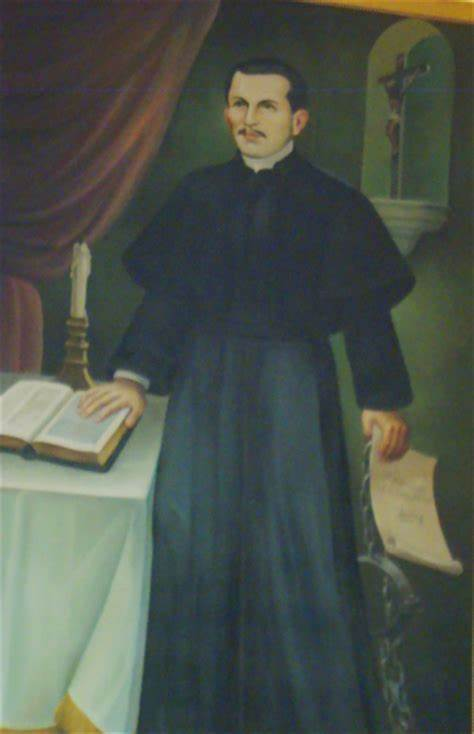
José Simeón Cañas. El 31 de diciembre de 1823, pidió a la Asamblea Nacional Constituyente de las Provincias Unidas del Centro de América, que fuera decretada la abolición de la esclavitud en toda Centroamérica, abogando por la igualdad de los hombres.

Desde las últimas décadas del siglo XVIII, en diversas regiones de América Latina, tuvieron lugar varias rebeliones en contra del dominio español, algunas más exitosas que otras. En Centroamérica, el sentimiento de independencia comenzó a crecer entre los criollos, que influidos por las ideas liberales de la Ilustración, veían en el proceso de independencia de los Estados Unidos y en la Revolución francesa un ejemplo a seguir. Se sabe que líderes del movimiento independentista centroamericano como José Matías Delgado, José Simeón Cañas y José Cecilio del Valle, eran conocedores de las ideas de libertad individual e igualdad ante la ley propugnadas por la Ilustración.
En la primera década del siglo XIX, las autoridades coloniales españolas realizaron una serie de medidas fiscales y económicas impopulares, como el aumento de tributos y la consolidación de deudas estatales, para financiar las guerras europeas de la Corona española. Estas medidas acrecentaron el sentimiento de independencia entre los criollos.
Los historiadores consideran que el fenómeno que sirvió como detonante al proceso de independencia de Centroamérica, fue la Invasión Napoleónica a España en 1808 que significó el colapso temporal de la autoridad real.
En el período de 1808 a 1814, se produjeron varios importantes alzamientos en el territorio de la Intendencia de San Salvador:

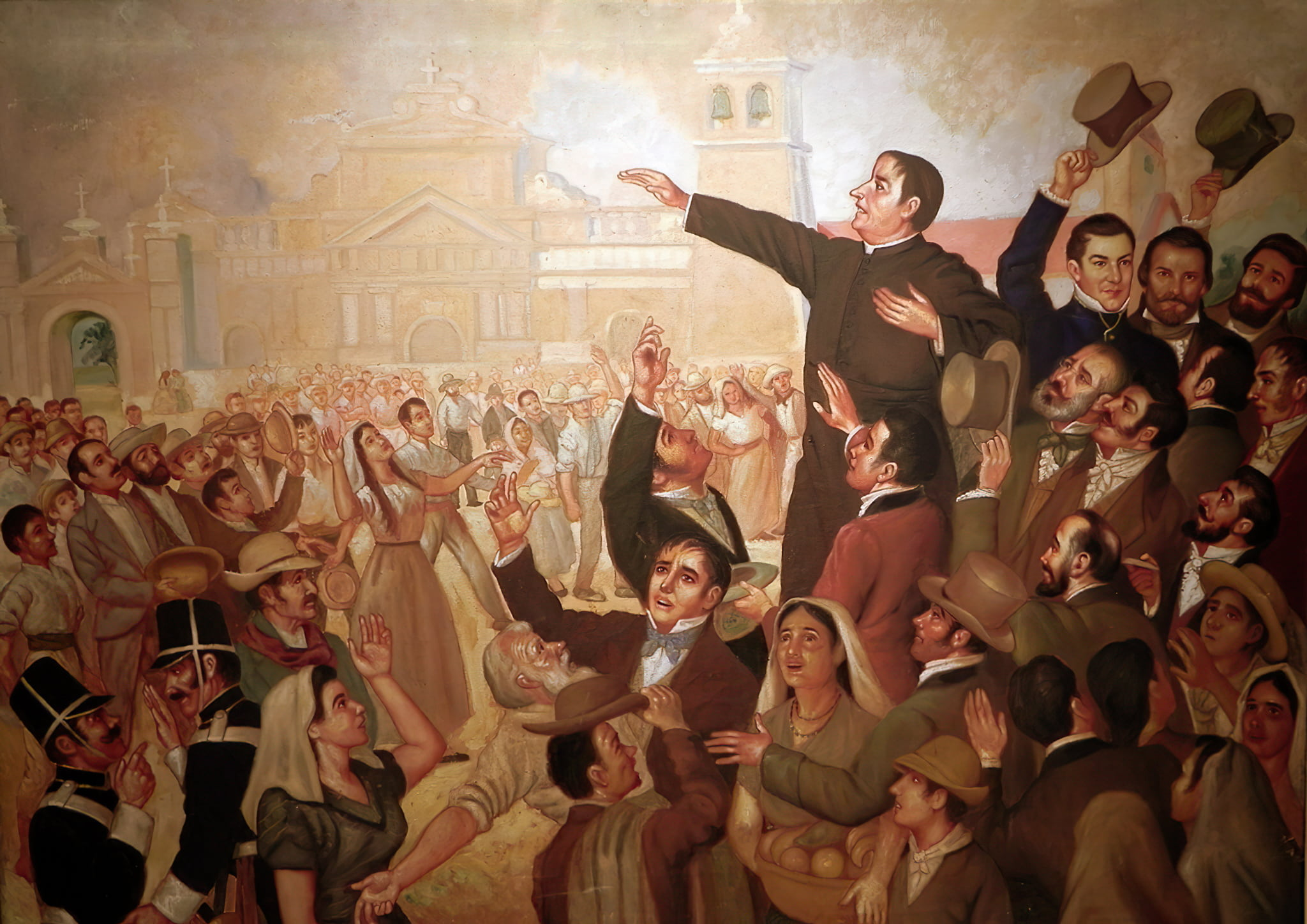
Primer grito de independencia centroamericana, ocurrido en San Salvador. En el cuadro resalta la figura de José Matías Delgado.

- El Alzamiento del 5 de noviembre de 1811. Fue vencido en diciembre de 1811. Conocido como el Primer Grito de Independencia; inició en San Salvador, impulsado por el encarcelamiento en Guatemala de Manuel Aguilar, el llamado a comparecer a esa de ciudad del presbítero Nicolás Aguilar, y el rumor de un intento de asesinato del presbítero José Matías Delgado, y fue encabezado por Bernardo José de Arce (que era acompañado por su hijo Manuel José Arce, y su hermano el presbítero Juan José), Manuel de Morales, José María Villaseñor (hijastro del anterior), y los hermanos Leandro y Mariano Fagoaga. Se extendió en los días siguientes del mes de noviembre a las ciudades de Santiago Nonualco, Usulután, Chalatenango, Santa Ana, Tejutla y Cojutepeque. Hubo 2 alzamientos relacionados con este, que adquirieron relevancia, el del 20 de diciembre de 1811, ocurrido en Sensuntepeque, y el del 24 de noviembre de 1811, ocurrido en la ciudad de Metapán.

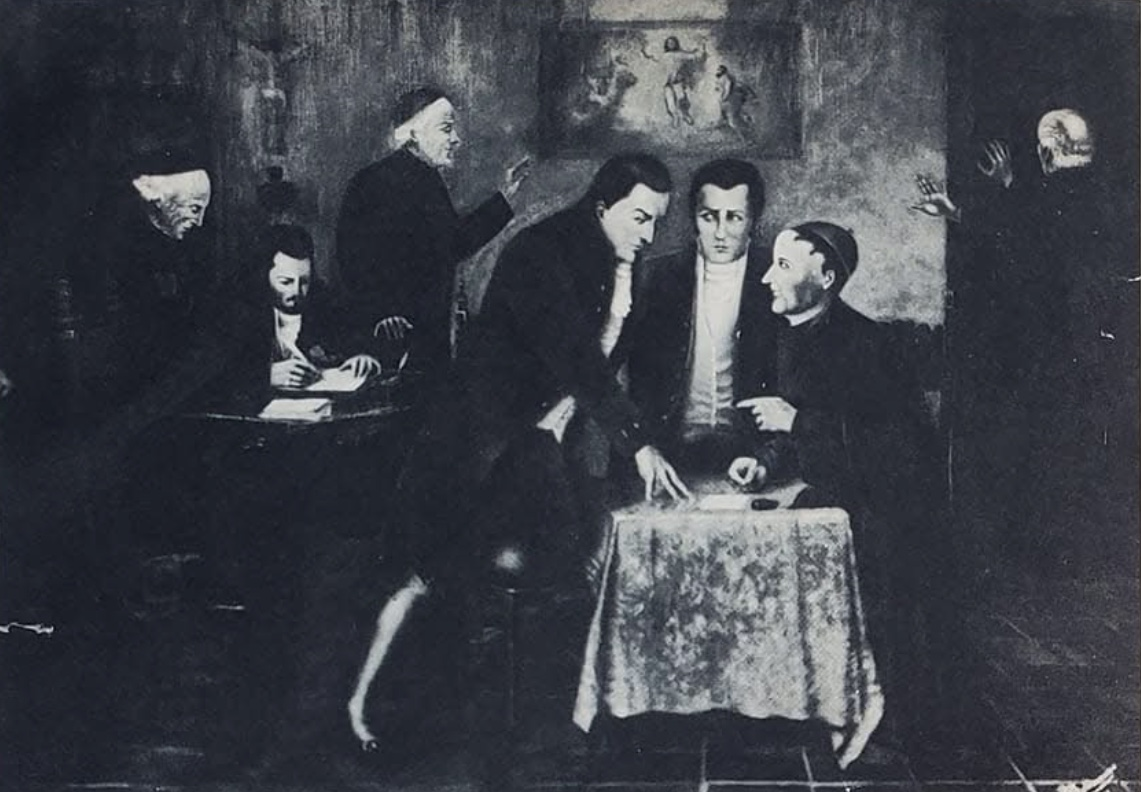
Conspiración de 1814. En primer plano Manuel Jose Arce, Domingo Antonio Lara y el presbítero Dr Matías Delgado, al fondo los hermanos Aguilar y Juan Manuel Rodríguez.

- El Alzamiento de 24 de enero de 1814, ocurrido en San Salvador, tuvo entre sus principales protagonistas a Juan Manuel Rodríguez, Pedro Pablo Castillo (alcalde de primer y segundo voto de San Salvador), Domingo Antonio de Lara, Manuel José Arce, Miguel Delgado, Juan Aranzamendi, el doctor Santiago José Celis, y los presbíteros hermanos Aguilar; no tuvo éxito y la mayoría de los líderes independentistas fueron arrestados; siendo uno de ellos, Santiago José Celís, asesinado en la cárcel. En este movimiento hubo una amplia participación popular.[87][86][85]

A la par de ello, la Junta Suprema Central (que tomó el poder  en España como reacción a la ocupación francesa) en 1809 mandó a realizar un sorteo para designar a un representante a la junta por cada real audiencia, cada ayuntamiento de españoles (que en el caso del actual territorio salvadoreño eran: Sonsonate, San Salvador, San Vicente, San Miguel y Santa Ana; está última desde 1806) eligiría a una persona que participaría ese ese sorteo. El ayuntamiento de Sonsonate elegiría primeramente a Alejandro Ramírez y luego al Deán Isidro Sicilla; el de Santa Ana a Domingo Figueroa; el de San Vicente primeramente a José Cecilio del Valle y luego al vicario Manuel Antonio de Molina; y el de San Miguel al vicario Miguel de Barroeta. Aunque el ganador final del sorteo fue Barroeta, este no pudo ser parte de la Junta Suprema debido a que fue sustituido por el Consejo de Regencia.
El 14 de febrero de 1810, el Consejo de Regencia ordenaría a los ayuntamientos, que fuesen cabeza de partido (que en la Capitanía General de Guatemala se interpretó como sede de gobernación o intendencia), que por sorteo eligiesen un diputado para las cortes generales; siendo elegido en San Salvador el presbítero José Ignacio Ávila, que participaría en dichas cortes que emitieron la constitución española de 1812. Con esta constitución la intendencia de San Salvador y la alcaldía mayor de Sonsonate pasaron a ser parte de la provincia de Guatemala; sus líderes recibieron además el título de jefe político; se instalaron ayuntamientos en las poblaciones con más de 1000 habitantes, siendo los miembros de los ayuntamientos electos por los ciudadanos; y se llevarían a cabo elecciones para la conformación de la diputación provincial de Guatemala, que impulsaría la economía y progreso de esa provincia, y que como representante por Sonsonate estaría el presbítero José Simeón Cañas y por San Salvador José Matías Delgado.
En mayo de 1814, Fernando VII regresó a España como rey, e inmediatamente restableció el absolutismo, derogando la Constitución de Cádiz. Los efectos de las medidas reales se hicieron sentir en Centroamérica, donde el capitán general de Guatemala, José de Bustamante y Guerra, desató una persecución en contra de los independentistas y los defensores de las ideas liberales, que se prolongaría hasta la destitución de Bustamante en 1817.
En 1820, la Revolución de Riego, en España, restableció la vigencia de la Constitución de Cádiz. El capitán general de Guatemala, Carlos Urrutia, juró la Constitución en julio de ese año y poco después se convocó a elecciones para elegir ayuntamientos y diputaciones provinciales (estando en esta última como representante por San Salvador el presbítero José Matías Delgado, y por San Miguel el presbítero Manuel Antonio de Molina), además de permitirse la libertad de prensa en el territorio del Reino de Guatemala. Aprovechando el ambiente de libertad, comenzaron a publicarse en Guatemala, dos periódicos nuevos: El Editor Constitucional bajo la dirección del guatemalteco Pedro Molina, que defendía posiciones muy liberales, y El Amigo de la Patria dirigido por el hondureño José Cecilio del Valle, que defendía posiciones más conservadoras.
El 8 de mayo de 1821, las cortes españolas decretaron que todas las Intendencias sean elevadas al rango de provincia (es decir que sus mandatarios tengan además el título de jefe político superior, y que puedan establecer su propia diputación provincial), por lo que la intendencia de San Salvador pasa a ser la provincia de San Salvador; mientras que la alcaldía mayor de Sonsonate forma parte de la provincia de Guatemala. En junio de 1821, el capitán general Urrutia fue sustituido por Gabino Gaínza. En agosto llegaron a Centroamérica las noticias de la Independencia de México, bajo los términos establecidos en el Plan de Iguala de Agustín de Iturbide. Ante esta nueva realidad, Gaínza convocó a la reunión de notables del 15 de septiembre.

## Independencia y Provincias Unidas de Centroamérica (1821-1824)

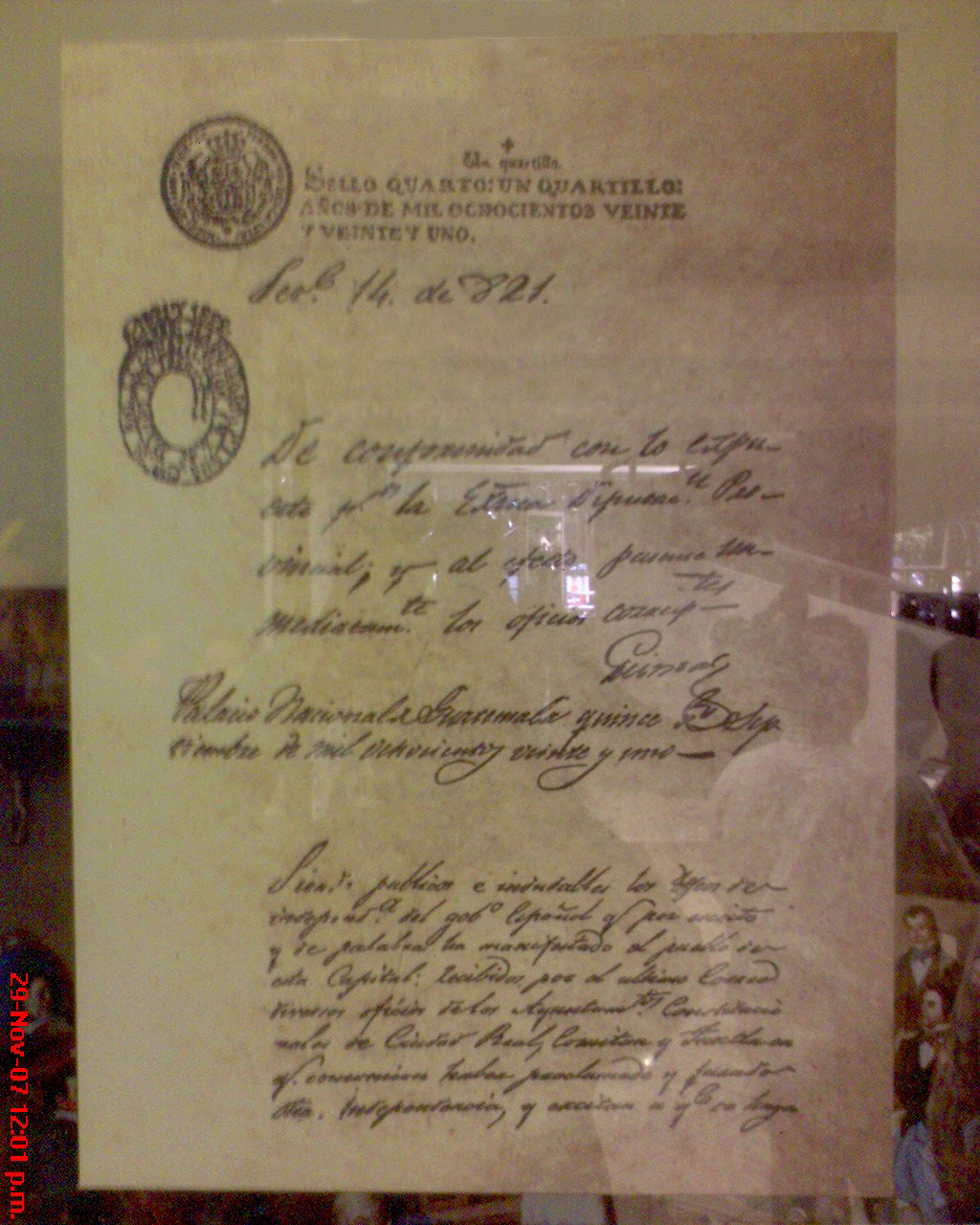
Acta de Independencia de Centroamérica localizada en las instalaciones de la Asamblea Legislativa.

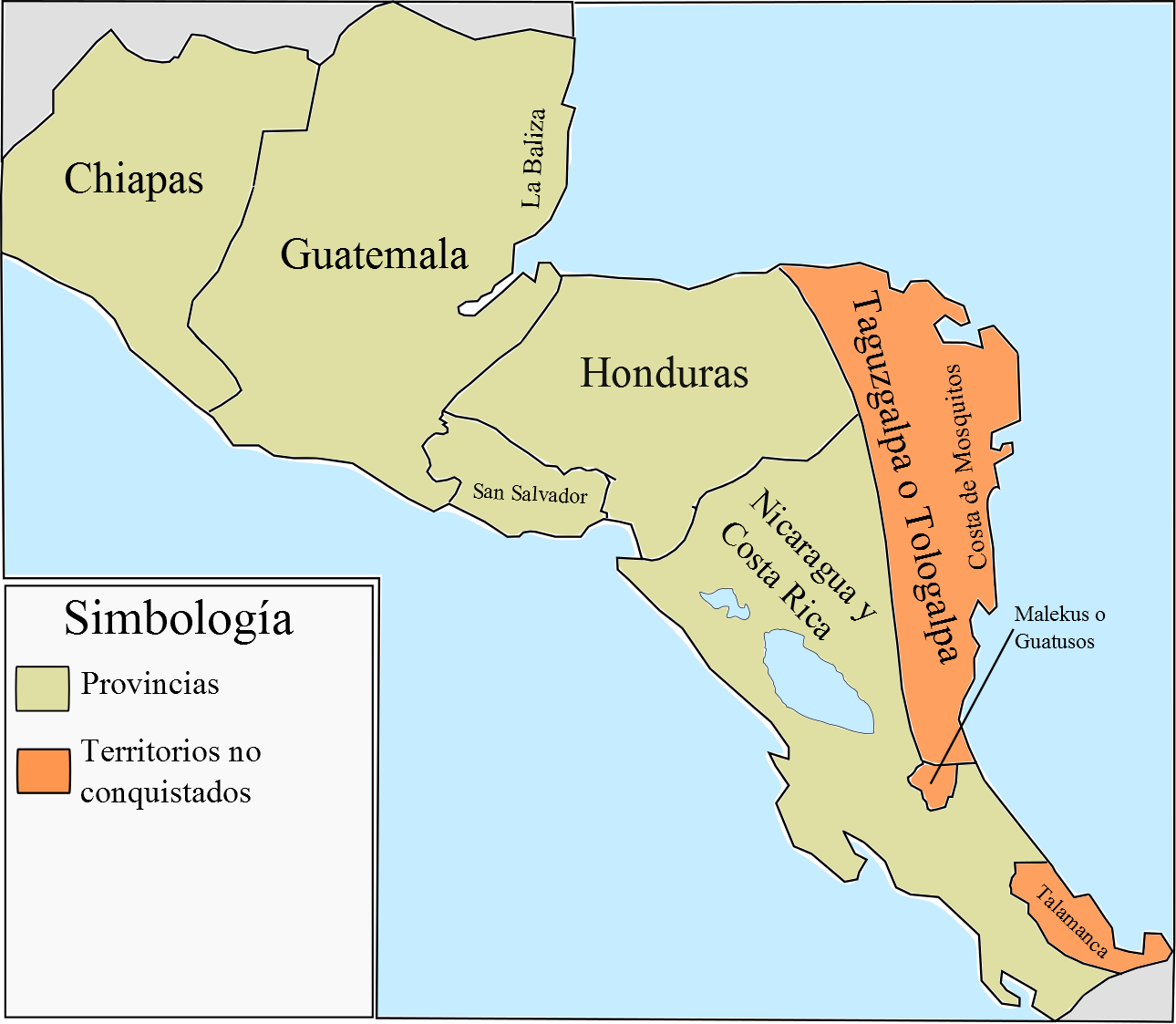
La provincia de San Salvador y el resto de provincias de la antigua Capitanía general de Guatemala en 1821, antes de la independencia

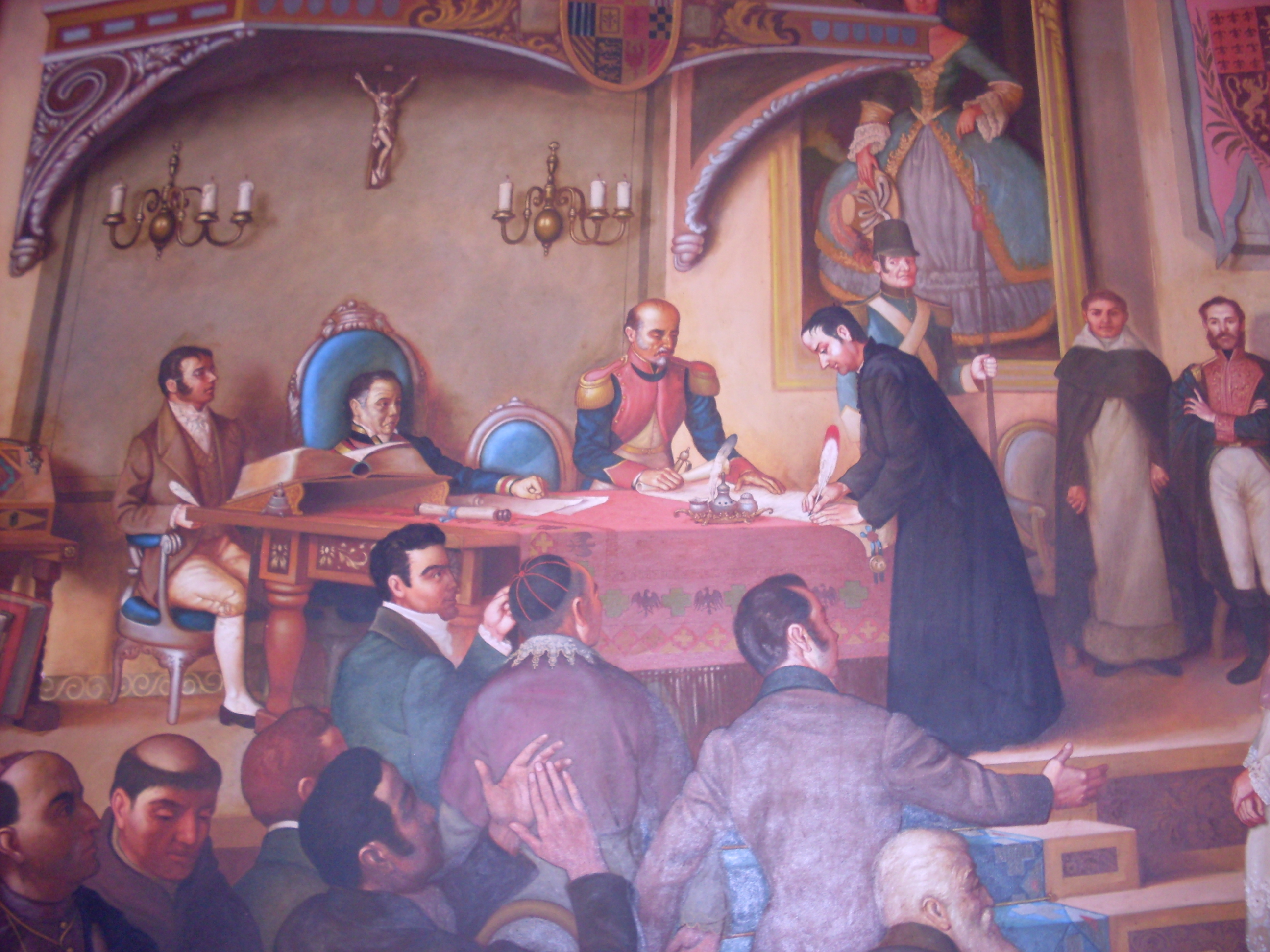
José Matías Delgado al momento de firmar el acta de independencia centroamericana, en una representación de la reunión del 15 de septiembre de 1821 del pintor chileno Luis Vergara Ahumada.

### Independencia y sucesos posteriores
El 15 de septiembre de 1821, en una reunión en la Ciudad de Guatemala, los representantes de las provincias centroamericanas declararon su independencia de España; erigiéndose la diputación provincial de Guatemala en Junta provisional consultiva, presidida por el antiguo capitán general español (Gabino Gaínza), y en la que estarían como representantes de la provincia de San Salvador los presbíteros José Matías Delgado y Manuel Antonio de Molina (que anteriormente estaban en la diputación provincial), y de la alcaldía mayor de Sonsonate el presbítero Ángel María Candina. La noticia de la independencia llegó a San Salvador el 21 de septiembre. (1)
(2)
Al concretarse la independencia centroamericana, solamente le quedaban tres opciones a la naciente unión de provincias: primero, conservar la unidad de las provincias; segundo, independizarse en naciones bien definidas; o tercero, anexarse al Imperio Mexicano de Agustín de Iturbide.
El 4 de octubre de 1821, le correspondía a la provincia de San Salvador elegir a los miembros de su diputación provincial, que ayudaría al jefe político superior de la provincia (en ese entonces Pedro Barriere) en la administración y progreso del territorio. Pero Barriere, que estaba a favor de la anexión a México, haría arrestar a los del bando opuesto; por la que Junta provisional consultiva de Guatemala nombraría el 9 de octubre, a uno de sus miembros, el presbítero José Matías Delgado como nuevo intendente-jefe político, quien realizaría las elecciones a diputación provincial, siendo electos: Manuel José Arce, Antonio José Cañas, Juan Manuel Rodríguez, Sixto Pineda, Juan Fornos, y Basilio Zeceña.
En la alcaldía mayor de Sonsonate, el alcalde mayor José Manuel Nájera y Bátres se rehusaría a aceptar la independencia por lo que en octubre de ese año la junta provisional consultiva nombraría como su sucesor a José Fernández Padilla, el cual aceptaría la independencia el 7 de octubre. Pero, en noviembre de ese año el ayuntamiento sonsonateco decretaría la anexión a México, por lo que se enviarían tropas de Guatemala y de la villa de Santa Ana para pacificar el territorio, lo cual se lograría y Padilla sería destituido y reemplazado en diciembre de ese año por Juan Fermín Aycinena.

### Anexión y guerra contra el Imperio mexicano

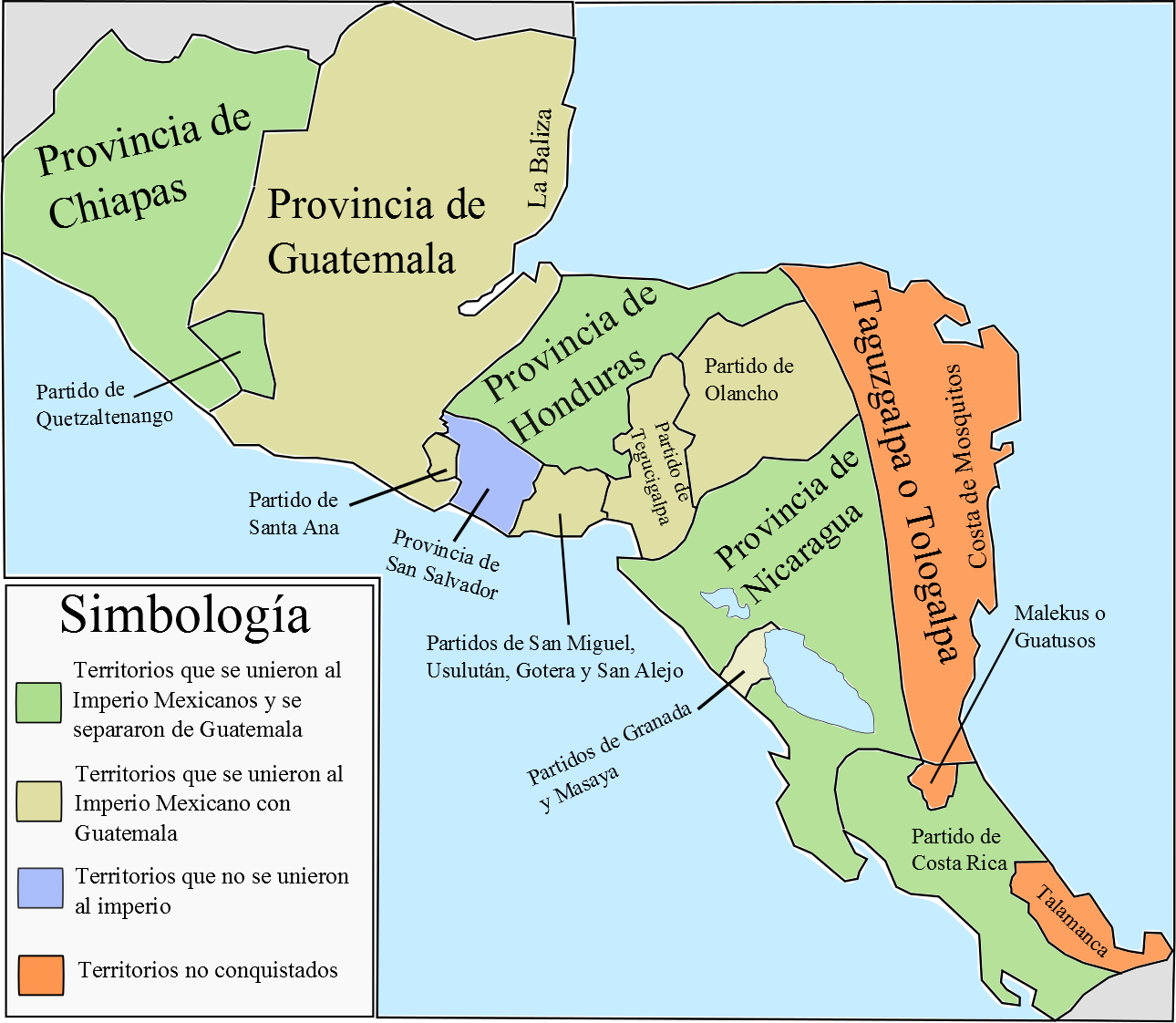
La provincia de San Salvador y la Capitanía General de Guatemala ante la unión al Imperio mexicano en 1822

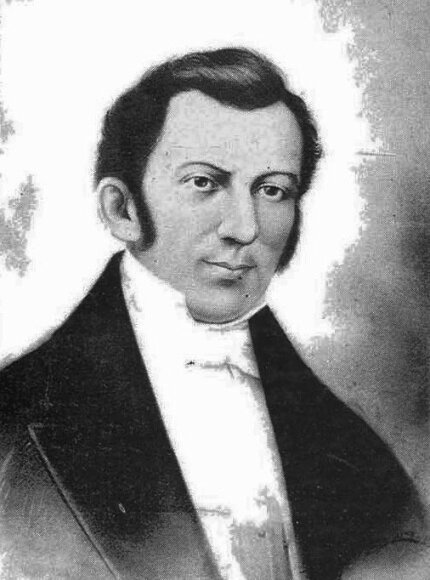
El coronel y doctor Antonio José Cañas fue el 2.º comandante de las tropas de la provincia de San Salvador en la guerra contra el Imperio mexicano. Fue jefe provisional del Estado de El Salvador, en calidad de consejero designado, del 23 de mayo al 11 de julio de 1839 y del 15 de abril al 20 de septiembre de 1840

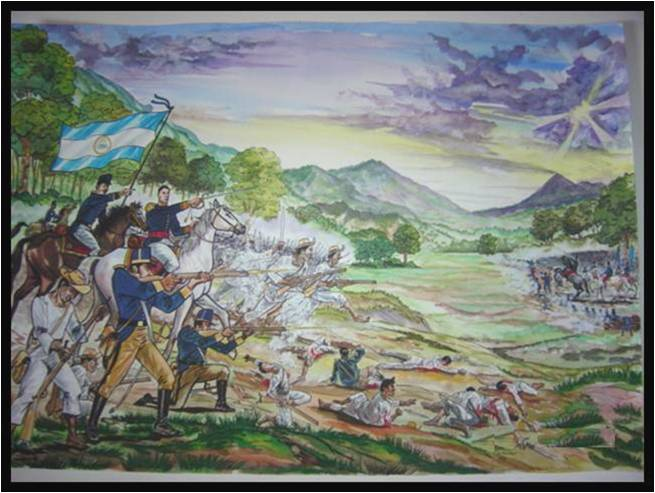
Batalla de Llano El Espino; aunque las fuerzas salvadoreñas fueron superadas en número y en recursos, su resistencia marcó un hito simbólico en la lucha por la autodeterminación, siendo el primer enfrentamiento formal de la nación salvadoreña contra un ejército extranjero tras la independencia de España, y una expresión temprana del nacionalismo popular que más tarde influiría en la identidad republicana del país.

La noticia de la independencia desconcertó a la mayoría de los grupos conservadores en las distintas provincias y ayuntamientos de Centroamérica. La preocupación de los sectores conservadores se tranquilizó cuando las autoridades de Guatemala recibieron una carta de Iturbide, quien se había proclamado Emperador de México, invitando a Centroamérica a unirse al imperio.
La Junta decidió consultar a los ayuntamientos y respondieron dos tercios de ellos, de los cuales 168 aprobaron la anexión, y dos, San Salvador y San Vicente, rehusaron unirse a México. La Junta de Guatemala declaró la anexión a México el 5 de enero de 1822. Iturbide envió tropas mexicanas al mando del general Vicente Filísola para asegurar dicha anexión.
El 11 de enero de 1822, el presbítero Delgado y la diputación provincial de San Salvador decidieron declarar la separación de la provincia de la antigua capitanía general de Guatemala, constituirse en junta gubernativa y prepararse para la guerra contra Guatemala y México. Gaínza mandaría primeramente a Nicolás de Abos y Padilla, y luego a Manuel Arzú, pero ambos serían derrotados. El 22 de junio Vicente Filísola sería nombrado jefe político y capitán general de Guatemala, y se encargaría de someter a los ayuntamientos rebeldes de San Salvador y San Vicente.
En Sonsonate, el 24 de febrero de 1822, debido a la mala salud de Aycinena, se nombraría como alcalde mayor al coronel Lorenzo Romaña, quien conformaría un contingente de tropas para unirse primeramente a Arzú y luego a Filísola para derrotar a la provincia de San Salvador.
La junta gubernativa de la provincia designaría al presbítero Delgado como obispo de San Salvador y enviaría a Juan de Dios Mayorga como diputado al congreso del imperio mexicano; y luego que este fuese disuelto convocaría a un congreso (que se instaló el 10 de noviembre de ese año), que decidiría la anexión de la provincia a los Estados Unidos (lo que al final no se daría debido a la caída del Imperio mexicano).
El general Filísola entró con sus tropas a San Salvador el 9 de febrero de 1823, luego de varios meses de resistencia. Mientras que las tropas de la provincia, permanecerían en pie de lucha, movilizándose en las poblaciones de la zona paracentral, hasta rendirse en Gualcince (Honduras) el 21 de febrero de ese año.
Cuando Filísola regresó a Guatemala, dejando al general Felipe Codallos al mando de la provincia, recibió la noticia de que Iturbide había sido derrocado y que México se había constituido en república. Siendo Filísola fiel a su emperador y no a México, le pidió a la Junta de Guatemala que convocara a los diputados centroamericanos para que tomaran una decisión.
El 25 de mayo, un motín obligaría al general Codallos, y su tropa de 500 soldados guatemaltecos y mexicanos, a abandonar la provincia. Siendo sustituido en el mando de la provincia, por la junta consultiva (conformada por Mariano Prado, el coronel José Justo Milla y coronel José de Rivas); que ejerció el cargo hasta el 17 de junio cuando le traspasó el mando a su presidente Mariano Prado. Mientras que en Sonsonate, en lugar de Romaña estaría como alcalde mayor Miguel de Mendoza.
Después de la salida de las tropas mexicanas y guatemaltecas, se procedió a elegir una nueva diputación provincial, que estaría presidida por el jefe político Mariano Prado, y que estaría conformada por Manuel José Durán, José de Rivas, Juan Fornos, Pedro Mártir Acosta, José Inocente Escolán, Mariano Zúñiga, Casimiro Antonio Morales, y Manuel Trinidad Estupinian.

### Independencia absoluta y Provincias Unidas de Centroamérica

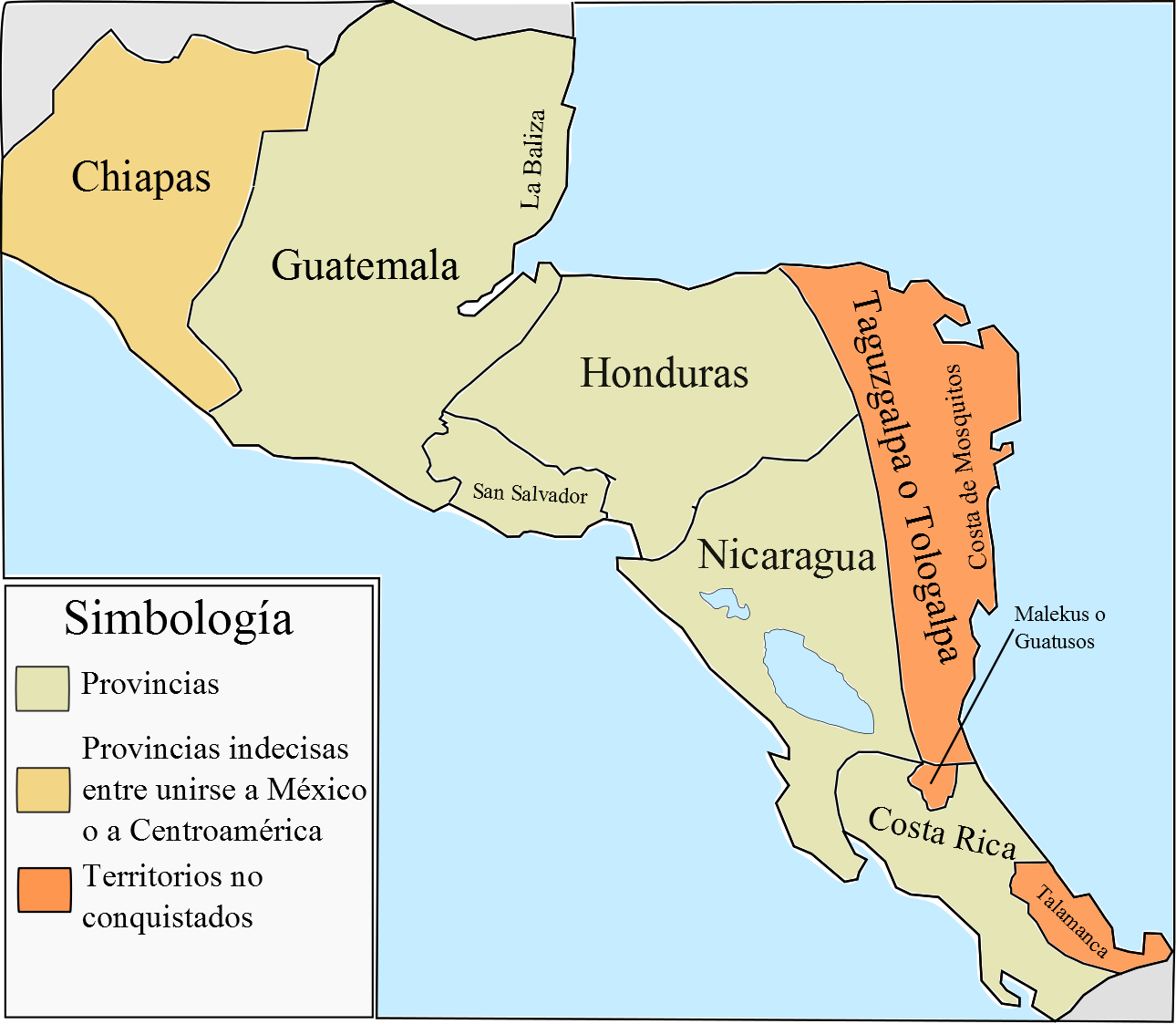
Provincias Unidas de Centroamérica luego de la independencia absoluta

La asamblea centroamericana, cuyo presidente era el presbítero José Matías Delgado, proclamó el 1 de julio de 1823 la independencia de España, México o cualquier otra nación, y se constituyeron las Provincias Unidas de Centroamérica (3).
El 27 de septiembre la diputación, debido a la rebelión de Rafael Ariza, se erigiría en junta gubernativa, levantaría una fuerza de 2000 hombres, y enviaría a Guatemala un contingente de 750 soldados comandados por el coronel José de Rivas; designando a su vez al capitán Pedro José Arce para que diese a aviso a las autoridades guatemaltecas del avance de las tropas. Este contingente, luego de cumplir su propósito, regresaría a la provincia vía Sonsonate, obligando a esa alcaldía mayor a unirse a la provincia y convirtiéndose Pedro José Arce en el último alcalde mayor de esa jurisdicción.
El 30 de septiembre la junta volvería a retornar el estatus de diputación; pero el 27 de octubre, debido a considerar los miembros de la diputación que los conservadores tenían una cuota de poder significativa en el gobierno de las provincias unidas, volvería a erigirse como junta gubernativa.
El 22 de diciembre de 1823 la Alcaldía Mayor de Sonsonate y la provincia de San Salvador acuerdan unirse, Ahuachapán se rehúsa hasta el 7 de febrero de 1824. Por otro lado, el 2 de febrero de 1824, la junta gubernativa de la provincia teniendo únicamente a las bases de constitución federal, convocaría a elecciones para el congreso constituyente estatal.
El 5 de marzo, se instalaría en San Salvador, en el edificio del convento de San Francisco (donde hoy está el mercado ex cuartel o de artesanías), el congreso constituyente; que estaría conformado por 3 diputados de la alcaldía mayor (2 por Sonsonate y 1 por Ahuachapán) y 15 de la provincia de San Salvador; y cuyo primer presidente sería José Mariano Calderón. Dicho congreso, el 21 de abril, designaría como jefe político del estado a Juan Manuel Rodríguez; el 7 de mayo, decretaría la creación de las fuerzas armadas (con el nombre de legión de libertad), cuyo proyecto de ley había sido elaborado por Manuel José Arce; y el 18 de mayo, designaría a Joaquín Durán y Aguilar como el primer presidente de la Corte Suprema de Justicia.
El 12 de junio, el congreso emitiría la Constitución del estado con el que la alcaldía mayor de Sonsonate y la provincia de San Salvador se unen totalmente y forman el Estado de El Salvador, perteneciente a las Provincias Unidas de Centroamérica. El 1 de octubre, Rodríguez sería sustituido por el vicejefe electo del estado Mariano Prado, quien fungiría hasta el 12 de diciembre cuando llega al poder Juan Vicente Villacorta Díaz, primer jefe supremo del estado elegido por votación de la población.

## República Federal de Centroamérica (1824-1841)

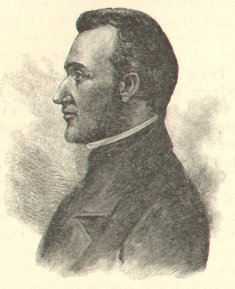
El caudillo liberal Francisco Morazán, presidente de la República federal de 1829 a 1839, jefe provisional del Estado de El Salvador en 1832 y jefe supremo de 1839 a 1840

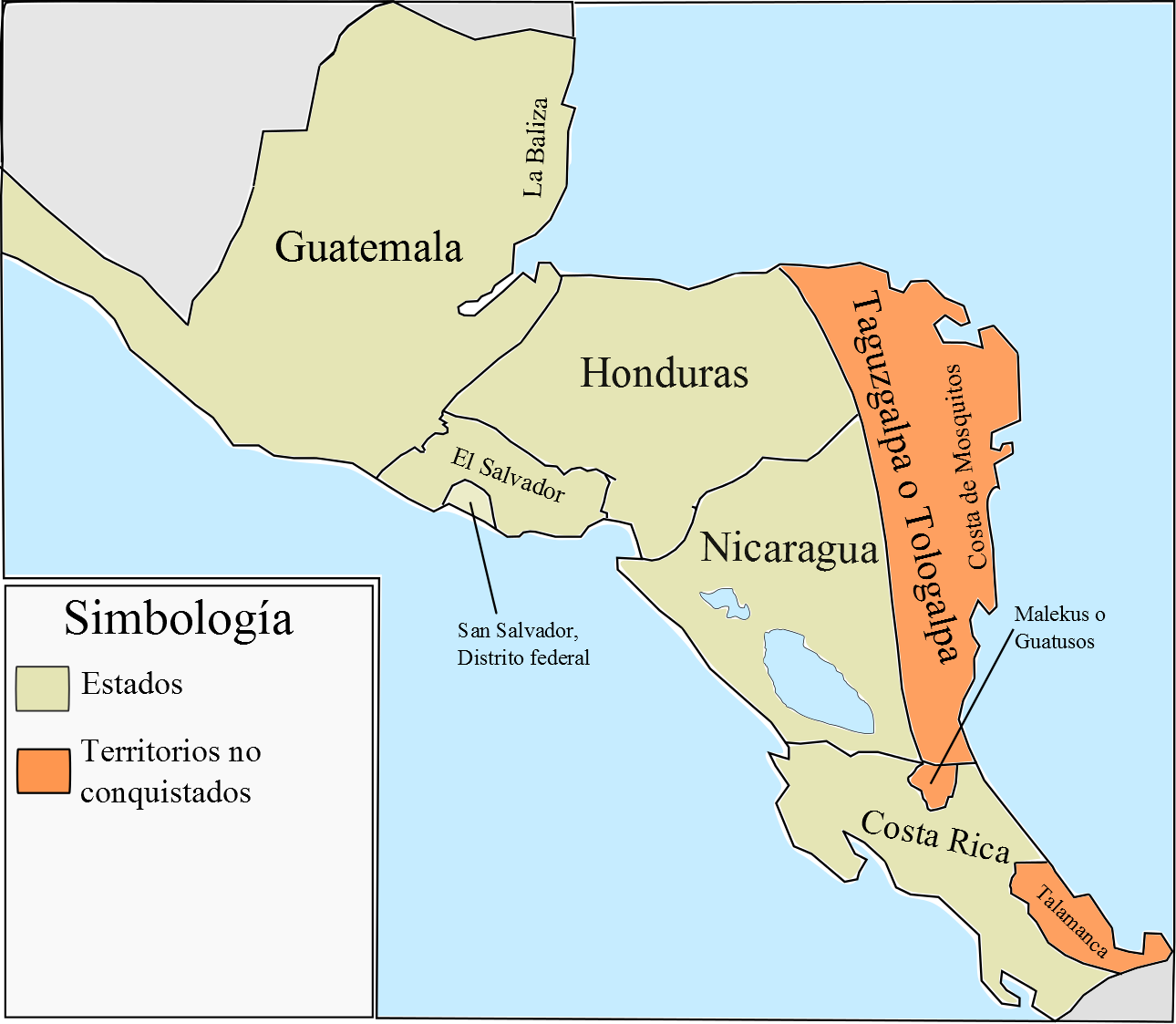
República Federal de Centroamérica para el año de 1836, con la capital en San Salvador, que cuenta con su distrito federal

La asamblea constituyente centroamericana, presidida por el prócer salvadoreño José Matías Delgado, promulgó la primera Constitución federal, el 22 de noviembre de 1824. Desde la época colonial existía gran recelo entre las élites de San Salvador y Guatemala y luego de la independencia, se produjo una abierta confrontación. Mientras el gobierno de la República Federal residió en Guatemala, hubo numerosos enfrentamientos entre este y el gobierno estatal de El Salvador.
La Constitución y leyes estatales y federales establecieron un gobierno dividido en cuatro poderes: el ejecutivo, liderado por el jefe y el vicejefe del Estado; el legislativo, con un congreso formado por una cámara diputados; el judicial, con la Corte Superior de Justicia; y el Consejo Representativo, que presidido por el vicejefe sirvía de intermediario entre el ejecutivo y el legislativo, y era quien sancionaba o vetaba los decretos (en el caso del gobierno federal, el cuarto poder era el Senado). Asimismo, el jefe y vicejefe del Estado eran electos cada 4 años, los diputados y los concejos municipales eran electos cada año, y los consejeros cada tres; las elecciones continuaban siendo indirectas (por medio de electores) y en grados (como la Constitución española de 1812, pero que en este caso eran: juntas populares, juntas de distrito, juntas departamentales), las municipalidades eran las encargadas de organizarlas, la votación era por voz alzada o mediante cédulas, y el conteo de los votos era realizado por el congreso estatal o la asamblea federal ya sean elecciones estatales o federales respectivamente.
El estado salvadoreño sería dividido administrativamente en departamentos, a cargo de un jefe político intendente (hasta 1841 cuando pasarían a llamarse gobernadores, en ambos casos nombrados por el mandatario estatal); los departamentos se dividirían en distritos, con funciones, políticas, judiciales o electorales, pero que irían perdiendo importancia con el tiempo; y finalmante estos en municipios, gobernados por un concejo municipal presidido por 2 o 3 alcaldes hasta 1855, cuando pasarían a ser 1 (el alcalde de la cabecera del distrito tenía además el título de jefe de distrito). En total el país tendría 4 departamentos (Sonsonate, San Salvador, San Vicente y San Miguel) que serían 14 para 1875; 16 distritos, que pasarían a ser 39 para 1947; y unos 177 municipios, llegando a ser 262 en 1984 y antes de la reestructuración municipal de 2023.

### Política en la Federación

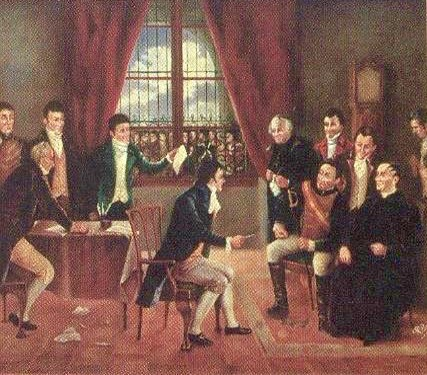
Firma del acta de independencia el 15 de septiembre de 1821.

En Centroamérica, desde fines de la época colonial, en las tertulias patrióticas que surgieron en 1820 a raíz del restablecimiento de la Constitución española de 1812, y por la libertad de imprenta que había en ese momento, irían moldeándose dos facciones o ideologías políticas que serían conocidas como: los cacos (que estaban en contra del statu quo tradicional y que apoyarían la independencia) y los bacos (que estaban a favor de mantener el statu quo, encontrándose entre ellos la aristocracia guatemalteca, y que en su mayoría preferían mantenerse unidos a España). Las posiciones de esos dos bandos irían evolucionando con el tiempo: primero respectivamente a republicanos y monarquistas, durante la anexión al Imperio Mexicano; luego a federalistas y centralistas, en las discusiones de la Asamblea Constituyente de las Provincias Unidas; para finalmente, debido principalmente a estar a favor o en contra de la separación de la Iglesia católica y el Estado, convertirse en los liberales y conservadores, que fueron muy importantes en la política salvadoreña de las siguientes décadas, por lo que se hablara más detalladamente de ellos en el siguiente período.
Los dos bandos políticos antes mencionados no fueron asociaciones políticas estrictamente consolidadas; y no constituyeron organizaciones consistentes en términos de afiliados, habiendo cambios de afiliados de uno a otra facción en la Asamblea Constituyente de las Provincias y posteriormente; ejemplo de ello es que algunos que eran del bando republicano pasaron al grupo de los centralistas y más tarde a los conservadores, ocurriendo lo mismo en sentido opuesto. Las disidencias, rupturas, incoherencias, alianzas estratégicas, etc., fueron muy comunes en esta época y a lo largo de este siglo.
En un principio, los políticos salvadoreños en su mayoría hacían parte del bando de los republicanos y luego a los federalistas (buscando tener una amplia autonomía estatal frente a un débil poder federal que dependía de los Estados), formando una red de familias, clientelas y poblaciones, cuyos núcleos principales eran San Salvador y San Vicente, teniendo como figura principal y más influyente al presbítero José Matías Delgado, seguido por sus allegados y familiares (la familia de León, compuesta en principio por los descendientes de los conquistadores Sancho de Barahona y Francisco de León, y a la que pertenecían directa o indirectamente los principales próceres salvadoreños). A partir de 1829 y sobre todo luego del fallecimiento de Delgado en 1832, sería el presidente de la Federación y General Francisco Morazán, quien se convertiría en la principal figura política del territorio, más aún para los liberales.
Debido a las características del proceso electoral (elecciones indirectas y votaciones con voz alzada), tanto desde la entrada en vigencia de la Constitución española de 1812 como en el transcurso de este siglo en Latinoamérica, los comicios se van a ver marcados por el clientelismo, sobornos, intimidaciones e irregularidades. Asimismo, según la Constitución estatal, los cargos públicos estaban limitados a quienes sabían leer y tenían una buena posición económica.
Entre 1824 y 1842 El Salvador participó en 40 batallas, con un saldo de 2546 fallecidos. En estos conflictos, así como los que habría a lo largo de este siglo, muchos edificios públicos y privados fueron destruidos, los impuestos forzosos agobiaron a los incipientes empresarios, algunas haciendas fueron abandonadas o expropiadas, el reclutamiento forzoso aterrorizó a las poblaciones y las venganzas personales y de facción destruirían la confianza entre los individuos.

### Suscesos durante la presidencia federal de Manuel José Arce
En abril de 1825, sucedieron los comicios para elegir al primer presidente de la República Federal. En dichas votaciones resultó con mayor cantidad de votos el conservador José Cecilio del Valle; pero como ningún candidato había alcanzado la cantidad de votos requerida, y según la Constitución le correspondía en ese caso al legislativo dictaminar quien sería el presidente, la Asamblea Federal procedió a elegir entre los candidatos más votados (Valle o Manuel José Arce), eligiendo al salvadoreño Manuel José Arce como primer presidente de la Federación.
El 26 de abril de 1825, el presbítero José Matías Delgado tomaría posesión como obispo de San Salvador, habiendo sido designado como tal por el congreso constituyente estatal el 4 de mayo de 1824, ratificando la decisión tomada por la junta gubernativa de la provincia de San Salvador el 30 de mayo de 1822 bajo el argumento que el gobierno de las provincias heredaban el patronato regio que antes ejercía el monarca español. Dicha decisión crearía un cisma dentro de la Iglesia católica salvadoreña ya que a ella se opondría el arzobispo de Guatemala Fray Ramón Casaus y Torres, debido principalmente a que el arzobispado guatemalteco dejaría de percibir los diezmos recolectados en El Salvador. Esta problemática se resolvería el 1 de octubre de 1826, cuando el papa León XII declararía ilegítima la creación del obispado y la elección de Delgado como obispo, lo que sería aceptado por este último.
Arce, como presidente de Centroamérica, en principio fue apoyado por los liberales; pero este, para poder gobernar buscó el apoyo de los conservadores (quienes consideraban que Centroamérica debía organizarse como una nación centralizada y no como una federación) que eran mayoría en la Asamblea Federal de 1826. A raíz de ello, los liberales (quienes apoyaban el sistema federal) se le pusieron en contra, lo que llevó a enfrentamientos con el gobierno liberal del Estado de Guatemala y a que la Asamblea Federal se disolviese por el abandono de varios diputados. El intento de Arce de convocar a nuevas elecciones para la Asamblea Federal y la jefatura estatal de Guatemala terminaría agravando la situación, dando pie a que estallara la guerra civil en toda Centroamérica con excepción de Costa Rica.
El gobierno estatal salvadoreño del jefe Juan Vicente Villacorta se pondría de lado de Arce; pero el 1 de noviembre de 1826, Villacorta decidiría retirarse y dejar el cargo en el vicejefe Mariano Prado. El cual se pondría en actitud hostil contra Arce y preparía el llamado «Ejército protector de la ley» para invadir Guatemala e intentar derrocar a Arce en marzo de 1827. A partir de ahí se libraron varios comabates entre el ejército protector de la ley y el ejército federal, cuyas tropas invadirían en 3 ocasiones el territorio salvadoreño (dos de las cuales fueron comandadas por Arce).

### Acontecimientos durante la presidencia federal de Francisco Morazán
La guerra civil duró hasta abril de 1829, cuando el ejército aliado protector de la ley, que había colocado como su comandante al hondureño Francisco Morazán, logró derrotar militarmente a las tropas federales, tomar la ciudad de Guatemala y expulsar de Centroamérica a Arce. Asumiendo Morazán provisionalmente la presidencia de la Federación, siendo electo en 1830.
En 1829 los salvadoreños eligen a José María Cornejo, un conservador, como jefe de Estado, quien se opone a Morazán, debido a la expulsión del arzobispo de Guatemala Ramón Casaus y a que se consideraba que Morazán buscaba aumentar las facultades del gobierno federal en contraposición de los estatales; y por ende no apoya varios de los decretos emanados de la asamblea federal (como que el patronato religioso le correspondía la nación y quien lo ejercía era el presidente, o que el gobierno federal buscaba tener intervención directa en la renta de tabaco). El 6 de enero de 1832, Morazán con sus tropas federales invaden El Salvador; y el 7, el congreso estatal declara la separación de El Salvador de la Federación y desconocen a las autoridades federales. Sin embargo, Morazán continuaría avanzando, llegando a San Salvador el 28 de marzo. El 3 de abril de 1832, Morazán destituye a Cornejo y asume como jefe provisional; Cornejo, el vicejefe José Damián Villacorta y demás políticos de esa administración serían aprisionados y llevados con grilletes a Guatemala.
Morazán se mantendría como jefe estatal hasta mayo de ese año, cuando fue declarado como jefe electo Mariano Prado; quien, el 9 de febrero de 1833, se vio obligado a renunciar debido a las manifestaciones en su contra por los impuestos forzosos que había establecido para sanear la economía (siendo una de esas manifestaciones la dirigida por el indígena Anastasio Aquino en el área de los Nonualcos, en el actual departamento de La Paz), siendo sustituido por el vicejefe Joaquín de San Martín.

El indígena nonualco Anastasio Aquino, acaudilló una sublevación en 1833 contra del gobierno salvadoreño, librando su última batalla en el río Güiscuyulapa, luego de lo cuál fue ejecutado.

San Martín convocó a elecciones y el 1 de julio de 1833 sería declarado jefe supremo electo. En 1834, San Martín entró en conflicto con el gobierno federal, debido a que Morazán quería trasladar la capital de la Federación a El Salvador y a que consideraba el gobierno de San Martín como ilegítimo. Morazán entonces invadió El Salvador, lo que causó que surgieran revueltas en varios puntos del país. San Martín decidiría liderar a las tropas para sofocar las revueltas, por lo que le dejaría el cargo al vicejefe Lorenzo González, pero este fue asesinado el 30 de mayo de 1834. El 6 de junio Morazán ocupó San Salvador y el 12 San Martín fue destituido y sucedido provisionalmente por el general Carlos Salazar; con ello, la capital federal fue trasladada a San Salvador (mientras que la del Estado se estableció en San Vicente).
Luego del traslado a San Salvador del gobierno federal y hasta 1840, Morazán (quien fue reelecto como presidente de la Federación el 2 de febrero de 1835) impuso un fuerte control sobre el gobierno del Estado de El Salvador. En 1835, el jefe electo General Nicolás Espinoza entró en conflicto con Morazán, debido a que sus desacuerdos con el vicejefe José María Silva llevaron a que la prensa Morazanista lo inculparan de varias acusaciones (como de querer iniciar una guerra de castas en el Estado, querer iniciar una revolución en el estado guatemalteco, etc), por lo que decidió renunciar y fue sustituido provisionalmente por el consejero Francisco Gómez hasta que en 1836 fue electo Diego Vigil, quien era de la misma línea política que Morazán y quién debido a su mal estado de salud depositaría varias veces el mando en el vicejefe Timoteo Menéndez.

### Disolución de la Federación

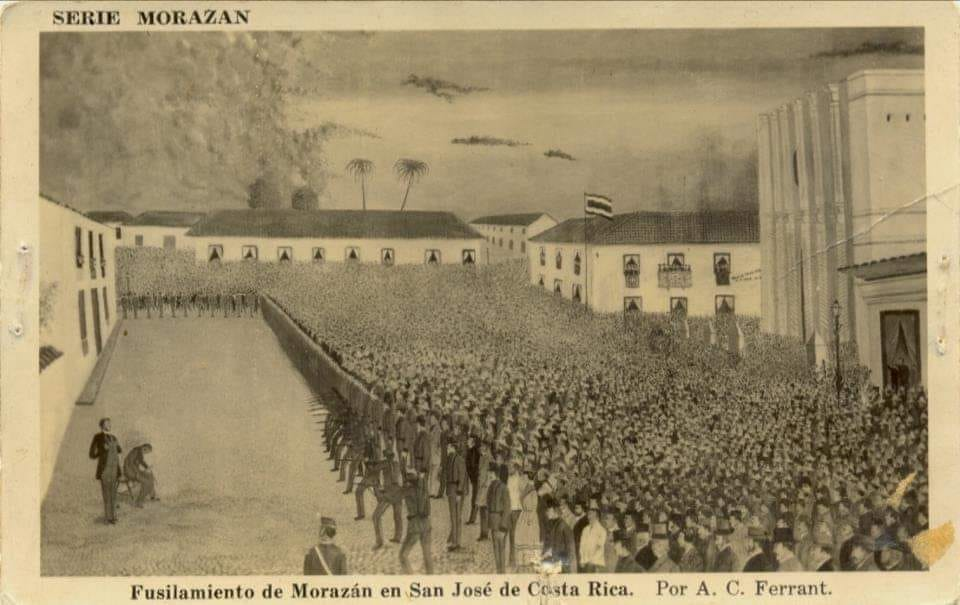
Fusilamiento de Morazán en 1842, por A. C. Ferrant. A través de su capacidad militar, Morazán se mantuvo firme en el poder hasta 1838, cuando la república federal se fracturó en cinco Estados.

En 1837 Rafael Carrera, apoyado por el clero y los conservadores de Guatemala, se levantó en armas desde Quetzaltenango contra la Federación y el 1 de febrero de 1838 entró en la ciudad de Guatemala y destituyó al jefe de ese estado el liberal Mariano Gálvez. Morazán dejaría la presidencia federal, primero en el senador Manuel Julián Ibarra y luego en el vicepresidente Diego Vigil (quién fue declarado electo para ese cargo el 1 de mayo de 1838, luego de haber sido asesinado el vicepresidente Gregorio Salazar en la toma de Guatemala por Carrera), y se preparía para defender la unidad centroamericana en una nueva guerra civil.

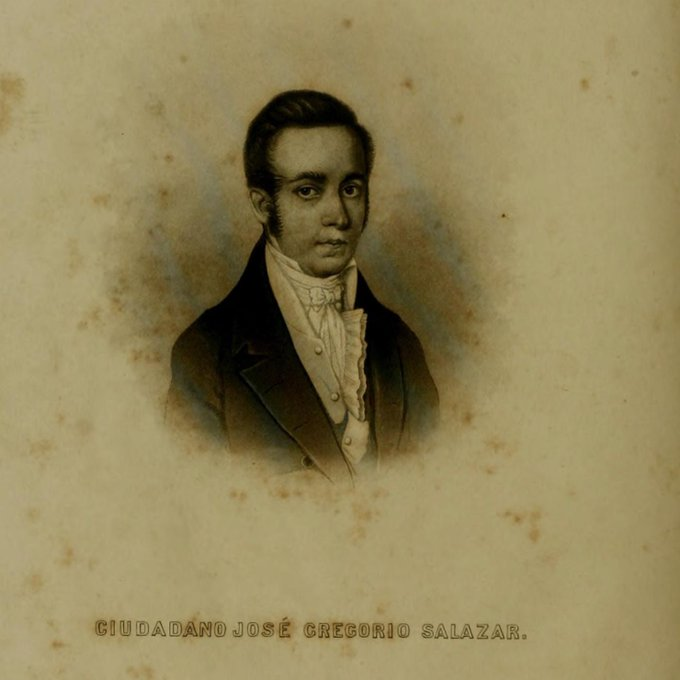
José Gregorio Salazar, vicepresidente federal de 1834 a 1838; fue jefe provisional del estado salvadoreño en 1834, luego de su hermano Carlos Salazar. Fue asesinado mientras ejercía provisionalmente la presidencia, siendo el último salvadoreño en ejercer como presidente de la Federación.

El 26 de febrero de 1839, ya que el 31 de enero de ese año había acabado el periodo para el que Morazán había sido reelecto, se convocaron a elecciones para jefe del estado salvadoreño en las que resultó electo Morazán, tomando posesión el 13 de julio. Morazán intentaría detener a Carrera invadiendo Guatemala, pero Carrera lo derrotaría; y junto al vicejefe José María Silva, el vicepresidente Vigil y otras personalidades, abandonó San Salvador en 1840, rumbo a Costa Rica.
El 5 de abril de 1840, tras el exilio de Morazán, y al no haber nadie que asumiese el mando, el Concejo municipal de San Salvador de 1840, que tenía por alcalde primero a Rafael Francisco Osejo, se hizo con el cargo durante 10 días hasta que se lo entregó al consejero el conservador Antonio José Cañas, quien logró negociar con Carrera a cambio de nombrar a Francisco Malespín como comandante de las armas. El 20 de septiembre de 1840 una manifestación de los cuarteles dirigida por Malespín obligaría a Cañas a renunciar, en su lugar sería sucedido primero por Norberto Ramírez y luego por Juan Lindo.

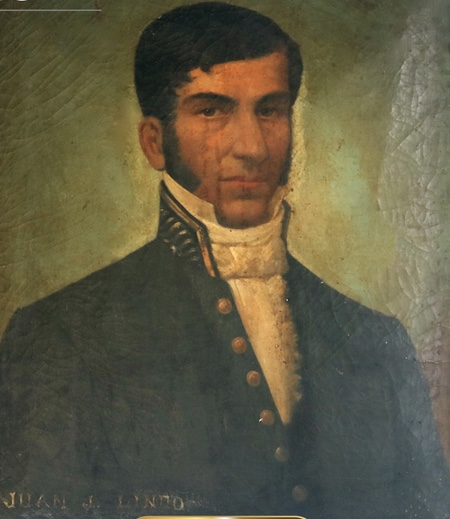
Juan Lindo, último jefe estatal y primer presidente de El Salvador de 1841 a 1842; en ambos casos de forma provisional.

Entre las causas de la derrota de los liberales y la disolución de la Federación Centroamericana están su anticlericalismo, el fuerte sentimiento provinciano de cada región, y la aprobación de una serie de leyes que provocaron reacciones negativas entre la población indígena (como es el caso de los tributos de los pueblos de indios, que las Cortes de Cádiz habían suprimido en 1812, y que cada vez que se querían implantar de nuevo, surgían reacciones negativas en las comunidades indígenas). Asimismo, ya para la década de 1830, incluso para los férreos partidarios de la Federación, se reconocía la necesidad de reformar la Constitución, más aún porque incluso se había llegado al punto de que hasta era difícil justificar la existencia de las autoridades federales (que no tenían recursos propios sino que eran dados por cuotas o cupos de los estados) y existía esa discrepancia si la soberanía de la nación correspondía al gobierno federal o a los estados; sin embargo, no se logró el consenso necesario para realizar las reformas y en 1838 un decreto de la Asamblea Federal permitió a los Estados organizarse como mejor les pareciese. Tras la disolución de la Federación, paulatinamente las élites estatales encontrarían más atractivo el ejercicio del poder en sus respectivos territorios nacionales, a la vez que cada Estado buscaría establecer su propio vínculo con el mercado mundial.

## Pugnas entre liberales y conservadores (1841-1876)

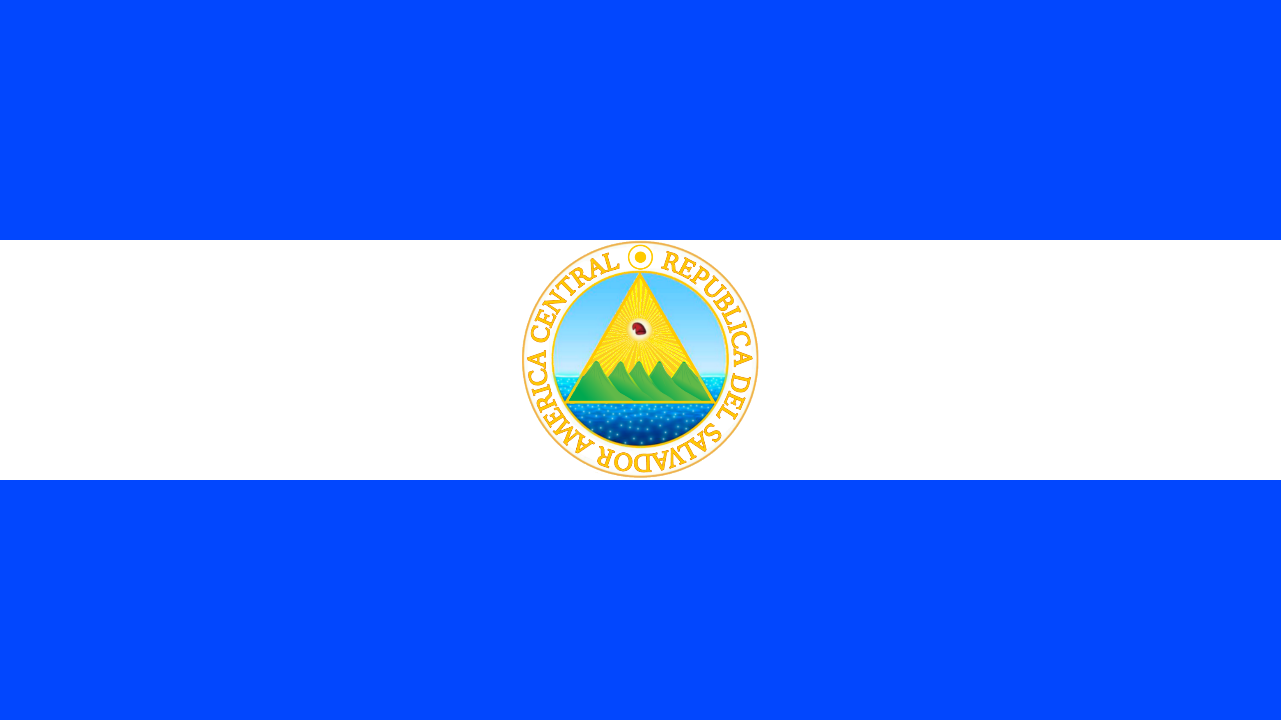
Bandera de El Salvador para 1855, según lo mencionado por el presbítero Isidro Menéndez en su Recopilación de leyes.

Mapa general de la república de San Salvador - levantado por Maxmilian v. Sonnenstern en 1859.

El 2 de febrero de 1841, una Asamblea Constituyente proclamó la separación de El Salvador de la Federación Centroamericana;y el 12 de febrero, emitió la primera Constitución de El Salvador como Estado soberano y separado de la República Federal, la cual sería la primera de 13 Constituciones que ha tenido el país tras la disolución de la Federación (de las que 8 fueran hechas durante el siglo XIX, en los años de 1841, 1864, 1871, 1872, 1880, 1883, 1885 y 1886; y 5 en el siglo XX, en 1939, 1945, 1950, 1962 y 1983), y que contemplaba la posibilidad de efectuar la reorganización de la desaparecida Federación Centroamericana. Sin embargo, en vista de la dificultad insuperable de conseguir ese objetivo, el parlamento salvadoreño, actuando de conformidad a lo prescrito por el Art. 95 de la Constitución de 1841, expidió el Decreto Legislativo del 25 de enero de 1859, publicado en la Gaceta del Salvador n.º 88, Tomo n.º 7, del 19 de marzo de 1859, en el que se reafirmaba la soberanía externa de El Salvador, erigiendo al Estado en República independiente.
Con la caída de la Federación el poder ejecutivo pasa hacer ejercido por un presidente acompañado por un vicepresidente, elegidos en votaciones separadas (hasta 1939, a partir de ahí será en una misma elección) cada 2 años (más adelante en las demás Constituciones se ampliaría a 4, 5 o 6 años, quedando en la de 1983 en 5 años); el poder legislativo será conformado por dos cámaras, de diputados y senadores respectivamente, lo que se mantendra así hasta la Constitución de 1886 que se redujo a una cámara de diputados. Las elecciones de diputados y consejos municipales seguirían siendo cada año (hasta 1950 y 1927 respectivamente, extendiéndose primero por 2 años y luego por 3) y los senadores cada dos. Las elecciones continuarían siendo indirectas y en grados (hasta 1886), organizadas por las municipalidades, votaciones con voz alzada o cédulas, y el conteo a nivel nacional realizado por la Asamblea Legislativa (estas características se mantendrían hasta 1950 cuando se estableció el voto secreto y se creó el Consejo Central de Elecciones, predecesor del Tribunal Supremo Electoral).
En total, desde 1841 a 1871 hubo 54 cambios en la presidencia y 5 más de 1871 a 1876, haciendo un total de 59, algunos de los cuales son de personajes que asumieron el mando varias veces; si se restan los gobiernos provisionales (ya sean presidentes provisionales, senadores designados o vicepresidentes) quedan 21 períodos ejercidos por un presidente electo (que en total fueron 11, algunos de los cuales asumieron en ocasiones separadas o fueron reelectos) que gobernaron en forma más o menos regular. Si eso le agregamos que entre 1841 y 1871 hubo trece revueltas indígenas que tuvieron como centro las regiones de Izalco, Nonualco y Cojutepeque (algunas de las cuales obligó al gobierno a movilizar fuertes contingentes para controlarlas), más los conflictos con los países vecinos, y las pestes, terremotos, sequías y temporales que afectaron al país, se puede entender que las posibilidades de desarrollo eran pocas.
Desde el principio hubo intentos de revivir la Federación convocando a conferencias unionistas donde se reunieran delegados de los estados centroamericanos, en la que El Salvador formó parte de todos o la mayoría de ellos; sin embargo, todos esos intentos fracasaron. Hubo algunos que lograron permanecer durante poco tiempo, formando una unión efímera con algunos estados centroamericanos (incluyendo El Salvador) que contaba con su Constitución, gobierno y emblemas propios, estos fueron: la Confederación de Centroamérica (de 1842 a 1845), la Representación Nacional de Centroamérica (de 1849 a 1852, cuya Constitución no fue aprobada por la Asamblea Legislativa de 1852), la República de América Central (de 1896 a 1898, que en su última etapa pasó a llamarse los Estados Unidos de Centroamérica) y la República de Centroamérica (de 1921 a 1922).

### Facciones en conflicto

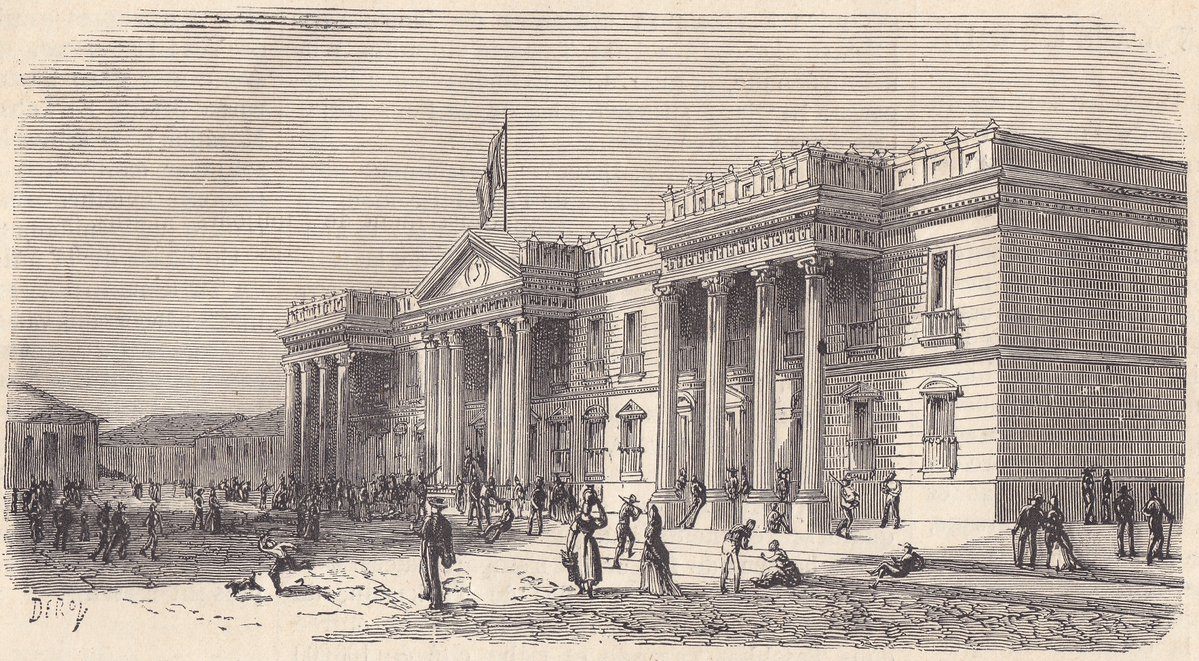
Primer Palacio Nacional en San Salvador, ese edificio fue la sede de los tres Poderes del Estado desde su inauguración en 1870 hasta que fue consumido por un incendio en 1889.

Durante las tres décadas siguientes a la desintegración de la República Federal, El Salvador vivió un período de gran inestabilidad política, debido a la rivalidad entre liberales y conservadores, a los conflictos con los Estados vecinos, y a la falta de consolidación de la identidad nacional; sumado a la falta de recursos de los gobiernos de la época para poder hacer sentir su influencia más allá de San Salvador, lo que impulsaba la autonomía municipal y que propiciaba que los terratenientes y adinerados ejercieran su influencia a nivel local, formando un sistema de alianzas del que también eran parte el presidente y demás políticos de la capital.
Aunque se denominan partidos, estaban lejos de ser asociaciones políticas como las que habrá más adelante; más bien eran organizaciones o facciones que giraban en torno a líderes personalistas denominados caudillos. La lucha por el gobierno entre las dos facciones, llegó al extremo que estando uno de los dos grupos en el poder, el otro partido no dudaba en pedir ayuda a los países vecinos para derrocar al gobierno contrario, por lo que en este período hubo frecuentes insurrecciones y revueltas, manteniéndose un clima constante de guerra civil.
Por lo general en Latinoamérica, y en específico en Centroamérica, los liberales (que eran llamados por el bando opuesto como exaltados, radicales, fiebres, rojos o panteristas, y al final del siglo también como masónicos por su respaldo a la masonería) apoyaban el reconocimiento legal de las libertades individuales, la liberalización del comercio, la separación entre Iglesia católica y Estado, además de defender el unionismo centroamericano; mientras, los conservadores, por el contrario apoyaban mantener muchas de las instituciones coloniales, la colaboración entre autoridades civiles y eclesiásticas, y preferían la independencia de cada país de la antigua Federación Centroamericana.
En El Salvador, en cambio, no había tanta diferenciación ideológica entre ambos bandos ya que los dos tenían el mismo discurso democrático, apoyo a las libertades civiles y al unionismo centroamericano (con la diferencia de que los liberales estaban a favor del uso de la fuerza militar para restablecer la unión, en cambio los conservadores se decantaban por métodos pacíficos), por lo que su faccionalismo era muchas veces más personal que ideológico (por lo que no era raro que los políticos se cambiaran de bando con facilidad), siendo el apoyo a favor o en contra de la separación de la Iglesia católica y el Estado (y por ende la secularización del país) el único de esos principios que los distinguían. De hecho los conservadores se llamaban a sí mismos moderados o liberales católicos; el término conservador fue puesto por el bando opuesto y era la palabra que se usaba para desprestigiar a los oponentes sea de cualquier bando. La razón de esa poca diferenciación ideológica probablemente se deba en gran medida a la animosidad compartida hacia Guatemala, cuya élite se inclinaban hacia un conservadurismo más ideológico debido a su origen colonial.

### Caudillos y redes de patronazgos

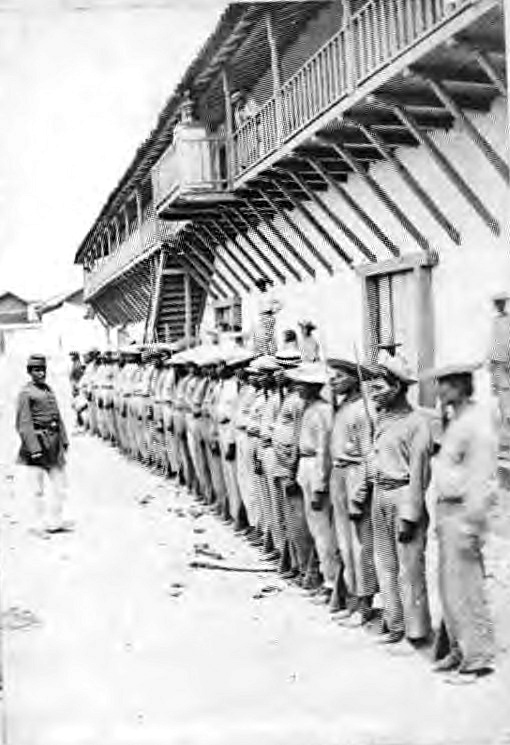
Foto de una milicia local en fila en La Unión, tomada por Eadweard Muybridge en su viaje a El Salvador en 1875. El Salvador pasó por un período de discordia interna, con cambios en el poder librados por redes de terratenientes rivales y políticos bajo su patrocinio.

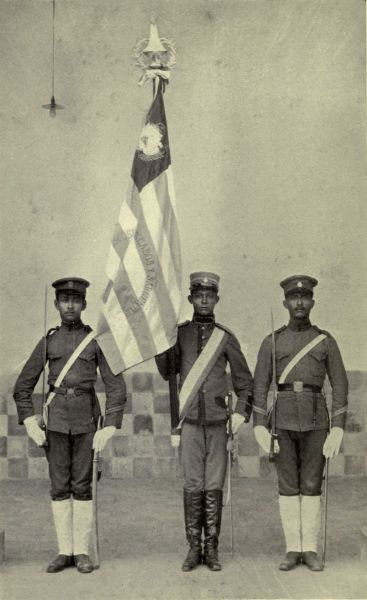
La bandera salvadoreña con su escudo, emitidos en 1864, apoyada por cadetes de la Escuela de Cabos y Sargentos en 1911. Sería a partir de la década de 1880, que gracias al cultivo del café, el gobierno iría centralizandose y fortaleciendo a la fuerza armada.

Tanto la facción liberal como la facción conservadora estaban organizadas en torno a liderazgos personalistas (caudillos, que en El Salvador de ese entonces eran conocidos como jefes, caciques o notables) y que consistían en terratenientes que a través de vínculos familiares, compadrazgos, clientelismos y alianzas constituían redes políticas locales con las que se impulsaban políticamente.
Con dichas redes, los caudillos a nivel local buscaban tener el control de las municipalidades en las elecciones, buscando poner a partidarios o clientes en los puestos municipales al tener todos o lo mayoría de los votos, apartando a sus rivales (con métodos que incluso podrían ser violentos). Debido a que el voto era oral, eso garantizaba que cualquier caudillo pudiese saber cómo votaban sus clientes; con ello podía coaccionar a una persona y controlar su derecho al voto; facilitando la acumulación de clientes, permitiendo a un caudillo identificar a los clientes potenciales para reclutarlos a su servicio, y a excluir a los clientes de su rival.
Una vez a cargo de su municipio (y por ende de la capacidad de monopolizar los votos de esa localidad), un caudillo entablaba relaciones de clientelismo con redes políticas más amplias a nivel departamental y nacional, poniendo como carta negociadora los votos de su municipio; a partir de ahí, su deber era generar votos y recursos en su municipio a instancias de sus patrones más importantes, con lo que dichos caudillos esperaban ascender en la escala política o recibir apoyo de extranjeros poderosos en las conflagraciones políticas de su país.

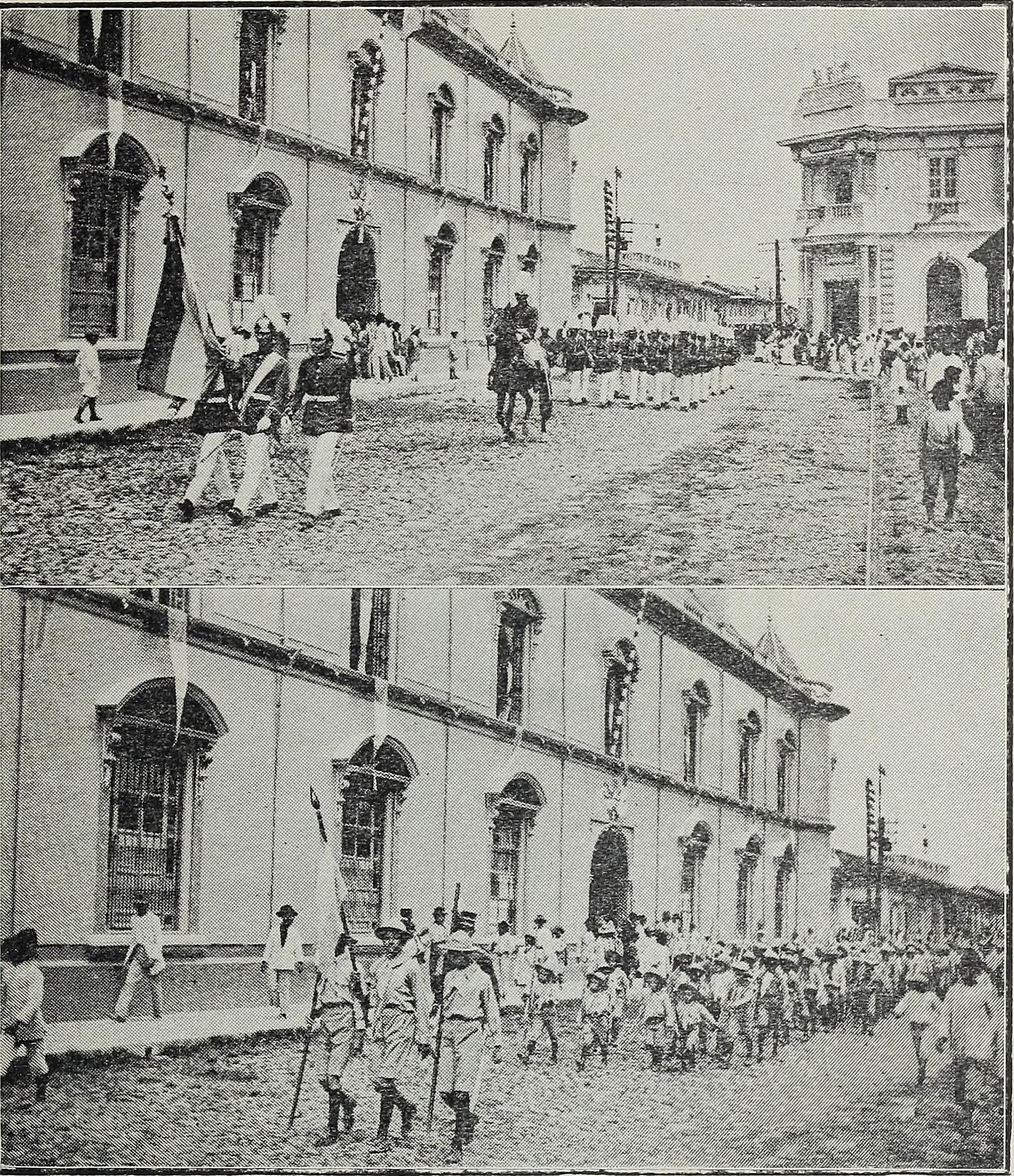
La Escuela Politécnica con uniforme de gala de los Boy Scouts de El Salvador, frente al edificio de esa escuela que fue la primera escuela militar en Centroamérica.

Los gobernadores y los comandantes militares de los departamentos (que a veces ambos puestos eran ejercidos por una persona) eran nombrados a partir de los caudillos de la cabecera departamental, de hecho la Constitución de 1841 especificaba que el presidente tenía que seleccionar a los gobernadores de una terna enviada por una junta departamental, lo que daba a los caudillos control sobre el proceso de selección; si bien los presidentes a menudo desobedecían las listas que les mandaban, no elegían a alguien fuera del departamento, lo que refleja la debilidad de la autoridad central. El papel de los gobernadores era sumamente importante, ya que como enlace entre los niveles local y nacional participaban en la mayoría de los conflictos políticos; tal nombramiento, y el de comandante militar, eran vistos como premio a los aliados y castigo para los enemigos. Muchas veces la creación de nuevos municipios o departamentos iba destinada a reducir la influencia de los caudillos locales.
Los caudillos que ascendían a la presidencia eran aquellos que habían reunido las redes políticas más sólidas; y en el día de las elecciones ganaba aquella red que lograba monopolizar la mayoría, si es que no la totalidad, de los votos de los distintos municipios. Cuando varias redes competían por el poder a nivel nacional, cada caudillo local se esforzaba por producir un resultado unánime a favor del caudillo a nivel nacional que apoyaba; en cambio, los resultados unánimes a nivel nacional se daban sólo cuando una red dominaba, habiendo eliminado a sus rivales mediante la negociación o la fuerza.
El principal problema que enfrentaba cada presidente era la incapacidad para centralizar el poder de manera permanente, incluso después de una victoria militar, ya que podían enfrentarse a la oposición de ciertos municipios e incluso departamentos enteros. Los enfrentamientos entre las redes políticas en competencia solían preceder a las elecciones; produciéndose esos enfrentamientos en forma de golpes de estado o de guerras prolongadas que podían durar meses y en las que en ocasiones participaban ejércitos de estados vecinos. En esas situaciones, ante la necesidad de los caudillos a nivel nacional de contar con recursos para el combate, estos acudían a los caudillos locales que servían como conducto para la obtención de hombres (principalmente campesinos y gentes de los pueblos armados), alimentos, dinero y material de guerra. Este fenómeno hacía que no hubiera ejércitos institucionales y que cada caudillo reclutara su propia milicia.
En Centroamérica, el máximo caudillo liberal fue el hondureño Francisco Morazán y el principal caudillo conservador fue el guatemalteco Rafael Carrera y Turcios; ambos tenían seguidores en El Salvador. Los caudillos salvadoreños como Gerardo Barrios, Joaquín Eufrasio Guzmán y Doroteo Vasconcelos (liberales) y Francisco Malespín y Francisco Dueñas (conservadores) representaron estas posiciones antagónicas. A nivel local, uno de los caudillos más destacados fue José María Rivas, quien fue caudillo de Cojutepeque y tenía una milicia de indígenas de la localidad; Rivas sería nombrado gobernador del departamento de Cojutepeque por los distintos gobiernos que se sucedieron de 1860 a 1880, aliándose siempre con el bando que llevaba las de ganar en los conflictos.

### Francisco Malespín y demás gobernantes de 1841 a 1844
El primero de los caudillos a nivel nacional de El Salvador fue Francisco Malespín quien gobernó desde 1840 hasta 1845. Primero indirectamente, a través de los jefes supremos del Estado Norberto Ramírez, Juan Lindo (ambos provisionales, siendo Lindo el primer presidente luego de emitirse la Constitución de 1841) y Juan José Guzmán (al principio provisional y luego fue el primer presidente electo en las elecciones de 1842), y a partir de 1844 directamente como presidente.
Luego de la caída de la Federación, en principio, los distintos cargos políticos siguieron estando en manos de quienes los ostentaron en la federación, como José Campo, Antonio José Cañas, Vicente Gómez, Eduardo Vega, Pedro José Arce, etc; incluso, debido al exilio de Morazán, retornaron varios de los que Morazán había expulsado como José María Cornejo, Joaquín de San Martín, el general Nicolás de Espinoza, José Damián Villacorta, etc. Con Morazán estarían varios políticos de la federación, como Doroteo Vasconcelos o Gerardo Barrios, que más adelante retornarían al país y se destacarían en la política nacional.
Ramírez renunció en enero de 1841, debido a la caótica situación del país luego de la caída de la Federación. Durante el mandato de Lindo, los días 16 y 18 de febrero de 1841, respectivamente, la Asamblea Constituyente aprobó el Decreto Legislativo de fundación de la Universidad de El Salvador y del Colegio Nacional (con el que se estableció definitivamente la educación media en el país). También en ese año de 1841, se estableció el alumbrado público en San Salvador, con lámparas de aceite de coco; se fundó la primera banda militar (liderada por el español José Martínez) de la cual surgiría la Banda de los Supremos Poderes, predecesora de la Orquesta Sinfónica, con lo que empezaría a gestarse la propia música salvadoreña; etc. Muchas de esas obras fueron realizadas gracias a las gestiones de Francisco Malespín.
En octubre de 1841, sospechando que algunos senadores y diputados buscaban derrocarle, Lindo ordenó que allanasen sus casas y luego disolvió la Asamblea Legislativa de ese año, debido a ello se suscitaron varias rebeliones en el país que llevaron a que Lindo renunciase el 1 de febrero de 1842 (entregando el mando en el general José Escolástico Marín, que era segundo designado, ya que el primero, Juan José Guzmán, no se hallaba presente en San Salvador). Los legisladores de 1841, a quienes Lindo había inculpado de intentar derrocarle, formaron en Guatemala un gobierno en el exilio, liderado primero por José Miguel Montoya y luego por Gregorio Pinto, que se disolvió después de abril de 1842 para consolidar el régimen salvadoreño frente a la pretensión de Morazán de retornar a Centroamérica.
Durante el gobierno de Juan José Guzmán, el 28 de septiembre de 1842 el papa Gregorio XVI erigió la Diócesis de San Salvador y nombró como primer obispo a Jorge de Viteri y Ungo. Asimismo, el 15 de febrero de 1842 (cuando aún ejercía el mando el general Escolástico Marín) el general Morazán desembarcó en el golfo de Fonseca, donde estuvo poco tiempo para luego embarcarse a Costa Rica (donde sería fusilado el 15 de septiembre de ese año). Guzmán, al asumir la presidencia provisionalmente el 12 de abril, buscó hacerle frente a Morazán (cuando ya estaba establecido como presidente de Costa Rica) y más adelante condecoró a Antonio Pinto, quien dirigió la sublevación que derrocó y fusiló a Morazán, y en octubre de 1842 permitió el retorno de los Coquimbos (los partidarios de Morazán, llamados así por el barco en el que se habían embarcado). En 1843 Guzmán entró en disputa con Francisco Malespín, por lo que este lo obligó a renunciar en diciembre de ese año, quedando en el cargo el senador designado Cayetano Molina Lara, quien luego se lo entregó al vicepresidente Pedro José Arce.
Luego de asumir el mando como presidente electo, en abril de 1844, Francisco Malespín tuvo que enfrantarse a la invasión del General Manuel José Arce, quién apoyado por el gobierno guatemalteco buscaba derrocar a Malespín y restablecer la unión ceentroamericana como nación centralizada. Malespín depósito temporalmente la presidencia en el vicepresidente el general Joaquín Eufrasio Guzmán y se puso al mando de las tropas. Logrando derrotar a Arce y firmar un tratado con Guatemala; luego de lo cual, resumió el mando del país. A su vez, durante el gobierno de Malespin se revirtieron las reformas anticlericales impuestas por Morazán como presidente de la Federación, restableciendo el fuero eclesiástico y permitiendo el establecimiento de comunidades religiosas; se emite el reglamento del colegio nacional que pasó a denominarse colegio la asunción; etc.

### Gobiernos liberales de 1844 a 1851

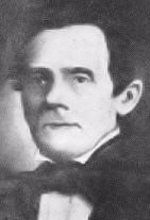
Eugenio Aguilar, presidente de 1846 a 1848

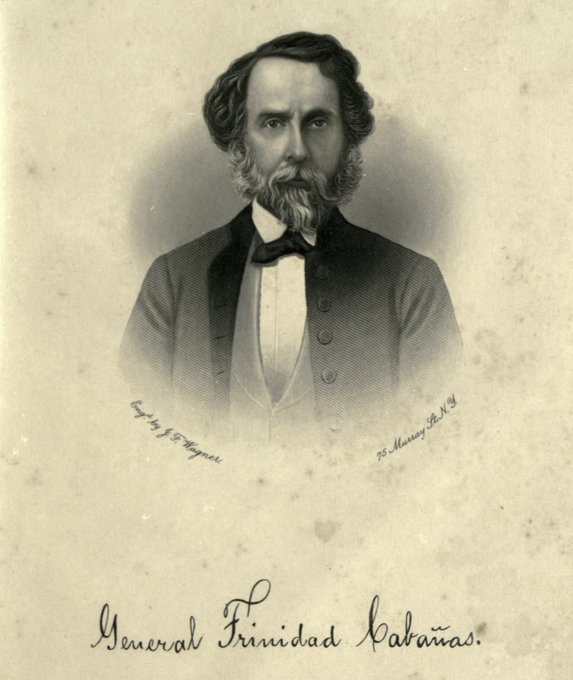
General José Trinidad Cabañas Cabañas regresó a El Salvador, donde vivió por varios años y colaboró con el gobierno de los presidentes salvadoreños Eugenio Aguilar y Doroteo Vasconcelos. Fue ministro de guerra en diciembre de 1850 y fue vencido en la Batalla de la Arada, el 2 de febrero de 1851.

Familia Salvadoreña Campesina.

En octubre de 1844, debido a que Gerardo Barrios y Trinidad Cabañas se habían sublevado en San Miguel (buscando derrocar a Malespín) y luego habían huido a Nicaragua, Malespín decidió invadir Nicaragua y dejar al mando al vicepresidente general Joaquín Eufrasio Guzmán. Gerardo Barrios, aprovechó su ausencia para volver al país y convencer a Guzmán para que desconociese a Malespín y asumiese el cargo de presidente (1845-46); le sucedieron Eugenio Aguilar (1846-48) y Doroteo Vasconcelos (1848-51).
El general Joaquín Eufrasio Guzmán tuvo que hacerle frente a los infructuosos intentos de Malespín por recuperar el poder; primero desde Nicaragua, en la que Malespín fue derrotado por el general Ramón Belloso, además de excomulgado por sus excesos en la batalla de León; y luego desde Honduras, para lo cual Malespín recibió el apoyo del gobierno de ese país presidido por el general Coronado Chávez, siendo derrotado por las fuerzas del general Indalecio Cordero. Asimismo, Guzmán firmó un tratado de paz y amistad con Costa Rica, que fue la única nación centroamericana que buscó mantenerse fuera de los conflictos de la región y de los intentos de reunificación.
En julio de 1846, el  presidente Eugenio Aguilar se enfrentó a la fuerte oposición del obispo de San Salvador Jorge de Viteri y Ungo; debido a ello, el 12 de ese mes, Aguilar renunció temporalmente en el senador Fermín Palacios, pero gracias a la ayuda de Doroteo Vasconcelos y Gerardo Barrios logró recuperar el poder el día 21 y exiliar al obispo. Francisco Malespín, apoyado por el presidente hondureño Coronado Chávez, intentó inútilmente recuperar el poder, pero fue asesinado el 25 de noviembre de 1846. Por otro lado, en 1847, el gobierno de Aguilar buscó diversificar los productos de exportación dando incentivos a quienes cultivaban café (que era cultivado en el país desde la época colonial y que a la postre se convirtió en el producto principal de la economía) y cacao o producían sedas y uvas.
En 1848, el presidente Doroteo Vasconcelos tuvo que hacerle frente al expansionismo del Imperio británico, el cual desde 1834 tenía como embajador en Centroamérica al cónsul Frederick Chatfield, que para ese momento tenía una postura en contra de la reunificación de Centroamérica y contra quienes abogaban por la expulsión de los ingleses de los territorios que habían ocupado (como Belice, la Mosquitia y Roatán), debido al incremento de la presencia estadounidense en la región (por la colonización hacia el oeste que culminó con la fiebre del oro y la incorporación de California en 1850). Precisamente en ese año de 1848, buscando Chatfield presionar a los estados centroamericanos más adictos al proyecto federal (El Salvador, Honduras y Nicaragua), los ingleses establecieron un bloqueo en el puerto de La Unión que solo fue levantado cuando El Salvador le reconociera 60 000 pesos a pagarse anualmente. Más adelante, el 26 de octubre de 1849, con el pretexto de exigir el reclamo de pago de 29 000 pesos, los ingleses volvieron a bloquear el puerto de La Unión y esta vez también ocuparon las islas del golfo de Fonseca pertenecientes al país; dicha situación se resolvió con diplomacia, mediante una comisión integrado por Juan Antonio Alvarado y José Miguel Montoya, y el 23 de noviembre de ese año se anunció el final del bloqueo. Estados Unidos que veía con preocupación el expansionismo de Inglaterra y que estaba interesado en Centroamérica como punto para la construcción de un canal interoceánico (como más adelante sería el canal de Panamá), envió como embajador a Centroamérica primeramente a Elijah Hise y luego a Ephraim Squier para resolver la situación; al final ambas potencias suscribieron en abril de 1850 el Tratado Clayton-Bulwer con el que renunciaron a su expansionismo territorial en Centroamérica y delimitaron su influencia. Por otro lado, en 1849, Vasconcelos repatrió desde Costa Rica, con honores, los restos de Morazán.
Vasconcelos, convencido por sus allegados, decidió presentarse a la reelección; para ello, el 9 de marzo de 1849, las cámaras legislativas reforman el artículo 44 de la Constitución, permitiendo la reelección una sola vez. El 26 de enero de 1850 depósito el cargo en el senador designado Ramón Rodríguez, para desvirtuar la acusación que su presencia embargaba o podía embargar las decisiones de los legisladores a la hora de contar los votos; ese mismo día, Vasconcelos, junto con el vicepresidente José Félix Quirós, fue declarado reelecto, siendo el primer presidente del país en reelegirse y el 4 de febrero asumió su segundo período.
Durante su segundo mandato, Vasconcelos cometió el error de enemistarse con Rafael Carrera, desconociendo a su gobierno, apoyando a los liberales guatemaltecos y buscando derrocar a Carrera. Vasconcelos se alió con el presidente de Honduras Juan Lindo, depositó el mando en el vicepresidente José Félix Quirós e invadió Guatemala, siendo derrotado en la batalla de la Arada en febrero de 1851. Al volver a San Salvador, Vasconcelos fue aconsejado por varias personalidades, incluyendo Francisco Dueñas, de que no retomase el cargo, lo que así realizó. Concluyendo así, el primer período de gobierno de los liberales.

### Suscesos y gobernantes de 1851 a 1859
Los conservadores salvadoreños eligieron presidente a Francisco Dueñas, quien gobernó primero provisionalmente como senador designado en 1851 y luego como presidente electo de 1852 a 1854; bajo su influencia se sucedieron José María San Martín (1854-56), Rafael Campo (1856-58) y Miguel Santín del Castillo (1858-1859). Durante este período se produjo el decaimiento de la producción añilera a causa por la invención de los colorantes sintéticos en Europa. El cultivo de la planta de jiquilite de la que se extrae el colorante azul índigo o añil había sido la base de la economía del país desde el período colonial.
El 10 de febrero de 1852, en vista de que había varios vacíos legales y que no había posibilidad que el órgano legislativo en sus sesiones ordinarias atienda todas las necesidades, la cámara de senadores le otorgó al presidente Francisco Dueñas la facultad de dictar leyes y reglamentos de policía, modificar y reformar las leyes de hacienda, y modificar y reformar los estatutos de la Universidad Nacional. El 21 de marzo de 1853 le prorrogó esas facultades a todo su período presidencial, y el 31 de marzo le facultó para dictar el Código mercantil de enjuiciamiento, la ordenanza de matrículas del mar, la ley que regule la navegación de los ríos, ley para arreglar la administración y régimen municipal de los pueblos, y los estatutos de la junta de instrucción pública del departamento de San Miguel.
El 16 de abril de 1854, durante el gobierno de José María San Martín, un terremoto destruyó la ciudad de San Salvador, por lo que el gobierno trasladó la capital a Cojutepeque (donde estuvo hasta 1858, cuando Gerardo Barrios, quién gobernaba provisionalmente como senador designado, la trasladó nuevamente a San Salvador); debido a ese terremoto se buscó establecer una nueva capital en los terrenos de la hacienda Santa Tecla, que sería llamada Nueva San Salvador (hoy Santa Tecla).
En 1856, durante la presidencia de Rafael Campo, El Salvador y los demás países centroamericanos se unieron para atacar al filibustero estadounidense William Walker, que se había apoderado del gobierno de Nicaragua; dicho conflicto, que se alargó hasta 1857, es conocido como la guerra nacional. Ante esta situación, el general Trinidad Cabañas, Francisco Dueñas, Borgo Bustamante, Yanuario Blanco y Mariano Dorantes convocaron a los distintos caudillos y personas destacadas a una junta patriótica, que el 12 de enero de 1857 acordó la unión de los partidos para fortalecer las fuerzas salvadoreñas en esa guerra. En total, el gobierno de Campo envió cuatro expediciones a Nicaragua, la primera de ellas, que sería la más exitosa, partió en junio de 1856 y fue liderada por el general Ramón Belloso; y la última, enviada en abril de 1857, al final del conflicto, estuvo al mando del General Gerardo Barrios.
El 7 de junio de 1857, a su regreso victorioso, Barrios intentó derrocar a Campo en la Rebelión de los 8 días, no lo logró y dicho suceso a su vez favoreció la dispersión de cólera morbus en el país (que se había extendido por Nicaragua y Costa Rica, y ante lo cual el gobierno de Campo había solicitado que las tropas guardasen cuarentena). Sin embargo, Barrios si pudo obtener que el sucesor de Campo fuese Miguel Santín del Castillo.
El gobierno de Miguel Santín fue frágil y tuvo que ausentarse varias veces del cargo por enfermedad o por largas giras al interior del país. En su mandato aumentó la milicia a 5000 hombres y se creó una academia militar en San Salvador (que no funcionaría hasta la presidencia electa de Barrios); además de que se firmó el tratado de amistad, comercio y navegación con el reino de Bélgica y se ratificó el hecho con el Segundo imperio francés durante la presidencia de Campo, ambos fueron los primeros tratados con potencias extranjeras (fuera de Estados Unidos, con quien se había firmado uno en 1850) y buscaban regular el intercambio de bienes y personas entre las partes.
Si bien en principio Santín estaba del lado de Gerardo Barrios, quien había sido amnistiado por su participación en la rebelión de los 8 días y que en ese momento ejercía como senador, paulatinamente entró en conflicto con él y se alió con Francisco Dueñas. Para resolver ese conflicto y debido a encontrarse enfermo, el 24 de junio de 1858, Santín le entregó temporalmente la presidencia a Barrios; lo que este aprovechó para trasladar la capital de Cojutepeque a San Salvador, así como también los restos de Morazán (que fueron depositados en el Cementerio General de la ciudad), a la vez que impulsaba su imagen. El 18 de septiembre, Santín recuperaría el poder, nombrando a Barrios como ministro de relaciones exteriores y comandante general del ejército; pero el conflicto entre ambos continuaría por lo que Barrios derrocaría a Santín el 19 de enero de 1859, siendo el 24 destituido oficialmente por las cámaras legislativas bajo la acusación de estar ligado al grupo de los anarquistas y de poner en peligro el orden público, quedando en el cargo el vicepresidente Joaquín Eufrasio Guzmán.

### Gobierno de Gerardo Barrios (1859 a 1863)

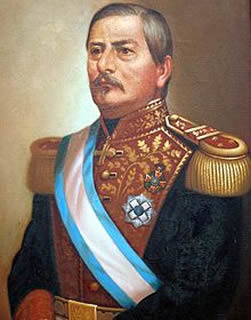
Gerardo Barrios, caudillo liberal y uno de los coquimbos (partidarios de Morazán), fue presidente de 1859 a 1863.

El 12 de marzo de 1859, Barrios fue declarado presidente provisional, y al siguiente año se lo proclamó como presidente electo. Durante su gobierno, el presidente Barrios se dedicó principalmente a renovar y profesionalizar el ejército, para lo cual destinó la tercera parte del presupuesto de la nacional (destinándose en 1860 un total de 89,432 pesos a diferencia de los 9000 pesos del años anterior), contrató al experto militar colombiano José García Melo para organizar la escuela de cadetes y contrataría la asesoría de una misión francesa.
Barrios también buscó restarle fuerza al poder eclesiástico y someterlo a las leyes de la república; llegando a trasladar la fiestas patronales a diciembre y a decretar, en octubre de 1861, que los clérigos debían jurar lealtad al gobierno y a la Constitución; dichas medidas generaron descontento y división entre el clero, habiendo entre ellos unos pocos que eran fieles al gobierno. Más adelante en 1862 se firmó un concordato con la Santa Sede para buscar regularizar las relaciones entre ambas instancias; pero el conflicto con la Iglesia católica continuaría, lo que lo llevaría a entrar en conflicto con el obispo Tomás Miguel Pineda y Saldaña, quien junto con varios opositores se exiliarían en Guatemala voluntariamente o después de ser expulsados por el gobierno. Asimismo, Barrios buscó promover su figura entre los burócratas y la población (en especial la del occidente del país, que es donde más apoyo tenía la oposición al gobierno, cuya principal figura era Francisco Dueñas), llevando su retrato a las distintas poblaciones del país, el cual era recibido con honores militares y festejos.
A pesar de que Barrios trató de no enemistarse con Rafael Carrera, finalmente llegaron al enfrentamiento bélico. Carrera le daría su apoyo a la oposición contra Barrios exiliada en Guatemala y buscaría colocar como presidente provisional a Francisco Dueñas. Para lo cual invadió el país en dos ocasiones en 1863, en la primera fue vencido en la batalla de Coatepeque en febrero de ese año; mientras que en la segunda, gracias a la deserción del Mariscal Santiago González y de varias de las tropas acantonadas en Santa Ana en el mes de junio, las fuerzas salvadoreñas fueron completamente derrotadas en octubre de 1863, luego de un cruento ataque en San Salvador, por lo que Barrios partiría al exilio.

En retrospectiva el gobierno de Barrios se enfocó principalmente en lo militar y en defenderse de quienes veía como adversarios (la oposición política, liderada por Francisco Dueñas; el clero católico; y el presidente guatemalteco general Rafael Carrera); quedando todo lo demás, fuera de ese tema (como el fomento de la instrucción pública, la construcción del Palacio Nacional, etc), en la planeación o como ideas, que realmente fueron llevadas a cabo por sus sucesores; igualmente aunque la tradición posterior lo consideró el introductor o fomentador del cultivó de café, como se mencionó anteriormente, este ya venía cultivandose desde fines de la época colonial y empezó a ganar notoriedad durante el gobierno de Eugenio Aguilar, por lo que gobernantes como Barrios lo que harían realmente es no intervenir y sería durante el gobierno de sucesor Dueñas que dicho cultivo empezaría a volverse más atractivo. A partir de 1882, la histografía liberal convirtió a Barrios en héroe nacional para complementar el culto a Morazán, en dicha selección tuvo más peso su idoneidad que su desempeño como gobernante; por ello, buena parte de lo que se ha señalado como sus grandes logros ha sido producto elaborado por sus apologistas.
| Hoy Dueñas formula mi sentencia, mañana se formulará la de él ante la historia. — Gerardo Barrios, acerca de su sentencia |

### Gobierno de Francisco Dueñas (1863-1871)
Luego del derrocamiento de Barrios, Francisco Dueñas fue nombrado presidente provisional en octubre de 1863. Convocó a una asamblea Asamblea Constituyente que emitió la Constitución de 1864, con mucha influencia católica, aunque su contenido no se diferenciaba mucho de la anterior; con la que tomó posesión como presidente electo en 1865 y que le permitió reelegirse en 1869.
En junio de 1865, luego de que Rafael Carrera falleciese el 14 de abril de ese año y que en San Miguel se sublevase el general Trinidad Cabañas, Barrios intentó retornar a El Salvador para unirse a Cabañas y derrocar a Dueñas; pero Cabañas fue derrotado y el barco en el que iba Barrios naufragó en la costa de Nicaragua. Barrios sería detenido y extraditado por el gobierno nicaragüense a El Salvador,  donde fue enjuiciado y fusilado.
A diferencia de su predecesor, Dueñas buscó llevar a cabo esfuerzos para fortalecer al Estado y sus instituciones. Durante su gobierno, se emitió la bandera y escudo que estuvieron vigentes desde 1864 hasta 1912; se inauguró el primer Palacio Nacional, el primer Teatro Nacional y la Biblioteca Nacional; se estableció la primera línea telegráfica; se le dio más impulso al cultivo del café; se firmó un tratado de paz y amistad con España, con el que dicha nación reconoció la independencia del país (siendo dicho tratado firmado en Madrid y en el que estuvo como representante salvadoreño el ministro plenipotenciario Juan Víctor Herrán); etc. Al final de su mandato se le acusó de mal manejo de los fondos públicos y de violación de los derechos individuales; a pesar de ello, Dueñas mantuvo el puesto hasta 1871 con el apoyo de Guatemala.
La histografía liberal tradicional ha considerado a Dueñas un conservador a ultranza y el responsable de la muerte de Barrios, por ende historiadores de fines del siglo XX e inicios del siglo XXI (como Carlos Gregorio López Bernal y Héctor Lindo) opinan que la histografía nacional no le ha dado el espacio que le corresponde; cuando en su gobierno, en relación con años pasados, hubo más avances en el desarrollo económico y las instituciones del Estado.

He gobernado en distintas épocas la República, conocéis bien mis principios de moderación, mi propensión por la paz y mis ardientes votos por la prosperidad de nuestro país.
Francisco Dueñas, en su proclama al asumir el mando provisionalmente en 1863

### Gobierno de Santiago González (1871-1876)

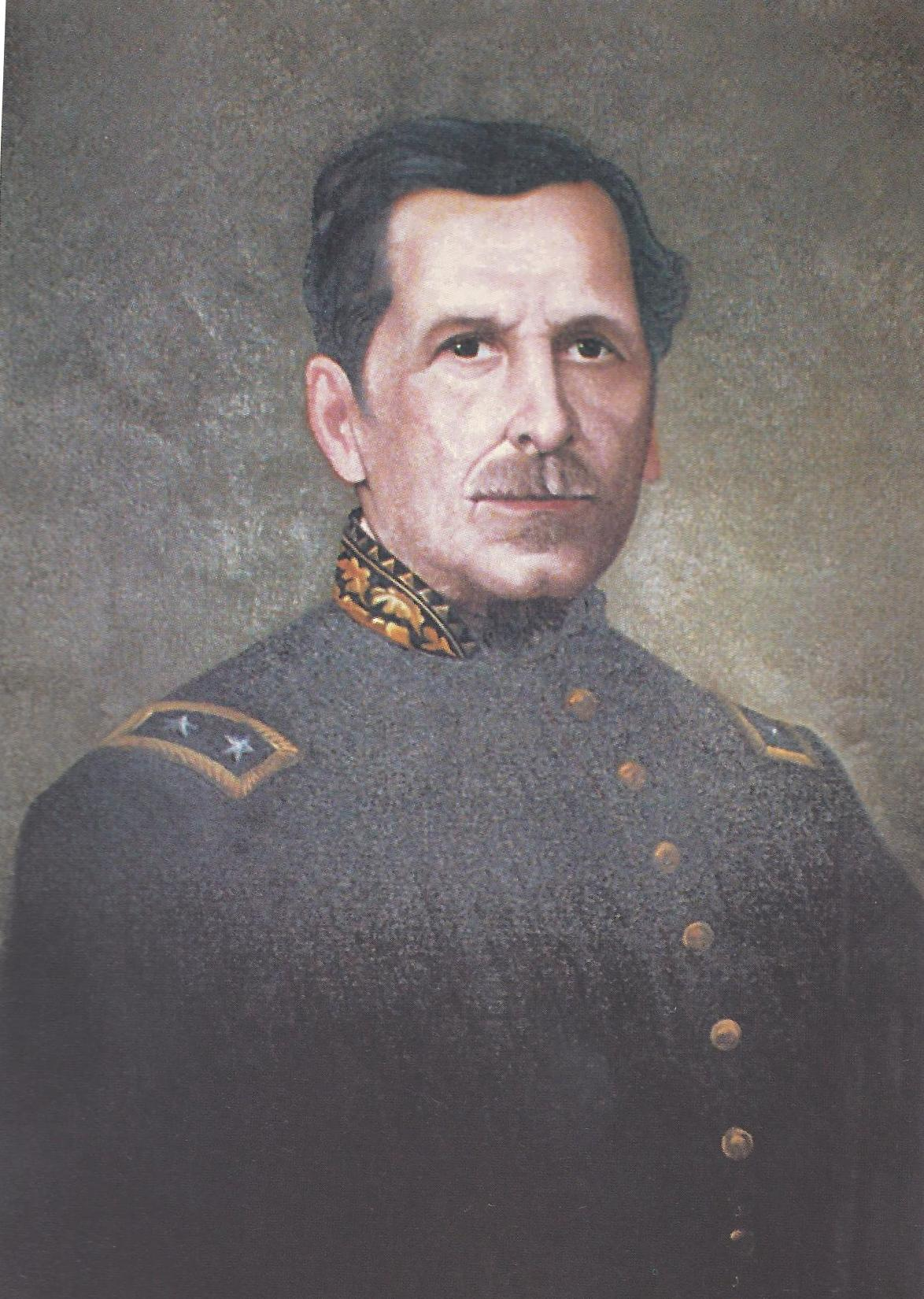
El Mariscal de Campo Santiago González, presidente de El Salvador de 1871 a 1876

En 1870, las cámaras legislativas habían decretado que el presidente podía reelegirse en 2 ocasiones, lo que significaba que Dueñas podía buscar un tercer mandato, esto aumentó la oposición contra su gobierno. Carrera había fallecido en 1865 y Guatemala se enfrentaba a la revolución liberal de 1871. En abril de 1871, el liberal Santiago González, que antes había sido comandante en jefe del ejército durante el gobierno de Dueñas, contando con el apoyo del presidente hondureño José María Medina, así como de José María Rivas y otros militares, derrocó a Dueñas, marcando el triunfo de los liberales. En su gobierno que se prolongó hasta 1876, se comenzó aplicar las reformas liberales como la proclamación de la libertad de cultos, la secularización de los cementerios, la legalización del matrimonio civil, la introducción de la educación laica y la supresión de las órdenes religiosas.
Para comenzar a llevar a cabo las reformas liberales, González convocó a una Asamblea Constituyente que emitió la Constitución de 1871 y con la cual fue electo en 1872. Dichas reformas y más aún la expulsión de los jesuitas generaron el rechazo del clero y protestas, que se consideraron que buscaban volver a poner a Dueñas en el poder; por lo que, el 17 de julio de ese año, González dio un autogolpe, disolvió la Asamblea Legislativa (que se encontraba en receso), asumió la dictadura y suprimió la libertad de imprenta, a la vez que se expulsó del país a Dueñas y a otros opositores como Rafael Campo.
Como en la Constitución de 1871 la duración del período presidencial era de 2 años, el 17 de agosto de 1872, González convocó a una nueva Constituyente, que emitió el 9 de noviembre la Constitución de 1872, cuyo contenido era similar a la anterior pero donde el período presidencial era de 4 años.
Las protestas contra las reformas secularizantes se mantuvieron durante toda la presidencia de González, siendo la mayor de ellas la realizada el 20 de junio de 1874 en San Miguel, donde 3000 rebeldes asaltaron la ciudad hasta que fueron detenidos tres días después. Además de comenzar a implementar las reformas liberales, otras obras realizadas durante el gobierno de González incluyen: la inauguración de la primera línea ferroviaria, con la construcción de una vía férrea entre San Salvador y Santa Tecla que servía para la circulación de tranvías de tracción animal (medio de transporte que estuvo presente en el país hasta fines de la década de 1910, siendo sustituida por los tranvías eléctricos que estuvieron en funcionamiento hasta fines de la década de 1920); el establecimiento de una escuela de telegrafista; la reparación de San Salvador luego del terremoto de San José en 1873, etc.

## La república cafetalera (1876-1931)

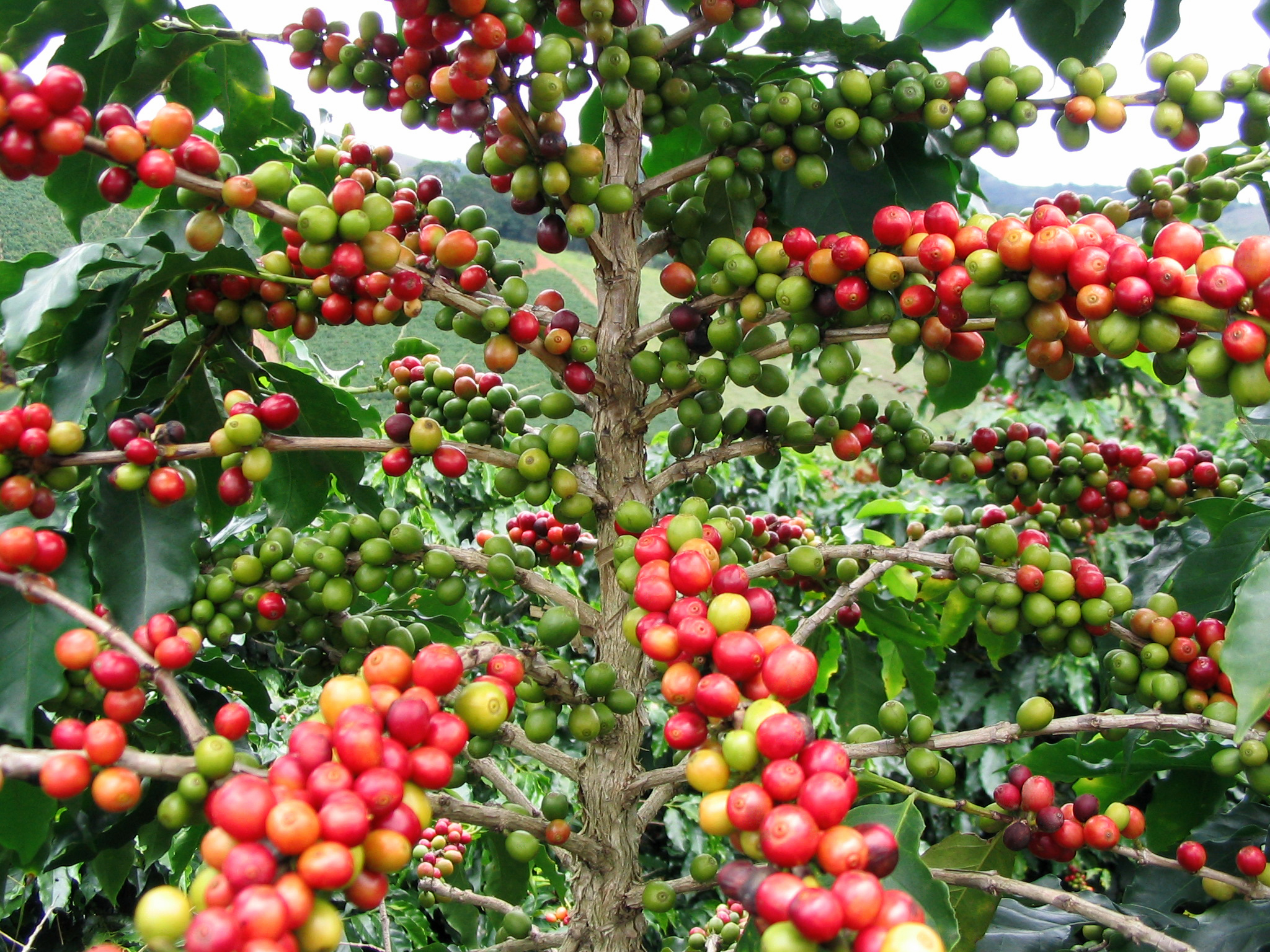
A mediados del, el café sustituyó al añil como base de la economía nacional.

Bandera de El Salvador a partir de 1912.

A partir de la década de 1870 el café iría convirtiéndose en el principal producto de exportación del país, sustituyendo al añil. Para fomentar la economía y la producción del café, y promover la propiedad privada, el gobierno salvadoreño buscó eliminar las tierras comunales y ejidales, prevalentes desde la época colonial; para ello, el gobierno emitió leyes que abolieron ese tipo de propiedad en 1881 y 1882, consumandose completamente con el decreto del 27 de marzo de 1897 (aunque hubo juicios posteriores que se extendieron hasta 1912 y 1966), con lo que virtualmente unas pocas familias se adueñarían de grandes extensiones de tierras.
Durante este período, familias europeas llegaron al país y rápidamente se colocaron en una situación económica poderosa debido a su conocimiento del mercado internacional. Estas familias se desarrollaron en el área del comercio y en la producción e industrialización del café; y, junto con familias anteriormente añileras que pasaron a dedicarse al cultivo de café y un pequeño grupo proveniente de las filas del campesinado, pasaron a constituir la élite económica del país conocida como las 14 Familias (número que es evidentemente simbólico, por los catorce departamentos) u Oligarquía Criolla, por ser descendientes directos de españoles nacidos en el país, entre las que estaban: los Dueñas, los Araujo, los Orellana, los Álvarez, los Duke, los Gallardo, los Guirola, los Meardi, los Meléndez, los Meza-Ayau, los Quiñones, los Molina, los Regalado, los Menéndez Castro, entre otras. Está élite económica gobernó el país pasándose la presidencia en forma directa, principalmente a partir de 1898 (que fue el último golpe de Estado hasta el de 1931), por lo que a este período histórico se le conoce como la "República Cafetalera".

### Fortalecimiento del Estado y política de la república agraria
El Estado salvadoreño, que con el transcurso del tiempo había ido formándose en un proceso lento y no exento de dificultades y complicaciones, adquirió a partir de la década de 1880 más fortaleza y estabilidad; es en ese en ese momento en que el gobierno empieza a tener una presencia más efectiva en el territorio nacional. Este fortalecimiento del Estado se ve impulsado por el aumento de ingresos estatales generados por la producción y exportación del café, que para 1881 se exportaban 145,000 quintales y para 1890 había llegado a 330,000 quintales; lo que permitió expandir la burocracia y fortalecer el ejército (esto se último se concretaría en 1909 con el arribo de una misión militar chilena y de la guardia civil española en 1912), lo que conllevó a la centralización del aparato estatal.
Con más dinero y recursos a su disposición, los gobernantes pudieron controlar mejor las elecciones y consolidar su autoridad política. A partir de 1880 surgiría una tendencia en la que el gobierno nacional y los caudillos que lo controlaban (a menudo, los mismos mandatarios) influirían cada vez más en las elecciones locales en porciones cada vez más grandes de la nación. Lentamente el gobierno consolidaba bajo su autoridad las numerosas redes clientelares; y con ello, en principio, los caudillos locales pudieron conservar a sus clientes y continuar monopolizando la votación en los municipios, pero ahora en nombre del Estado y de quienquiera que lo presidiera. Sin embargo, paulatinamente iría desapareciendo el caudillismo a favor de la centralización del Estado, en un proceso prolongado y desigual que duró aproximadamente cuatro décadas, entre mediados de la década de 1880 y mediados de la década de 1920, debido a la resistencia de algunos caudillos locales (uno de los cuales fue el general Rafael Rivas, caudillo de Tacuba, que se mantuvo en esa posición, con conflictos con la Guardia Nacional, hasta ya entrada la década de 1920).

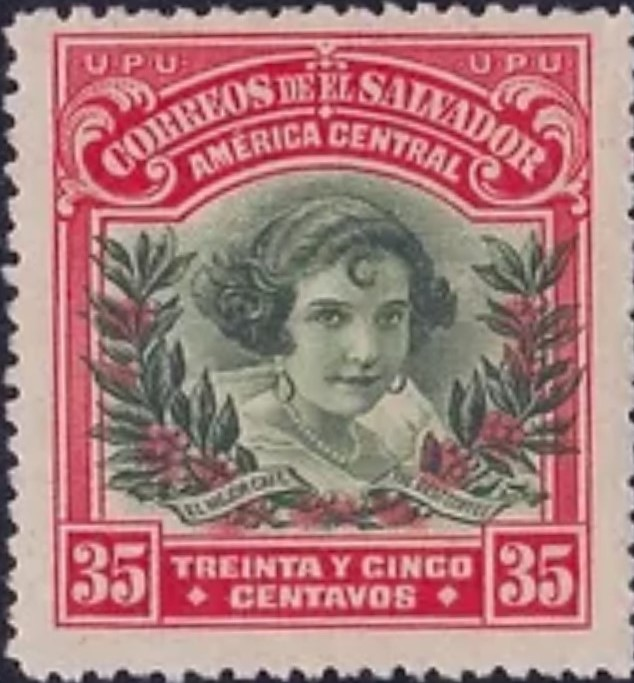
Sello de café de El Salvador de 1924. El país se convertiría el primero de todo la región de poner a una mujer en una portada

A partir de 1876, los golpes de Estado que se dieron el resto del siglo XIX (en 1885, 1890, 1894 y 1898) provinieron de las filas del liberalismo exaltado y van a estar motivados por intereses personales o de camarillas, no ideológicos. Debido a que para este momento los conservadores pasaron a un segundo plano y las Constituciones que se emitieron (en 1880, 1883, 1885 y 1886) impulsaron la secularización de la sociedad salvadoreña, la libertad de culto, y la ideología liberal, así como también los gobiernos de la época apoyaron e impulsaron a la masonería y la llegada de otras denominaciones cristianas diferentes del catolicismo. Estas reformas generarían fricciones con el clero, aunque este poco a poco fue bajando sus reclamos, aceptando al final que los cambios eran irreversibles.
La unidad del liberalismo exaltado también iría resquebrajándose, especialmente a partir de la Constituyente de 1885, cuando surgieron dos grupos: una que apoyaba el liberalismo oficialista y que mantenía el ideal unionista; y otra, denominada como Chachacasteros, con una posición más moderada y localista. De este último irían surgiendo nuevos movimientos políticos como el Partido Republicano Salvadoreño, el Partido Legal, y el Partido Constitucional (dirigido primero por Luis Alonso Barahona y luego por Miguel Tomás Molina, ambos destacados opositores de algunos de los gobiernos de la época).

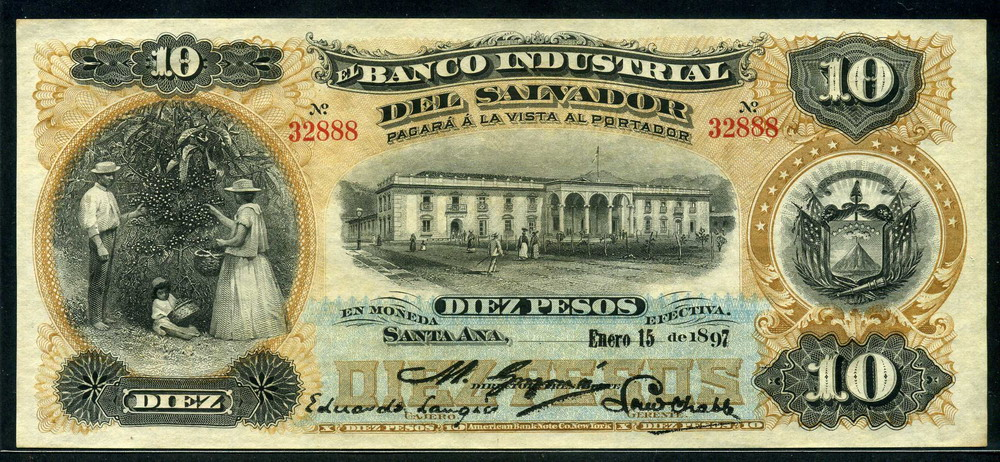
Billete de 10 Pesos de Salvador, emisión del Banco Industrial del Salvador 1897.

Desde 1886 las elecciones van a ser directas. Los partidos políticos irían volviéndose cada más organizados. Dichos instituciones surgirían por una gama de asociaciones lideradas por intelectuales o profesionales que gracias a redes clientelares, formación de clubes literarios, logias francmasónicas y a la apertura de la libertad de prensa (principalmente en las publicaciones periódicas), formarían un partido político.

Trabajadores salvadoreños laboran en el cultivo del café, principal producto agrícola de El Salvador entre 1880 y 1920.

Aunque los partidos desempeñarían un rol decisivo en la vidad política, para fines del siglo XIX, el plano operativo a la hora de la campaña electoral y elecciones recaía en los clubes electorales que se formaban para el momento de las elecciones, teniendo generalmente el nombre del candidato que impulsaban (ejemplo de ello son: club regaladista, club melendista, club ayalista, club electoral de San Salvador, etc), y se disolvían al terminar las elecciones. Los clubes fueron un elemento importante en las elecciones del continente americano en el siglo XIX, pero en El Salvador parece que empiezan a cobrar importancia a partir de la década de 1880. Los clubes eran utilizados como mecanismos para regular las elecciones a nivel local y departamental, y monopolizar los votos de los municipios; buscaban tener, en la mayoría de municipios que pudiesen, una filial local vinculada a un comité central en San Salvador a través de filiales intermediarias en las capitales departamentales; cada aspirante político local debía recibir la aprobación del club antes de que se les permitiera participar en una elección.

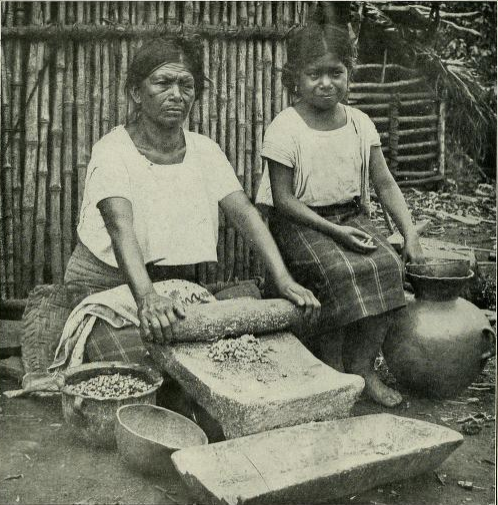
Indígenas salvadoreñas.

Aunque las elecciones de este período, sobre todo a partir de 1886, pudieran parecer competitivas, por los características antes mencionadas, en realidad la política seguía siendo antidemocrática y basada en el clientelismo y por ende la violencia y la intriga seguían siendo parte de los comicios. A diferencia de la época pasada, donde el caudillo local era quién decidía quien ganaba las elecciones y aquel que ganaba la presidencia era quien lograba construir la red política más sólida, en este caso es el gobierno nacional el que decidía quien obtenía la victoria, a excepción de aquellas votaciones en las que el gobierno no se decantaba por ningún candidato (que usualmente eran casos donde el presidente, como figura de autoridad indiscutible, mantenía las pasiones bajo control, como la elección de vicepresidente de 1895) y más aún la presidencial de 1931, que fue totalmente libre. Por ende, y sobre todo desde 1898, aquellas personalidades que esperaban tener alguna posibilidad real de ascenso político, trabajaban dentro de la única red existente en lugar de tratar de derrocarla y reemplazarla desde afuera. Para controlar el resultado de los comicios, el gobierno usaba una cadena de mando que iba del ministerio del interior, a los gobernadores y finalmente a las municipalidades, siendo los gobernadores los que enviaban al ministro las listas de candidatos que se habían presentado. Si las municipalidades se negaban a aceptar la voluntad del gobierno, los gobernadores recurrían al comandante militar del departamento o más adelante a la Guardia Nacional o a cuerpos paramilitares (como las ligas rojas) para obligar a las municipalidades, con violencia si fuese necesario, a que aceptasen la voluntad del gobierno.

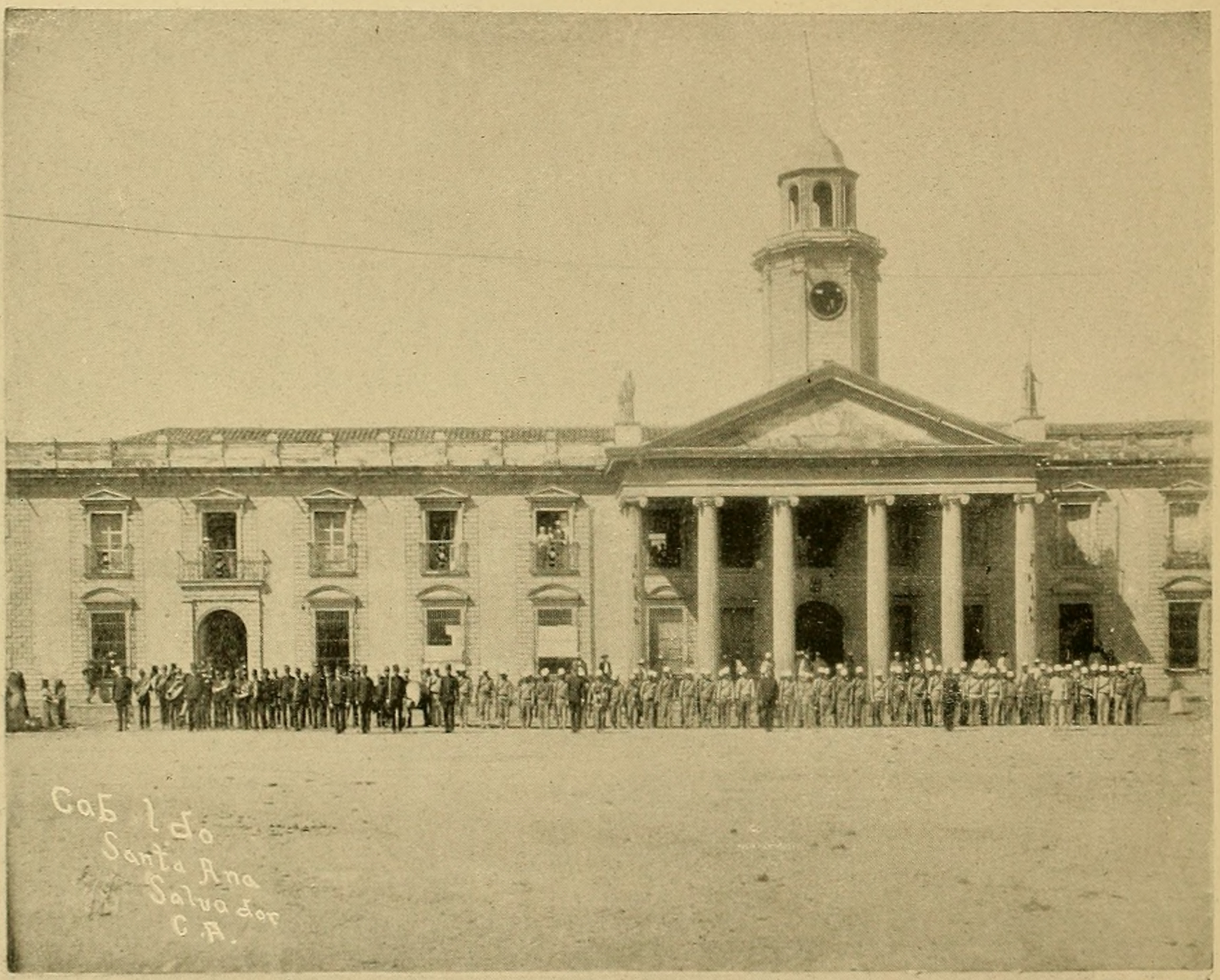
Grabado hecho entre 1890 y 1892, en el que se muestra a soldados de infantería del ejército salvadoreño enfrente del palacio municipal de la ciudad de Santa Ana en tiempos en que ese edificio era utilizado también como cuartel.

Si el presidente en funciones no lograba encontrar a alguien a quien designar como su sucesor, un método muy utilizado a inicios de esta época (cuando a pesar del fortalecimiento del ejército, todavía eran fuertes los caudillos con sus redes locales, más aún en ciertas regiones fuera del área cafetalera del occidente del país) era el de convocar a una junta de notables, con la que se buscaba negociar una solución pacífica a los debates internos sobre la sucesión presidencial, como se vio en los años de 1876, 1883 y 1890. Esto ya se hacía con anterioridad para decidir sobre algún tema de interés del país (como la junta patriótica de 1857 mencionada anteriormente) pero es en esta época en la que ganaría relevancia para escoger al candidato oficial. En estas juntas, las personas más destacadas de la red de patronazgo predominante, se reunían en la capital y entre los candidatos que iban surgiendo, elegían por votación a quien mejor les parecía. Sin embargo, este método no siempre lograba contentar a todas las opiniones, pudiendo llevar a un golpe de Estado contra el mandatario para impedir el ascenso al poder o la reelección (en el caso de la de 1883) del candidato seleccionado, siendo eso lo que ocurrió en 1885 y sobre todo en 1890. En el caso de que al final el presidente no nombrase un candidato, esto podía llevar a que la campaña electoral fuese violenta, como la campaña para las elecciones presidenciales de 1919; a excepción de que el gobierno garantizase una competencia democrática, como las elecciones de 1931.

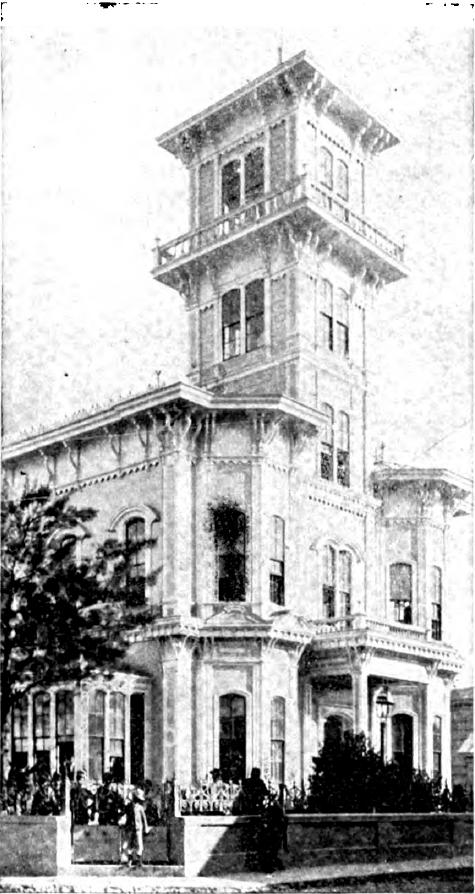
Vieja Casa Presidencial de El Salvador, de 1877 a 1890 y de 1901 a 1911, conocida como el Palacio del Poder Ejecutivo o la Casa Blanca, fue construida donde estaba la residencia de los próceres y presbíteros hermanos Aguilar, en la esquina sureste de la plaza Libertad.

La coerción al electorado durante las votaciones, que seguían siendo orales, y que en principio estaba en manos de los caudillos locales, paulatinamente pasarían a estar en mano de los terratenientes de la naciente oligarquía cafatalera, que por lo general apoyaban las decisiones del gobierno y con las que, debido a la concentración de las tierras cultivables en esas familias, las relaciones patrones-clientes se volverían más comunes. Días antes de las elecciones, los terratenientes cafetaleros se trasladaban a sus plantaciones para organizar la votación de sus empleados; las elecciones tenían lugar durante el tiempo de la corta del café, por lo que en ese momento se concentraba gran cantidad de personas en las fincas; a la hora de los comicios se obligaba a los trabajadores a votar por el candidato oficial en la alcaldía de su población y también varias veces en las mesas electorales de las municipalidades vecinas a las plantaciones.
A pesar de lo predeterminado que pudiesen estar los resultados electorales, incluso después de comicios violentos donde solo una red se mantenía en pie, ningún líder político asumía el cargo sin demostrar primero su capacidad para producir una elección a su favor.

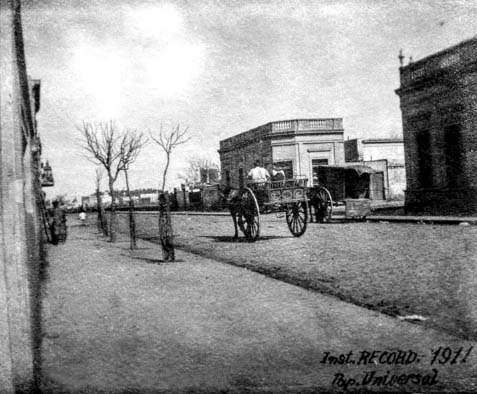
Calle en El Salvador rural (cerca de 1911)

A pesar del control que tenía el gobierno sobre las elecciones, y que desde 1898 los gobernantes pudieron transferir la presidencia a quién eligiesen sin golpes de Estado hasta 1931, siempre hubo aspirantes a la presidencia dispuestos a recurrir a medidas desesperadas para alcanzar ese cargo. Pero todas esas rebeliones serán de naturaleza limitada y local, y de su absoluta debilidad frente al ejército.
Para la segunda mitad de la década de 1910, el proceso de centralización estaba culminando, es ahí cuando la estructura partidaria se consolida y se vuelve importante el controlar y organizar las masas para asegurarse la victoria. Lo que se observa con el Partido Nacional Democrático (PND), que fue la primera red clientelista en abarcar dimensiones nacionales y que con sólo unas pocas excepciones puso a las redes políticas locales bajo su autoridad. Con ello, estamos a las puertas del surgimiento de los partidos políticos, tal y como los habrá en las siguientes décadas.

### Gobierno de Rafael Zaldivar (1876-1885)
El presidente Rafael Zaldívar, ascendió al poder el 30 de abril de 1876 luego que el presidente guatemalteco General Justo Rufino Barrios derrocase a Andrés del Valle (que había sido electo a principios de ese año, teniendo como vicepresidente a Santiago González) y se convocase a una junta de notables en Santa Ana, en la que Zaldívar fue seleccionado como presidente provisional, asumiendo como presidente electo en la elección celebrada el 16 de julio de ese año.
En 1880, Zaldívar con tal de garantizarse la reelección, convocó a una Asamblea Constituyente que redactó una nueva Constitución, donde también se impulsó más las reformas liberales como el matrimonio civil y la educación laica; está Constitución contaba con un artículo transitorio, el artículo 131, que mencionaba que solo esa vez la Asamblea declaraba reelecto al presidente.
En 1883, consideró dejar la presidencia e hizo reunir una junta de notables para elegir a un sucesor, pero la junta decidió que Zaldívar tenía que seguir gobernando; en octubre volvería a convocar a una Constituyente, con el mismo propósito de la anterior, que emitió la Constitución de 1883 que daba pie a la reelección del mandatario; en diciembre compitió en las elecciones contra el general Francisco Menéndez y los doctores Domingo López, Rafael Ayala y Filadelfo García, pero al final la Asamblea lo terminó declarando reelecto en febrero de 1884.
Debido a buscar perpetuarse en el poder, a los escándalos de corrupción y a la represión contra sus opositores, su mandato fue volviéndose impopular, teniendo varios intentos de deponerlo. Entre las obras realizadas durante el gobierno de Zaldívar, además de abolir las tierras comunales y ejidales, están: la inauguración de los monumentos a Gerardo Barrios y Francisco Morazán; la fundación del Museo Nacional (que luego se dividiría en el Museo Nacional de Antropología y el Museo de Historia Natural); la instalación del cable submarino en 1882 que conectaría al país con el resto del mundo por medio de los dispositivos de telecomunicaciones; la inauguración de una vía férrea entre el puerto de Acajutla y Sonsonate para la circulación de las primeras locomotoras del país; la fundación de la lotería nacional de benificiencia; el establecimiento del primer banco particular de El Salvador y la primera emisión de billetes; así como la composición del Himno Nacional, con letra de Juan José Cañas y música del director de orquesta italiano Juan Aberle; entre otras.  

### Gobierno de Francisco Menéndez (1885-1890)

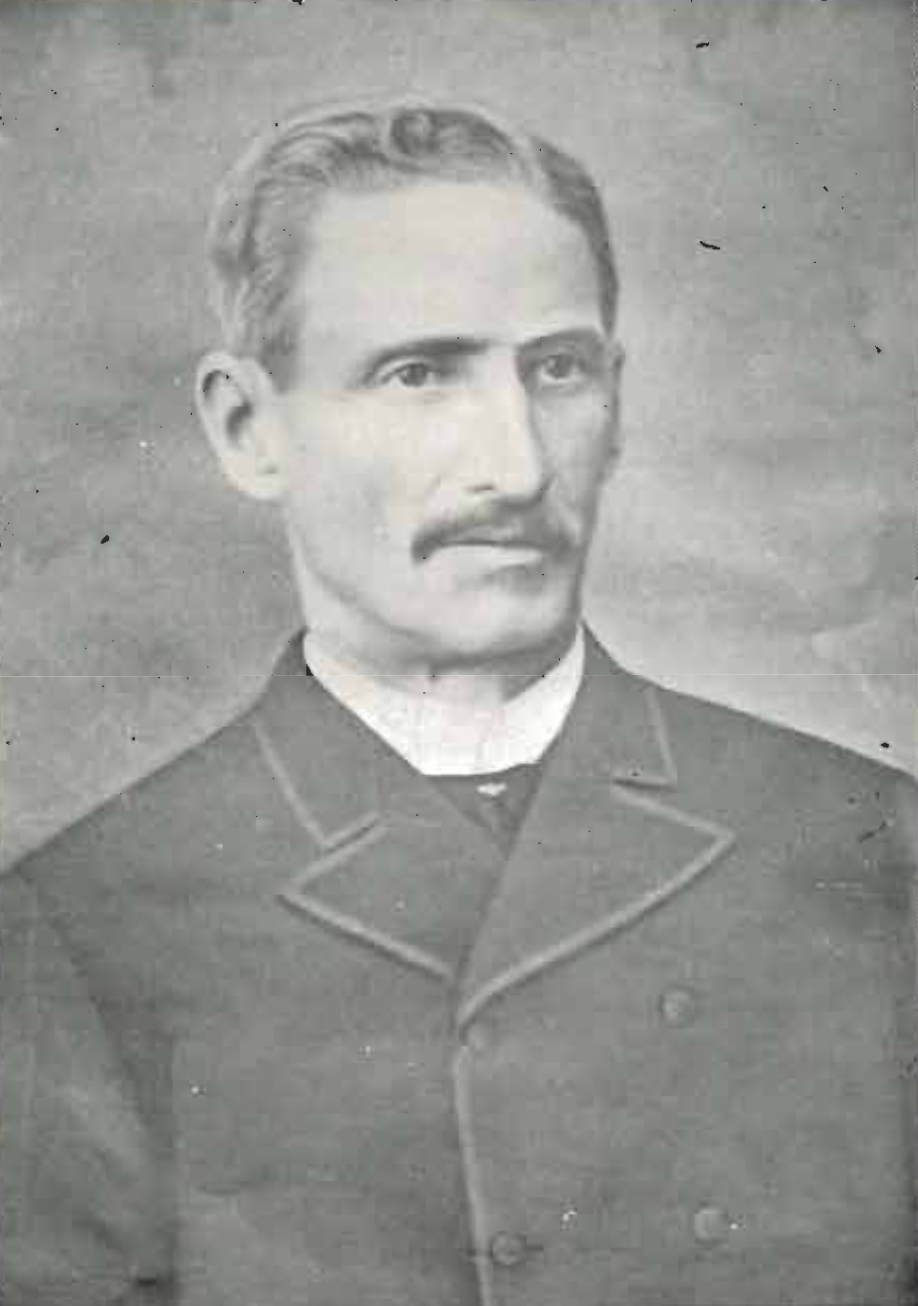
El general Francisco Menéndez, presidente de 1885 a 1890

Colocación de cableado telefónico en San Salvador, en la década de 1910. Dicha tecnología fue inaugurada por el general Menéndez

En 1885, Zaldívar se enemistó con el general Barrios, quien intentó derrocarle y unir Centroamérica a la fuerza pero fue asesinado en la batalla de Chalchuapa el 2 de abril de 1885. Poco tiempo después, en mayo de 1885, contando con el apoyo de  liberales como de conservadores, el general Francisco Menéndez invadió el país desde Guatemala para derrocarle. Al no contar con los suficientes apoyos, Zaldívar renunció y entregó el mando en el segundo designado Fernando Figueroa, pero debido a lo caótico de la situación este también renunció, entregando el cargo en el tercer designado José Rosales, quien logró firmar un convenio con Menéndez permitiéndole ingresar a San Salvador y ocupar la presidencia.
El General Menéndez asumió como presidente provisional el 22 de junio de 1885. Convocó a una Asamblea Constituyente que se reunió en septiembre; pero el 11 de noviembre, debido a que por la división de la bancada liberal la mayoría de artículos que se habían aprobado venían del bando Chachacastero (que impulsaban medidas que no gustaban al oficialismo, como: la incorporación y reglamentación del derecho de insurrección; la reglamentación del derecho de libre portación de armas; que solo los nacidos en El Salvador puedan optar por cargos del gobierno, etc), Menéndez decidió disolverla, aprovechando que varios diputados liberales oficialistas y conservadores habían abandonado sus curules con la decisión de no retomarlos, asumió la dictadura y suprimió la libertad de prensa.
El 16 de abril de 1886, Menéndez convocó nuevamente a una Asamblea Constituyente, intentó hacer las paces con los Chachacasteros y permitió la libertad de prensa; dicha asamblea emitió el 13 de agosto la Constitución de 1886, cuyo contenido era básicamente el mismo de la anterior pero matizando las partes polémicas. Bajo esa Constitución se celebraron las elecciones de 1887, en las que fue elegido Menéndez. Durante su mandato se daría un gran impulso a la educación; se comienzan a suprimir los castigos corporales (como latigazos) que eran comunes para castigar a los criminales (y que Zaldívar había utilizado también con sus opositores políticos); se fundó el banco hipotecario; se fundó la Escuela Politécnica; se estableció la primera línea telefónica; se amplió la línea ferroviaria; entre otras cosas.

### Gobierno de Carlos Ezeta (1890-1894)
En 1890, debido a que estaba cerca el término de su mandato, el general Francisco Menéndez decidió convocar a una junta de notables para designar al candidato que había que sucederle. Esa junta se reunió el 1 de mayo y eligió al ministro del interior Julio Interiano. Esa elección no convenció a muchos, por lo que surgieron más candidatos y clubes como: Rafael Ayala (candidato Chachacastero del partido Republicano), Manuel Delgado y el Club electoral de San Salvador (que no se había decantado por un candidato). Otro que también estaba en contra de la decisión de la junta fue el general Carlos Ezeta, quien era uno de los más cercanos colaboradores del presidente, y el 22 de junio (cuando se celebraba el quinto aniversario del golpe en el que fue derrocado Rafael Zaldívar) daría un golpe en contra del general Francisco Menéndez, quien falleciera en ese momento debido a un infarto, asumiendo la presidencia provisionalmente hasta el siguiente año en que fue electo, teniendo como vicepresidente a su hermano el general Antonio Ezeta.
Debido al modo en como ascendió a la presidencia, Ezeta se granjeó una gran oposición, teniéndose que enfrentar al presidente de Guatemala José María Reina Barrios en la primera guerra del Totoposte, así como a un intento de derrocarle por el general José María Rivas (que se había exiliado en Honduras luego de una rebelión contra Menéndez); Ezeta logró firmar la paz con el presidente guatemalteco mientras que su hermano Antonio derrotó y fusiló a Rivas. Durante gestión, Ezeta estableció el alumbrado eléctrico de la capital, estableció el divorcio, fundó el cuerpo de bomberos, fundó la casa de acuñación de la moneda, estableció el Colón como la moneda nacional, etc.

### Gobiernos de Rafael Antonio Gutiérrez (1894-1898)
Ezeta buscaría tener controlado a los cafetaleros e imponer un impuesto a la exportación de este; por lo cual, varios miembros de esas familias cafetaleras se exiliarían en Guatemala, desde donde planificaron el golpe de Estado contra Ezeta que sería conocido como la Revolución de los 44, y que fue llevado a cabo en el año de 1894. Luego del éxito de dicho golpe, el 29 de julio de ese año, asumiría provisionalmente el gobierno Rafael Antonio Gutiérrez.
Gutiérrez fue electo en 1895; en esa elección, debido a que no sabía a quien apoyar en la contienda para ser vicepresidente (donde los candidatos principales eran Prudencio Alfaro y Carlos Meléndez), decidió no escoger un candidato oficial, por lo que fueron los clubes de los candidatos los que llevaron la batuta de la contienda, buscando monopolizar los votos de las municipalidades, resultando al final electo como vicepresidente Prudencio Alfaro; está elección permite dar un vistazo a como eran las competencias electorales en ese siglo y período. Durante su gobierno, además de derogar las medidas de Ezeta que iban en contra de los intereses de la élite cafetalera, buscó ampliar la línea ferroviaria del país (inaugurando los ferrocarriles que iban de San Miguel a La Unión y de San Salvador a Santa Ana).
En 1896 Gutiérrez y sus congéneres de Honduras y Nicaragua habían buscando restablecer la unión centroamericana con la creación de la República mayor de Centroamérica. En el año de 1898, se presentaban como candidatos a gobernador del país para las elecciones del siguiente año el general Tomás Regalado, el general Horacio Villavicienso, el doctor Prudencio Alfaro, y Carlos Meléndez; a quienes el presidente Gutiérrez decidió no decantarse por ninguno. Ese año de 1898, el país había caído en una crisis económica debido a la baja de los precios del café, lo que redujo la popularidad de Gutiérrez; y el 10 de noviembre de 1898, el gobierno de esa nueva federación buscaría trasladar el armamento militar salvadoreño a la sede de la unión, lo que causaría preocupación por parte de los militares. Todo ello llevaría al general Tomás Regalado (que también fue uno de los 44) a levantarse y deponer al gobierno. El vicepresidente Alfaro se mantuvo luchando en Sensuntepeque hasta que fue derrotado el 19 de noviembre y tuvo que buscar asilo en Honduras, a partir de ahí Alfaro se convertiría en uno de los principales opositores de los gobiernos que se sucedieron desde Regalado.

### Gobierno de Tomás Regalado (1898-1903)

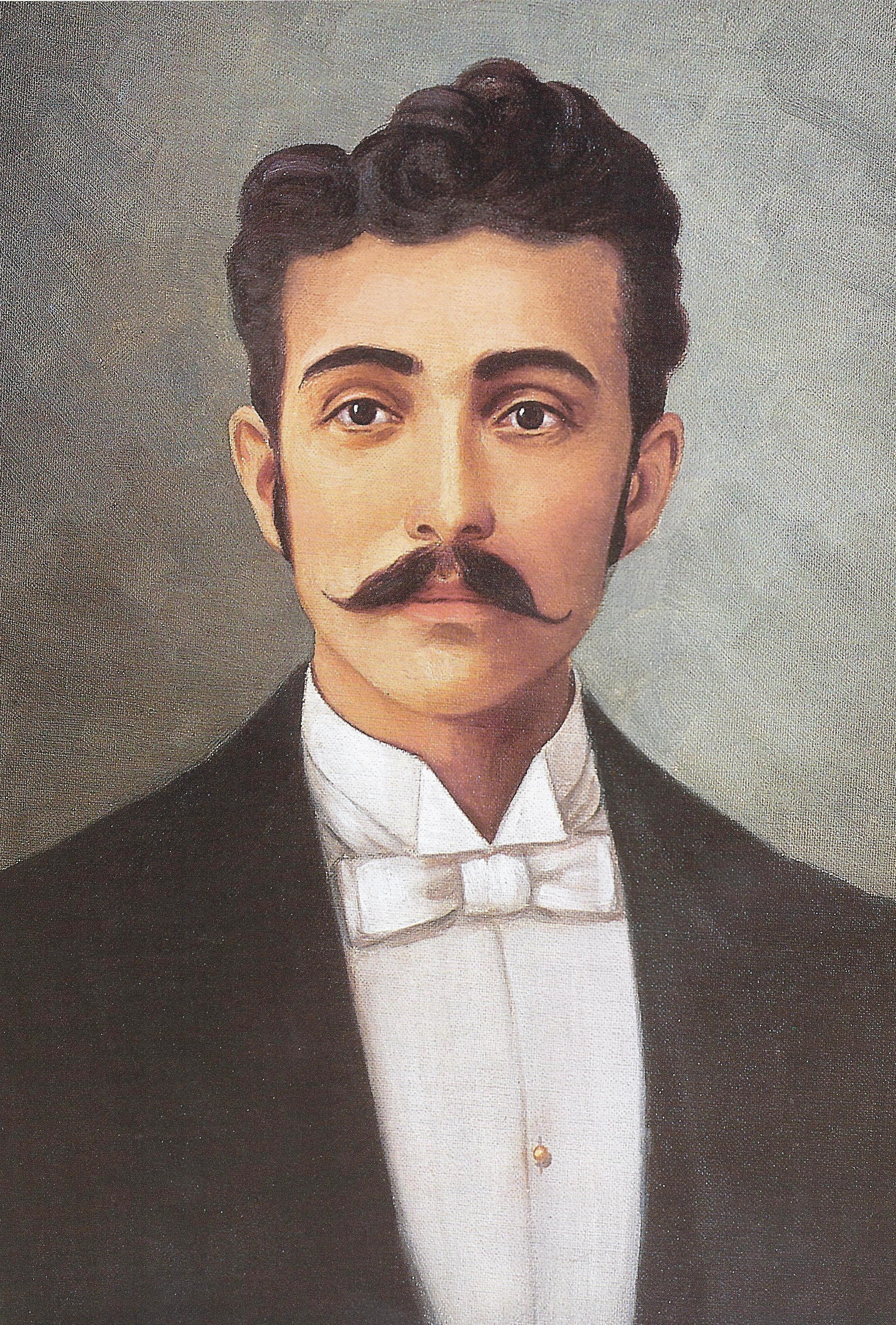
El general Tomás Regalado, fue el último de una serie de presidentes que habían llegado al poder por la fuerza durante el.

El 13 de noviembre de 1898, el general Tomás Regalado asumió provisionalmente el gobierno y separó el territorio de los Estados Unidos de Centroamérica. Siendo electo como presidente al siguiente año; a partir de ahí, y hasta 1931, se sucedieron una serie de gobiernos estables. A pesar de ello, Regalado también enfrentaría intentos de golpe de Estado debido a que la Centroamérica de entonces se encontraba en pugna entre dos caudillos que buscaban imponer su hegemonía, por un lado el presidente guatemalteco Manuel Estrada Cabrera y por el otro el de Nicaragua José Santos Zelaya, ambos juntos con Regalado también serán conocidos como "porfiritos" debido a que buscaban emular en sus respectivas países al presidente de México general Porfirio Díaz.
A finales de 1899 se encontraría amenazado tanto por Estado Cabrera como por Santos Zelaya, quienes habían llegado a un acuerdo para derrocarle, el primero debido a que el ejército salvadoreño estaba siendo modernizado por asesores alemanes y el segundo por la disolución de la unión centroamericana; por lo que Regalado, el 16 de noviembre de 1899, por medio de su ministro plenipotenciario en México el expresidente Rafael Zaldivar, solicitó la ayuda de Porfirio Díaz, el cual en noviembre de ese año envió a Federico Gamboa (primer secretario de la legación de México en América Central) para que convenciera a los presidentes centroamericanos a que se reunieran en una conferencia de paz; aunque dicho intento fallo, por las actitudes de Estrada y Zelaya, se evitó por completo la guerra y Regalado pudo seguir gobernando. Más adelante, en el año 1900, hubo un intento derrocarle por parte del subsecretario de guerra y marina Jacinto Castro, uno de sus más cercanos colaboradores; el cual, contó con el apoyo de Estrada Cabrera, pero fracasó y fue fusilado, a pesar de la intervención de varias personalidades, incluyendo el obispo de San Salvador Antonio Adolfo Pérez.
En enero de 1902, bajo iniciativa del presidente presidente nicaragüense Zelaya y con el asesoramiento del presidente mexicano Porfirio Díaz, se celebraría en Corinto (Nicaragua) la denominada I Cumbre de Corinto, en la que Regalado, junto al presidente nicaragüense, el de Honduras general Terencio Sierra y el de Costa Rica Rafael Yglesias Castro, firmarón el 20 de ese mes, un tratado de paz y amistad para que a partir de entonces las disputas entre los países centroamericanos se resolviesen por medio de arbitraje; asimismo, esta reunión se realizó en medio de la preocupación que suscitaba la intervención de Estados Unidos en la región, después de que el presidente de ese país Theodore Roosevelt apoyase la independencia panameña de Colombia para construir el canal interoceánico de Panamá. Solamente el presidente de Guatemala Manuel Estrada Cabrera no asistío y envió un delegado que no firmó el tratado.
A inicios de 1903, en apoyó a los exiliados guatemaltecos opuestos a Cabrera que se hallaban residiendo en El Salvador, Honduras, Nicaragua y México, se decidió hacer preparativos para la guerra con Guatemala; por lo que en enero de ese año, Regalado organizó las tropas al mando del exiliado guatemalteco José León Castillo y proveyó personal al General Manuel Lisandro Barillas, que se encontraba exiliado en México, para prepararse para la invasión. Aunque Estrada Cabrera también movilizó sus tropas tanto hacia El Salvador como hacia México, el conflicto que sería conocido como la segunda guerra del Totoposte, al final no se desató debido a la mediación diplomática entre las partes; finalizando oficialmente el 2 de abril de ese año, ya cuando Regalado había concluido su mandato, y luego de lo cual Estrada Cabrera impuso condiciones a los países participantes.
Durante todo su período presidencial, Regalado, enfrentó las bajas finanzas del Estado y la exigencia de los agricultores de tomar medidas contra la usura; hizo hincapié en la forma de gobierno centralizada aunque eso significó la disolución de los Estados Unidos de Centroamérica. Durante su gobierno además: organizó el consejo supremo de la Cruz Roja, otorgó amnistía a todos los emigrados políticos, fundó la policía rural montada (predecesora de la Guardia nacional), estableció la cédula de vecindad (documento de identificación personal), etc.

### Gobiernos de Pedro José Escalón y Fernando Figueroa (1903-1907)
A Regalado, en 1903, le sucedería en el gobierno Pedro José Escalón, a quien según la historiografía nacional le interesaba más las peleas de gallos que los asuntos de gobierno; que serían manejados por el entonces ministro de guerra y marina Tomás Regalado, hasta que este decidió declararle la guerra a Guatemala en 1906, conflicto en el que fallecería. El acuerdo de paz de ese conflicto se firmaría el 20 de julio de ese año a bordo del barco Marblehead, enviado por el presidente de Estados Unidos Theodore Roosevelt; a dicho acuerdo se sumaría en septiembre, la firma del tratado de paz y amistad en San José (Costa Rica) entre El Salvador, Guatemala y Honduras con mediación de Estados Unidos y México; con ello, Estados Unidos, que había ampliado su geopolítica a Latinoamérica a partir de la guerra hispano-estadounidense de 1898, buscaba bajar las rivalidades y conflictos de los países centroamericanos para asegurar la estabilidad de la región, en especial por la construcción por parte de dicho país del Canal de Panamá, a la vez que con ello se implementaba el corolario Roosevelt a la doctrina Monroe que justificaba la intervención del gobierno estadounidense como «fuerza policial internacional».
En las elecciones presidenciales de 1907, los principales competidores fueron el general Fernando Figueroa (que se desempeñaba como ministro de guerra y que contaba con el respaldo del presidente) y Luis Alonso Barahona por el partido Constitucional. Al final fue Figueroa quien logró monopolizar los votos de la mayoría de municipalidades y ser electo.
La victoria de Figueroa no fue del agrado de varios de los otros competidores y de opositores al gobierno, lo que llevaría a que en su gobierno sucediesen varias revueltas e intentos de derrocarle. Contando todas o la mayoría de esas revueltas con el apoyo del presidente de Nicaragua José Santos Zelaya, debido al apoyo militar que el gobierno salvadoreño le prestó su apoyo al presidente de Honduras Manuel Bonilla, a quien buscaba derrocar.
En febrero de 1907, antes de que Figueroa asumiese el cargo, el general Potenciano Escalón (hermano de Pedro José Escalón y que también había sido candidato en las elecciones) intentó llevar un golpe de Estado pero el plan fue descubierto y el general Escalón detenido por un tiempo. Más adelante, en junio de ese año, el país entró en guerra con Nicaragua y desde ese país se envió un contingente liderado por los salvadoreños Prudencio Alfaro, el general Manuel Rivas (hijo de José María Rivas) y Luis Alonso Barahona para derrocar a Figueroa e instalar en su lugar Alfaro; el cual desembarcó en Acajutla y logró llegar a Sonsonate donde fueron derrotados y se dieron a la retirada. Alfaro permanecería en la clandestinidad atacando a Figueroa a través del periódico La voz del pueblo, del que era director; más adelante, intentaría llevar a cabo otra revuelta en 1911, pero sería descubierto y emboscado en Santa Ana.
Para resolver la guerra de 1907, los gobiernos de Estados Unidos y México convocaron a una conferencia a los 5 países centroamericanos, que fue llevada a cabo en diciembre de ese año, y en la que se firmaron varios documentos que creó el llamado primer sistema de Washington. Entre esos documentos están: un tratado de paz y amistad y un acuerdo para forma la Corte de Justicia Centroamericana (para resolver los conflictos entre los países y que existió hasta 1918). Un resultado de esta conferencia fue la convención especial para construir el ferrocarril panamericano, para unir el continente por medio de las vías férreas (cuyo tramo en el país, desde Guatemala a La Unión se completaría hasta 1929), con el cual el país tendría a sus principales centros urbanos conectados por la vía ferroviaria (antes de que existiera una red de carreteras con igual cobertura) así como acceso directo y rápido a los puertos del Atlántico; y cuya concesión en el país estuvo a cargo de la International Railways of Central America (IRCA), empresa subsidiaria de la United Fruit Company (empresa bananera estadounidense que buscaba tener el monopolio comercial y la influencia política en la región, de esto último surgiría la denominación de repúblicas bananeras), con lo que dicha empresa logró tener un medio para intervenir en la economía salvadoreña, aunque el país como tal, debido a su posición geográfica sin costa al Atlántico, nunca fue objetivo para el cultivo y exportación de bananas.
Además de las constantes manifestaciones, durante el gobierno de Figueroa también hubo una crisis económica debido a la escasez de granos básicos, a lo que se sumaba el caos financiero agravado por el conflicto con Nicaragua; lo que provocó que surgieran protestas en contra, ya que a partir de este punto los trabajadores empezaran a dar muestra de resistencia colectiva. Debido a todo ello, Figueroa mantendría al país en permanente estado de sitio y de censura oficial contra todo tipo de publicaciones hasta el final de su mandato.

### Gobierno de Manuel Enrique Araujo (1911-1913)

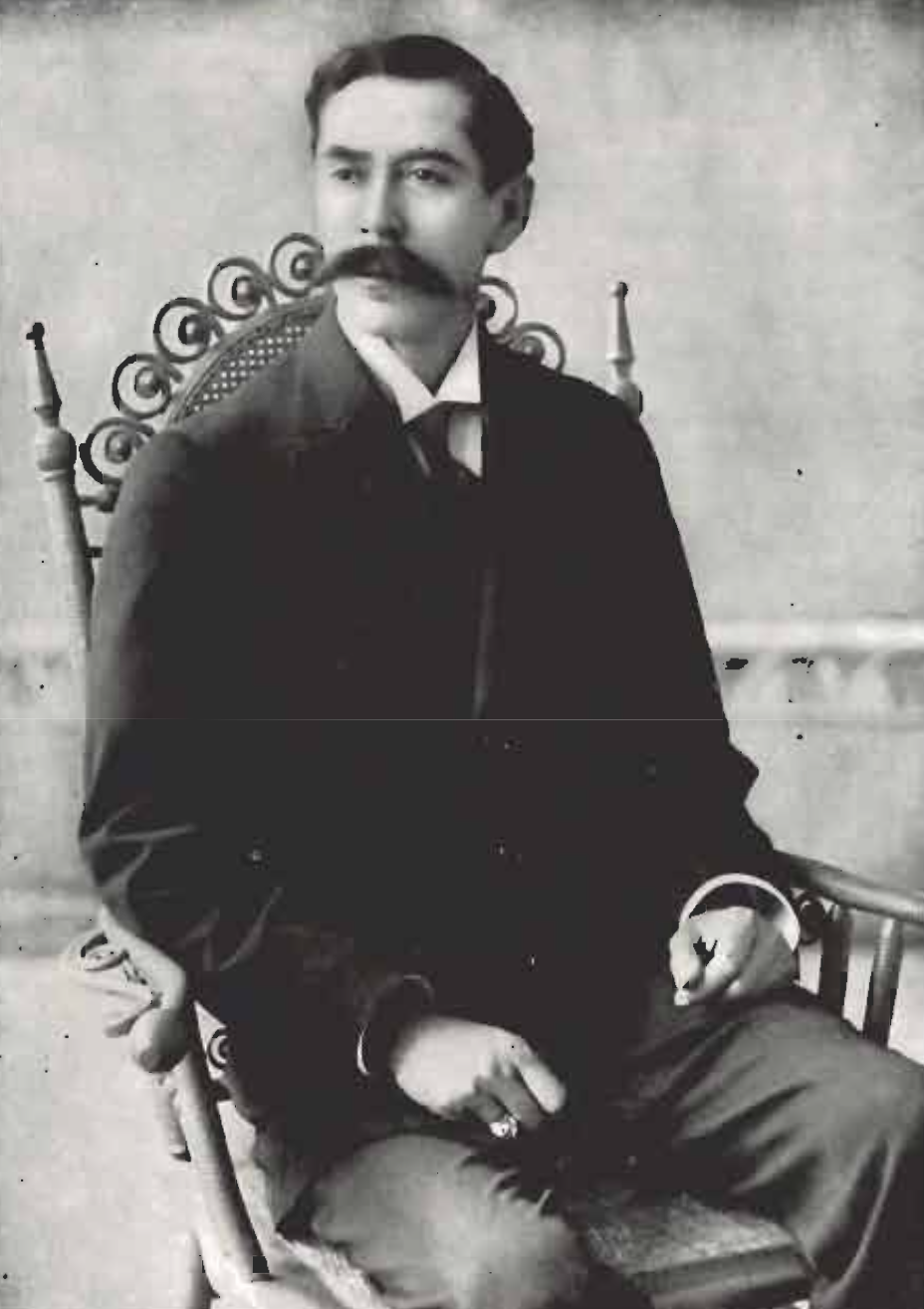
El doctor Manuel Enrique Araujo, presidente de 1911 a 1913, implantó una serie de reformas sociales y económicas, fue asesinado en febrero de 1913

Para octubre de 1910, se habían presentado varios candidatos para las elecciones presidenciales de 1911, entre ellos estaban el vicepresidente Manuel Enrique Araujo, el presidente de la Corte Suprema Estebán Castro, Francisco Dueñas (hijo del expresidente Dueñas), Tomás García Palomo, etc. Debido a que el presidente Figueroa no hallaba por quien decantarse, a través de Harry Percival Garthwaite (director de la compañía minera Butters Salvador Mines, Ltd.), consultaría al secretario de Estado Philander Knox quien era el candidato más recomendable. Figueroa propondría a Dueñas o a Palomo, a la vez que estaba en contra de la de Araujo, porque había hecho muchas promesas (particularmente a los cafetaleros de San Miguel). Ello sería respondido por H. Percival Dodge, mano derecha de Knox, quien respondería que el departamento no hacía ninguna sugerencia, aunque de los dos el más recomendable era Dueñas. El presidente Figueroa continuaría manteniéndose indeciso hasta diciembre que eligió a Araujo, quien por ende ganaría las elecciones.
El 1 de marzo de 1911, asumió como presidente el doctor Manuel Enrique Araujo. Durante su mandato se creó la Guardia Nacional, se inauguró el palacio Nacional (luego que el primero se quemara en 1889) y se realizaron planes para reconstruir el Teatro Nacional de San Salvador (ya que el primero se había quemado en 1910). Tomó una serie de medidas para aumentar la presencia del Estado en el interior del país; y desarrolló un programa de reformas en distintos ámbitos del país. Promulgó nuevas leyes para proteger la industria, el comercio, la salubridad, las artes y el trabajo, oponiéndose a los intereses de los cafetaleros; una de esas leyes, que tuvo mucha polémica en algunos propietarios, fue la ley de accidentes del trabajo, así como la de abolición de la prisión por deudas. También estimuló la fundación de sociedades artesanales y obreras; integró al sistema político a líderes políticos opuestos (como Prudencio Alfaro); y acentuaría el desarrollo de la instrucción pública.
Con sus acciones de gobierno se inauguró la tendencia de ampliar la base social del sistema con la incorporación de sectores sociales subalternos a la vida política, no como soldados alrededor de un caudillo, sino como una base social permanente sobre la que se influía ideológicamente y se contaba con su lealtad para la sucesión presidencial.
En noviembre de 1911 celebró el centenario del primer movimiento de independencia con toda suntuosidad y realce, y se inauguró el monumento a la independencia en el entonces parque Dueñas (hoy plaza Libertad). La intervención estadounidense en Nicaragua, luego del golpe de Estado a José Santos Zelaya en 1909, provocaba gran indignación y rechazo hacia el imperialismo estadounidese en la población, lo que fue en aumento con la visita del secretario de Estado Philander Knox a El Salvador en marzo de 1912 y la ocupación estadounidense de Nicaragua en agosto de ese año para salvaguardar al gobierno de turno, por lo cual habría manifestaciones en diversas localidades. Por todo ello Araujo, que también mostró su oposición a esa ocupación, decidió cambiar la bandera y el escudo de entonces (donde la bandera era parecida a la de Estados Unidos), por una bandera y escudo parecidos a los de la Federación Centroamericana que fueron izados el 15 de septiembre de ese año, adoptando así la bandera y escudo actuales.
El 4 de febrero de 1913, mientras descansaba en una banca del parque Bolívar (hoy parque Barrios) escuchando un concierto, en compañía de varios amigos y sin la menor protección (como era su costumbre), Araujo fue atacado con machetes por 3 indígenas que habían sido entrenados en una finca que era propiedad de los autores intelectuales. Araujo falleció por la heridas de dicho atentado el 9 de febrero de ese año. Los autores materiales fueron fusilados; nunca se supo de los autores intelectuales, pero un folleto con las declaraciones dadas a conocer daba los nombres de Prudencio Alfaro (quien se defendió de esas acusaciones), José Castillo, Salvador Flores, Fernando Carmona, y un señor de apellido Melgar.

### Dinastía Meléndez-Quiñones (1913-1927)
Después del asesinato de Araujo, y debido a la renuncia del vicepresidente Onofre Durán, este fue sustituido por el primer designado Carlos Meléndez. A partir de ahí, la familia de los Meléndez-Quiñonez gobernó el país hasta 1927 como una dinastía; en la que Carlos, su hermano Jorge Meléndez y su cuñado Alfonso Quiñónez Molina se intercambiaban la presidencia de la República, amparados por su partido (el Partido Nacional Democrático) y su entidad paramilitar (las Ligas Rojas).

#### Gobierno de Carlos Meléndez

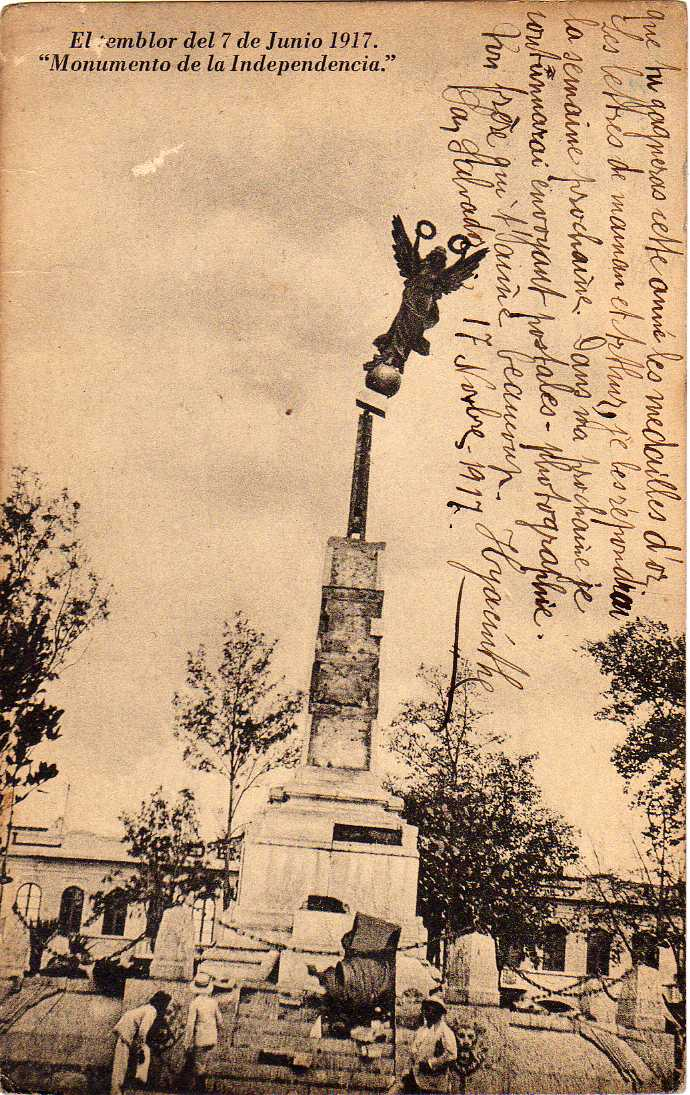
Monumento de la Independencia. Terremoto del 7 de junio de 1917 San Salvador. Publicado en EXCÉLSIOR

Carlos Meléndez asumió la presidencia provisionalmente el 9 de febrero de 1913 y el 29 de agosto de 1914 le entregó el mando al primer designado Alfonso Quiñónez Molina para participar en las elecciones con las que tomo posesión como presidente electo el 1 de marzo de 1915.

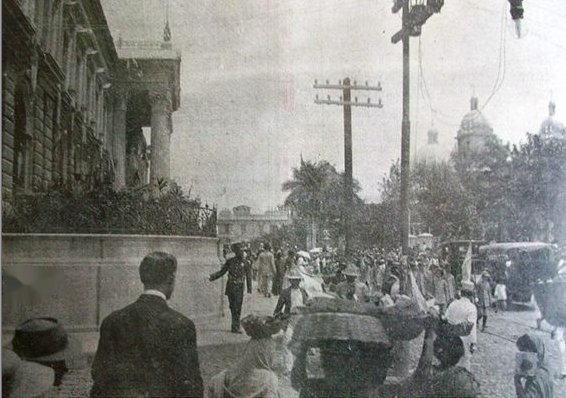
Centro de San Salvador, 1915

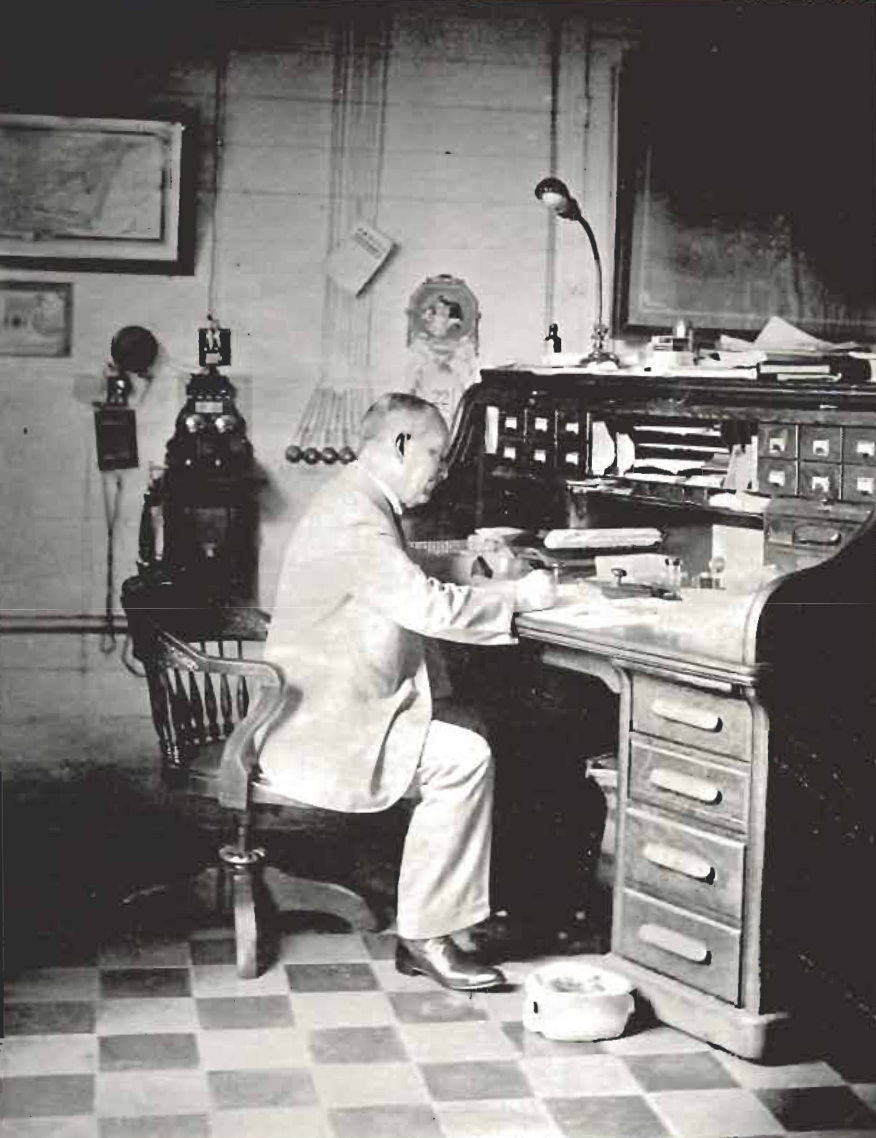
Carlos Meléndez, el "Presidente de Negocios" de El Salvador.

Durante su presidencia, tuvo que hacerle frente a la pretensión del gobierno de Estados Unidos de establecer una base naval en el golfo de Fonseca, por medio del tratado Bryan-Chamorro con el gobierno nicaragüense; ante lo cual el gobierno de Meléndez envió varias notas de protestas; hasta que el caso fue llevado el 14 de agosto de 1916 ante la Corte de Justicia Centroamericana, que el 20 de marzo de 1917 aceptó la tesis salvadoreña que el golfo es una bahía territorial e histórica cuyas aguas pertenecen en común a los tres países ribereños (lo que es conocida como la Doctrina Meléndez ideada por el secretario privado Salvador Rodríguez González).
En la Primera Guerra Mundial, el país se mantuvo neutral, aunque mantuvo representación diplomática únicamente con los países aliados, es decir con aquellos que peleaban contra los ejércitos del Imperio alemán y el Imperio austrohúngaro. Esta decisión de mantenerse neutral le permitió al país el ser invitado a ser uno de los miembros fundadores de la Liga de naciones, que fue creada por el tratado de Versalles en junio de 1919 y que después pasaría a llamarse la Sociedad de las naciones, de la que en 1929 fue presidente el doctor y diplomático salvadoreño José Gustavo Guerrero (que en la VI Conferencia Panamericana en 1928 había propuesto «que ningún Estado tenía derecho a intervenir en los asuntos de otro», en contraposición de la postura de los Estados Unidos); dicha sociedad sería la predecesora de la Organización de las Naciones Unidas (ONU). Asimismo, a raíz de la Primera Guerra Mundial, el mercado de la Europa continental (en especial Francia y Alemania) fue sumamente afectado, por lo que el país se vio obligado a exportar la casi totalidad del café a los Estados Unidos; e igualmente debido a la caída de la economía británica por el alto costo de la guerra, los Estados Unidos se convirtirían en la principal fuente de créditos e inversiones en Centroamérica.
También en la presidencia de Carlos Meléndez, se construyó un monumento a Manuel Enrique Araujo en el Cementerio General, se construyó el segundo Teatro Nacional, tuvieron que arreglarse la capital y varias poblaciones vecinas por el terremoto y erupción del volcán de San Salvador en 1917, etc.

#### Gobiernos de Jorge Meléndez y Alfonso Quiñónez Molina
En octubre de 1917 se iniciaron los preparativos para las elecciones, presentándose dos candidatos principales: el vicepresidente Alfonso Quiñónez Molina, por el Partido Nacional Democrático; y el ministro de hacienda Tomás García Palomo, por el Partido Palomista, que iría ganando popularidad y quien tendría el apoyo de varios elementos militares, y ante el cual el presidente se sentía comprometido aunque oficialmente no daba su apoyo a ninguno. Debido a la pérdida del monopolio sobre los militares, Quiñónez Molina fundó la organización paramilitar de las Ligas Rojas para apartar violentamente a los partidarios del rival y asegurarse el gane en las municipalidades, lo que lograría en su mayoría. El 23 de diciembre el presidente tuvo que renunciar debido a que estaba enfermo y le entregó el mando a Quiñónez, por lo que ya no pudo participar en las elecciones y en su lugar nombró a Jorge Meléndez. Poco tiempo después Palomo se retiró de la contienda, y se presentó como nuevo candidato Arturo Araujo por el partido Laborista. Quiñónez puso como segundo candidato del PND al doctor Pío Romero Bosque y a la hora de las elecciones ordenó a las municipalidades que la mayoría de votos fueran para Jorge, en segundo para Bosque y en tercero Araujo, por lo que Jorge Meléndez fue electo presidente en 1919.

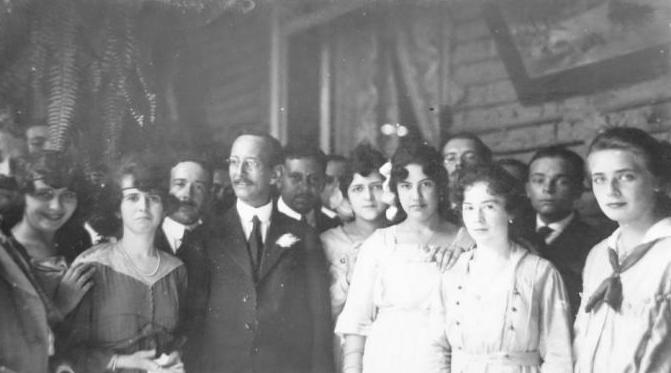
Jorge Meléndez con trabajadoras públicas en 1919

La presidencia de Jorge Meléndez se vio marcada por una crisis económica social y una fuerte oposición hacia el gobierno y el partido oficial, lo que se agravaba por el rezago del pago de los salarios y demás gastos de la administración pública. En esta situación por primera vez en la historia del país hubo una oposición un tanto radicalizada por parte de los sectores medios, estudiantes e intelectuales. Hubo varios intentos de derrocar a Jorge Meléndez, siendo el más destacado el que Arturo Araujo dirigió en 1920, en el que un contingente militar ingresó al país desde Honduras, logrando llegar a Arcatao donde fue derrotado. Debido a esta situación, la policía se convirtió en un instrumento de represión y se impuso el estado de sitio durante toda la presidencia de Meléndez. Por otro lado, y entre otras cosas, durante el mandato de Jorge Meléndez se estableció la aviación en el país.
Durante la presidencia de Jorge Meléndez, se realizaron dos actos que muestran la prioridad que se le concedía a Estados Unidos en los asuntos externos e internos. Primeramente, el 12 de julio de 1922, la Asamblea autorizó unánimemente y por dispensa de trámite un préstamo con un banco de Nueva York para saldar la totalidad de la deuda externa e interna y consolidarla en una sola mediante la emisión de bono; para lograr dicho préstamo, el país tuvo como representante René Keilhauer (representante de Minor Keith en el país específicamente en la IRCA; Keith era uno de los dueños de la United Fruit Company y fue el representante los bancos en dicho préstamo); dicha obligación tendría por condicionante de la contratación de un agente fiscal estadounidense, avalado por la secretaría de Estado de ese país, que sería William Renwick, quién tendría la autorización para recaudar el 70% de los ingresos aduanales y que permanecería en el país durante el resto de la década, teniendo mucha influencia en la economía salvadoreña en las décadas siguientes. Posteriormente, en agosto de ese año, Meléndez, con sus colegas de Honduras y Guatemala, y con la mediación del gobierno estadounidense, firmó un tratado de paz a bordo del buque de guerra Tacoma; este tratado daría paso a la conferencia de Washington celebrado entre diciembre y febrero de 1923, en la que se buscaría impulsar el segundo sistema de Washington (incluyendo la creación del Tribunal Internacional Centroamericano para sustituir a la extinta Corte de Justicia Centroamericana) pero no tendría el mismo éxito del primer sistema en 1907.
En las elecciones de 1922 se volvieron a reactivar las ligas rojas para la campaña electoral en la que iba como candidato oficial Alfonso Quiñónez Molina; teniendo como principal opositor a Miguel Tomás Molina del Partido Constitucional. Las ligas rojas tenían un jefe, seguido de jefes de barrios y jefes cantonales (que afiliaban a los vecinos); en el departamento de Sonsonate la mayoría de sus miembros eran indígenas, en Izalco había dos jefes siendo uno de ellos Feliciano Ama. Esta campaña se caracterizó por ser extremadamente violenta, el 22 de diciembre de 1922 una manifestación de mujeres a favor de Miguel Tomás Molina fue sofocada a disparos de fusil y ametralladora. Al final Miguel Tomás Molina se retiró y la elección fue ganada por Quiñónez.
En el mandato como presidente electo de Alfonso Quiñónez Molina, buscando limar las asperezas pasadas y aumentar su popularidad, disolvió las ligas rojas, aunque mantuvo el estado de sitio impuesto por su predecesor. Asimismo, buscó ampliar la esfera de acción del Estado a través de la modernización de la infraestructura, diversificación de la actividad agrícola, modernización de la burocracia estatal, y reorientación del sistema educativo nacional. Durante su gobierno se pavimentó la ciudad de San Salvador, se fundó la Flotilla aérea salvadoreña (hoy Fuerza aérea), se fundó la primera radio (llamada radio A.Q.M.). Es en este momento en que se organizan los primeros sindicatos sin que existiesen disposiciones legales.

### Gobiernos de Pío Romero Bosque y Arturo Araujo (1927-1931)
Para las elecciones de 1927, Alfonso Quiñónez pensó en reelegirse, pero debido a que la Constitución de 1886 no lo permitía se promovió la iniciativa de convocar a una Asamblea Constituyente para reformar la Constitución, dicha idea fue muy promulgada por el periódico evolución. Pero debido a la falta de tiempo, decidió colocar como candidato al doctor Pío Romero Bosque, quien había sido ministro de Guerra en las administraciones de Jorge Meléndez y Alfonso Quiñónez Molina (y vicepresidente de este último), y que asumió como presidente electo el 1 de marzo de 1927.
Romero Bosque, no más asumir el cargo, decidió separarse de los Meléndez-Quiñónez. Para mayo de ese año había quitado el estado de sitio, a la vez concedió una amplia libertad de prensa y manifestación. Debido a protestas de los estudiantes de la Universidad Nacional, expulsó del país al expresidente y entonces primer designado a la presidencia Alfonso Quiñones Molina (quien se radicó en Francia); y en septiembre desmanteló el Partido Nacional Democrático.

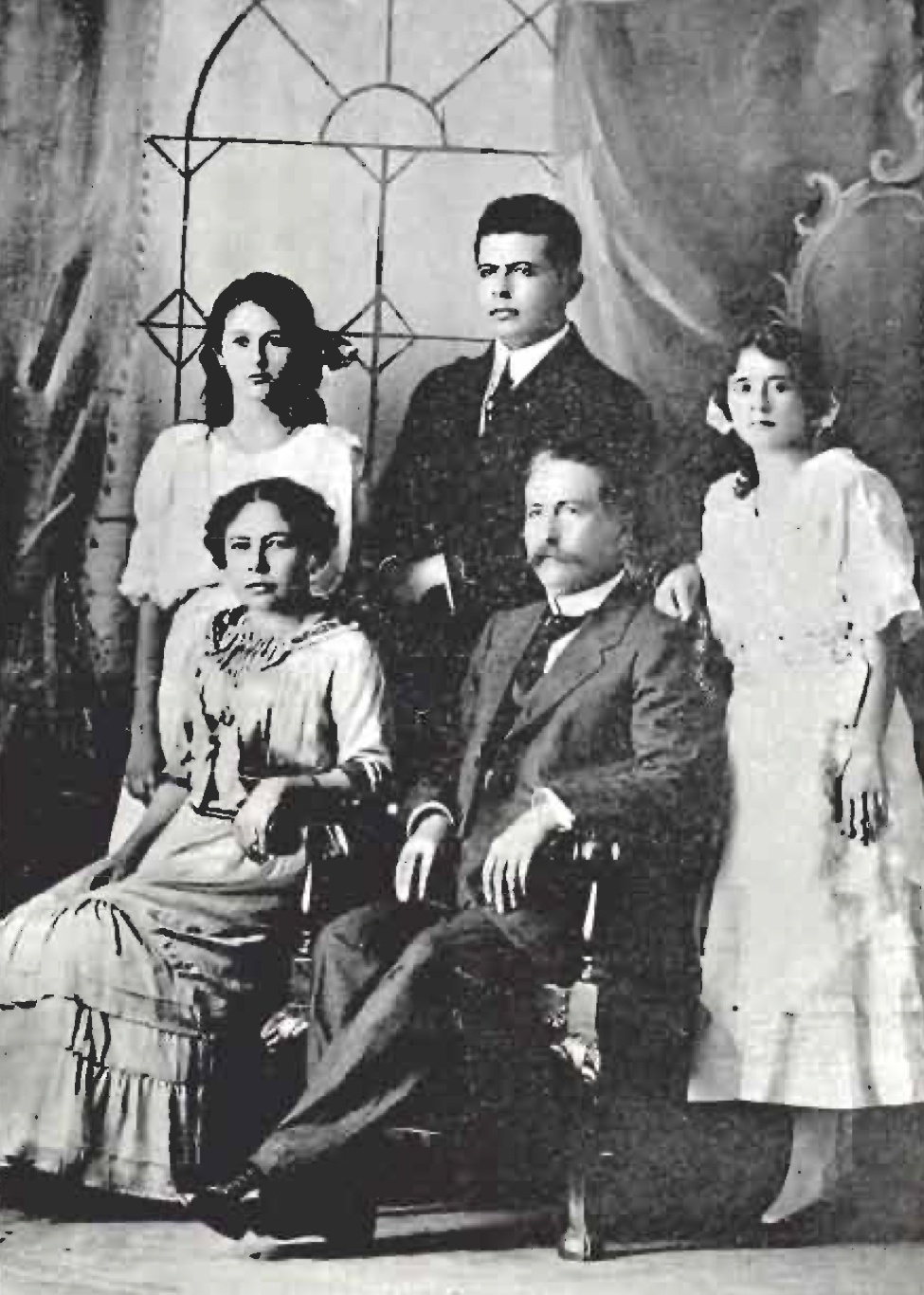
Romero Bosque con su familia

Romero Bosque buscó implementar reformas democráticas e instaurar elecciones libres, donde el ejecutivo no tuviese ningún control, empezando con las elecciones legislativas y municipales de diciembre de 1927 (en la que para evitar enfrentamientos entre las diferentes facciones, en algunas poblaciones se buscó establecer candidatos de conciliación, donde las distintas facciones presentaban una sola lista con candidatos de las distintas facciones, como que fuese una coalición); estas reformas fueron posible porque el Estado había adquirido poder y porque el sistema tradicionalmente descentralizado de política clientelista de fines del siglo XIX se había consolidado en un solo sistema unificado para mediados de la década de 1920, así como también fue importante el respaldo dado por el ejército y en especial de algunos oficiales de alto rango. También durante su presidencia se promulgaron leyes de carácter social, se creó una secretaría de trabajo, se crearon juntas departamentales de conciliación y el registro de agrupaciones obreras gremiales, y se decretó la ley de protección a los trabajadores del comercio.
En diciembre de 1927, Jorge Meléndez intentó llevar a cabo un golpe de Estado junto con algunos militares, liderados por el director de la maestranza del ejército Coronel Juan Enrique Aberle, el alto jefe de la Policía Nacional Mayor Manuel Alfaro Noguera y el jefe del primer regimiento de infantería Carlos Carmona Tadey. Pero ese levantamiento fracasó y los líderes militares fueron fusilados, mientras que Jorge Meléndez logró escaparse a Honduras para luego exiliarse en Costa Rica.

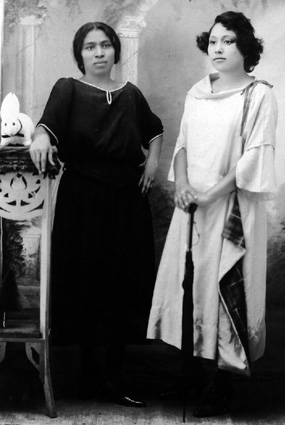
Prudencia Ayala junto a su madre Aurelia Ayala. Prudencia fue escritora, periodista, política y activista social, que luchó por el reconocimiento de los derechos de la mujer en El Salvador y la primera mujer aspirante a la presidencia en el país.

En 1929, el país se vio afectado por la crisis económica de 1929, cuyos efecto se agravó debido a la sobreproducción de grano de café en Brasil en la cosecha 1927-1928. Eso hizo que aumentasen las protestas de trabajadores organizados, a la par que crecía la influencia comunista. A pesar de la apertura política de Romero Bosque hubo una fuerte represión en el campo; asimismo, el 12 de agosto de 1930, el gobierno emitió un decreto prohibiendo la agitación y reunión de trabajadores, así como la impresión o circulación de propaganda marxista, y el 30 de octubre se pasó otro decreto complementando el anterior; pero esas medidas no hicieron que decrecieran las protestas.

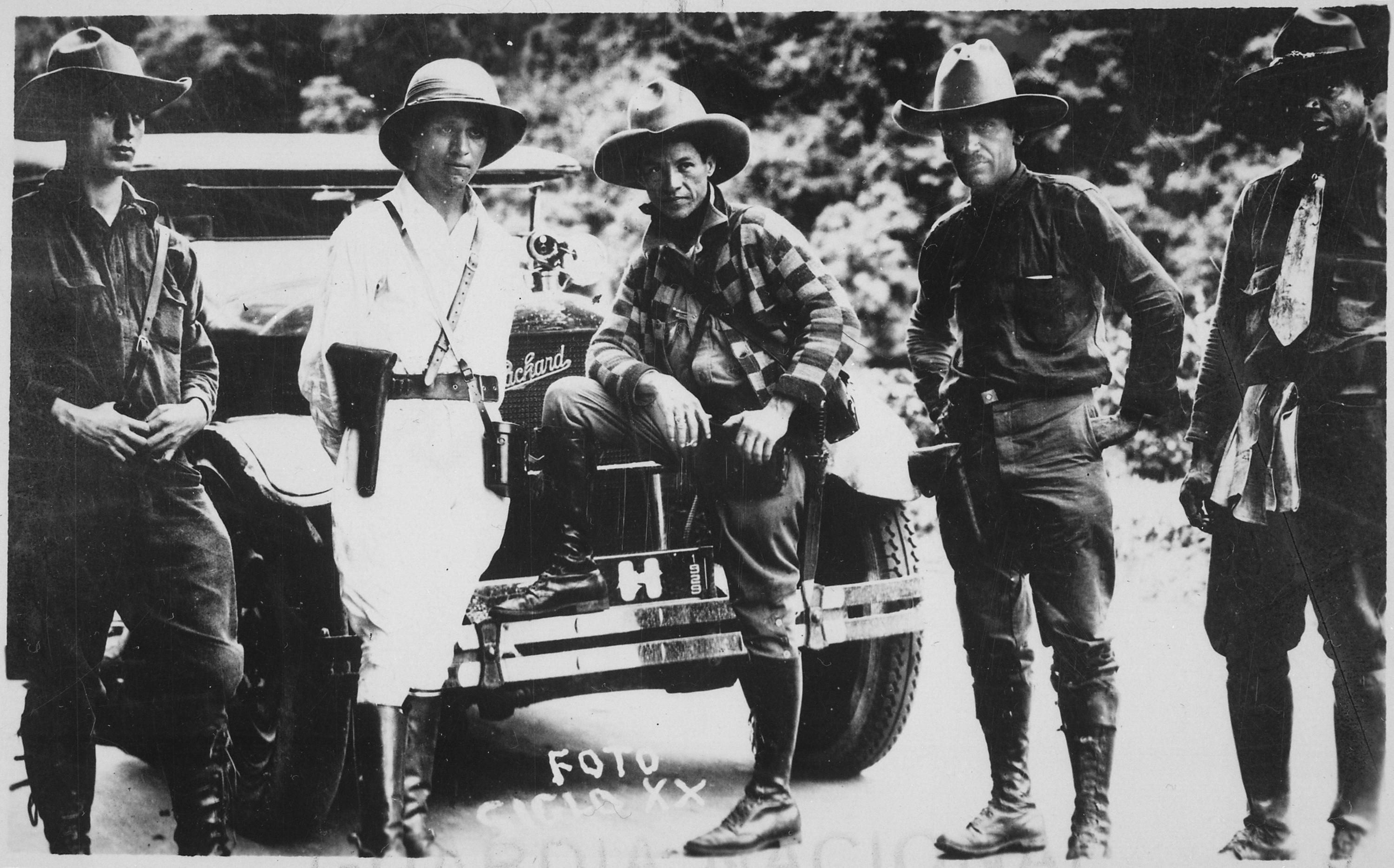
El general Augusto César Sandino, en el centro, y su séquito de camino a México, durante su paso en El Salvador en junio de 1929; a la derecha de Sandino, Farabundo Martí uno de los lideres del Partido Comunista Salvadoreño que estuvo implicado en impulsar el levantamiento campesino de 1932 y que también colaboró con Sandino en Nicaragua.

En 1931, Romero Bosque organizó elecciones presidenciales libres, sin intervención del ejecutivo. Entre los candidatos que participaron de los comicios se encontraban: el ingeniero Arturo Araujo, por el Partido Laborista, el doctor Alberto Gómez Zarate que fungía como ministro de Guerra durante la administración de Pío Romero Bosque, por el partido Zaratista; el doctor Miguel Tomás Molina por el Partido Constitucional; el doctor Enrique Córdova, quien ocupó varios cargos públicos durante la Dinastía Meléndez-Quiñonez, por el Partido Evolución Nacional; el general Antonio Claramount Lucero por el Partido Fraternal Progresista; y el general Maximiliano Hernández Martínez, con el Partido Nacional Republicano pero luego se convertiría en vicepresidente de Arturo Araujo; también Prudencia Ayala buscaría inscribirse como candidata, aunque para ese momento no se le permitía a las mujeres participar de los comicios y no eran vistas como ciudadanas según la Constitución vigente. Estas elecciones fueron ganadas por Araujo, quién recibió el apoyo de estudiantes, obreros y del Partido Comunista Salvadoreño (PCS), que había sido fundado en 1930 por un grupo de militantes entre los que se encontraba Agustín Farabundo Martí. Araujo instauró un régimen de libertades civiles y permitió la inscripción del PCS como partido político legal.
Debido a que en el país seguían las consecuencias de la crisis económica de 1929, muchos campesinos se manifestaron con los altos precios que lidiaba el café y los bajos salarios lo cual afectaría la economía tanto de los terratenientes como de los campesinos debido a la escasez del café, y a la inflación. Es por esto que Arturo Araujo intentaría llevar a cabo una reforma agraria, para poder hacer una repartición de tierras, pero no lo lograría y este sería una de los motivos para el levantamiento campesino. Sin Embargo, debido a la incapacidad de lidiar con dicha crisis y las manifestaciones, y sobre todo al rezago de la paga de salario de los militares, el 2 de diciembre del mismo año fue derrocado.

## La época del autoritarismo militar (1931-1979)

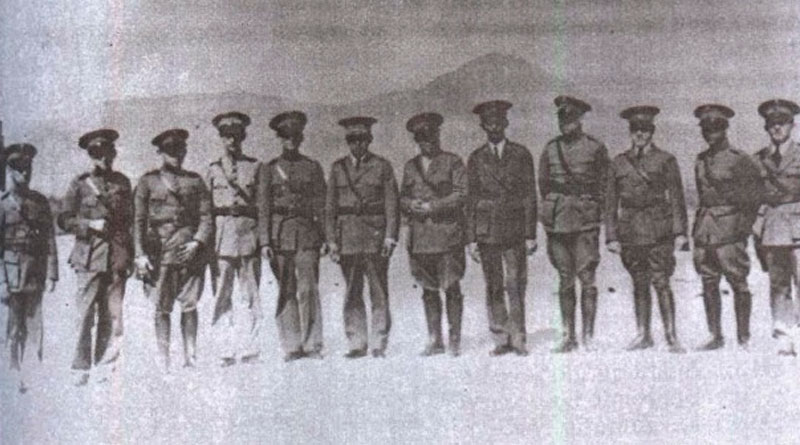
Directorio cívico, su gobierno comenzó inmediatamente después del golpe de Estado que depuso al presidente Arturo Araujo, y finalizó dos días después cuando le entregó la presidencia de la república al vicepresidente, el general Maximiliano Hernández Martínez, con lo que comenzó el período de gobiernos militares y autoritarios en este país por casi 50 años.

Ante la grave situación económica que vivía el país por la caída de los precios del café, el gobierno de Arturo Araujo entró en crisis y fue derrocado por un grupo de militares, que formaron el Directorio cívico (dirigido por Joaquín Valdez y Osmín Aguirre y Salinas) el 2 de diciembre de 1931. Estos entregaron el poder al general Maximiliano Hernández Martínez quien era el vicepresidente y ministro de guerra, dando inicio a un período de gobiernos autoritarios controlados por la Fuerza Armada y apoyados por los terratenientes cafetaleros.
Desde 1931 hasta 1979, los gobiernos autoritarios de este régimen militar-oligárquico emplearon una política que combinaba la represión política y las reformas limitadas para mantenerse en el poder. Aunque los militares no tomaron formalmente el control del Estado como institución y lo gobernaron de forma burocrática, la subcultura distintiva de la política militar se convertiría en política estatal, y con la obtención de cargos público los oficiales tendrían una nueva vía para mejorar su carrera. Entre las expectativas de los oficiales, la tolerancia de las élites civiles para que ello siguieran sirviendo en el gobierno y la incapacidad o falta de voluntad de las masas para evitar que todo esto sucediera, el gobierno militar en El Salvador demostró ser muy duradero.
Cada gobierno militar tenía una maquinaria política que utilizaba para dominar la política y controlar las elecciones, en la tradición de sus predecesores civiles. Aprobando la lista de candidatos para los cargos municipales (en algunos casos nombrando los alcaldes ellos mismos, como Maximiliano Hernández Martínez después de 1939, y las juntas militares que surgieron a partir de 1948) y para la Asamblea Legislativa, y supervisando elecciones no competitivas (con votación oral, como en las épocas pasadas, hasta 1950 y de ahí con voto secreto; contando a partir de ese año con el Concejo Central de Elecciones que organizaría los comicios en distintos centros de votación) que naturalmente produjeron resultados unánimes hasta que se permitió que la oposición también obtuviese algunos puestos políticos en la década de 1950 y a mediados de la de 1960 (en las municipalidades y en la Asamblea respectivamente). Pero cada vez que el régimen se vio amenazado de derrocamiento por el voto popular, como en las elecciones presidenciales de 1972 y 1977, rápidamente se reprimieron las reformas, se robaron las elecciones (con los Cuerpos de Seguridad, que para entonces también eran parte de la Fuerza Armada, cerrando los centros de votación y poniendo más votos a favor del partido del gobierno) y se aumentó la represión contra los presuntos adversarios. Sucediendo así, independientemente de si se trataba del Partido Nacional Pro-Patria (1931-1944), el Partido de Unificación Social Democrática (1945-1948), el Partido Revolucionario de Unificación Democrática (1948-1960) o el Partido de Conciliación Nacional (1961-1979).
Los distintos gobiernos militares pudieron haber jugado un papel crucial en un proceso de reforma agraria, tal y como lo hicieron en otros países de América Latina, pero en El Salvador no lo llevaron a cabo. En cambio, durante las cuatro décadas siguientes controlaron la sociedad sin llegar a dominarla por completo y no lograron convertirse en el verdadero conductor nacional que reemplazase a la oligarquía tradicional. Perdieron varias oportunidades de formar coaliciones con otros sectores importantes y dinámicos, a la vez que impidieron que fueran otros quienes las formasen. La pretensión de los militares de propiciar una cierta industrialización, así como una legislación que protegiera mínimamente los derechos de los trabajadores (el reformismo militar) dejó intacta a la sociedad salvadoreña. Los cambios ocurridos no fueron planeados, ni siquiera previstos en la mayoría de los casos. Los gobiernos militares no fueron oligárquicos, aunque a la postre resultaron beneficiosos para la oligarquía cafetalera. Se trató en todos los casos de dictaduras que nunca permitieron prosperar a las instituciones republicanas, ni siquiera que operasen durante algún tiempo. Su legado histórico ha sido, entre otros, un déficit de institucionalidad que la sociedad salvadoreña todavía debe compensar.

### La dictadura de Maximiliano Hernández Martínez (1931-1944)

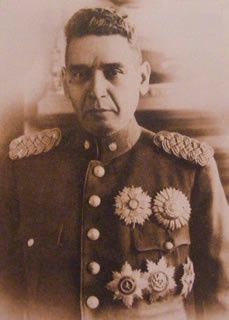
El General Maximiliano Hernández Martínez, vicepresidente en la presidencia de Arturo Araujo, presidente y dictador de 1931 a 1944

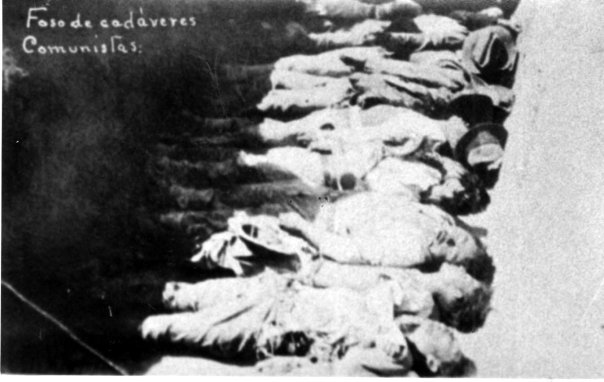
Cadáveres de la matanza del ejército salvadoreño en 1932 del levantamiento campesino.

En las elecciones legislativas y municipales de 1932, celebradas el primer domingo del mes de enero, iban a ser las primeras en las que iba a participar el Partido Comunista, luego de haber sido legalizado por Araujo. Sin embargo, se registraron irregularidades que llevaron a la suspensión de los comicios en las poblaciones donde habían posibilidades que ganasen, tales como Colón, Tacuba y varias por del departamento de Sonsonate.

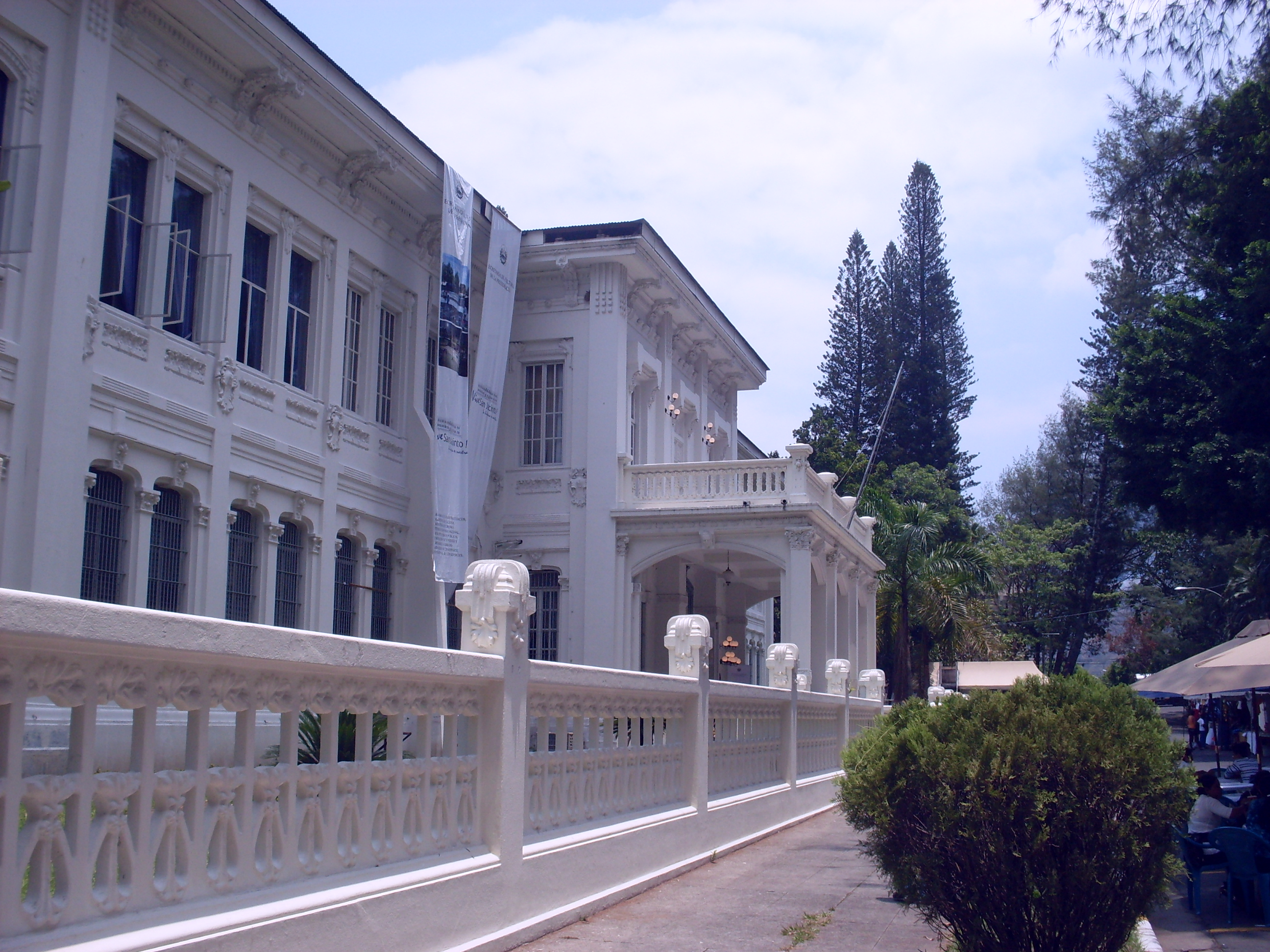
Fachada de la antigua Casa Presidencial de El Salvador que funcionó entre los años 1932 y 2001.

El 22 de enero de 1932, el PCS participó en una insurrección popular junto a grupos indígenas y campesinos del occidente y centro del país. Los planes de dicha insurrección fueron conocidos por el gobierno, y Farabundo Martí y otros líderes del PCS fueron arrestados antes de la misma. Los alzados lograron apoderarse de las ciudades de Juayúa, Nahuizalco, Izalco, Sonzacate, Tacuba y Salcoatitán, en donde realizaron algunos actos de vandalismo contra la propiedad de las familias terratenientes. Posteriormente, la insurrección, fue aplastada sangrientamente por la dictadura de Martínez. El número de víctimas civiles de la represión militar ha sido debatido por los historiadores; algunos hablan de 10 000 muertos; otros elevan la cifra a entre 20 000 y 30 000 muertos. Farabundo Martí y los otros líderes del PCS fueron fusilados el 1 de febrero. También fue ejecutado Feliciano Ama, cacique de los indígenas de Izalco y Francisco Sánchez, líder campesino de Juayúa. Aunque el PCS se inspiró en el triunfo de la Revolución Bolchevique en 1917 para organizar la insurrección de 1932, en realidad el Partido estaba conformado por un núcleo pequeño de intelectuales y estudiantes universitarios y tuvo un rol muy limitado en la insurrección. Las masas que participaron en la insurrección fueron mayoritariamente indígenas. Luego de la sangrienta represión considerada por muchos historiadores como un etnocidio, se produjo una progresiva desaparición de las costumbres indígenas.

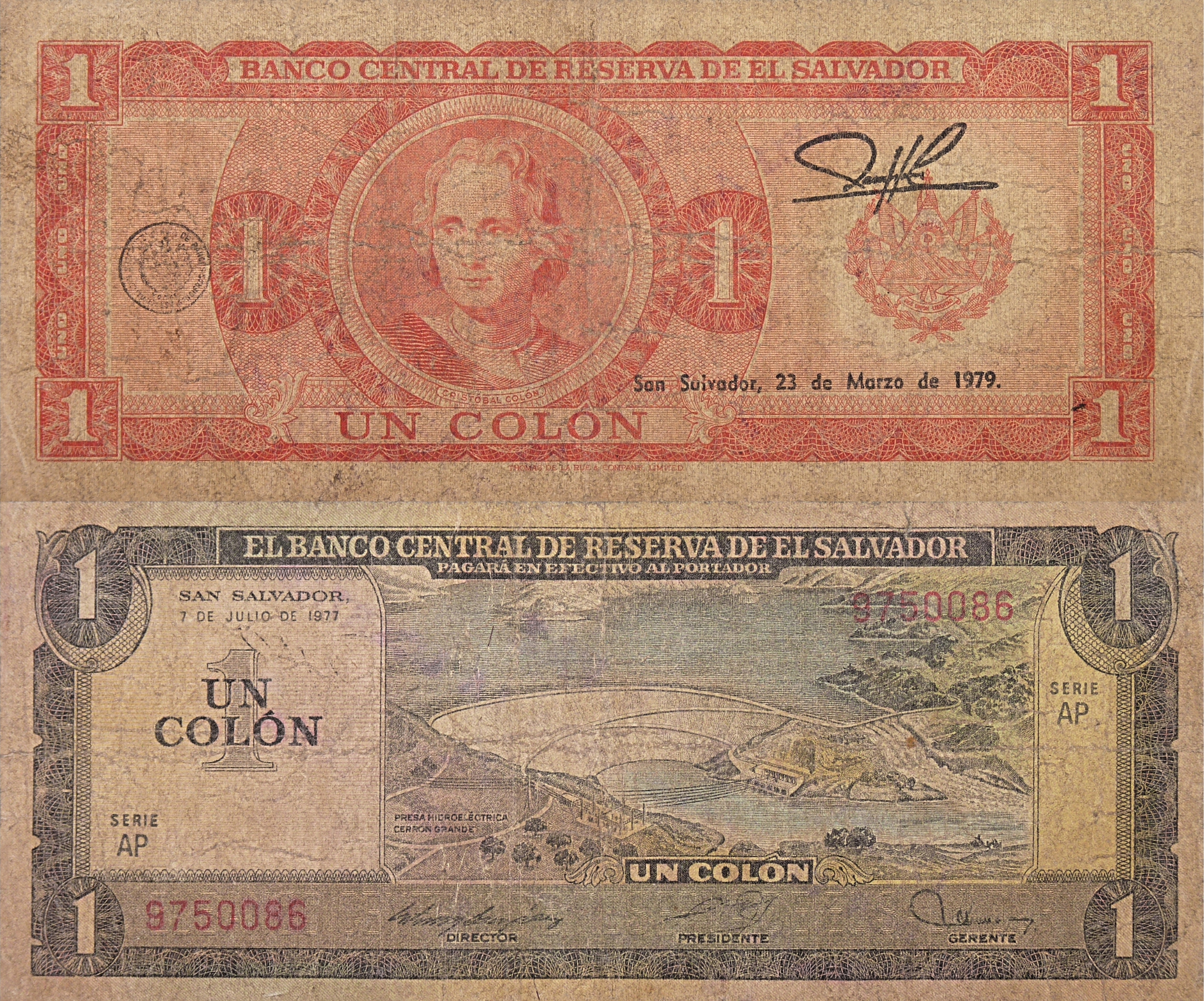
Billetes de Colón. El experto inglés Frederick Francis Powell, recomendó al general Maximiliano Hernández Martínez la reorganización de la estructura bancaria "sobre la base de un Banco Central que tenga el poder exclusivo de emitir billetes", en lugar de ser emitidos por bancos particulares.

El 4 de febrero de 1932, la Asamblea reconoció como presidente constitucional al general Martínez, para continuar el período para el que había sido electo Araujo; con lo que consolidó su posición e inauguró una dictadura militar de corte fascista, imponiendo censura y control contra cualquier tipo de oposición. Martínez aprobó una serie de medidas económicas para afrontar la crisis que vivía el país ante la caída de los precios del café, entre ellas la condonación de las deudas a los hacendados cafetaleros, la creación del Banco Hipotecario, entidad financiera estatal que concedió créditos a los terratenientes, y la creación del Banco Central de Reserva encargado de emitir el papel moneda de curso legal del país (antes de ello cada banco particular emitía sus propios billetes).

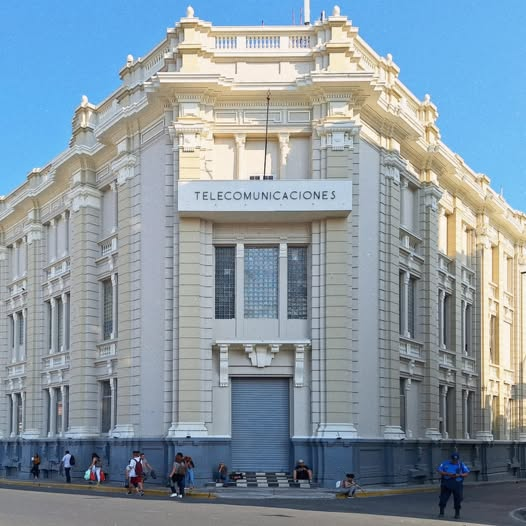
Después de la gran depresión y del crítico 1932, el gobierno de Maximiliano Hernández Martínez edifica el Palacio de la Policía Nacional, obra del arquitecto Filipo Brutus Targa, la Casa Presidencial, de Augusto Baratta del Vecchio; el Estadio Nacional de la Flor Blanca y el Palacio Nacional de Comunicaciones Eléctricas, más conocido como ‘El Telégrafo’, así como el inmueble conocido como Casa Bou, también de Brutus Targa, entre otras obras monumentales y emblemáticas

El 28 de agosto de 1934, Martínez depósito el cargo en el general Andrés Ignacio Menéndez para participar en las elecciones del siguiente año. En esos comicios, el único partido que podía participar era el Partido Nacional Pro-Patria de Martínez, por lo que él fue reelecto. Tomando posesión el 1 de marzo de 1935; en este segundo mandato, mantendría el ímpetu reformista (como en la creación de la Cámara de comercio, y la Corte de cuentas) pero manteniendo la atención implacable sobre cualquier tipo de oposición.
En 1938, Martínez convocó a una Asamblea Constituyente para redactar una nueva Constitución que le permitiese mantenerse en el poder. El 20 de noviembre de 1939 es emitida la nueva Constitución, que además de permitir la reelección del mandatario también suprime la autonomía universitaria y la autonomía municipal (siendo los alcaldes designados por el ejecutivo mientras los consejos son escogidos en una elección popular), se le otorga ciudadanía a las mujeres y se les permite el sufragio femenino pero condicionado. El 1 de marzo de 1939 Martínez toma posesión luego de haber sido reelegido.
Martínez en principio tenía simpatías con los líderes de las potencias del eje (Adolf Hitler y Benito Mussolini), por lo que otorgó becas para estudiar en Italia y ese país facilitó el envío de 4 bombarderos y entrenamiento de varios aviadores y oficiales; e hizo venir a asesores militares alemanes en 1938, nombró director de la escuela militar al general de la Wehrmacht Eberhardt Bohnstedt, y nombró al cónsul honorario alemán como primer gerente del banco hipotecario; también era notable la influencia de españoles simpatizantes con Francisco Franco en algunos colegios privados de la capital, y el gobierno le otorgó reconocimiento a Manchukuo (reino creado por el Imperio japonés en parte de China).
En la Segunda Guerra Mundial, Martínez primeramente adoptó una postura neutral y luego del ataque a Pearl Harbor en 1941, acabó alineándose con el bando de los Aliados, principalmente por motivos económicos, como la firma del Convenio Interamericano del Café en 1940 que salvó a la economía salvadoreña de una crisis más profunda. El 8 de diciembre de 1841, El Salvador le declaró la guerra a las potencias del eje (en ese momento a Japón, y en enero de 1842 también a la Alemania nazi y la Italia fascista), uniéndose a esa conflagración mundial. En ese conflicto participaron casi 500 salvadoreños inscritos en los ejércitos aliados, principalmente en el de Estados Unidos. Asimismo, el cónsul en Ginebra (Suiza) José Arturo Castellanos salvaría a unos 40,000 judíos otorgándoles papeles falsos y acreditándolos como ciudadanos salvadoreños (para lo cual recibió la ayuda del presidente de la Corte Permanente de Justicia Internacional exiliado en Suiza el doctor salvadoreño José Gustavo Guerrero, y del primer secretario el judío-húngaro George Mandel-Mantello), lo que permitiría que miles de ciudadanos de Bulgaria, Checoslovaquia, Hungría, Polonia y Rumanía fueran protegidos por la Cruz Roja internacional; por ello, en el año 2010, Castellanos sería reconocido como justo entre las naciones.

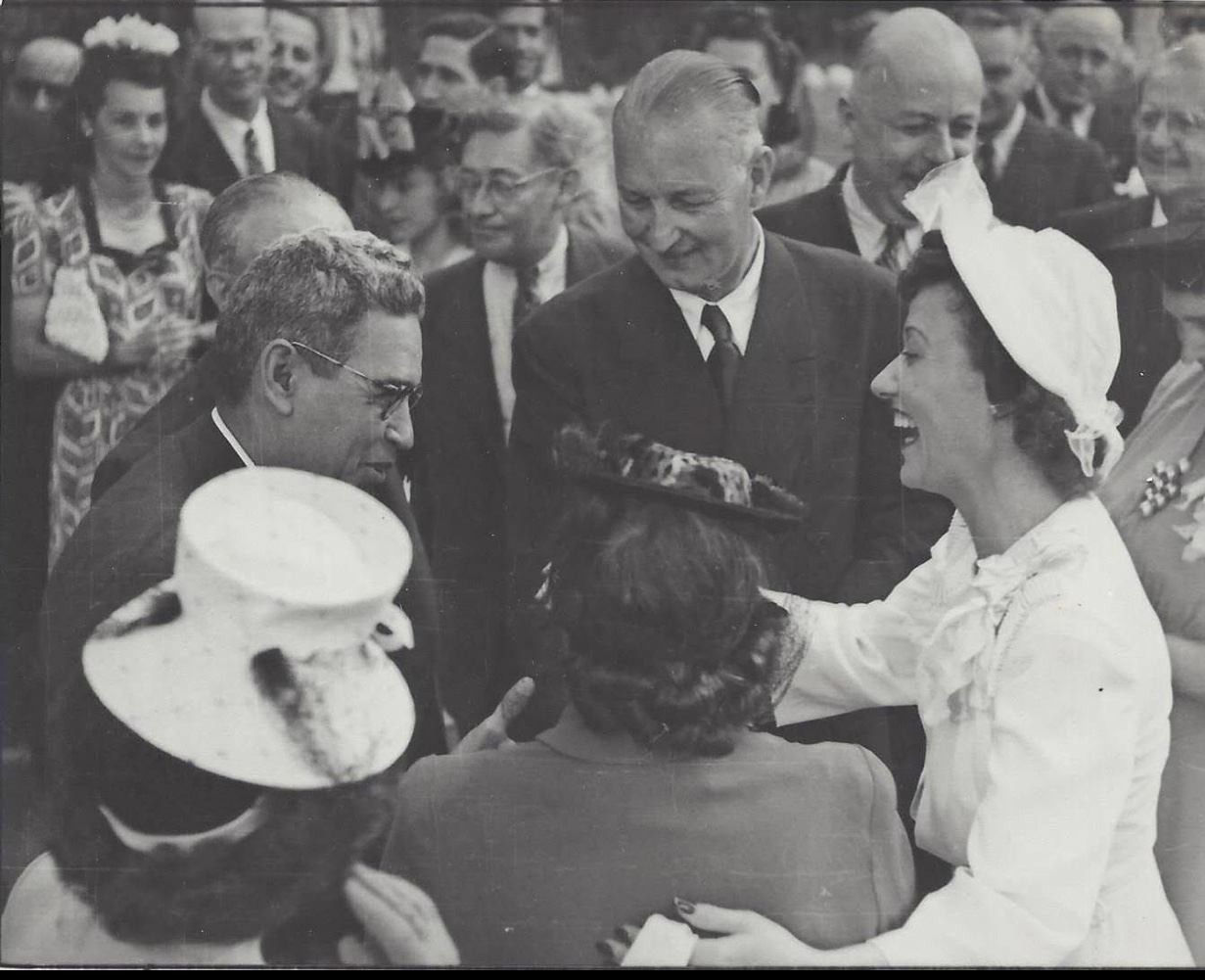
El general Martínez en 1944

La decisión de Martínez de perpetuarse en el poder le granjeó que surgieran varios opositores, incluso entre personas que fueron parte de su gabinete como Miguel Tomás Molina (ministro de hacienda en su primer mandato de 1931 a 1935) y José Ascensio Menéndez (hijo de Francisco Menéndez, subsecretario de guerra en el segundo mandato de Martínez). Tanto ellos, como miembros de organizaciones de profesionales y de obreros, y estudiantes universitarios, se aglutinaron en el movimiento político de Acción Democrática Salvadoreña, fundada en 1941 y que tenía por líder a Arturo Romero.
En febrero de 1944, el presidente de la Asamblea Legislativa Francisco Reyes convocó a la ciudadanía a elegir entre los candidatos del Partido Nacional Pro-Patria a diputados para una Asamblea Constituyente para reformar la Constitución vigente. El 24 de febrero de ese año, la Constituyente recién instalada dio a conocer las reformas a la Constitución de 1939, entre ellas estaba la del artículo 90 (antes 91), donde dicha Asamblea se daba la facultad de elegir al presidente para el período de 1944 a 1949. De esa forma Martínez resultaría reelecto por segunda vez.

### Gobiernos de Andrés Ignacio Menéndez y Osmín Aguirre (1944-1945)
El 2 de abril de 1944, varios militares acompañados por civiles de Acción Democrática, lanzaron un alzamiento para derrocar a Martínez. La rebelión no tuvo éxito y fue sofocada; y varios de los militares participantes fueron fusilados. Sin embargo, esto aumentó el descontento contra Martínez y a los pocos días daría inicio una manifestación de la sociedad civil que realizó una paralización social en todo el país conocida como la "Huelga de Brazos Caídos". Ante la cual, el 9 de mayo de 1944, Martínez renunció y entregó el mando al vicepresidente y general Andrés Ignacio Menéndez.
Su renuncia fue anunciada por el mismo mediante un comunicado radial el 8 de mayo de 1944 a las 21:00 horas; acabó su discurso con la frase:

No creo en la historia porque la historia la hacen los hombres y cada hombre tiene su pasión favorable o desfavorable. Yo no creo más que en una cosa: en mi conciencia, y esa conciencia me dice que he cumplido con mi deber.
Maximiliano Hernández Martínez al renunciar a la presidencia.

En junio de 1944, una fuerte manifestación de los abogados del país obligó a los magistrados de la Corte Suprema (presididos por Alberto Gómez Zarate) que habían avalado las acciones de Martínez a renunciar, por lo que la Asamblea Legislativa nombró nuevos magistrados, siendo presidente de la Corte Miguel Tomás Molina, quien también fue nombrado primer designado a la presidencia (siendo los otros dos Sarbelio Navarrete y el Coronel Osmín Aguirre y Salinas).
El 4 de julio se realizó la junta patriótica en Casa Presidencial entre los tres órganos del Estado, delegados de los partidos políticos, candidatos a la presidencia, agrupaciones gremiales, periodistas y personas independientes; acordándose retornar a la Constitución de 1886 mientras se convoca a una Constituyente que se reuniría al siguiente año.
Menéndez, buscaría realizar elecciones libres, lo que despertó el rechazo de la oligarquía y de varios estamentos militares, quienes conformaron una junta que el 21 de octubre de 1944, con el beneplácito de los diputados, obligaron a renunciar a Menéndez; nombrando en su lugar al coronel Osmín Aguirre y Salinas.
La oposición afirmó que quien debería suceder a Menéndez era Miguel Tomás Molina, al ser el primer designado; por ello tanto Molina, Arturo Romero, José Ascensio Menéndez, otros militares sobrevivientes al alzamiento de abril, y otros opositores se exiliaron en Guatemala y formaron un gobierno en el exilio que en diciembre intentó derrocar a Aguirre y logró llegar a Ahuachapán; pero dicha rebelión fue derrotada y sus integrantes volvieron a exiliarse en Guatemala, dando fin al gobierno en el exilio por presión del gobierno estadounidense.

### Gobierno de Salvador Castaneda Castro (1945-1948)

General Salvador Castaneda Castro, presidente de 1945 a 1948

En enero de 1945 se celebraron las elecciones presidenciales, en ella iban como candidatos Salvador Castaneda Castro por el Partido de Unificación Social Democrática (PUSD) y apoyado por Aguirre; y Arturo Romero por el Partido Unión Democrática (PUD); pero los militares bajo las órdenes de Aguirre presionaron a Romero para que renunciase quedando como único candidato Castaneda Castro, quien fue electo presidente.
Entre 1945 y 1948, el breve gobierno de Castaneda Castro, continuó muchas de las políticas del gobierno dictatorial de Martínez pero redujo la represión. En ese momento el ejército salvadoreño se encontraba en un equilibrio inestable ya que el ejército tradicional (que había ascendido desde las tropas) ocupaban los altos puestos militares, mientras que el ejército profesional (procedente de la escuela militar) buscaba maneras de ascender.
El 10 de junio de 1945, hubo un intento de derrocar a Castaneda por parte de oficiales jóvenes del ejército profesional, como el mayor Óscar Osorio; pero ese intentó fracasó y Castaneda permitió que los responsables fuesen al exilio en lugar de ser juzgados para evitar la experiencia vivida por Martínez en 1944.
En 1945 hubo elecciones para una Asamblea Constituyente; que el 29 de noviembre de 1945 puso otra vez en vigencia la Constitución de 1886, pero conservando algunos principios de la de 1939 y algunas reformas hechas en 1944; debido a ello se la considera una Constitución distinta.

### La era del PRUD (1948-1960)
El 13 de diciembre de 1948, la Asamblea Legislativa buscó prorrogar el mandato de Castaneda Castro por dos años. Por ello, el 14 de diciembre, jóvenes militares del ejército profesional dirigidos por el teniente coronel Manuel de Jesús Córdova derrocan a Castaneda Castro, en el llamado golpe de los mayores; y, luego de una asamblea general de los jefes y oficiales del ejército (que a partir de ese momento se convertirá en el modo en el que el ejército nombraba a los futuros gobernantes y de resolver crisis institucionales), formaron el Consejo de Gobierno Revolucionario. Esta junta militar estableció el modelo de las siguientes que hubo en el país, siendo la primera que se caracterizó por: suprimir los tres poderes del Estado luego de asumir el gobierno; asumir las facultades de los poderes ejecutivo y legislativo (gobernando por medio de decretos-ley, teniendo también la facultad de nombrar a las municipalidades), a la vez que nombraban nuevos magistrados de la Corte Suprema; y estar conformado por militares y civiles (en este caso 3 militares y 2 civiles). Durante su existencia, el Consejo de Gobierno tuvo por presidente del Consejo sucesivamente a cada unos de los tres militares que lo conformaron: el teniente coronel Manuel de Jesús Córdova (que renunció en enero de 1949), el coronel Óscar Osorio (que se retiró en octubre de 1949 para formar un nuevo partido político y competir en las elecciones presidenciales de 1950) y el Coronel Óscar Adán Bolaños.

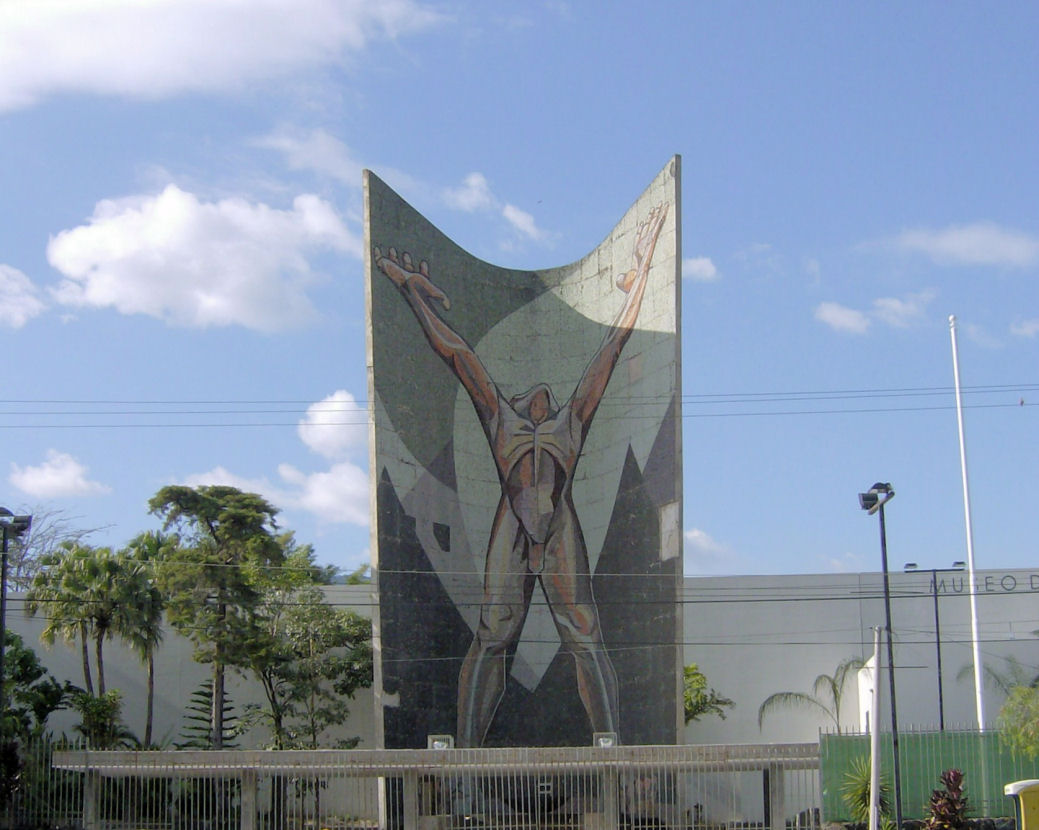
Monumento a la Revolución ubicado en frente del Museo de Arte de El Salvador Su edificación inició durante el gobierno del coronel Óscar Osorio para conmemorar el alzamiento que depuso al general Salvador Castaneda Castro del poder, en 1948. Fue terminado en la administración del coronel José María Lemus.

En 1950 se convocó a una Asamblea Constituyente que redactó una nueva Constitución de carácter social-progresista (con la que se creó el Consejo Central de Elecciones, predecesor del Tribunal Supremo Electoral; se permitió la participación política de las mujeres sin condiciones; se estableció la frontera marítima del país; etc) y se creó un nuevo partido oficial, el Partido Revolucionario de Unificación Democrática (PRUD) que se proponía imitar muchos aspectos del PRI mexicano y que tendría por oposición al Partido de Acción Renovadora (PAR) liderado por José Ascensio Menéndez. El PRUD gobernó con el teniente coronel Óscar Osorio (1950-1956) y el teniente coronel José María Lemus (1956-1960), que pudieron llevar a cabo sus planes sociales y obras de infraestructura gracias a un período de bonanza en los precios del café y a la introducción de un nuevo cultivo bastante rentable: el algodón.

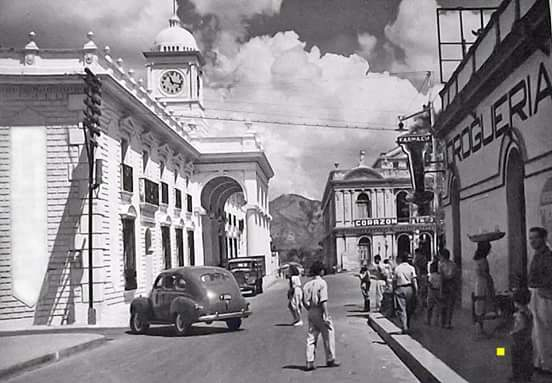
Postal de 1949 que muestra desarrollo económico de la época; el centro de la ciudad de Santa Ana desde la avenida Independencia, en la imagen se observan el palacio municipal, el teatro y la farmacia de Pedro Valerio Vides.

El 14 de septiembre de 1950 asumió como presidente electo el Coronel Óscar Osorio, que fue el primer presidente en ser electo para un período de 6 años. Durante su mandato, impulsó una serie de reformas de corte socialdemócrata como la creación del Seguro Social (ISSS), el Instituto de Vivienda Urbana (IVU) y el Instituto Regulador Abastecimiento (IRA); impulsó un proceso limitado de industrialización, dentro del modelo de sustitución de importaciones que promovía en ese momento la CEPAL, así como un programa de construcción de mega proyectos de infraestructura como la carretera del Litoral y la presa Hidroeléctrica "5 de Noviembre".
También en el gobierno de Osorio, se apadrinó la creación de la Organización de Estados Centroamericanos (ODECA), predecesora del Sistema de la Integración Centroamericana (SICA), en 1951; se firmaron convenios de cooperación económica y técnica con Estados Unidos bajo el programa Punto Cuatro del presidente Harry S. Truman; se aceptó ayuda militar en forma de equipo y entrenamiento para la lucha contra el comunismo internacional, proporcionados por Estados Unidos (en el marco de la guerra fría contra la Unión Soviética o URSS) bajo el Tratado Interamericano de Asistencia Recíproca, con lo que el gobierno adoptó una política de estricta prohibición de actividades consideradas comunistas (mediante la aplicación de estado de sitio, arrestos y exilio); y, siguiendo la lucha estadounidense contra lo que se consideraba o se acusaba de ser comunista, se apoyó el derrocamiento de Jacobo Árbenz en Guatemala que fue realizado por un grupo armado apoyado por la CIA en 1954.
El teniente coronel José María Lemus asumió como presidente electo el 14 de septiembre de 1856, continuó varias de las políticas de Osorio y buscó implementar un proyecto de construcción de vivienda mínima para el campesino. Al final de la década de 1950 el precio del café decayó, Lemus se enemistó con Osorio, y la Policía Nacional allanó la Universidad; todo ello condujo a que fuese derrocado el 26 de octubre de 1960 en el llamado golpe de los compadres, debido a que para tal se estableció una alianza entre Osorio, los militares fieles a este y los estudiantes de la Universidad.

### Gobiernos provisionales de 1960-1962
Luego del derrocamiento de Lemus, se formó la Junta de Gobierno (26 de octubre de 1960 - 25 de enero de 1961), controlada por 3 oficiales militares próximos al expresidente Óscar Osorio y al que se incorporaron 3 civiles progresistas, cuyo presidente de la junta era el teniente coronel Miguel Ángel Castillo Maldonado; y que buscó llevar a cabo elecciones democráticas, lo que despertó rechazo en los elementos conservadores del ejército.
El 25 de enero de 1962, la Junta de Gobierno fue derrocada en el llamado golpe de Estado de los Maquis (nombre que se daban los militares conservadores, y que eran dirigidos por el Coronel Aníbal Portillo), debido a que se la acusó de tener influencias de la Cuba de Fidel Castro, al ser uno de sus miembros el doctor Fabio Castillo Figueroa quien tenía relación con el Partido Comunista. Luego del golpe, se reunió una asamblea general de jefes y oficiales del país para elegir a los miembros del Directorio Cívico-Militar (que gobernó del 25 de enero de 1961 al 25 de enero de 1962), quedando conformado por 2 oficiales y 3 civiles conservadores, y teniendo por presidente al Coronel Aníbal Portillo. El 11 de septiembre de 1961, el otro miembro militar del Directorio, el teniente coronel Julio Adalberto Rivera, se separó de este (siendo sustituido por el teniente coronel Mariano Castro Morán) para fundar un nuevo partido oficial del régimen militar, el Partido de Conciliación Nacional (PCN), y competir en las elecciones presidenciales.
En septiembre de 1961, el Directorio Cívico-Militar, convocó a una Asamblea Constituyente para redactar una nueva Constitución. Dicha Constituyente, cuyos diputados eran todos del PCN, nombró como presidente provisional al entonces diputado y presidente de la Asamblea Constituyente el doctor Rodolfo Cordón Cea, quien gobernó el país del 25 de enero al 1 de julio de 1962.

### Los gobiernos del PCN (1962-1979)

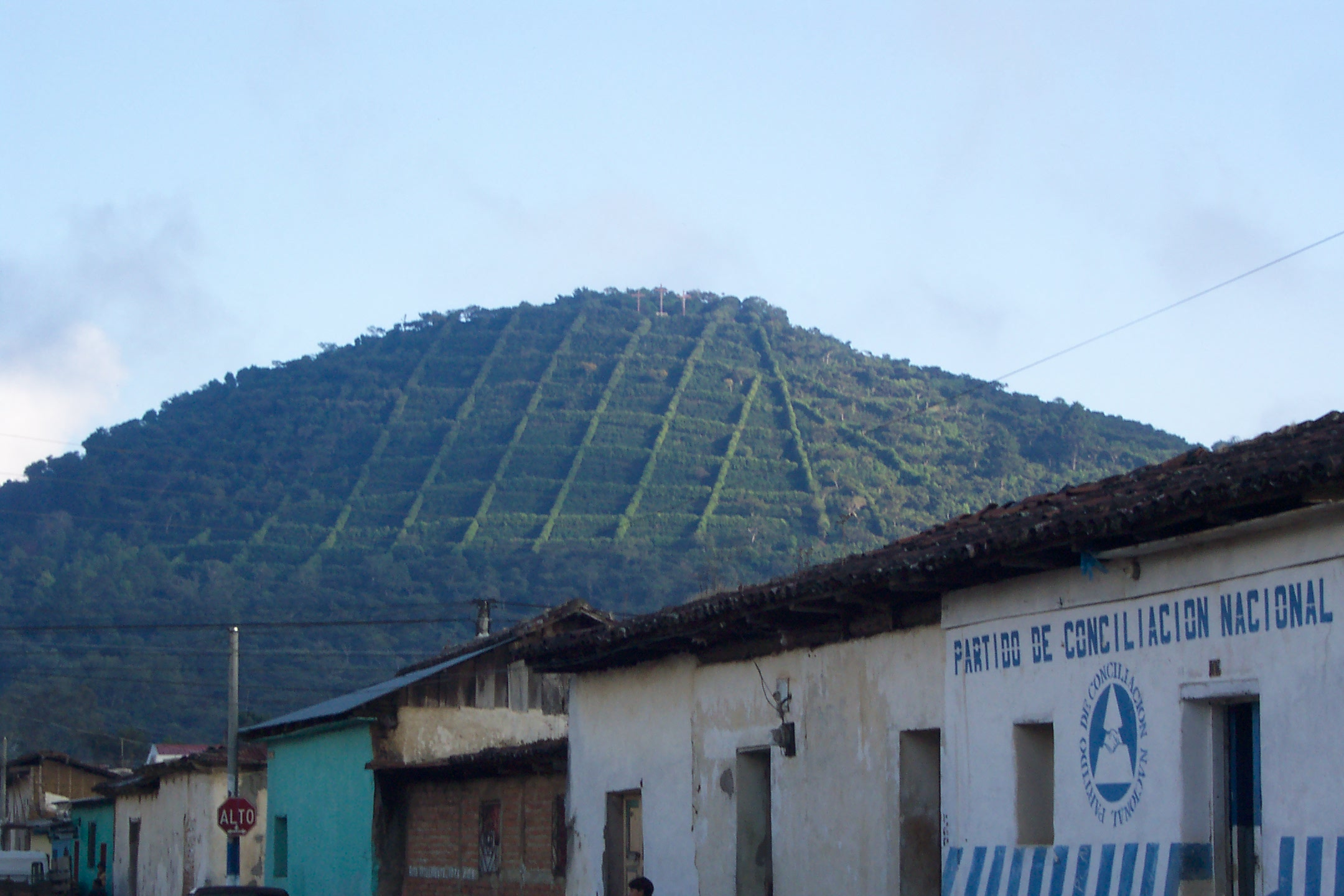
Cerro de Apaneca. Al fondo antigua Sede del Partido de Conciliación Nacional; partido oficial durante las décadas de 1960 y 1970, asociado con el ejército salvadoreño.

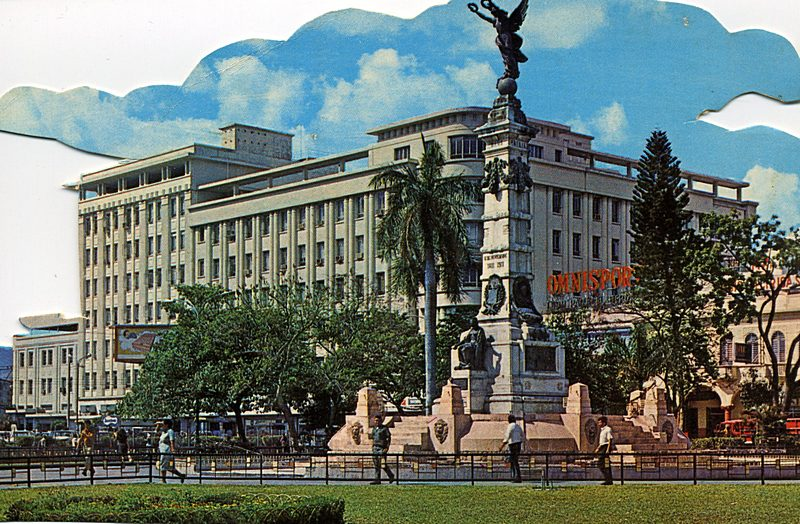
Plaza Libertad, San Salvador, en la década de 1970

#### Gobierno de Julio Adalberto Rivera (1962-1967)
El 25 de enero de 1962 se emitió la nueva Constitución, que prohibía "las doctrinas anárquicas y contrarias a la democracia", prohibición que los gobiernos militares aplicaron en contra del Partido Comunista Salvadoreño y de los movimientos de izquierda.
En abril de 1962, se convocaron a elecciones presidenciales. Siendo electo por la bandera del PCN el coronel Julio Adalberto Rivera (1962-1967) que anteriormente había sido miembro del Directorio Cívico Militar. Bajo Rivera, El Salvador se adhirió al programa de la Alianza para el Progreso, impulsado por la administración de John F. Kennedy para contrarrestar la oleada de movimientos guerrilleros y fuerzas de izquierda inspiradas en la revolución cubana de 1959.
Mediante lo que se constituyó como una política de desarrollo, Estados Unidos aprobó préstamos para la construcción de infraestructuras económicas para modernizar la base atrasada del Estado salvadoreño. Durante el gobierno de Rivera se planificaron y construyeron obras de infraestructura como: el muelle de Acajutla, el Hospital Bloom, nuevas instalaciones del Instituto Francisco Menéndez, etc. El tipo de cambio permaneció estable, así como los índices de precios; la emigración hacia el exterior (particularmente a los Estados Unidos) y las migraciones internas hacia los centros urbanos no fueron particularmente significativas.
En 1963, Estados Unidos  envió un grupo de asesores militares para organizar lo que más tarde se conoció como la Organización Democrática Nacionalista (ORDEN), creada como iniciativa del comandante de la Guardia Nacional Teniente Coronel José Alberto Medrano, y bajo la cuale se organizó a grupos paramilitares con la que se intensificó la represión hacia la población civil, involucrando a miembros activos del PCN, los cuales fueron denominados "orejas" por la gente común, por su labor de informantes del régimen militar. También Medrano se encargaría de crear la Agencia Nacional de Seguridad Salvadoreña (ANSESAL), que sería la oficina de inteligencia del Estado y que trabajaría en conjunto con la ORDEN.
En el mes de agosto de 1963 la Asamblea Legislativa aprobó una nueva ley electoral; por lo cual, a partir de ahí, la distribución de los curules de los diputados sería proporcional, lo que permitiría a la oposición tener sus propios diputados. El principal partido de oposición de esta época de gobiernos del PCN, lo sería el Partido Demócrata Cristiano (PDC) liderado por José Napoleón Duarte.

#### Gobiernos de Fidel Sánchez Hernández (1967-1972)
El coronel Fidel Sánchez Hernández fue elegido presidente para el período 1967 -1972. En este contexto, Estados Unidos enfocó su política a la neutralización de los posibles focos de comunismo. Así fue como Estados Unidos envió a un grupo de asesores técnicos del Instituto Americano del Desarrollo del Sindicalismo Libre, IADSL, para crear dos organizaciones populares que, según sus cálculos, se "encargarían" de hacer su trabajo: la Unión Comunal Salvadoreña (UCS, fundada en 1968), y la Asociación Nacional de Indígenas Salvadoreños (ANIS). A estos dos grupos, Estados Unidos les facilitó créditos para la compra de tierras e insumos para la producción agropecuaria, y luego bajo la presidencia del coronel Arturo Armando Molina los convirtieron en los principales beneficiarios de la Reforma Agraria. Pero la dimensión de este proyecto no fue significativa, ya que el número de cooperativas formadas fue insignificante, además de no haber tenido cobertura nacional, debido a que la naturaleza de proyecto respondía a la política de Estados Unidos en el área. Luego de establecidas, estas dos organizaciones fueron afiliadas a la AFL-CIO estadounidense.

##### Guerra de las 100 horas y suscesos posteriores

Población salvadoreña recibiendo al ejército de su regreso de la guerra con Honduras, con la leyenda "Glorioso Ejército Salvadoreño".

En 1969 se produjo la guerra de las Cien Horas con la invasión del sur de Honduras por el Ejército y la Aviación salvadoreña. Este conflicto tenía su origen en la década de 1920, cuando miles de salvadoreños emigraron a Honduras en busca de mejorar sus condiciones de vida. A finales de la década de 1960, el gobierno hondureño estaba bajo presión de organizaciones populares demandando una reforma agraria. A la comunidad salvadoreña, que sobrepasaba los 300 000, le fueron confiscados negocios y propiedades. Esto generó un clima de violencia contra los salvadoreños, con la aprobación del gobierno de turno de López Arellano. El Salvador tomó acción y el 14 de julio de 1969 invadió Honduras. Las Fuerzas Armadas de El Salvador, comandadas por el general José Alberto “El Chele” Medrano, capturaron 1650 km² de territorio hondureño, entre ellos Nueva Ocotepeque, territorio que fue restituido en agosto de ese mismo año. Fuentes estiman que en esta guerra murieron más de 2000 personas. La guerra fue etiquetada erróneamente por periodistas extranjeros como la «guerra del Fútbol», pues su inicio coincidió con una escaramuza generada entre los hinchas de las selecciones de ambos países después del tercer encuentro del campeonato por la eliminación hacia la Copa del Mundo 1970.
Durante la década de los 1970, la situación política que desembocó en la guerra civil comenzó a configurarse. En abril de 1970, una corriente interna del Partido Comunista Salvadoreño se separó para formar las Fuerzas Populares de Liberación "Farabundo Martí" (FPL). En 1971, "el Grupo" una organización de jóvenes universitarios, antecedente del Ejército Revolucionario del Pueblo, secuestraron y asesinaron al empresario Ernesto Regalado Dueñas, miembro de una de las más poderosas familias terratenientes del país.

#### Gobierno de Arturo Armando Molina (1972-1977)
En la elección presidencial de 1972, los opositores a la dictadura militar, principalmente el Dr. Guillermo Manuel Ungo, dirigente del Movimiento Nacionalista Revolucionario (MNR), y Francisco Lima del partido Unión Democrática Nacionalista (UDN), se unieron José Napoleón Duarte, líder del Partido Demócrata Cristiano (PDC), en la alianza conocida como Unión Nacional Opositora (UNO). Muchos historiadores consideran que el movimiento reformista de Duarte ganó las elecciones, pero los militares proclamaron el triunfo del coronel Arturo Armando Molina, del Partido Conciliación Nacional (PCN). Las protestas subsecuentes y un intento de golpe de Estado fueron aplastados y Duarte fue obligado a exiliarse en Venezuela.
El coronel Arturo Armando Molina implementó durante su gobierno una modalidad de gobierno movil, recorriendo todos los rincones del país. Durante su mandato se inauguraron el Aeropuerto Internacional de El Salvador, el Hotel Presidente, la Central Azucarera Jiboa, el Palacio de los Deportes y la Autopista San Salvador-Aeropuerto Internacional. También intentó llevar a cabo una reforma agraria, pero ese proyecto no prosperó debido al rechazo de la oligarquía cafetalera.
En el gobierno de Molina, también hubo una fuerte represión contra los manifestantes, como la ocurrida contra los estudiantes de la Universidad Nacional que se manifestaron el 30 de julio de 1975, que fue desmovilizada por el ejército con tanques y artillería pesada provocando varios muertos.

#### Gobierno de Carlos Humberto Romero (1977-1979)

General Carlos Humberto Romero, último de los presidentes militares (1977).

La UNO se mantuvo unida y procedió a participar en las próximas elecciones de 1977. Esta vez llevó al Coronel Ernesto Claramount como candidato presidencial. Muchos historiadores consideran que nuevamente, la UNO ganó las elecciones, pero los militares volvieron a colocar al candidato pecenista, esta vez, el general Carlos Humberto Romero. Cuando los acontecimientos electorales terminaron con la esperanza de la reforma por medios democráticos, la situación persuadió a algunos grupos opuestos al gobierno para armarse.
En esta época, surgieron más grupos armados como el ERP, y la Resistencia Nacional (FARN). Estas organizaciones a su vez crearon organizaciones populares (BPR, FAPU, LP-28, MERS, UR-19, FUR-30, ARDES, MLP, entre otros) con participación activa en organizaciones de la sociedad civil como sindicatos, asociaciones profesionales, grupos campesinos, congregaciones religiosas y centros educativos de nivel medio y superior.
La crisis política durante el período del general Romero se incrementó. Los grupos armados de izquierda realizaron actos de violencia en contra de funcionarios del gobierno y civiles terratenientes, mientras la Fuerza Armada y los cuerpos de seguridad, recrudecieron la represión, la cual fue desencadenada mediante la organización de grupos paramilitares (Escuadrones de la Muerte) con conexiones directas con los militares como la Unión Guerrera Blanca (UGB), el Ejército Secreto Anticomunista (ESA), las Fuerzas Armadas de Liberación Anticomunista – Guerra de Eliminación – (FALANGE), y la Organización para la Liberación del Comunismo (OLC).

## Guerra civil (1980-1992)
Durante 12 años, desde 1980 a 1992, El Salvador vivió una cruenta guerra civil; en la que por un lado estaban los distintos gobiernos en turno con las fuerzas armadas del país (en la que destacaban los Batallones de Infantería de Reacción Inmediata, BIRI; incluía también a los Cuerpos de Seguridad: Policía Nacional, Guardia Nacional, y Policía de Hacienda; y recibía ayuda de grupos paramilitares conocidos como Escuadrones de la muerte), y por el otro las fuerzas guerrillas unidas en el Frente “Farabundo Martí” para la Liberación Nacional (FMLN). Está guerra se desencadenó debido a las crecientes tensiones políticas y sociales que venían manifestándose desde la década de 1930, sobre todo porque en la década de 1970 los distintos actores sociales se cerraron a un verdadero diálogo mostrando más interés en sus posiciones particulares. El comienzo del conflicto nunca fue declarado oficialmente, y empezaría como un conflicto civil que aumentó de intensidad progresivamente, pasando de pequeños enfrentamientos a grandes operaciones militares que afectaron la vida de decenas de miles de salvadoreños.

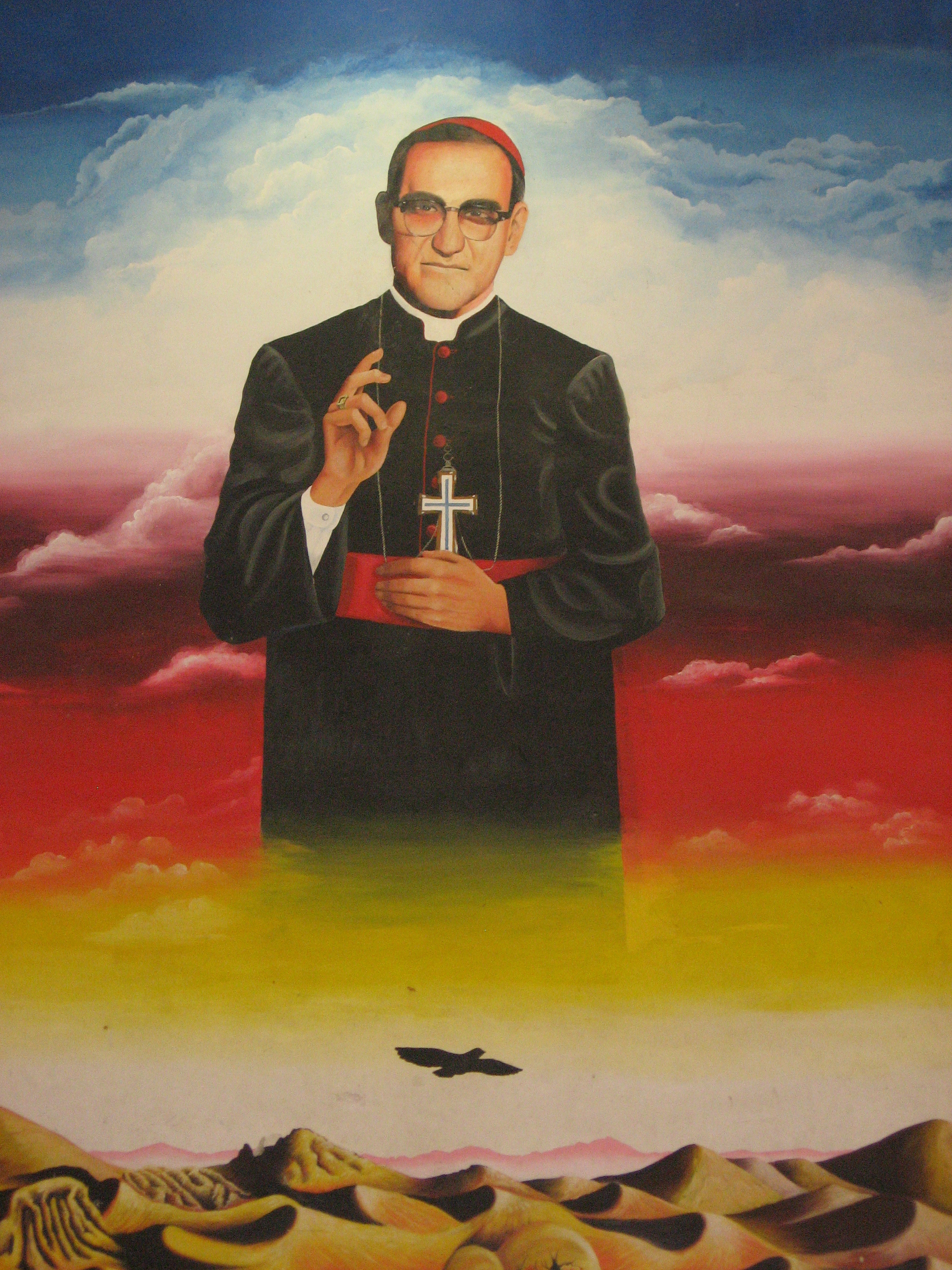
Mural de San Oscar Arnulfo Romero, el arzobispo asesinado en 1980.

Este conflicto armado se desarrolló en el contexto de la guerra fría entre Estados Unidos y la Unión Soviética. De hecho, Estados Unidos apoyó con ayuda económica y militar al gobierno (recibiendo este, entre 1979 y 1989, un total de 954 millones de dólares en asistencia militar y 2695 millones en ayuda económica, habiendo años en esa década en que fue el país que más asistencia recibió después de Israel y Egipto), mientras que la Unión Soviética o URSS apoyó con adiestramiento y envió de armamento vía la Cuba de Fidel Castro y la Nicaragua sandinista a la naciente insurgencia del FMLN. La situación del país en este tiempo ha sido descrita como protectorado, Estado tutelado o pieza en el tablero de la guerra fría; ya que a diferencia de otras épocas, aunque la incidencia internacional de El Salvador aumentó tremendamente, la autonomía nacional se vio sumamente disminuida, al ser tan determinantes para el curso de los acontecimientos tanto las decisiones tomadas dentro de los grupos de poder del país como las tomadas en capitales de otros países de América y Europa, en especial Estados Unidos, cuyo financiamiento (condicionado a ciertos comportamientos y resultados que esperaba del gobierno) permitió la prolongación del conflicto. Asimismo, el FMLN tenía que estar muy atento a la opinión pública en los países que se inclinaban por una solución política negociada.
Desde el principio hubo voces que buscaron una salida negociada del conflicto; sin embargo, aunque hubo cierto interés en ambas partes, fue imposible llevarlo a cabo fuera de algún que otro intento, debido a la dinámica política de la guerra fría con la obsesión del gobierno estadounidense de evitar una revolución en El Salvador, como fue el caso de Nicaragua, temiendo los peligros de la influencia cubana y soviética en la región. Por ello, esta guerra se convertiría en un conflicto de baja intensidad y de tierra arrasada, prolongándose innecesariamente. Hasta que, con el final de la guerra fría y el colapso de la Unión Soviética, hubo la suficiente voluntad política para sentar a las partes a negociar, con la mediación de la ONU, y terminar el conflicto.
Paralelamente a la acción militar, diversas fuerzas sociales buscaron sentar las bases de un nuevo sistema político diferente al que venían ejerciendo los militares; lo que tendría el beneplácito de los Estados Unidos, al estar entre las condicionantes que el congreso de ese país ponía para seguir dando la ayuda militar en el conflicto. Ello, junto a la voluntad política de todas las fuerzas políticas, salvo recelo de los partidos de izquierda dada la inseguridad del momento, daría pie a que se produjeran cambios en la política nacional con la finalidad de democratizar al país; lo que llevaría a la Constitución de 1983, la celebración de elecciones libres y justas, y a que la silla presidencial fuese ocupada por un civil.

### Sucesos durante los gobiernos provisionales de 1979 a 1984
El 15 de octubre de 1979, un grupo de militares liderados por el coronel Adolfo Arnoldo Majano expulsó al general Carlos Humberto Romero y formó una Junta Revolucionaria de Gobierno tras anunciar la Proclama de la Fuerza Armada. La Junta cayó tres meses después que el coronel Jaime Abdul Gutiérrez Avendaño y el coronel Guillermo García, ministro de Defensa, controlarán la transición política.
El año 1980 fue muy determinante para el inicio de la guerra civil en El Salvador, dada la serie de eventos represivos por parte del Estado y organizaciones paramilitares, replicados por acciones violentas de las organizaciones guerrilleras.
En febrero, el mayor Roberto d'Aubuisson, exjefe de la sección política del Departamento de Inteligencia (G-2) de la Guardia Nacional y que hasta 1979 había ocupado el tercer puesto en la jerarquía de la ANSESAL, una agencia de inteligencia del Ejército, apareció en la televisión vinculando a un grupo de democratacristianos con las organizaciones revolucionarias. Como resultado de esta acción, según fuentes del PDC, fue asesinado el procurador general de la República, Mario Zamora Rivas. En marzo el Partido Comunista Salvadoreño funda las Fuerzas Armadas de Liberación, FAL.
Se recomponen dos juntas más y a la tercera se integra José Napoleón Duarte en marzo de 1980. Inmediatamente, Duarte puso en práctica un programa de gobierno diseñado por asesores de Estados Unidos con las siguientes reformas políticas: se implementó una reforma agraria, la nacionalización de la banca, del comercio exterior, y del procesamiento del café y el azúcar. Asimismo, Duarte decretó el estado de sitio y la suspensión de las garantías constitucionales, que sería prorrogada sucesivamente hasta la firma de los acuerdos de paz.
El 24 de marzo fue asesinado el arzobispo de San Salvador, monseñor Óscar Arnulfo Romero, después de haberle exigido a Estados Unidos retirar su apoyo militar al régimen salvadoreño y ordenar a la misma Junta el cese de la represión. El mayor Roberto D’Aubuisson fue posteriormente imputado como organizador del crimen, pese a que nunca se le llevó a juicio.
Las fuerzas de las FPL, el Partido Comunista Salvadoreño y la FARN se unificaron en la Dirección Revolucionaria Unificada, DRU, formada en mayo. Las corrientes de izquierda conformaron la Coordinadora Revolucionaria de Masas (CRM), para luego formar el 18 de abril un abanico todavía más amplio de fuerzas sociales y políticas bajo el nombre de Frente Democrático Revolucionario (FDR), cuyo director fue secuestrado y posteriormente asesinado en noviembre por un escuadrón de la muerte vinculado a la Policía de Hacienda.
En mayo, el mundo fue estremecido por la violenta masacre de más de 600 personas en el río Sumpul ubicado en la frontera con Honduras. Este crimen fue llevado a cabo por fuerzas militares combinadas de El Salvador y Honduras. En el mismo mes de mayo, las fuerzas guerrilleras fundaron la Dirección Revolucionaria Unificada – Político Militar (DRU-PM), y el 10 de octubre, las mismas se organizaron bajo el nombre de Frente “Farabundo Martí” para la Liberación Nacional (FMLN); posteriormente en diciembre se une el Partido Revolucionario de los Trabajadores Centroamericanos (PRTC).
En el mes de diciembre, cuatro monjas estadounidenses fueron violadas y asesinadas por efectivos de la Guardia Nacional. Duarte es elegido presidente de la junta y el coronel Gutiérrez su vicepresidente. Al final de 1980, la iglesia contabilizó 28 miembros asesinados (incluyendo al Arzobispo) y 21 detenidos, además de acciones terroristas como 14 bombas, 41 ataques con ráfagas de ametralladora, 15 robos, y 33 tomas de iglesias.
El 10 de enero de 1981, el FMLN lanzó una ofensiva general y llamó a una insurrección a nivel nacional, la cual no tuvo éxito en la toma del poder, pero fue la acción de la guerra civil propiamente dicha. En mayo el mayor D’Aubuisson es capturado (y luego liberado) por intentar organizar un golpe de Estado contra Duarte.
Con la llegada de Ronald Reagan a la presidencia de Estados Unidos, en enero de 1981, se incrementó notablemente el envío de pertrechos y adiestramiento al ejército, recibiendo incluso aviones y helicópteros de contrainsurgencia, con lo que se buscaba derrotar al FMLN en el campo de batalla; asimismo, se buscó mantener una política de doble carril, buscando que el conflicto de El Salvador y el de Nicaragua (donde Estados Unidos apoyaba a los Contras para luchar contra el gobierno sandinista) se mantuviesen hasta que se resolviesen los dos de forma simultánea. La única restricción que puso el congreso estadounidense a la ayuda al gobierno  salvadoreño, fue la obligación de que Reagan certificara cada seis meses que se estaban respetando los derechos humanos en El Salvador, lo que se tornó en casi una formalidad.
En septiembre de 1981, la Comisión de Derechos Humanos de El Salvador (CDHES), informó que un total de 32 000 civiles fueron asesinados por fuerzas gubernamentales o por escuadrones de la muerte vinculados al Ejército, desde que la primera junta asumió el poder en el país. Ese mismo mes, D’Aubuisson anuncia la fundación del partido Alianza Republicana Nacionalista, ARENA, y posteriormente, su postulación como candidato presidencial.
Las Fuerzas Armadas salvadoreñas también se involucraron directamente en la represión indiscriminada, siendo el más notorio de estos incidentes la denominada Masacre de El Mozote entre el 10 y el 13 de diciembre de 1981. Durante una incursión del Batallón Atlácatl a esta localidad del departamento de Morazán fueron asesinados varios cientos de civiles, probablemente más de un millar, y muchos más huyeron a refugiarse a Honduras. Se calcula que la junta militar recibió 1000 millones de dólares de Estados Unidos en concepto de ayuda militar para combatir la insurgencia.
Por otro lado, debe tomarse en cuenta que la guerrilla iniciaría hostilidades tales como secuestro y asesinato de empresarios y alcaldes, destrucción de infraestructura pública, enfrentamientos armados y destrucción de objetivos militares, repartición de propaganda y extorsión a empresarios. Dichas acciones se darían repetidamente durante toda la guerra civil, dando paso a casos muy sonados tales como la masacre de la Zona Rosa y el secuestro y posterior asesinato en los Planes de Renderos, del empresario Roberto Poma. Dada la gravedad de la guerra civil, la guerrilla cometió diversos crímenes, que si bien no se equipararon en volumen con los cometidos por las Fuerzas Armadas, no pueden dejarse sin tomar en cuenta.
El FDR se alió al FMLN, esta vez liderado por Guillermo Manuel Ungo, y plantearon el diálogo y la negociación para resolver el conflicto en forma pacífica. La alianza FMLN-FDR logró el reconocimiento como fuerza política representativa del país por parte de la comunidad internacional con la Declaración Franco-Mexicana en julio de 1981.
El 28 de marzo de 1982 fue elegida una nueva Asamblea Constituyente, que tendría como presidente de la misma al mayor Roberto d'Aubuisson. El 2 de mayo de ese año, la intervención del gobierno de Estados Unidos y del mando militar facilitaron la integración de un gobierno provisional con la participación de todos los partidos políticos, para lo cual la asamblea constituyente nombró como presidente provisional a Álvaro Magaña, quien había sido presidente del banco hipotecario y que era una de las personas que tenían más aceptación entre las filas de los militares.
Durante 20 meses, la asamblea constituyente desarrolló intensos debates en el proceso de redacción de la nueva Constitución de la República, que fue finalmente promulgada el 15 de diciembre de 1983, entrando en vigencia cinco días después.

### Acontecimientos durante los gobiernos de Napoleón Duarte y Alfredo Cristiani (1984-1992)
José Napoleón Duarte ganó las elecciones presidenciales en 1984 ante D'Aubuisson de ARENA. Según el PDC y Duarte, D'Aubuisson y su partido de ARENA tenían lazos directos con los escuadrones de la muerte, el embajador estadounidense, Robert White, había descrito como “un asesino patológico” al fundador de ARENA.

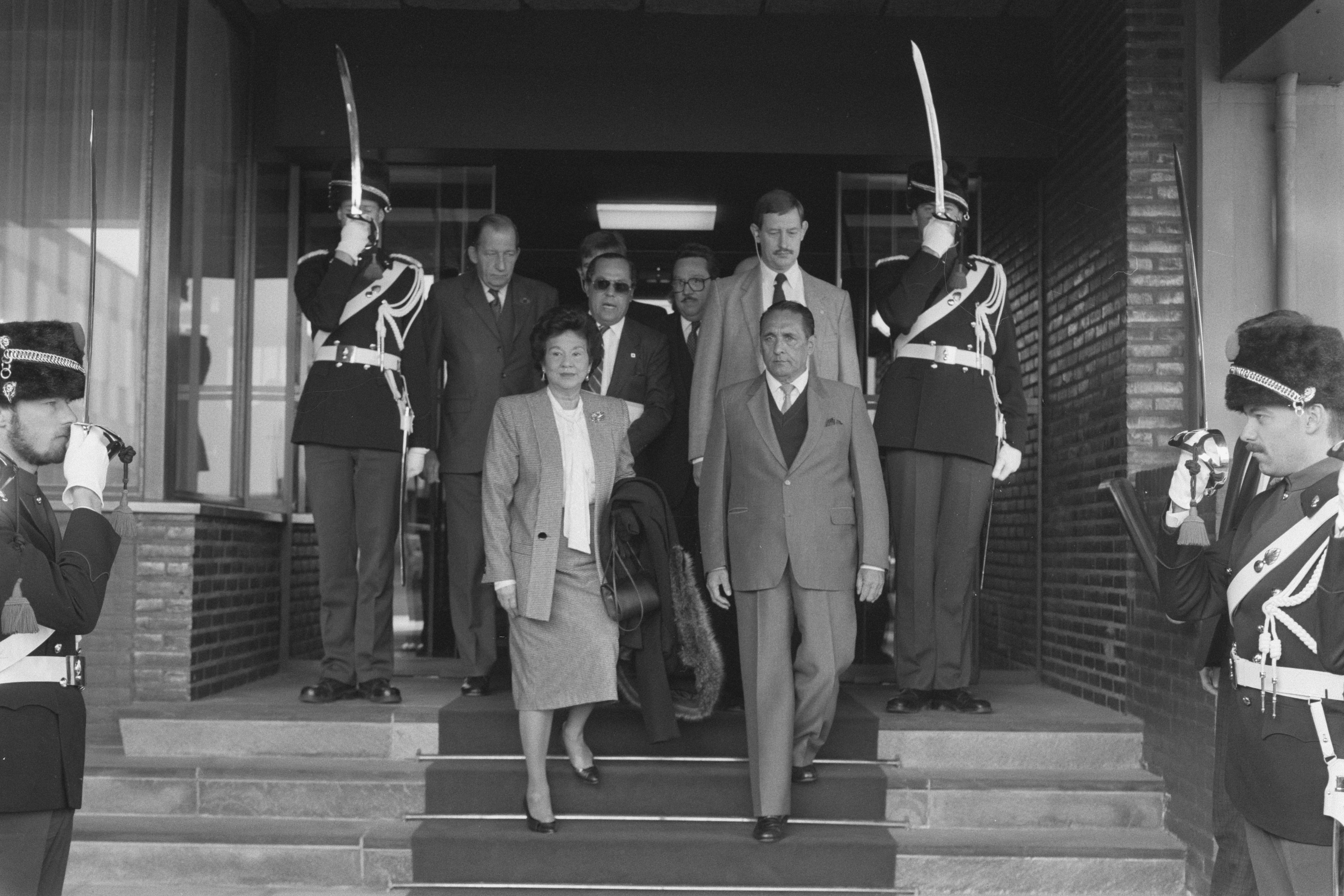
Durante la presidencia de Napoleón Duarte, se dio la desvaloración de la moneda. Además, se tuvo que enfrentar a inundaciones, terremotos y sequía, todo esto en medio de la cruenta guerra civil salvadoreña. A pesar de esto a Duarte se le reconoce el haber iniciado los diálogos con la guerrilla en búsqueda de la paz.

En 1984, Duarte realizó dos reuniones históricas de diálogo y negociación con la alianza FMLN-FDR, una en el pueblo de La Palma, Departamento de Chalatenango, y la segunda en Ayagualo, Departamento de La Libertad. Pero ninguna de estas reuniones dio solución al conflicto armado. En mayo de 1987, la alianza FMLN-FDR presentó una propuesta de paz de 18 puntos; sin embargo no se lograría llegar a un acuerdo concreto con el gobierno, más allá de la reunión en la Nunciatura Apostólica en octubre de ese año, por lo que el conflicto continuaría 5 años más.
En agosto de 1987, gracias a la iniciativa del presidente de Costa Rica Óscar Arias, se firmaron los acuerdos de Esquipulas II (llamados así por ser una mejora del acuerdo de Esquipulas de junio de 1986 realizado por el Grupo Contadora, que fue formado en 1983 por los gobiernos de México, Venezuela, Colombia y Panamá), con lo que se sentarían las bases para el proceso de paz en Centroamérica; que recibiría más respaldo a partir de 1989, con la llegada al poder de George H. W. Bush y el inicio del fin de la guerra fría con la caída del Muro de Berlín.
En 1989, el voto popular otorgó a Alfredo Cristiani de ARENA la elección presidencial. En abril de 1989, el FMLN presentó en Washington su plataforma para negociar el fin de la guerra civil. El gobierno de Cristiani se reúne por primera vez con el FMLN en México en septiembre. El 11 de noviembre, siguiendo un plan estratégico que según algunos medios de prensa Fidel Castro conocía de antemano, el FMLN lanza su ofensiva militar llamada “Hasta el Tope”. La madrugada del día 16, una unidad del Ejército invade la Universidad Centroamericana "José Simeón Cañas" y asesina a 6 sacerdotes jesuitas vinculados a la teología de la liberación: Ignacio Ellacuría, Ignacio Martín-Baró, Segundo Montes, Joaquín López y López, Armando López, Juan Ramón Moreno y a dos de sus colaboradoras Elba y Celina Ramos.
La ofensiva montada por el FMLN dejó claro que no había posibilidades de una victoria militar de alguno de los bandos. Las negociaciones con ARENA continuaron con la firma del protocolo en Ginebra, Suiza, en abril de 1990, luego las delegaciones de ambas partes en conflicto suscriben en mayo el Acuerdo de Caracas con la mediación del representante personal del secretario general de la ONU, Álvaro de Soto.
En diciembre de 1990 el FMLN lanza lo que sería la última ofensiva militar de carácter nacional y en la que se derriban los primeros aviones con misiles tierra-aire. Al establecerse una especie de equilibrio de fuerza, el gobierno de ARENA accede a la firma del Acuerdo de Nueva York el 31 de diciembre, y el 16 de enero de 1992 las negociaciones terminaron con la firma de los Acuerdos de Paz en el Castillo de Chapultepec, en México, poniendo fin a 12 años de conflicto interno. Al final de la guerra civil se contabilizó la muerte de más de 75 000 civiles salvadoreños y de alrededor de 9000 desaparecidos.

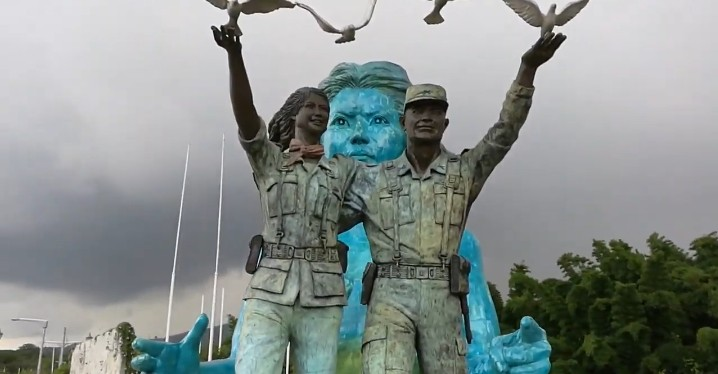
Desaparecido monumento a la Reconciliación. Erigido para conmemorar a la firma de los Acuerdos de Paz en el Castillo de Chapultepec, en México 1992.

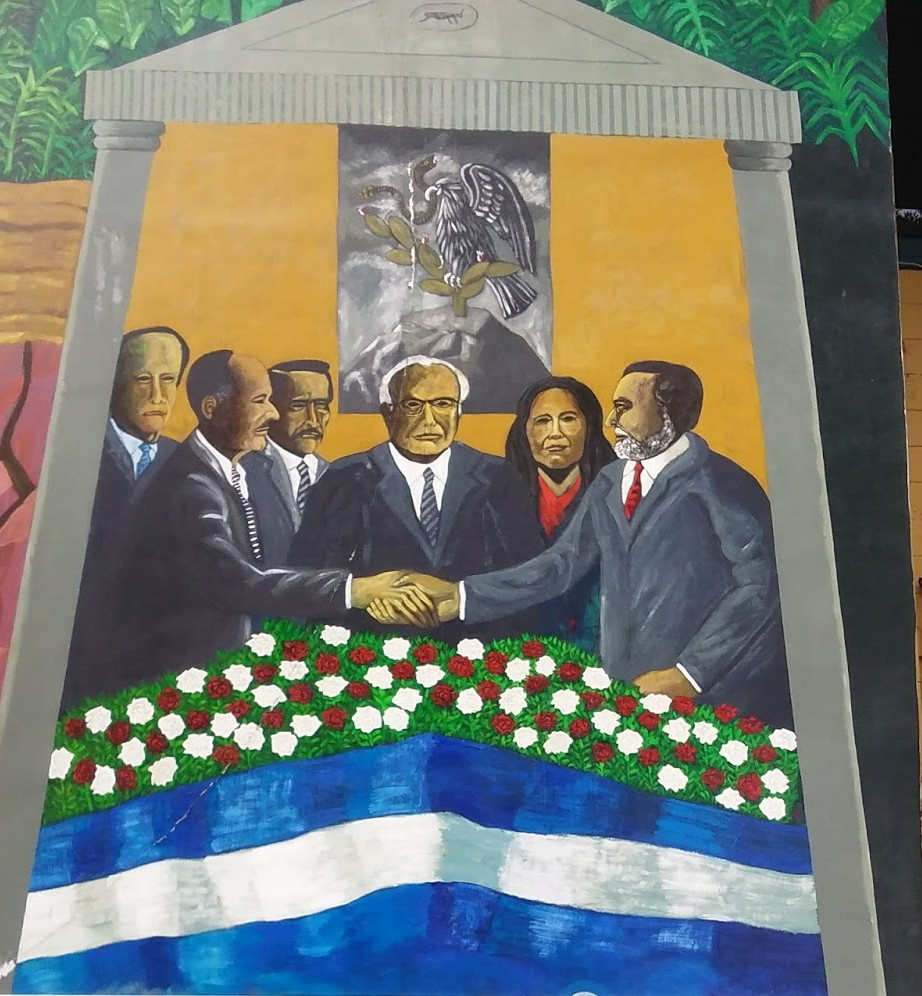
Mural del acuerdo de paz ubicado en el museo nacional en San Salvador; en la imagen el líder guerrillero Schafik Handal líder del FMLN y el presidente de El Salvador Alfredo Cristiani se estrechan la mano.

A consecuencia de la firma de los Acuerdos de Paz, la Asamblea Legislativa aprobó el 23 de enero de 1992 la “Ley de Reconciliación Nacional”, la cual “concede amnistía a favor de todas las personas que hayan participado como autores inmediatos, mediatos o cómplices en la comisión de delitos políticos comunes conexos con éstos y en delitos comunes cometidos por un número de personas que no baje de veinte, antes del 1 de enero de 1992, exceptuándose, en todo caso, el delito común de secuestro” (art. 1); así como también excluye de sus beneficios a “las personas que, según el informe de la Comisión de la Verdad, hubieren participado en graves hechos de violencia ocurridos desde el 1º de enero de 1980, cuya huella sobre la sociedad, reclama con mayor urgencia el conocimiento público de la verdad, independientemente del sector a que pertenecieren en su caso” (art. 6).La Comisión de la Verdad para El Salvador de las Naciones Unidas, organizada bajo el mandato de los Acuerdos de Paz, elaboró su informe titulado “De la Locura a la Esperanza: La guerra de 12 años en El Salvador” entre 1992-93 en el que publicó los resultados de la investigación de los hechos ocurridos entre 1980 y julio de 1991.
Como reacción adversa al informe de la Comisión de la Verdad, la Asamblea Legislativa, aprobó la “Ley de Amnistía General para la Consolidación de la Paz”, la cual “concede amnistía amplia, absoluta e incondicional a favor de todas las personas que en cualquier forma hayan participado en la comisión de delitos políticos, comunes conexos con éstos y en delitos comunes cometidos por un número de personas que no baje de veinte antes del primero de enero de mil novecientos noventa y dos, ya sea que contra dichas personas se hubiere dictado sentencia, se haya iniciado o no procedimiento por los mismos delitos, concediéndose esta gracia a todas las personas que hayan participado como autores inmediatos, mediatos o cómplices en los hechos delictivos antes referidos. La gracia de la amnistía se extiende a las personas a las que se refiere el artículo 6 de la Ley de Reconciliación Nacional” (art. 1); y al mismo tiempo establece la derogatoria de “todas las disposiciones que contraríen la presente ley, especialmente el Art. 6 y el último inciso del Art. 7, ambos de la Ley de Reconciliación Nacional, así como la interpretación auténtica de la primera de las disposiciones citadas” (art. 6).Por sentencia definitiva del 13 de julio de 2016, pronunciada en el proceso de inconstitucionalidad 44-2013/145-2013, la Sala de lo Constitucional de la Corte Suprema de Justicia declaró inconstitucional la “Ley de Amnistía General para la Consolidación de la Paz” y reconoció la reviviscencia de la “Ley de Reconciliación Nacional”.
Véase también: Víctimas de la guerra civil de El Salvador

## Después de la guerra civil (1992-actualidad)

### Gobiernos de ARENA (1992-2009)

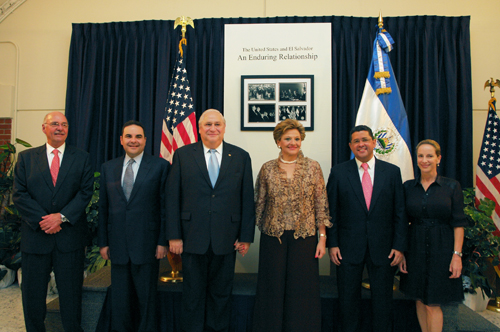
(de izquierda a derecha): el expresidente de El Salvador Alfredo Cristiani, el entonces presidente Antonio Saca, el expresidente Armando Calderón Sol, la ex primera dama Elizabeth Aguirre de Calderón, el expresidente Francisco Flores y la ex primera dama Lourdes Rodríguez de Flores.

Luego de la firma de los Acuerdos de Paz, el 16 de enero de 1992, Alfredo Cristiani continuó gobernando por dos años, y tanto antes como después buscó llevar a cabo privatizaciones de servicios estatales y la implementación de medidas neoliberales, como: la privatización de la exportación de café, del azúcar y del azúcar; la privatización de la banca y de la Escuela Nacional de Agricultura; la privatización de la importación del petróleo; la clausura del Instituto Regulador Abastecimiento (IRA) y del Instituto de Vivienda Urbana (IVU); y la Implementación del Impuesto al Valor Agregado (IVA).
Con el final del conflicto armado, y siguiendo lo pactado en los acuerdos de paz, la fuerza armada fue subordinada al poder civil y se disolvieron los batallones de infantería de reacción inmediata (BIRI) y las defensas civiles; los Cuerpos de Seguridad (Guardia Nacional, Policía Nacional y Policía de Hacienda) fueron disueltos y reemplazados por la Policía Nacional Civil; se creó la Academia Nacional de Seguridad Pública, la Procuraduría para la Defensa de los Derechos Humanos y el Tribunal Supremo Electoral (TSE, en sustitución del Consejo Central de Elecciones); se desmovilizaron las fuerzas guerrilleras y el FMLN se inscribió como partido político; y se buscó realizar programas para reinsertar a la vida civil a los excombatientes de ambos lados (que como se mencionó anteriormente fueron completamente amnistiados por sus crímenes en el conflicto). Para verificar el cumplimiento de los acuerdos se creó la Comisión para la consolidación de la paz (COPAZ, integrada por el gobierno, partidos políticos representados en la Asamblea y el FMLN); y se formó la Misión de observadores de las Naciones Unidas en El Salvador (ONUSAL), la primera misión de paz de la ONU en un país soberano y autónomo que estuvo vigente desde 1991 a 1995 y que contaba con una división de derechos humanos, una división militar y una división policial.
La implementación de los acuerdos de paz, no trajo mejoras en la economía de la mayoría de la población civil, ya que no tocó el modelo económico como tal y obvio sus problemas estructurales (aunque esto fuese parte de lo señalado en el discurso político de las fuerzas guerrilleras); así como no se incluyó al campesinado pobre en el reparto de tierras que benefició a los excombatientes.

#### Gobierno de Armando Calderón Sol (1994-1999)
En las elecciones a alcaldes, diputados y los comicios presidenciales de 1994 se destaca la participación del FMLN ahora como partido político; en los comicios a diputados el FMLN se representó con un 25 por ciento del total de los diputados; y en los comicios presidenciales se impuso el candidato presidencial de ARENA, Armando Calderón Sol.
Durante el gobierno de Calderón Sol, se completó la sustitución de los antiguos Cuerpos de Seguridad por la Policía Nacional Civil; se fundó el Ministerio de Medio Ambiente y Recursos Naturales; y se hizo frente a los estragos ocasionados por el huracán Mitch, que produjo 239 muertos, 20 desaparecidos y 85,000 damnificados, con lo que el país empezó a ser frente a la amenaza de fenómenos climáticos adversos y frecuentes producidos a raíz del cambio climático y la necesidad de estar preparado ante tales situaciones.
Desde el inicio de su administración, Calderón Sol, aplicó un plan de privatizaciones de varias grandes empresas del Estado y otras políticas de corte neoliberal, privatizando las telecomunicaciones, el sistema de pensiones, la distribución de energía eléctrica, entre otras.

#### Gobierno de Francisco Flores (1999-2004)
El FMLN salió fortalecido de los comicios legislativos y municipales de 1997, en los que ganó la alcaldía de San Salvador y empezó a tener más peso en la Asamblea; sin embargo, las divisiones internas en el proceso de elección del candidato presidencial dañaron la imagen del partido. En la elección presidencial del 7 de marzo de 1999, se produjo un nuevo triunfo electoral del partido ARENA con su candidato Francisco Flores.
En su presidencia, Flores siguió la política de sus predecesores, se autorizaron las concesiones de servicios de seguridad y alimentación del Instituto Salvadoreño del Seguro Social, introdujo el impuesto para el mantenimiento vial, se creó el Fondo de Conservación Vial (FOVIAL), entre otras. En el año 2001 se implementó la dolarización de la economía, adoptando el dólar estadounidense y sacando de circulación la moneda nacional, el colón.
En el año 2001, el país se vio sacudido por dos terremotos sumamente destructivos con gran cantidad de víctimas. El primero ocurrió el 13 de enero y fue de 7.7 a 8.0 grados en la escala Richter, causó gran destrucción principalmente en 172 de los entonces 262 municipios del país, provocando un total de 944 fallecidos, 193 soterrados, 125 desaparecidos y 5,565 heridos; una de las tragedias humanas que sucedió como consecuencia del sismo fue un desprendimiento de tierra en la llamada cordillera del Bálsamo, en la ciudad de Santa Tecla (La Libertad), que provocó el fallecimiento de 500 personas. El siguiente sismo ocurrió el 13 de febrero de 2001, exactamente un mes después, fue de 6.6 grados en la escala Richter, y causó 315 fallecidos, 3,399 heridos y 37 desaparecidos. Ambos sismos dejaron sin sus casas a cientos de familias, especialmente de los estratos más pobres de la sociedad.
El fenómeno social que el país empezó a afrontar fue el de la existencia de las «maras» o pandillas, generado principalmente por la deportación de salvadoreños ilegales en Estados Unidos. El nivel de criminalidad llegó a retar al mismo sistema judicial y al mismo gobierno, por lo que en 2003 Flores buscó implementar el plan Mano Dura que consistía en utilizar la Policía Nacional Civil (PNC) y el ejército para combatir la delincuencia; sin embargo, dicho plan no logró cumplir sus objetivos.

#### Gobierno de Elías Antonio Saca (2004-2009)
En las elecciones presidenciales del 21 de marzo de 2004, nuevamente ARENA logró la victoria, esta vez con el candidato Elías Antonio Saca, afianzando un cuarto período consecutivo. En esa misma elección, la economista Ana Vilma de Escobar se convirtió en la primera mujer en ocupar el cargo de vicepresidenta de la República.
El resultado electoral también liquidó a todos los partidos menores (PCN, PDC, y CD), que no obtuvieron el 3 % requerido por la ley electoral para mantener su registro como partidos, de manera que, de no haber sido aprobadas unas disposiciones especiales de la Asamblea Legislativa, el sistema político se habría convertido en bipartidista.
La cantidad de salvadoreños deportados de los Estados Unidos fue en aumento, y solo en los cuatro primeros meses del 2004 El Diario de Hoy reportó casi 10 000 salvadoreños deportados. Asimismo, la cantidad de homicidios también aumentaron; por lo que Saca buscó implementar el plan Super Mano Dura, que al igual que el de su predecesor no logró cumplir sus objetivos; pasando de haber 2109 homicidios en el país de enero a julio de 2005 a 3424 en el año 2007, ocurriendo la mayoría en la capital. Fuera de ello, durante el gobierno de Saca también entró en vigencia el Tratado de Libre Comercio entre Estados Unidos, Centroamérica y República Dominicana (CAFTA), que buscaba mejorar el intercambio comercial entre ambas regiones, aunque también generó críticas debido a que la producción local podría verse desplazada por la importación de productos de los EstadosUnidos.
Para mediados de la década de los 2000, el mayor ingreso de divisas de El Salvador es el originado por el total de las remesas —que se calcula en mucho más de dos mil millones de dólares— enviadas por salvadoreños que viven en el exterior. El Diario de Hoy informó en noviembre del 2004 que ese fue el mes que registró la mayor cantidad de dinero ingresada al país: más de dos mil trescientos millones de dólares. Existiendo más de dos millones de salvadoreños viviendo en el exterior en países como Estados Unidos, Canadá, México, Guatemala, Costa Rica, Australia, Suecia y otros.

### Gobiernos del FMLN (2009-2019)

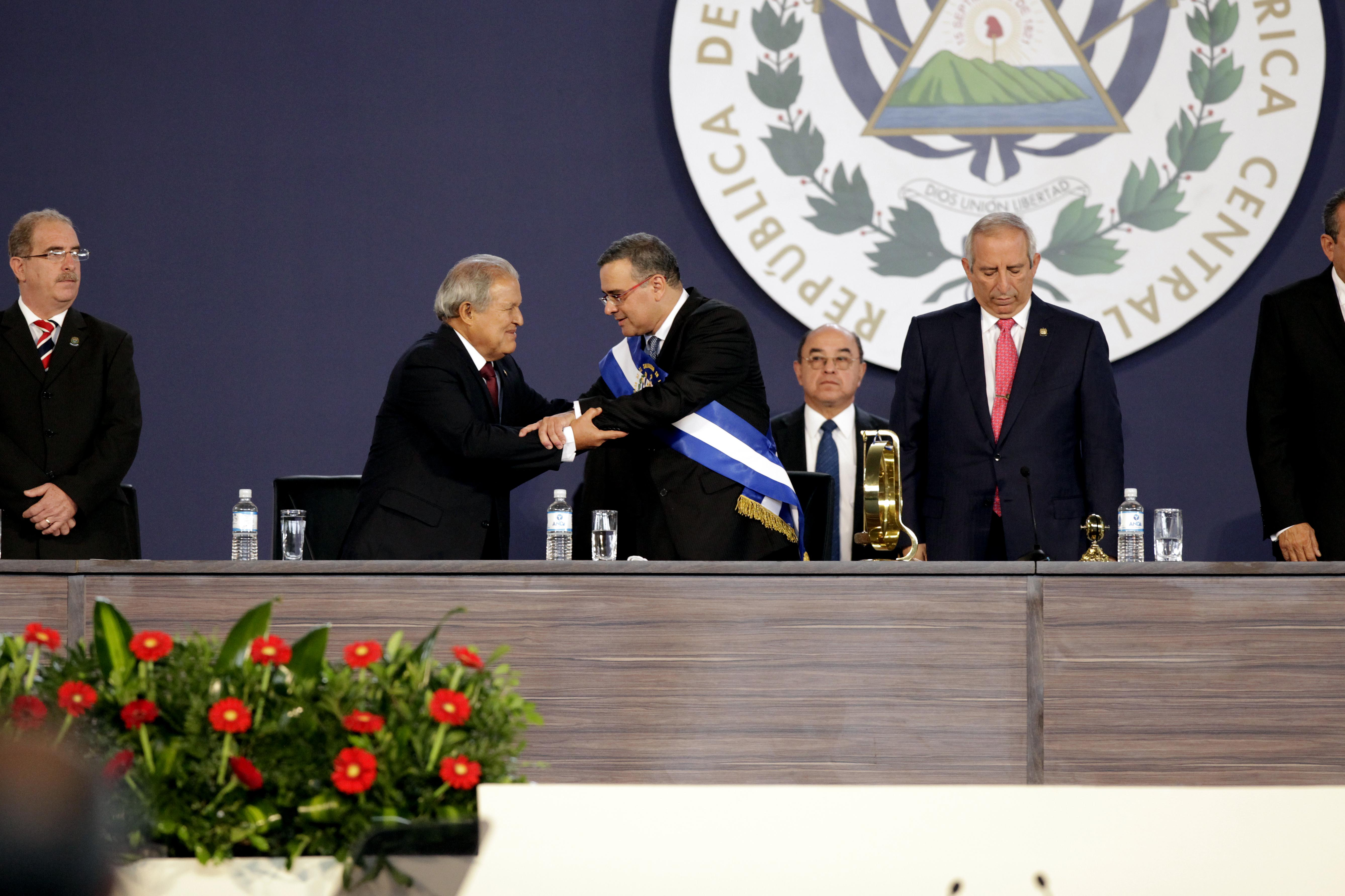
Mauricio Funes y Salvador Sánchez Cerén, Los dos presidentes del FMLN de El Salvador

#### Gobierno de Mauricio Funes (2009-2014)
El 15 de marzo de 2009, el partido político FMLN alcanzó la victoria en las elecciones presidenciales de ese año por medio de su candidato, el experiodista Mauricio Funes. Este constituye el primer triunfo de un partido de izquierda socialista en la historia de este país; venciendo a su único rival, el exdirector de la PNC Rodrigo Ávila del partido ARENA. Funes asumió el cargo de presidente el 1 de junio de 2009 junto con Salvador Sánchez Cerén como vicepresidente.

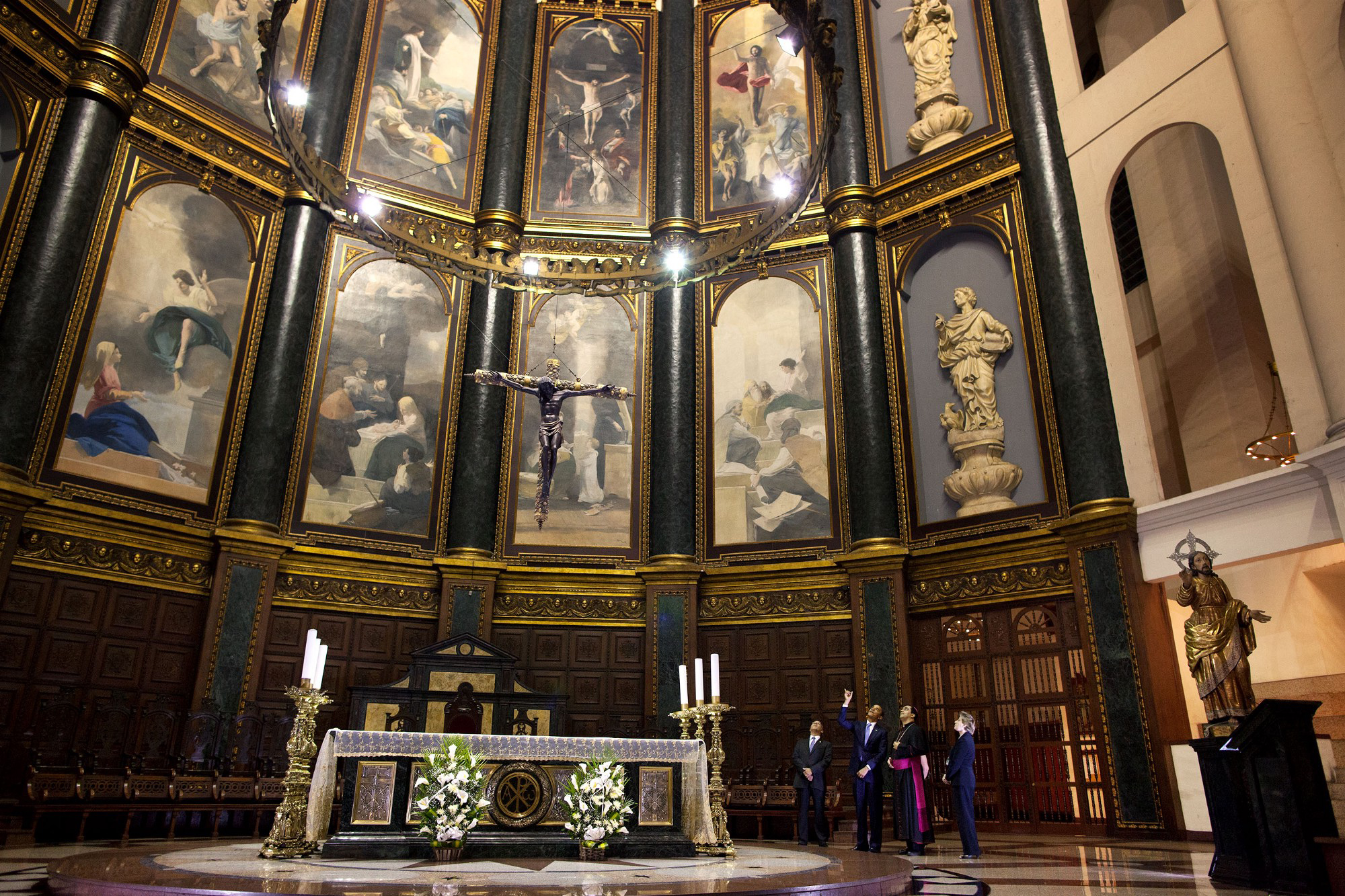
Visita del Presidente de Estados Unidos Barack Obama a la Catedral Metropolitana de San Salvador, El Salvador, con el Arzobispo José Luis Escobar Alas, el presidente de El Salvador Mauricio Funes, 22 de marzo de 2011.

Durante el gobierno de Funes: se fundó Ciudad Mujer, para brindar servicios especializados a la mujer salvadoreña; se amplió la cobertura del seguro social a las empleadas domésticas; se empezó a entregar paquetes escolares y vaso de leche en las escuelas públicas; se pidió perdón por los crímenes cometidos por el gobierno, militares y entidades paraestatales durante el conflicto armado de los años 1980 (como el asesinato del arzobispo Óscar Romero,  la masacre del Mozote, etc); entre otras cosas.
El 6 de noviembre de 2009, se avaló la salida del ejército salvadoreño para combatir la delincuencia, que en ese momento causaba unas 12 muertes diarias. En 2012 el gobierno intentó reducir los homicidios, buscando que los diferentes grupos pandilleriles dejaran de enfrentarse a través de una tregua, a fin de darles beneficios especiales como mejoras en las condiciones carcelarias; sin embargo, en 2014 la tregua se fragmentó y el repunte de homicios se disparó, llegando a su punto álgido en el año 2015, cuando se reportó un total de 6656 homicidios. 

#### Gobierno de Sánchez Cerén (2014-2019)
En los comicios del 9 de marzo de 2014 fue electo presidente Salvador Sánchez Cerén, un excomandante de las Fuerzas Populares de Liberación Farabundo Martí (FPL), organización integrante del ahora partido político FMLN, junto con Óscar Ortiz como vicepresidente de la República.

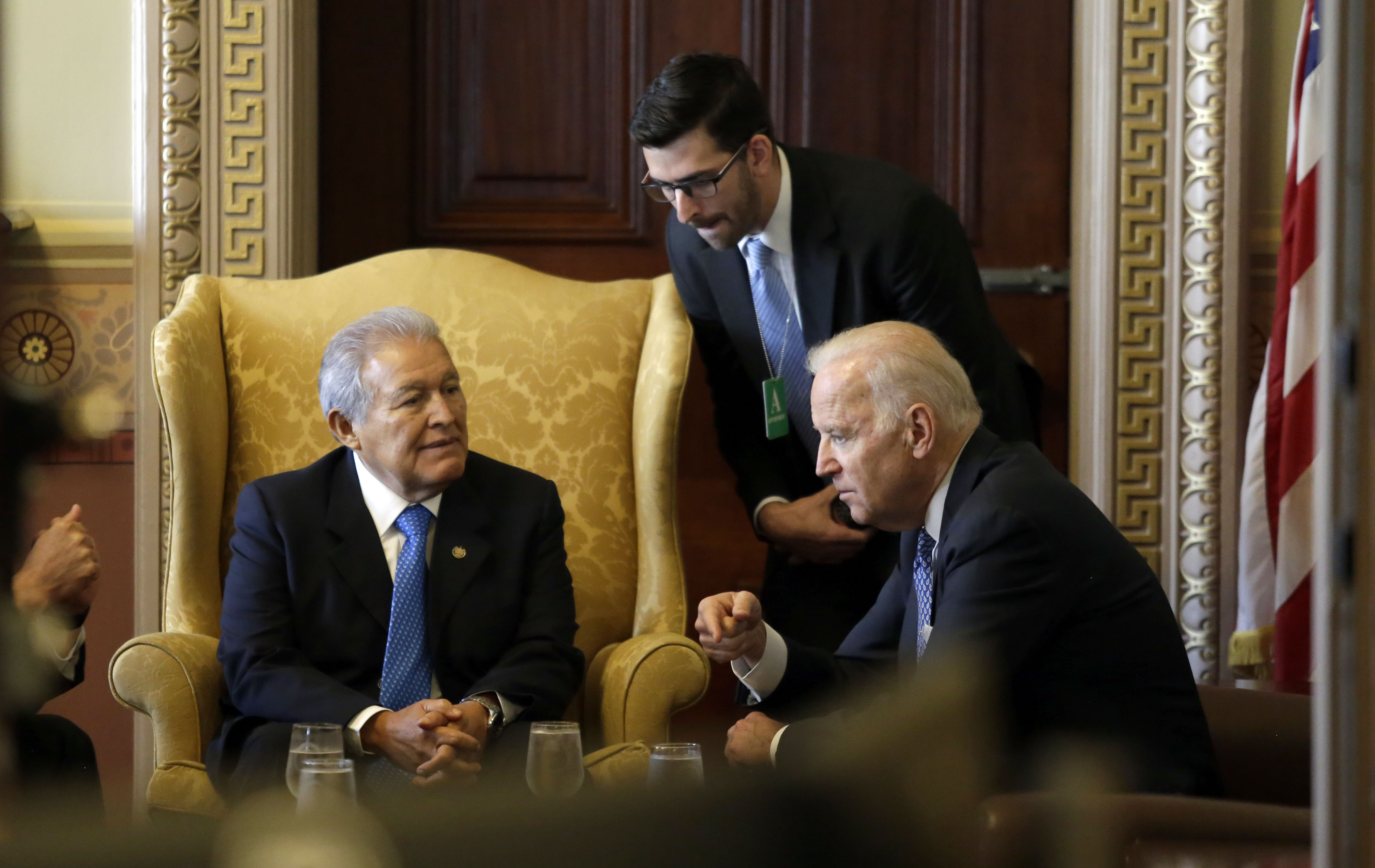
Presidente Salvador Sánchez Cerén y Vicepresidente e Futuro presidente Joseph Biden de los Estados Unidos.

En el gobierno de Sánchez Cerén: se prohibieron el matrimonio infantil y la minería (este último sería nuevamente legalizado en 2024); se creó el Ministerio de Cultura; se abrieron relaciones diplomáticas con China; etc.
Sin embargo, su gobierno no logró resolver el problema delicuencial, al seguir habiendo un alto número de homicidios, aunque la tasa delincuencial había descendido de 100 por cada 100,000 habitantes en 2015 a 50 por cada 100,000 habitantes en 2018; y sin poder resolver también la falta de empleo y de desarrollo económico del país. Siendo calificado por sus críticos como ausente con muy poca presencia en la vida del país, teniendo una aprobación de 32.5% al término de su mandato según una encuesta de La Prensa Gráfica. Tanto Sánchez Cerén, como varios de sus predecesores (como Funes o Saca) y miembros de sus gabinetes, fueron acusados e investigados por actos de corrupción.

### Gobierno de Nayib Bukele (2019- )

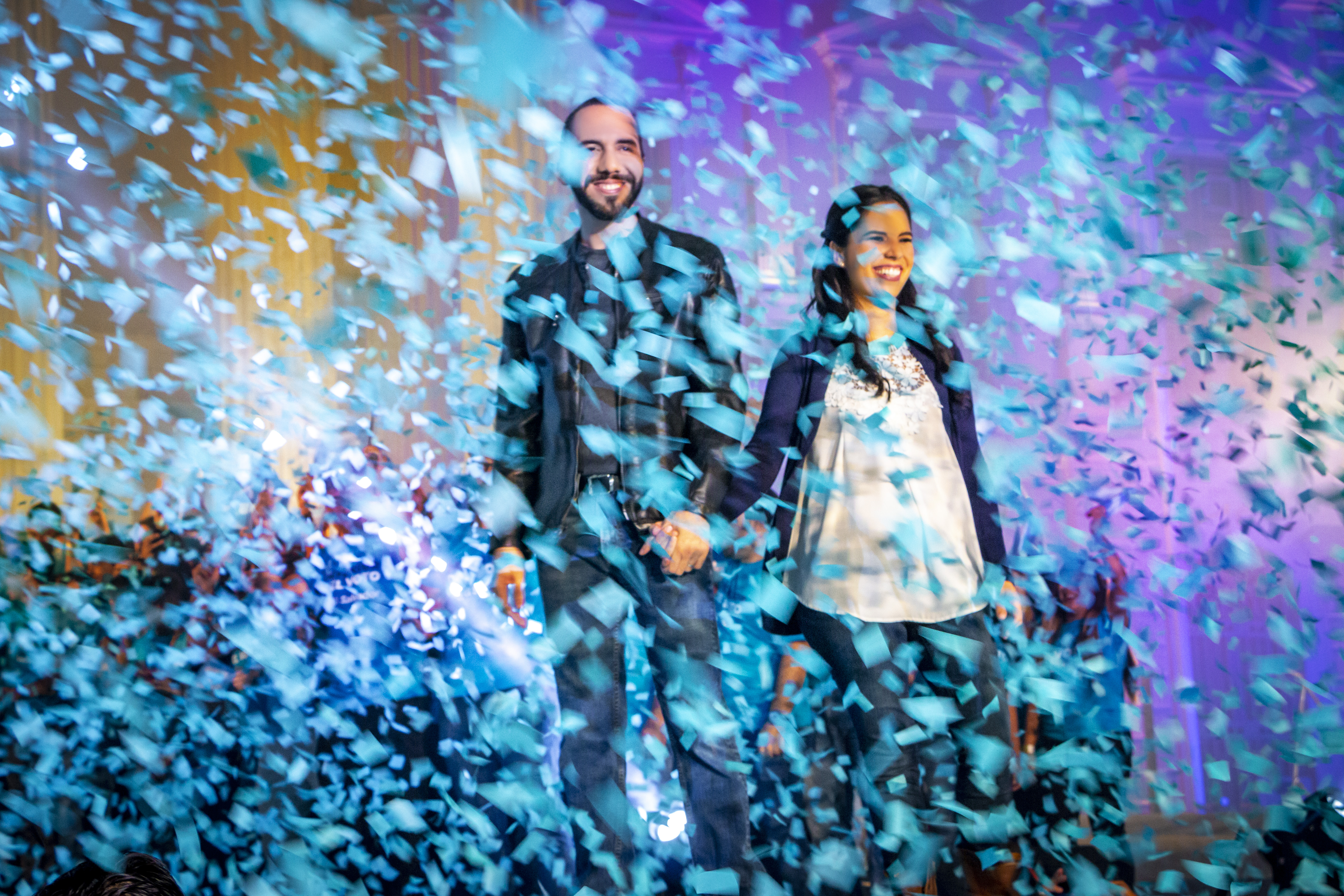
Nayib Bukele y Gabriela de Bukele durante 2019.

En las elecciones presidenciales del 3 de febrero de 2019, tanto el partido de derecha, ARENA, como el partido de izquierda, FMLN, sufrieron el rechazo de la mayor parte de la población, rompiendo con el bipartidismo de los últimos treinta años y dieron entrada al poder a un nuevo partido, GANA en alianza también con el partido político Nuevas Ideas que ganarían en estas elecciones presidenciales con el candidato Nayib Bukele (exedil capitalino y exalcalde de Nuevo Cuscatlán, que fue de donde incursionó en la política nacional).
En marzo de 2020, la pandemia de COVID-19, que se inició en 2019, se extendió a El Salvador y afectó a la política salvadoreña, ya que hubo algunos desacuerdos entre los tres poderes del Estado, referentes a algunas decisiones tomadas por Bukele durante la emergencia sanitaria.
En las elecciones parlamentarias de febrero de 2021, el partido Nuevas Ideas obtuvo el 58 % de concejos municipales y el 66 % de los diputados de la Asamblea Legislativa, debido al descontento popular hacia los funcionarios elegidos en las elecciones parlamentarias de 2018 que pertenecían a los partidos ARENA y FMLN. Con ello, Nuevas Ideas se convirtió en la primera fuerza política dejando atrás el bipartidismo de las décadas pasadas.
El 3 de septiembre de 2021, la Sala de lo Constitucional de la Corte Suprema de Justicia falló que el presidente de la República puede cumplir dos mandatos consecutivos y anuló una sentencia anterior de 2014 que establecía que los presidentes deben esperar diez años para postularse a la reelección; lo que le permitió a Bukele postularse como candidato para un segundo período.
El 27 de marzo de 2022, el gobierno declaró la guerra contra las pandillas e impuso el régimen de excepción (que se ha prorrogado a lo largo del mandato de Bukele) para detener y disolver los grupos pandilleriles. Si bien esas medidas lograrían reducir la cantidad de homicidios y las extorsiones, también recibirían críticas y denuncias por parte de organizaciones no gubernamentales, nacionales e internacionales debido a acusaciones de detenciones arbitrarias y torturas por parte de las fuerzas policiales, las muertes de detenidos bajo custodia estatal, el hacinamiento carcelario, y otras violaciones de los derechos humanos, así como la manipulación de cifras de la reducción de homicidios.
El 1 de junio de 2023, debido a que para este punto el país se encontraba dividido en 262 municipios, Bukele propuso la reducción a 44 municipalidades. El 13 de junio, la Asamblea Legislativa aprobó la ley de reestructuración municipal, con la que los antiguos 262 municipios pasaron a ser distritos de los nuevos 44 municipios que fueron nombrados según su ubicación en el departamento.
El 30 de noviembre de 2023, Bukele y el vicepresidente Félix Ulloa solicitaron licencia del cargo, para inscribirse como candidatos en las próximas elecciones, y que el gobierno del país fuese ocupado interinamente por la designada Claudia Rodríguez, siendo la primera mujer en ejercer la jefatura de Estado. En febrero de 2024, Bukele fue reelecto en las elecciones presidenciales de 2024, bajo la bandera del partido Nuevas Ideas, y el 1 de junio asumió su segundo mandato.